# Politische Gemeinde
Die politischen Gemeinden – so die offizielle Bezeichnung in den Kantonen Graubünden, Nidwalden, St. Gallen, Thurgau und Zürich – sind die unterste Ebene im dreistufigen Staatsaufbau der Schweiz (Bund – Kanton – Gemeinde). Sie sind öffentlich-rechtliche Körperschaften des kantonalen Rechts mit eigener Rechtspersönlichkeit.
In den Kantonen Aargau, Appenzell Ausserrhoden, Basel-Landschaft, Basel-Stadt, Bern, Obwalden, Solothurn, Uri und Zug werden sie als Einwohnergemeinden, in den Kantonen Jura und Wallis als Munizipalgemeinden bzw. communes municipales und in den Kantonen Freiburg, Genf, Glarus (bis Ende 2010 Ortsgemeinden), Luzern, Neuenburg, Schaffhausen, Schwyz, Tessin und Waadt schlicht als Gemeinden bzw. communes, comunes bezeichnet. Im Kanton Appenzell Innerrhoden werden die politischen Gemeinden Bezirke genannt.
Auch die sich als Stadt bezeichnenden Orte haben als Gebietskörperschaften diese Rechtsform. Eine Stadt ist immer auch eine politische Gemeinde.

## Staatsrecht

### Aufgaben

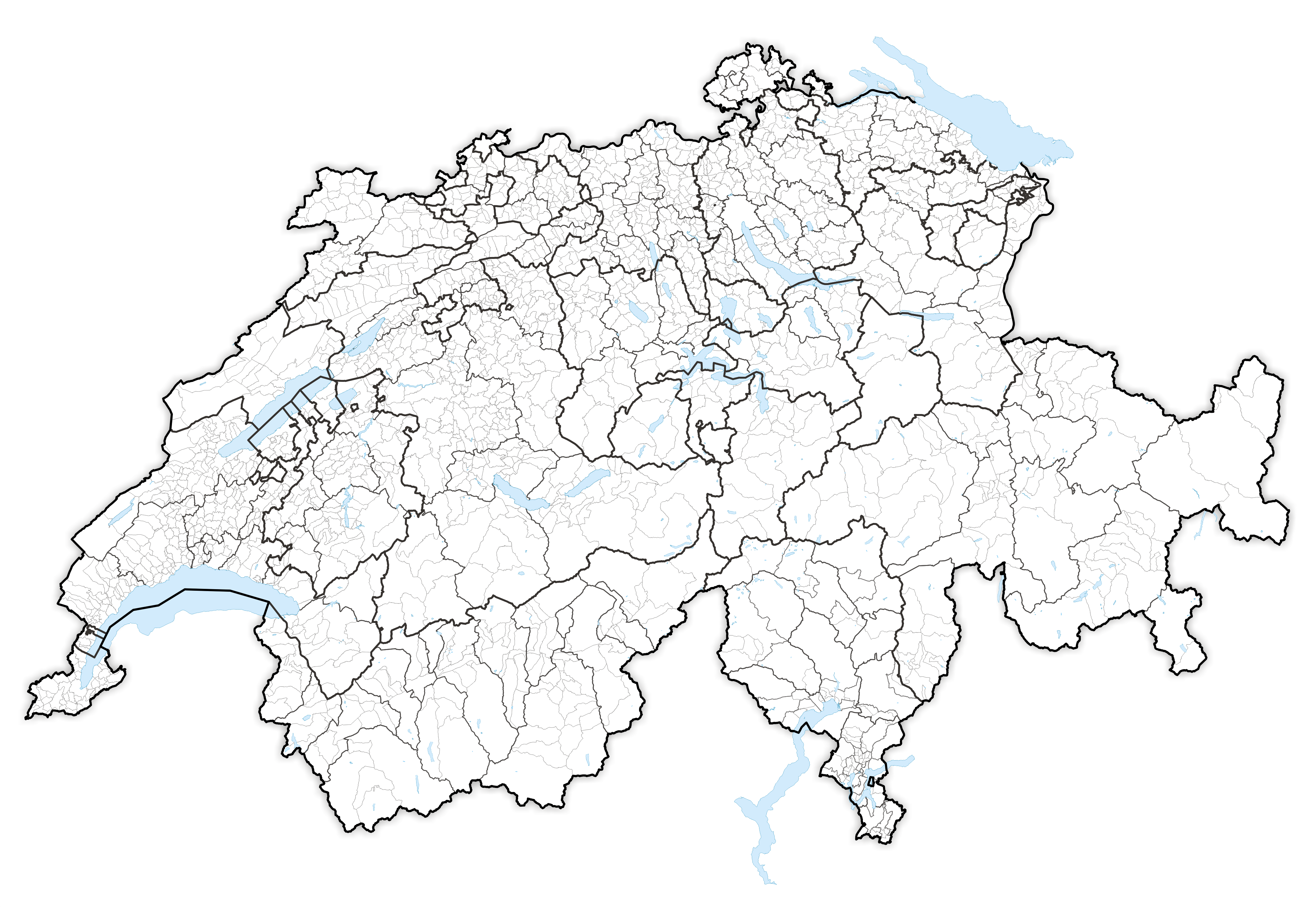
Gemeinden in der Schweiz per 6. April 2025

Das Aufgabenfeld der politischen Gemeinden wird in den kantonalen Verfassungen unterschiedlich definiert. Nach einer ersten Gruppe «nehmen sie alle öffentlichen Aufgaben wahr, für die weder der Bund noch der Kanton zuständig sind» (KV Zürich, Art. 83), nach einer zweiten «erfüllen [sie] die Aufgaben, die ihnen vom Bund und Kanton übertragen werden» (KV Bern, Art. 112), und eine dritte Gruppe verbindet das autonome mit dem übertragenen Element: «Die Gemeinden erfüllen ihre eigenen und die ihnen vom Kanton übertragenen Aufgaben» (KV Luzern, Art. 69).
Faktisch können drei Kategorien von Gemeindezuständigkeiten unterschieden werden: erstens die Aufgaben, die den Gemeinden von der kantonalen Gesetzgebung zur Ausführung übertragen werden; zweitens die Aufgaben, für die das kantonale Recht lediglich den Rahmen festlegt, den die Gemeinden mehr oder weniger selbständig ausfüllen können; und drittens können die Gemeinden Aufgaben an die Hand nehmen, die in den Bereich ihrer Selbstverwaltung fallen. Eine Zuweisung von Aufgaben unmittelbar durch das Bundesrecht kommt nur ausnahmsweise vor, da einerseits die Ansprechpartner des Bundes die Kantone sind (aus denen er sich staatsrechtlich konstituiert), und anderseits die Gemeinden Körperschaften des kantonalen Rechts sind.

### Autonomie
Der Umfang der Gemeindeautonomie wird durch das jeweilige kantonale Recht geregelt. Grundsätzlich verfügen die politischen Gemeinden über eine «allgemeine Residualkompetenz», wobei diese je nach Kanton einen sehr unterschiedlichen Umfang aufweisen kann. Im Allgemeinen kann man sagen, dass die Gemeindeautonomie von Ost nach West abnimmt; am grössten ist sie traditionell im Kanton Graubünden, der bis Mitte des 19. Jahrhunderts eine Föderation aus Gemeinden («Gerichtsgemeinden») bildete.
Auch die Organisationsautonomie der Gemeinden, also der Grad, wie weit das kantonale Recht Vorgaben zur Ausgestaltung der kommunalen Behörden, der direktdemokratischen Volksrechte usw. macht, unterscheidet sich innerhalb der Schweiz sehr stark. Beträchtlich ist sie in den Kantonen Zürich, Bern, Uri, Obwalden, Basel-Landschaft, Graubünden und Thurgau; besonders gering hingegen in Schwyz, Freiburg, Waadt, Genf und Jura. Ausgebaut wurde sie in den letzten Jahrzehnten im Kanton Basel-Stadt. Die den Gemeinden vom kantonalen Recht überlassenen organisationsrechtlichen Freiräume werden in der Regel von den sogenannten Gemeindeordnungen (in Schaffhausen und Graubünden Gemeindeverfassung, in Bern und Wallis auch Organisationsreglement und in Uri Gemeindesatzung genannt) ausgefüllt, die der Genehmigung durch die Kantonsregierung bedürfen. In den Kantonen Waadt und Genf hingegen wird die Gemeindeorganisation vollständig durch den kantonalen Gesetzgeber normiert.
Die Europäische Charta der kommunalen Selbstverwaltung – die auch von der Schweiz ratifiziert wurde – weist in der Präambel darauf hin, dass die kommunalen Gebietskörperschaften eine der wesentlichen Grundlagen jeder demokratischen Staatsform sind und dass dieses Recht auf kommunaler Ebene am unmittelbarsten ausgeübt werden kann. Den Schutz und die Stärkung der kommunalen Selbstverwaltung erachtet sie als wichtigen Beitrag zum Aufbau eines Europas, das sich auf die Grundsätze der Demokratie und der Dezentralisierung der Macht gründet.

### Versammlungsgemeinden und Parlamentsgemeinden

#### Gemeindeversammlung
In der grossen Mehrheit der politischen Gemeinden, deren zusammengerechnete Einwohnerzahl allerdings relativ bescheiden ist, steht der kommunalen Exekutive die Gemeindeversammlung als Legislative gegenüber, in der sich die stimmberechtigte Bevölkerung versammelt, um über das Budget, die Rechnung und grundlegende Erlasse zu befinden. In den übrigen, oft bevölkerungsreichen politischen Gemeinden tritt ein Gemeindeparlament (manchenorts auch Einwohnerrat genannt) an die Stelle der Gemeindeversammlung.

#### Gemeindeparlament
Gemeindeparlamente stellen in der lateinischen Schweiz den Normalfall dar. So wird es in den Kantonen Genf, Neuenburg, Tessin und Waadt jeweils vom kantonalen Recht allen oder fast allen politischen Gemeinden vorgeschrieben. In den anderen Kantonen sind es die mittelgrossen und grossen Gemeinden, die ein Parlament eingerichtet haben. Vergleichsweise zahlreich sind die Gemeinden mit Parlament in Bern (23 Gemeinden), Freiburg (27 Gemeinden) und Graubünden (17 Gemeinden). Es folgen Zürich (13 Gemeinden), Wallis (11 Gemeinden), Aargau (10 Gemeinden), Schaffhausen, Basel-Landschaft und Jura (je 5 Gemeinden) sowie Luzern und Thurgau (je 4 Gemeinden). Nur 1 Gemeinde bis 3 Gemeinden mit Parlament gibt es in den Kantonen Appenzell Ausserrhoden, Basel-Stadt, St. Gallen, Solothurn und Zug. Ausschliesslich Gemeindeversammlungen und keine Parlamente kennen die Kantone Appenzell Innerrhoden, Glarus, Nidwalden, Obwalden, Schwyz und Uri. (Alles Stand 2023.)

### Weitere Gemeindearten
Ausserdem gibt es in vielen Kantonen weitere als «Gemeinden» bezeichnete Körperschaften, die keine politische Hoheit über ein Territorium ausüben, jedoch einen bestimmten öffentlichen Zweck erfüllen. Dazu zählen etwa Schulgemeinden (Appenzell Innerrhoden, St. Gallen, Thurgau, Zürich), Bürgergemeinden (Aargau, Basel-Stadt, Basel-Landschaft, Bern, Graubünden, Jura, Obwalden, St. Gallen, Solothurn, Tessin, Thurgau, Uri, Wallis und Zug) und Korporationsgemeinden (Innerschweiz, Glarus und St. Gallen).
Eine weitere Sonderform der Gemeinden sind schliesslich die Kirchgemeinden, die es in allen Kantonen gibt und die eine Vielzahl von Besonderheiten aufweisen. Sie sind zwar in den meisten Kantonen Körperschaften des öffentlichen Rechts, aber nicht (mehr) den kantonalen Gemeindegesetzen unterstellt, sondern fast überall durch landeskirchliches Recht geordnet. Auf vom Kanton erlassenen Kirchengesetzen beruhen sie lediglich noch in den Kantonen Bern und Zürich.

## Geschichte
Die moderne politische Gemeinde ist ein Produkt der Helvetik (1798–1803). Im Mittelalter und der Frühen Neuzeit waren die Verhältnisse komplizierter: Die Hohe und die Niedere Gerichtsbarkeit konnte bei unterschiedlichen Herrschaften liegen, daneben bestanden die wirtschaftliche Grundherrschaft und gegebenenfalls ein Marktrecht und das religiöse Kirchenpatronat. Städte und auch einzelne Talschaften konnten auch reichsunmittelbar sein.
Im 18. Jahrhundert waren Gemeinden vor allem als Nutzungsgenossenschaften und Bürgermeinden organisiert, die auf einer persönlichen Mitgliedschaft beruhten. Die Hintersassen waren Ansässige ohne Bürgerrecht und damit ohne jegliche politischen Rechte. Die Helvetik schuf 1798 einerseits Munizipalgemeinden (Einwohnergemeinden), die alle Bewohner eines Ortes umfassten und nicht allein dessen Bürger, und anderseits die heutigen Bürgergemeinden, denen die Verwaltung der bisherigen bürgerlichen Güter zukam (Gemeindedualismus); gleichzeitig hob sie die politischen Vorrechte der Ortsbürger auf. Die Hintersassen wurden zu Bürgern der Helvetischen Republik erklärt, und das Stimmrecht war neu grundsätzlich vom Einwohnerprinzip bestimmt (ab 1801 allerdings mit zunehmenden Einschränkungen nach Vermögen oder Steuerleistung). Die territoriale Gliederung der neuen Einwohnergemeinden folgte in vielen Fällen den alten Kirchgemeinden oder althergebrachten Strukturen wie Talschaften und Bergschaften. Die genauen Gebietseinteilungen blieben während der kurzen Zeit der Helvetik im Fluss, weshalb keine genaue Anzahl der Munizipalitäten in der Helvetischen Republik angegeben werden kann. Die Kartenproduktion dieser Zeit konnte mit den Veränderungen nicht Schritt halten: Die genauste Karte der Helvetik war der Atlas Suisse, im Massstab 1:120'000, erschienen zwischen 1796 und 1802. Die vor 1798 erschienenen Blätter zeigen teilweise Gemeindegrenzen, die danach erschienenen Blätter verzichten angesichts ihrer starken Veränderlichkeit darauf.
In der Mediationszeit (1803–1813) wurde die alte Organisation nach Bürgerprinzip teilweise wiederhergestellt. Erst während der Regeneration (1830–1848) setzten die Kantone nach und nach das Einwohnerprinzip wieder durch, teilweise vor dem Hintergrund schwerer politischer Auseinandersetzungen (Züriputsch). In der Bundesverfassung von 1848 wurde die Niederlassungsfreiheit aller Schweizer Bürger in allen Kantonen garantiert, allerdings nach dem Prinzip des Heimatorts, d. h. einem Stimmrecht nur in der angestammten Gemeinde, nicht am aktuellen Wohnsitz. Die Kantone waren jedoch frei, modernere Systeme vorzusehen.
Die endgültige Aufhebung alter Rechtsverhältnisse, nach denen Ortsbürger gegenüber einfachen Bürgern der politischen Gemeinde zusätzliche Privilegien geniessen konnten, erfolgte erst mit der Totalrevision der Bundesverfassung 1874. Die revidierte Verfassung garantierte nun auch das Stimmrecht auf kommunaler Ebene am Wohnsitz. Die Bürgergemeinden blieben in vielen Kantonen als Personalkörperschaften des öffentlichen Rechts bestehen.

## Änderungen im Bestand der Gemeinden

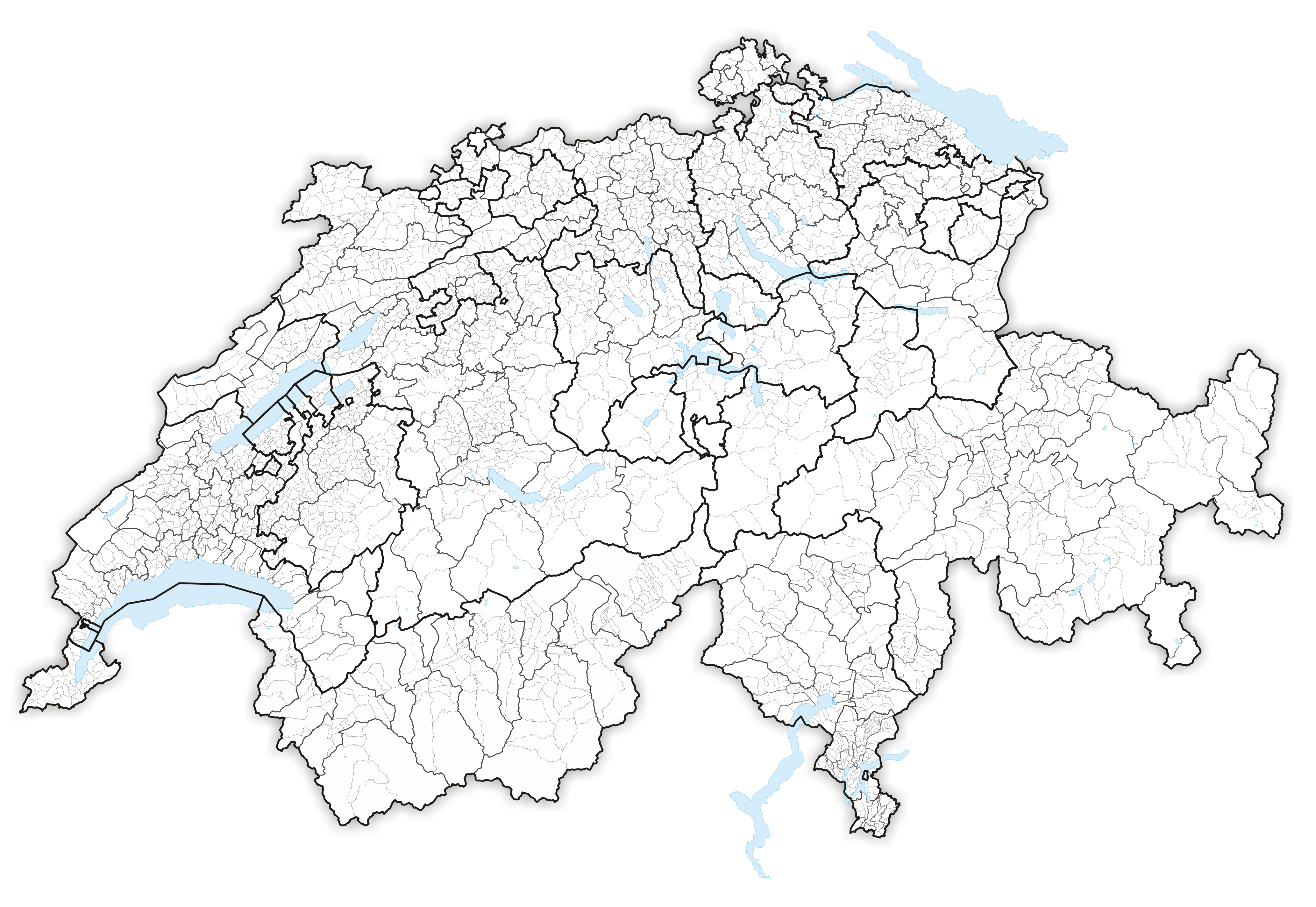
1. Januar 1850 bis 22. März 1850
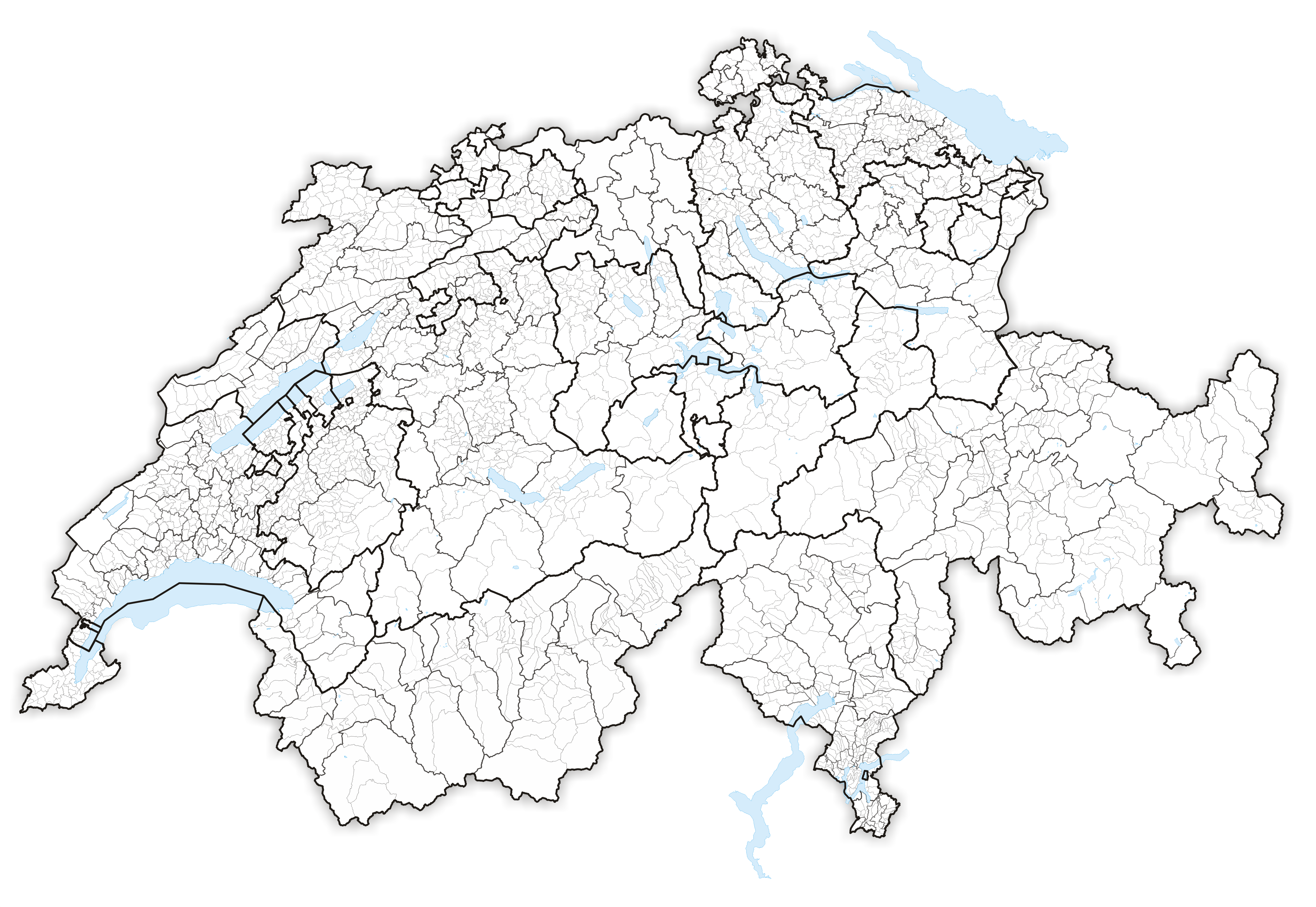
23. März 1850 bis 31. Dezember 1850
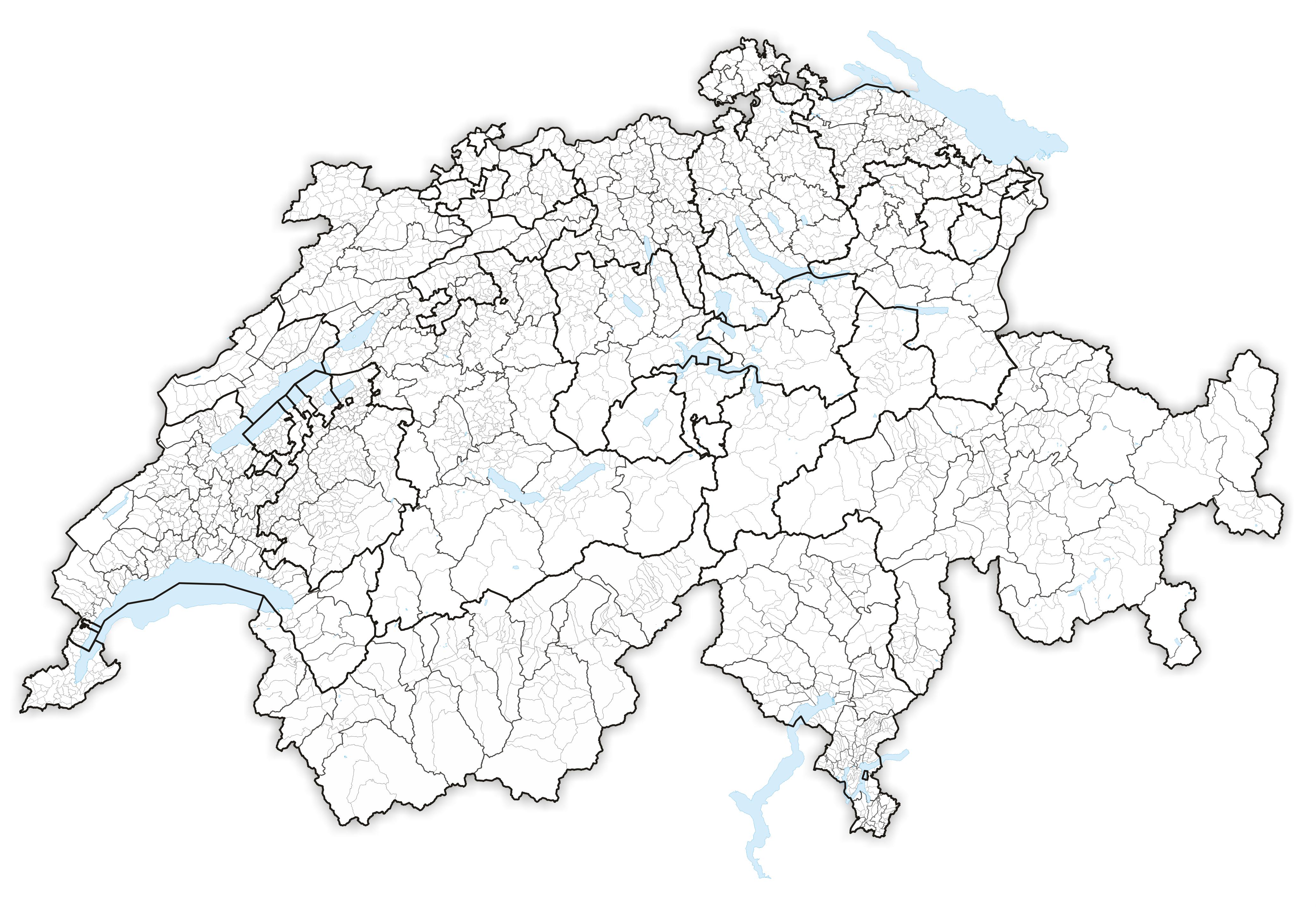
1. Januar 1851 bis 31. Dezember 1851
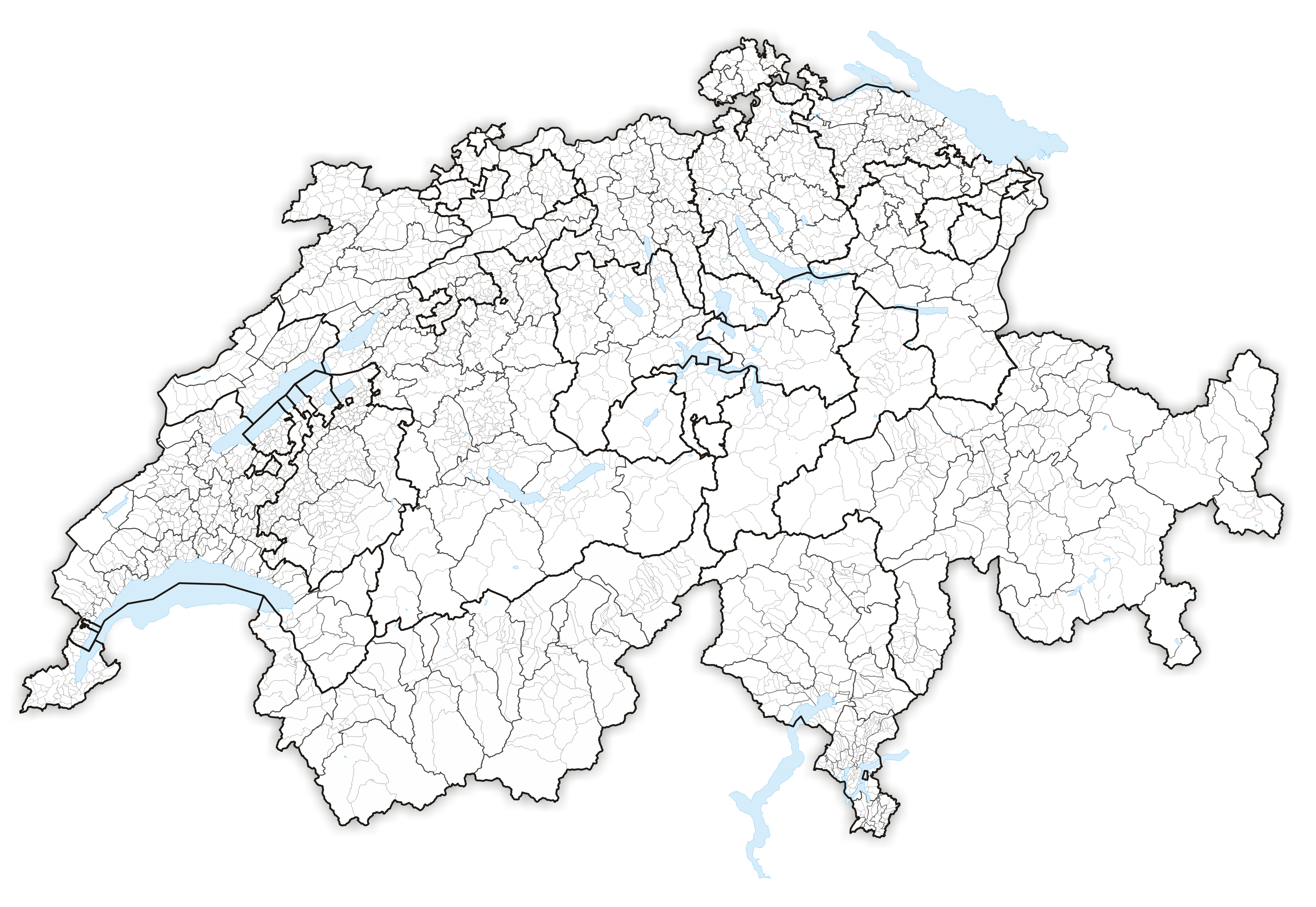
1. Januar 1852 bis 31. Dezember 1852
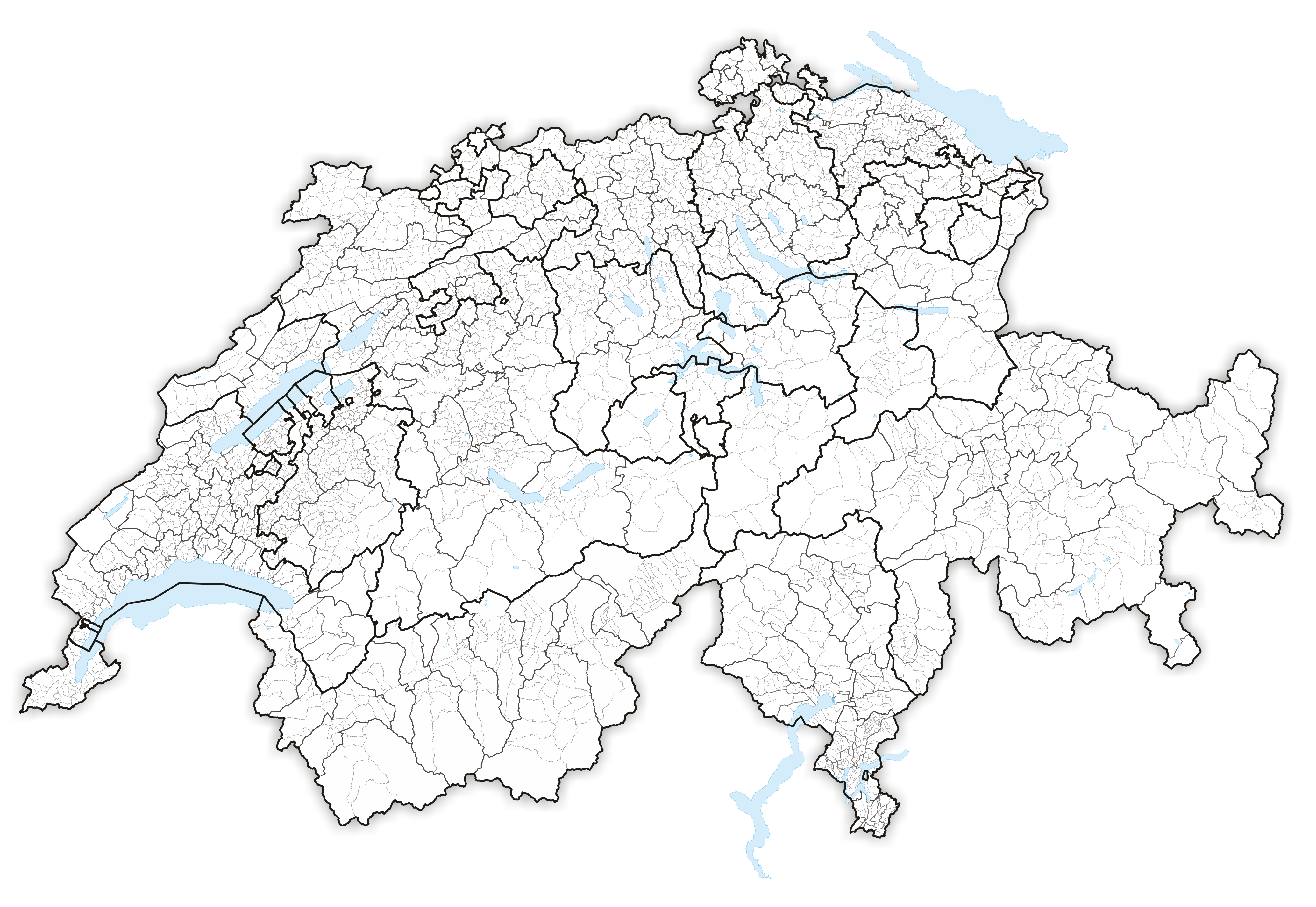
1. Januar 1853 bis 31. Dezember 1853
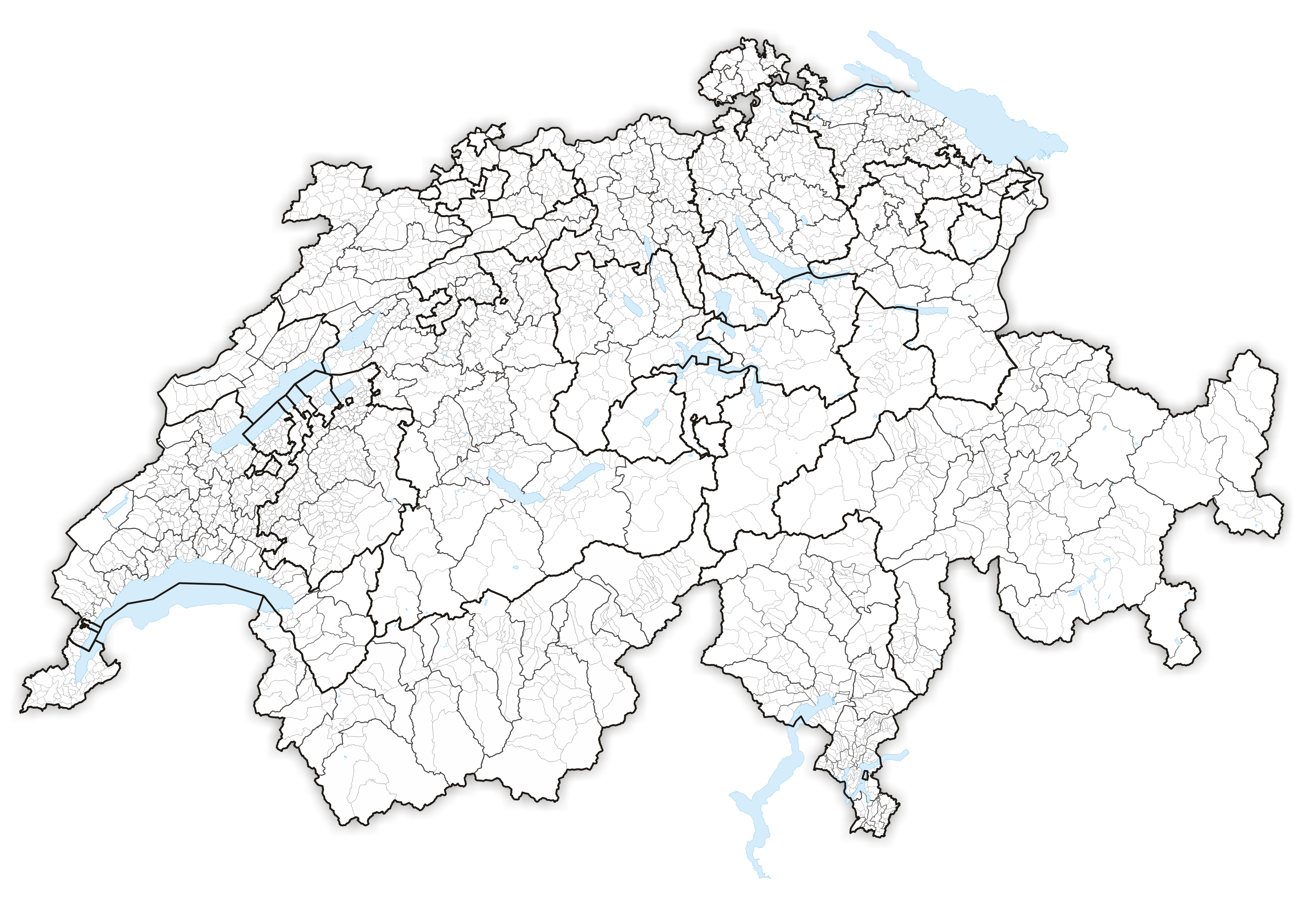
1. Januar 1854 bis 31. Dezember 1854
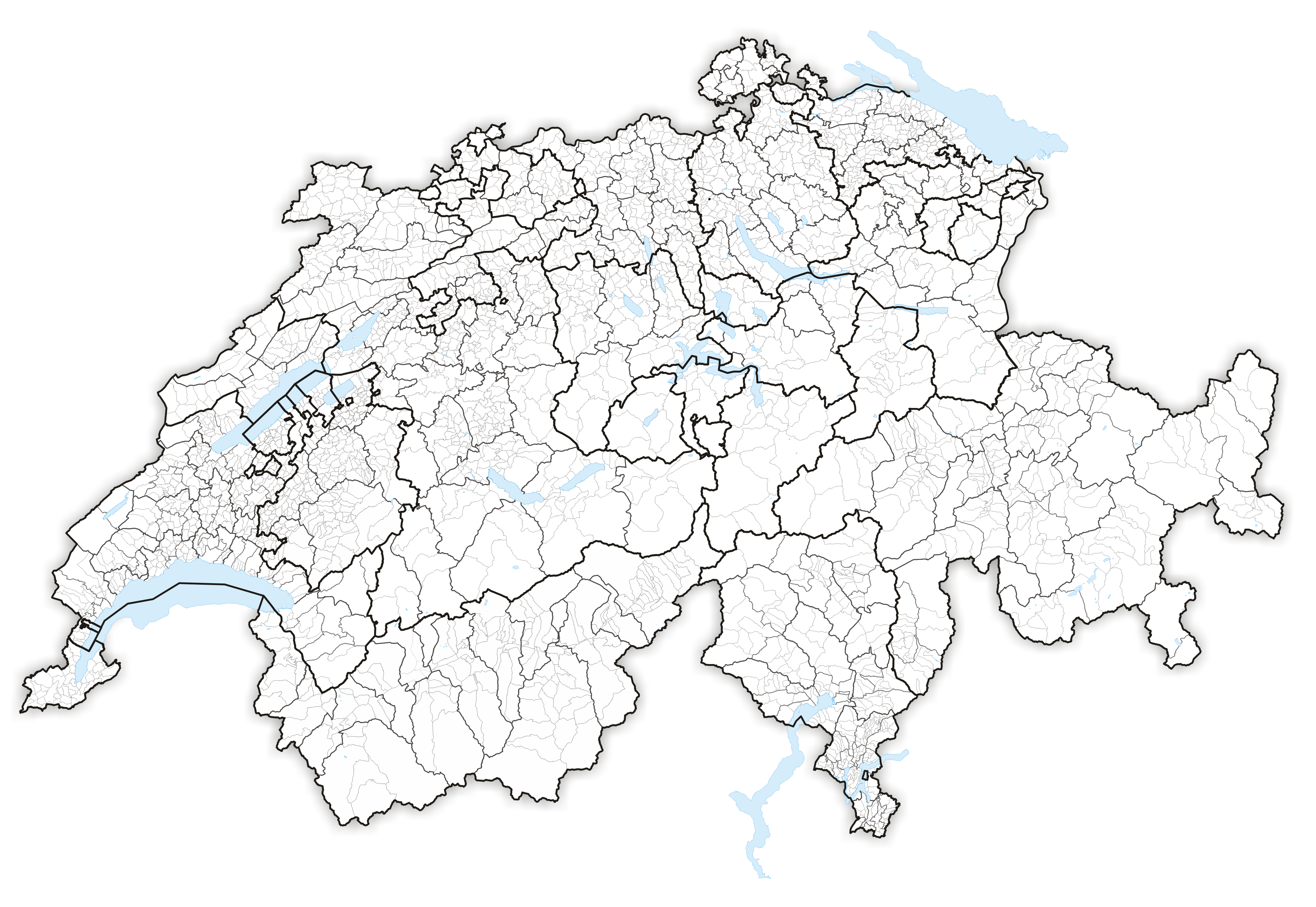
1. Januar 1855 bis 31. Dezember 1856
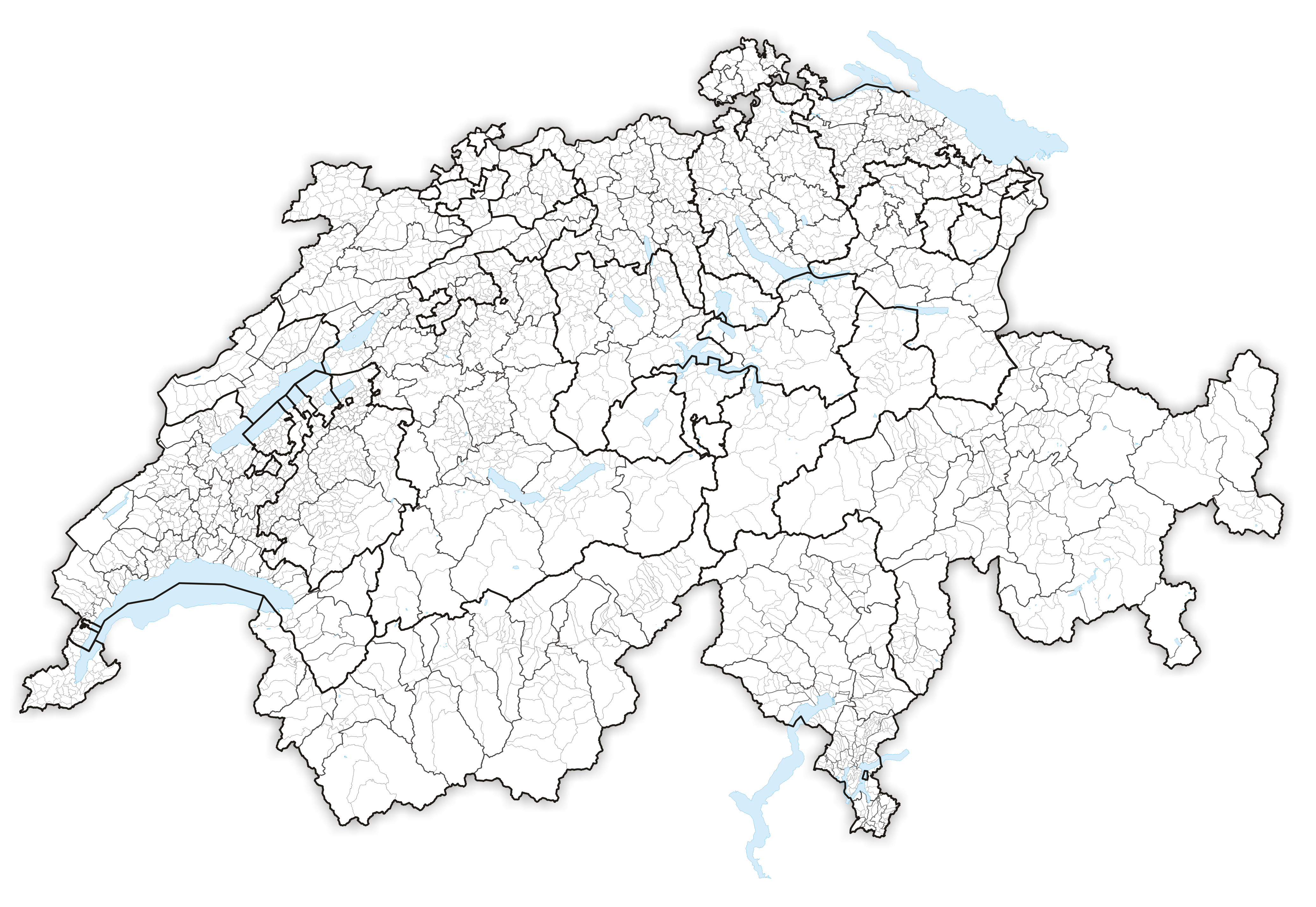
1. Januar 1857 bis 31. Dezember 1857
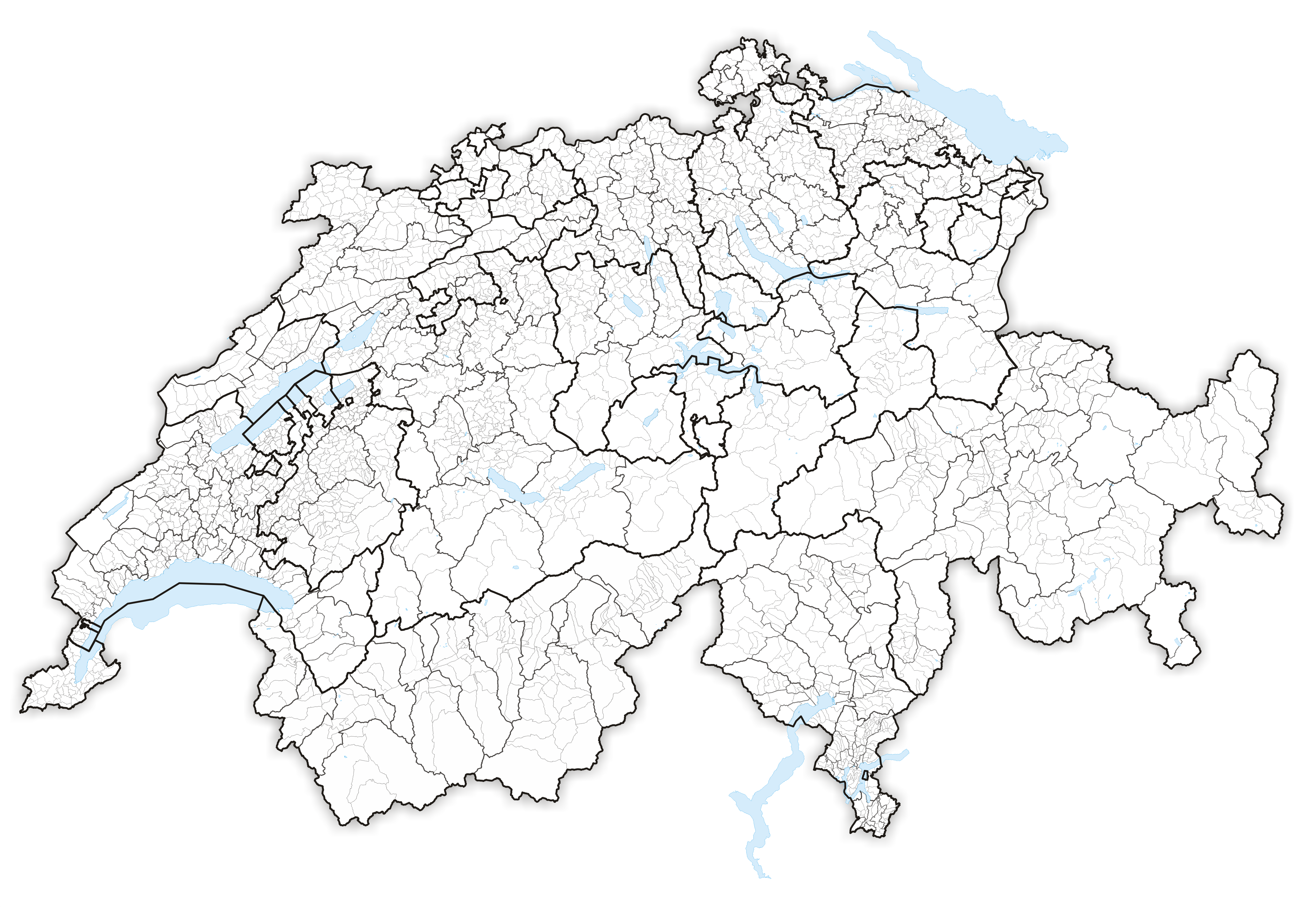
1. Januar 1858 bis 31. Dezember 1858
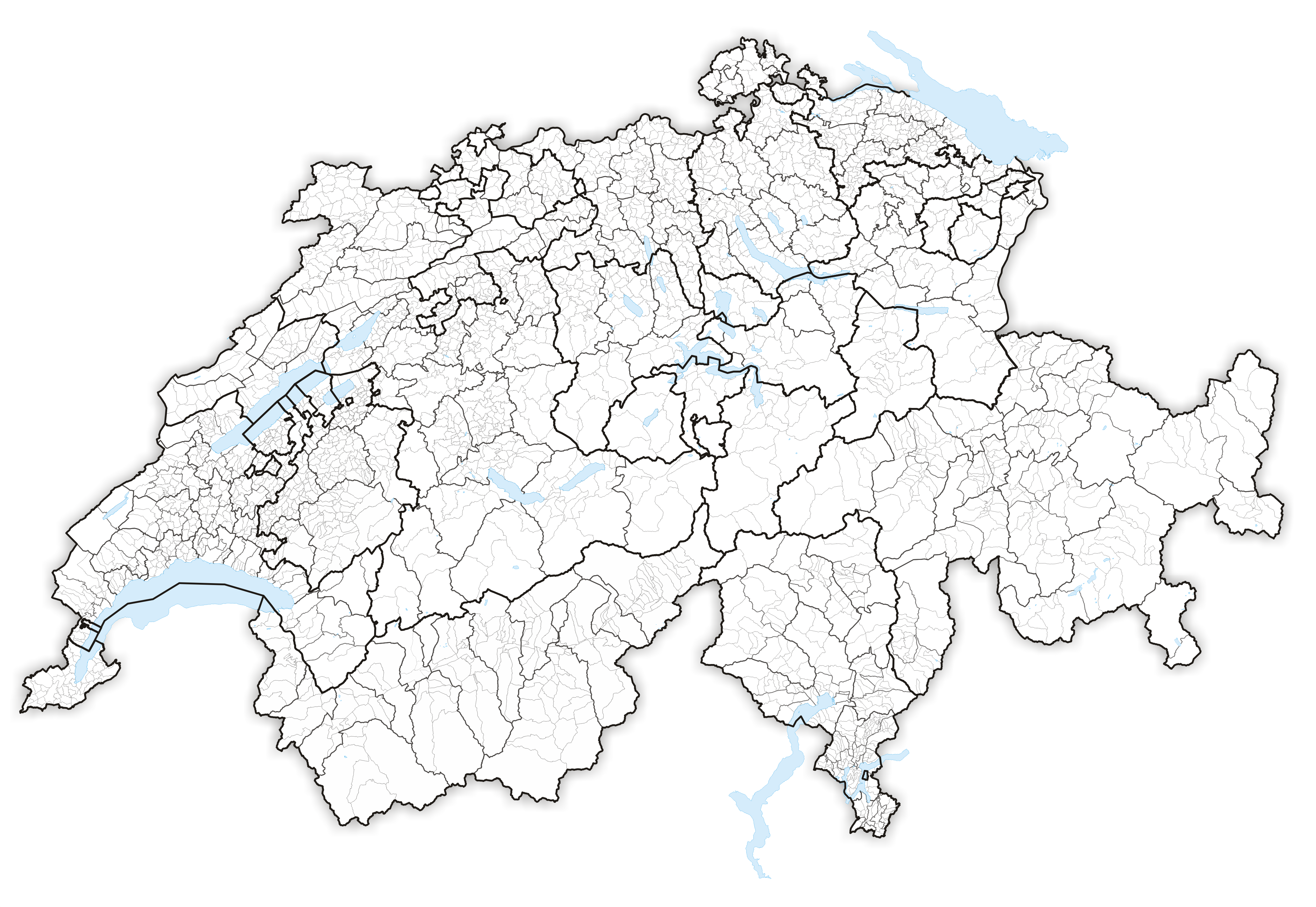
1. Januar 1859 bis 31. Dezember 1859
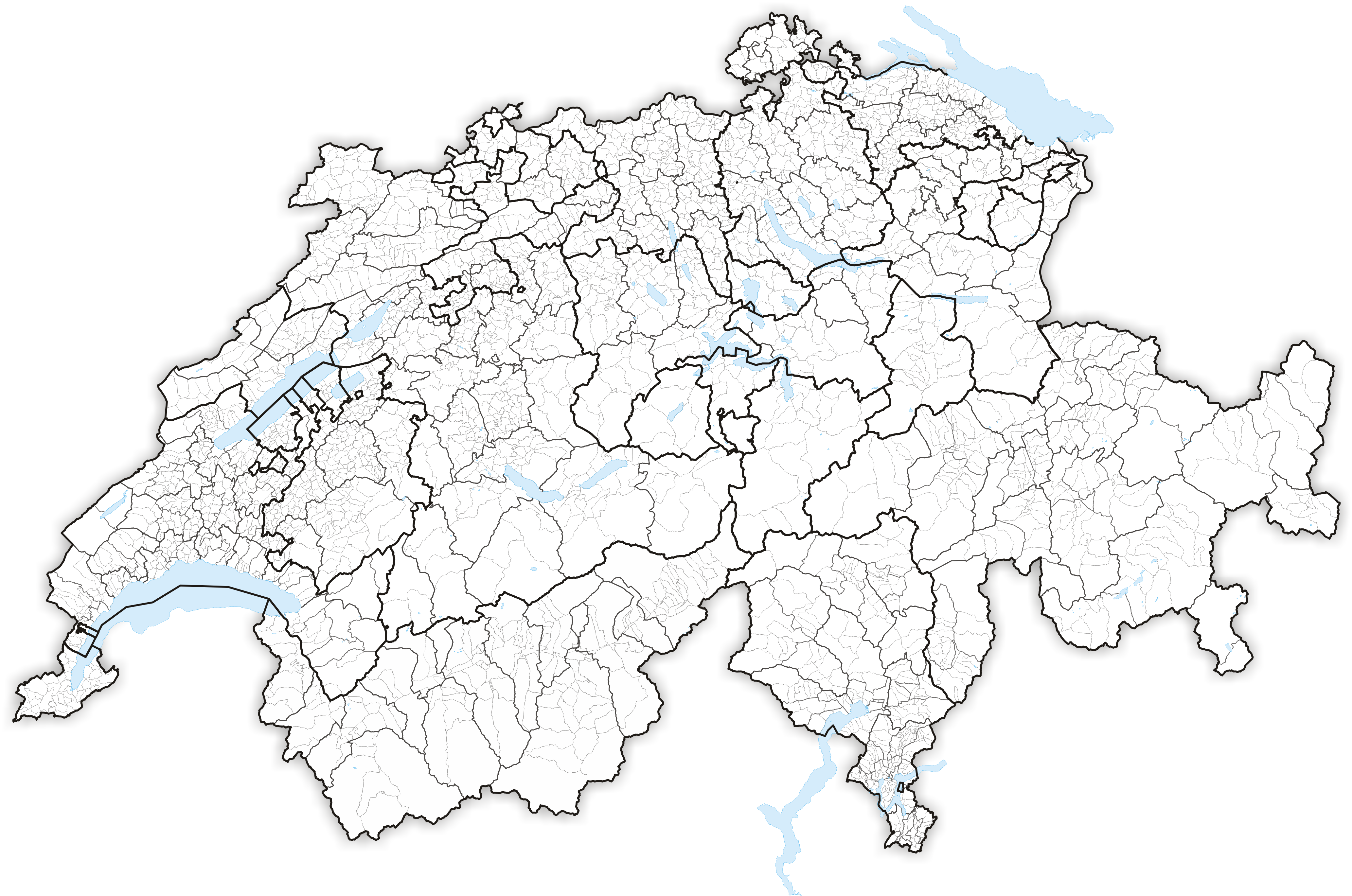
1. Januar 1860 bis 31. Dezember 1861
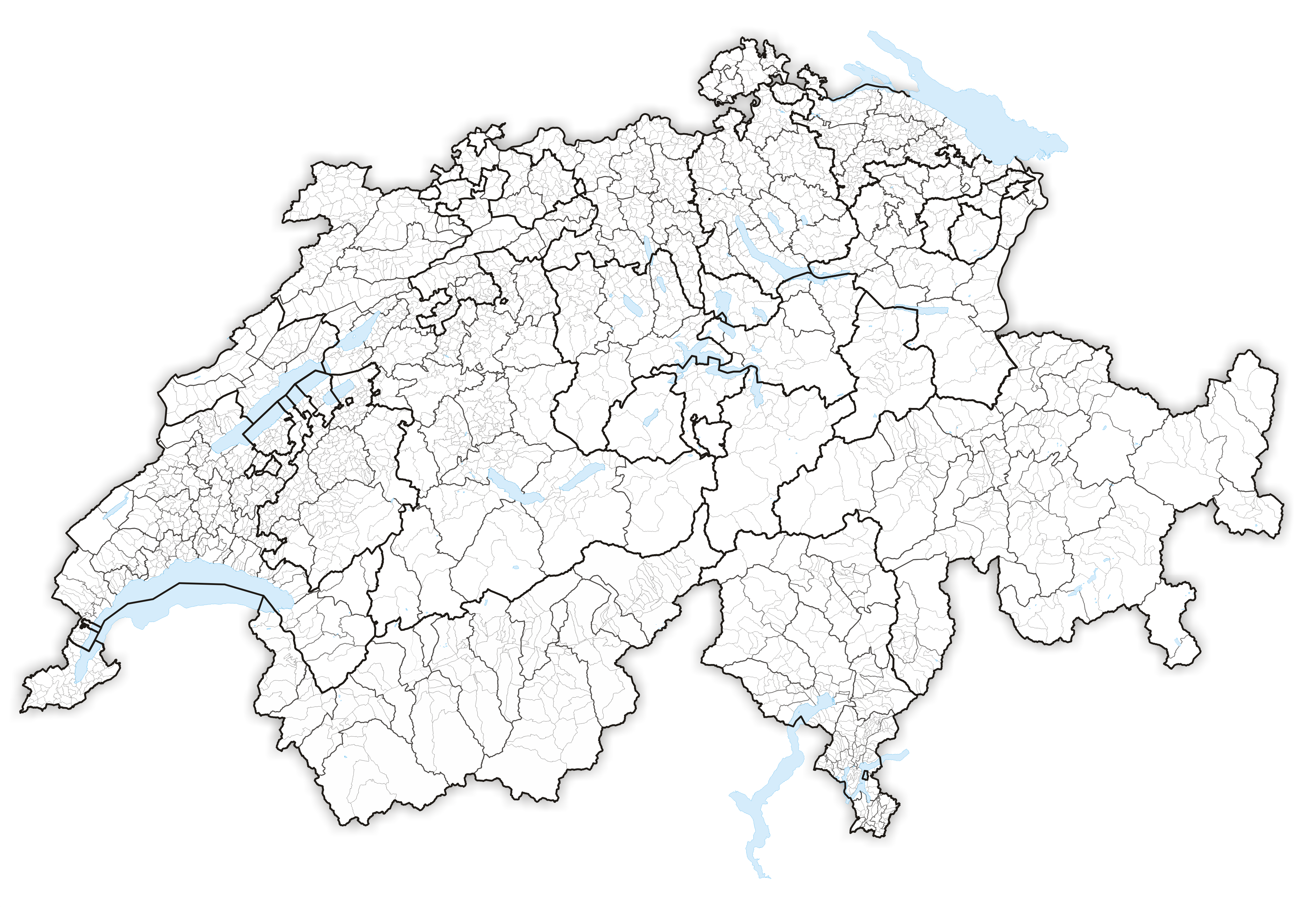
1. Januar 1862 bis 31. Dezember 1863
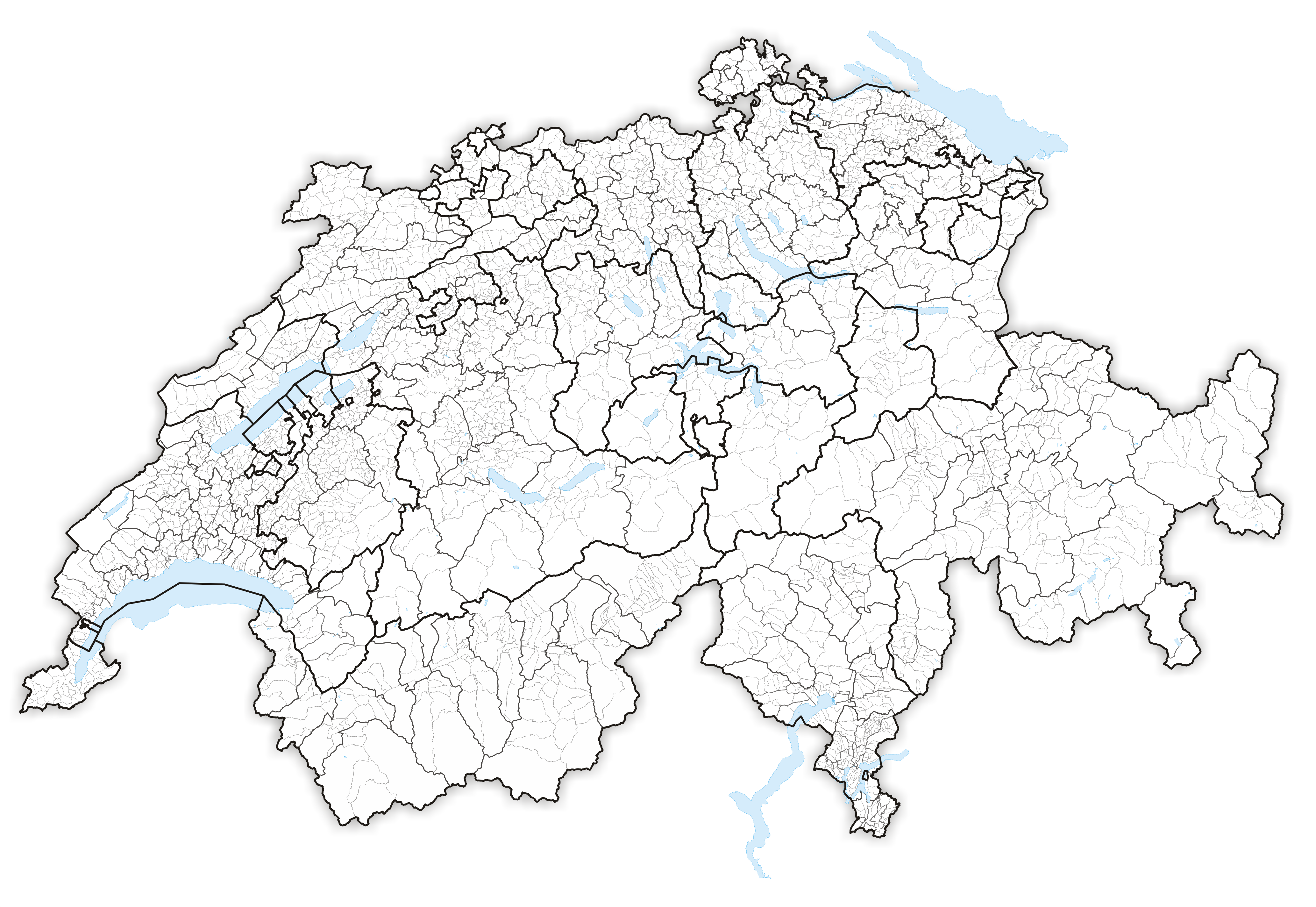
1. Januar 1864 bis 31. Dezember 1865
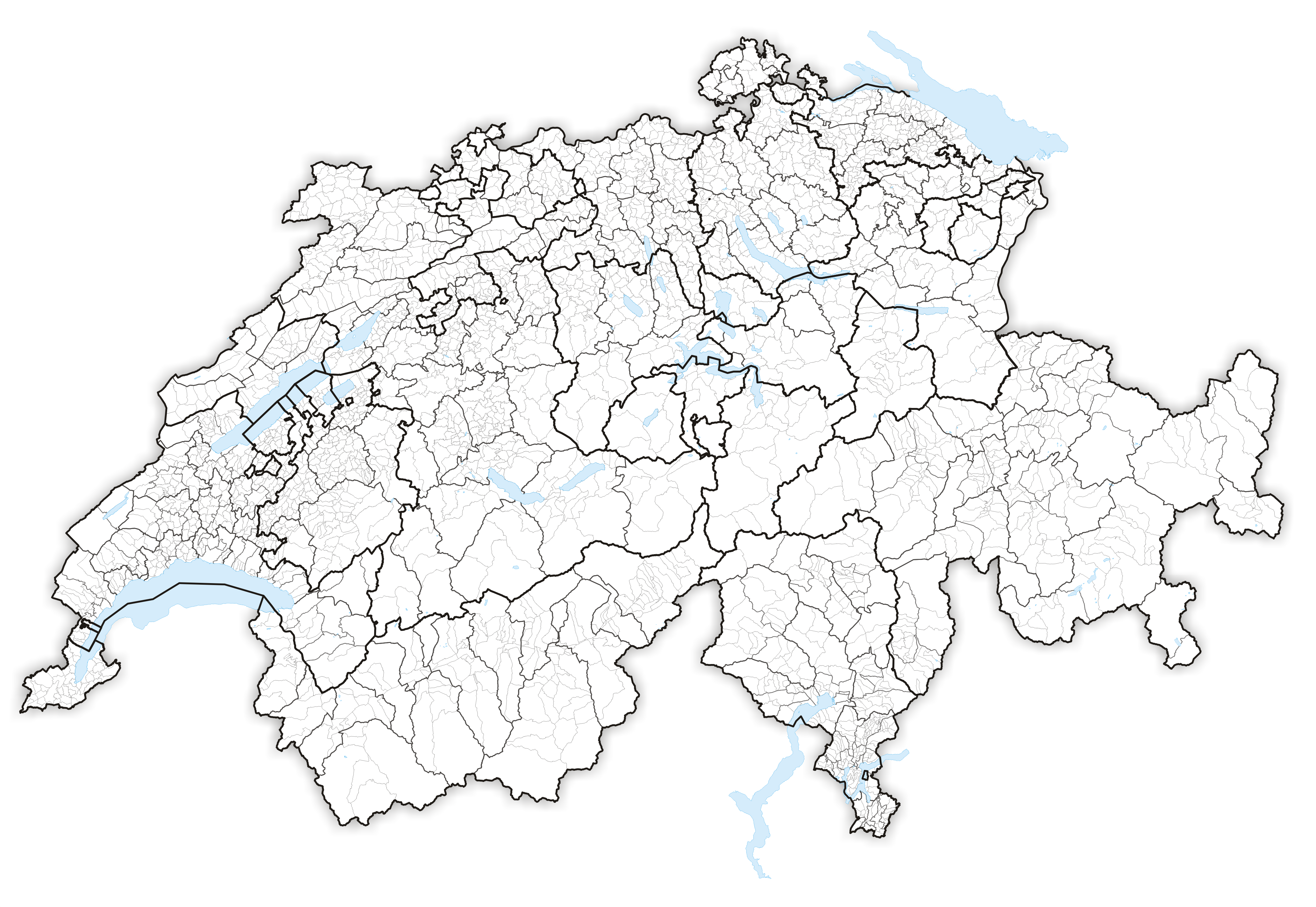
1. Januar 1866 bis 31. Dezember 1866
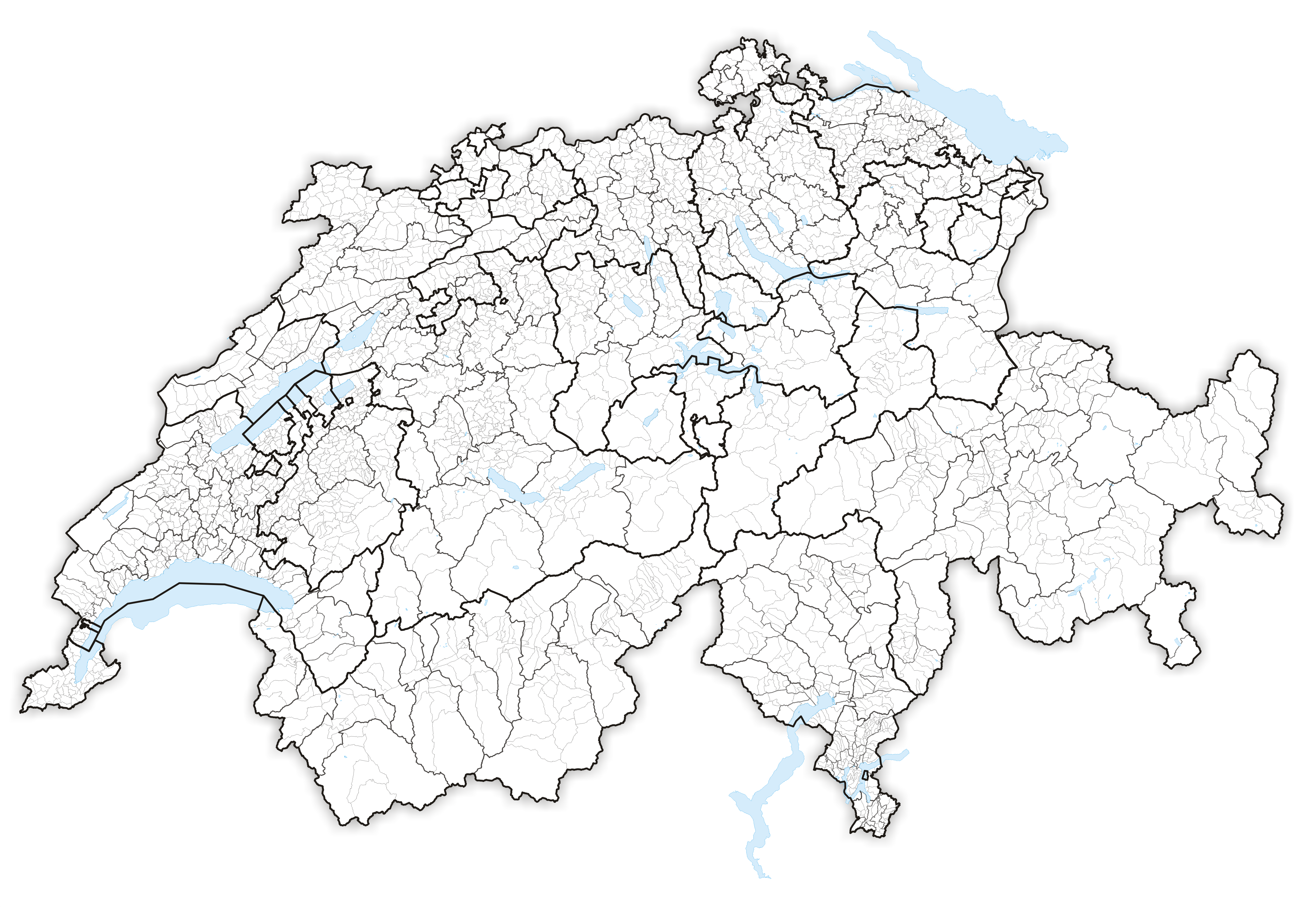
1. Januar 1867 bis 31. Dezember 1867
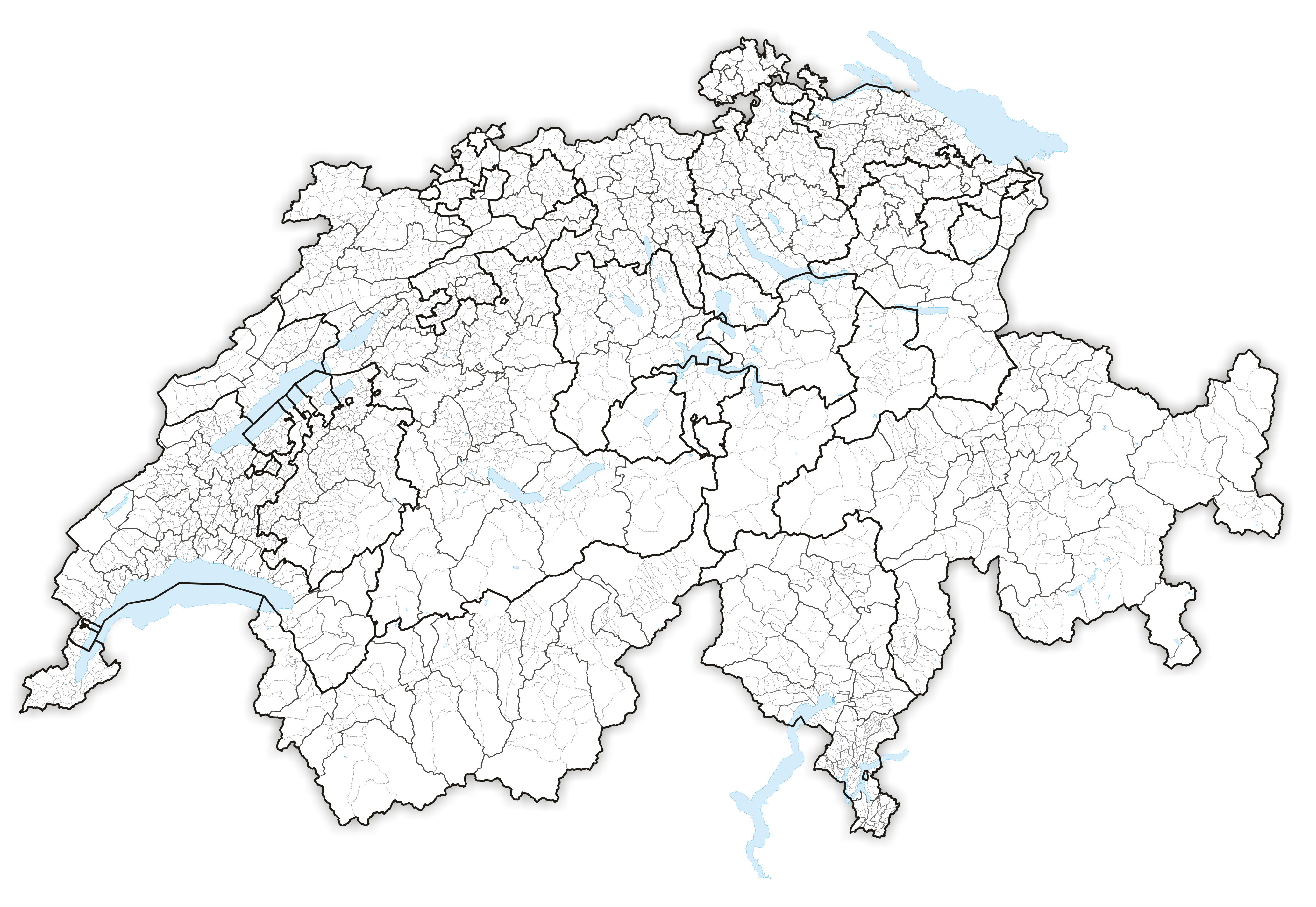
1. Januar 1868 bis 31. Dezember 1868
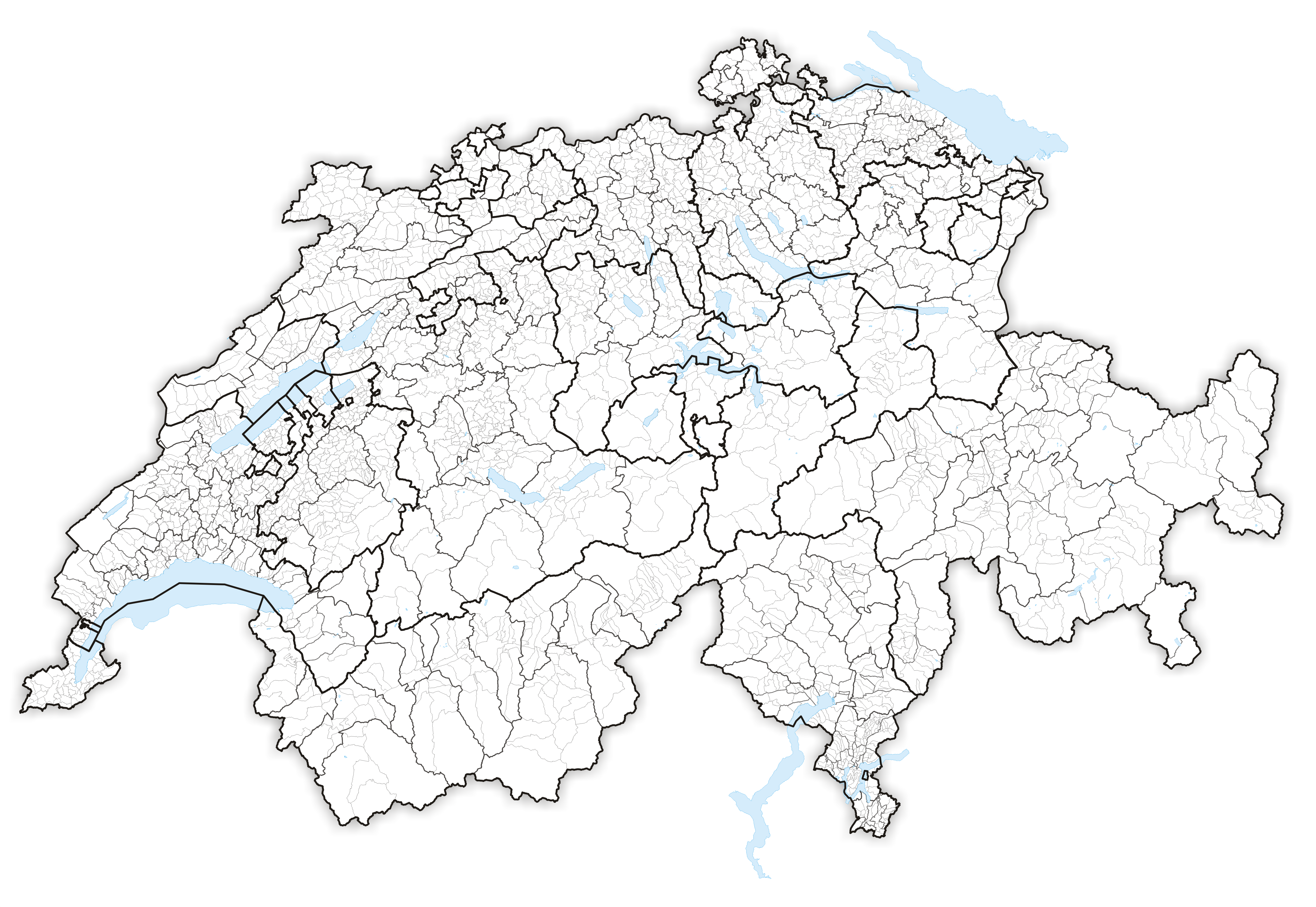
1. Januar 1869 bis 31. Dezember 1869
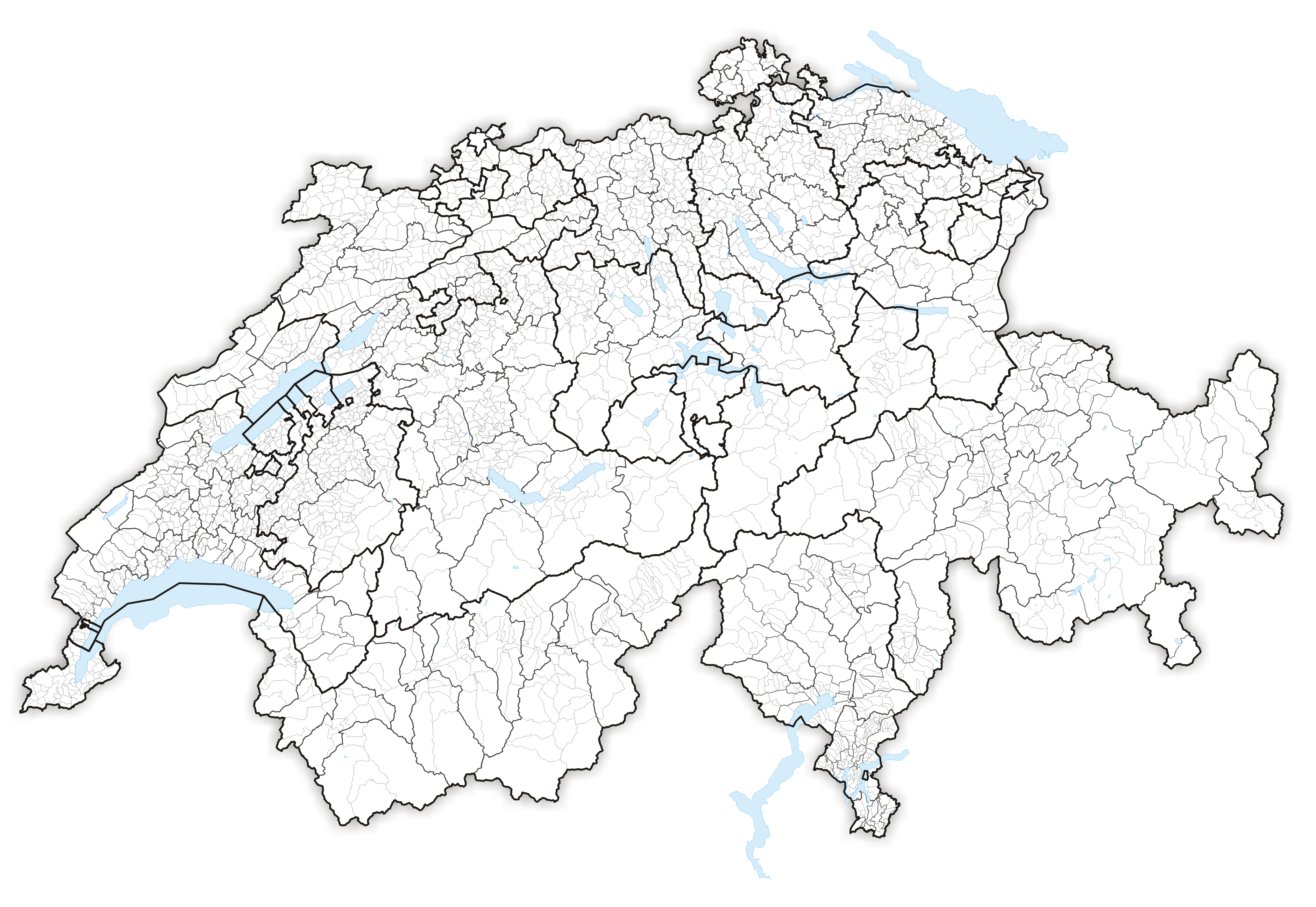
1. Januar 1870 bis 31. Dezember 1870
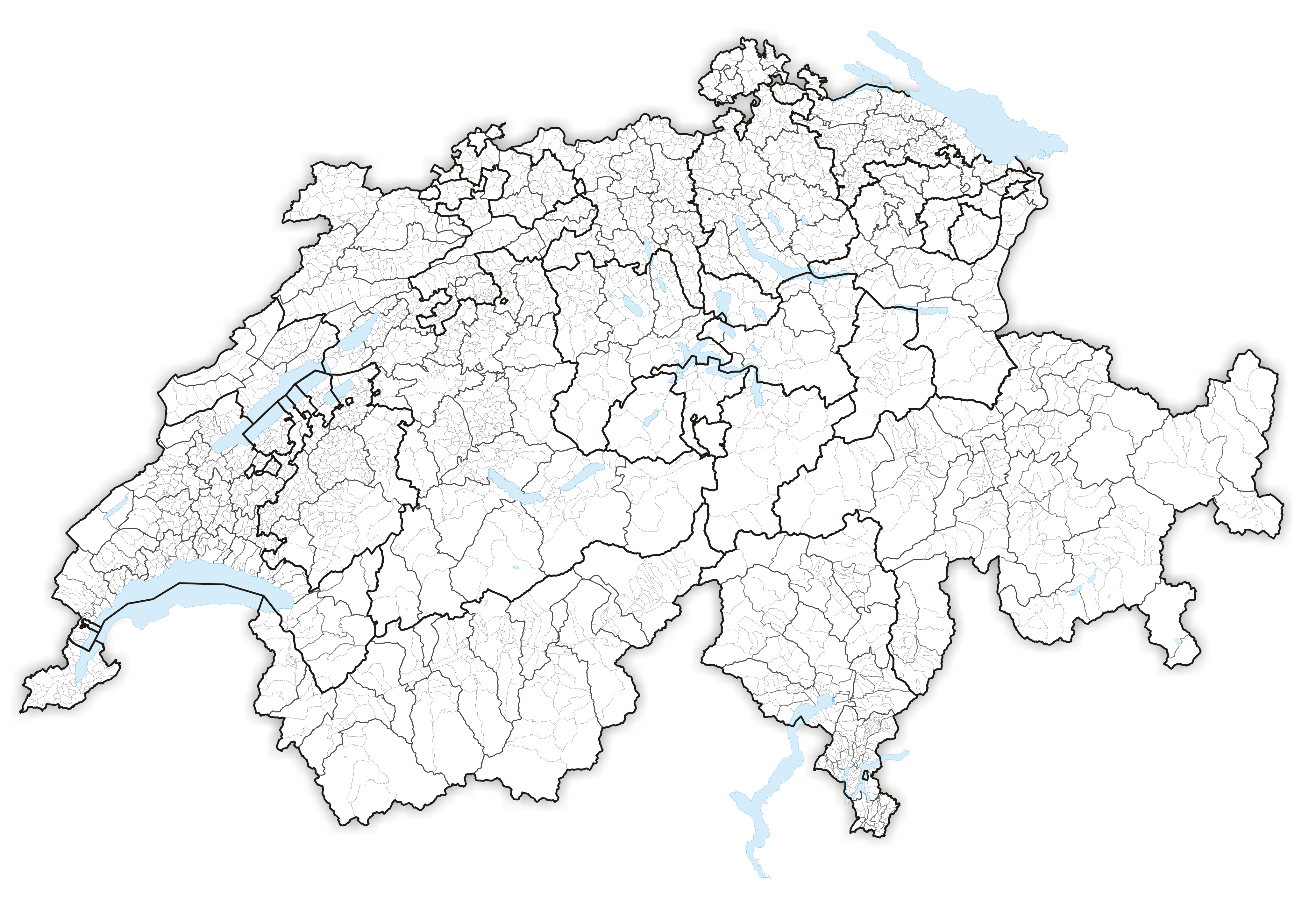
1. Januar 1871 bis 31. Dezember 1871
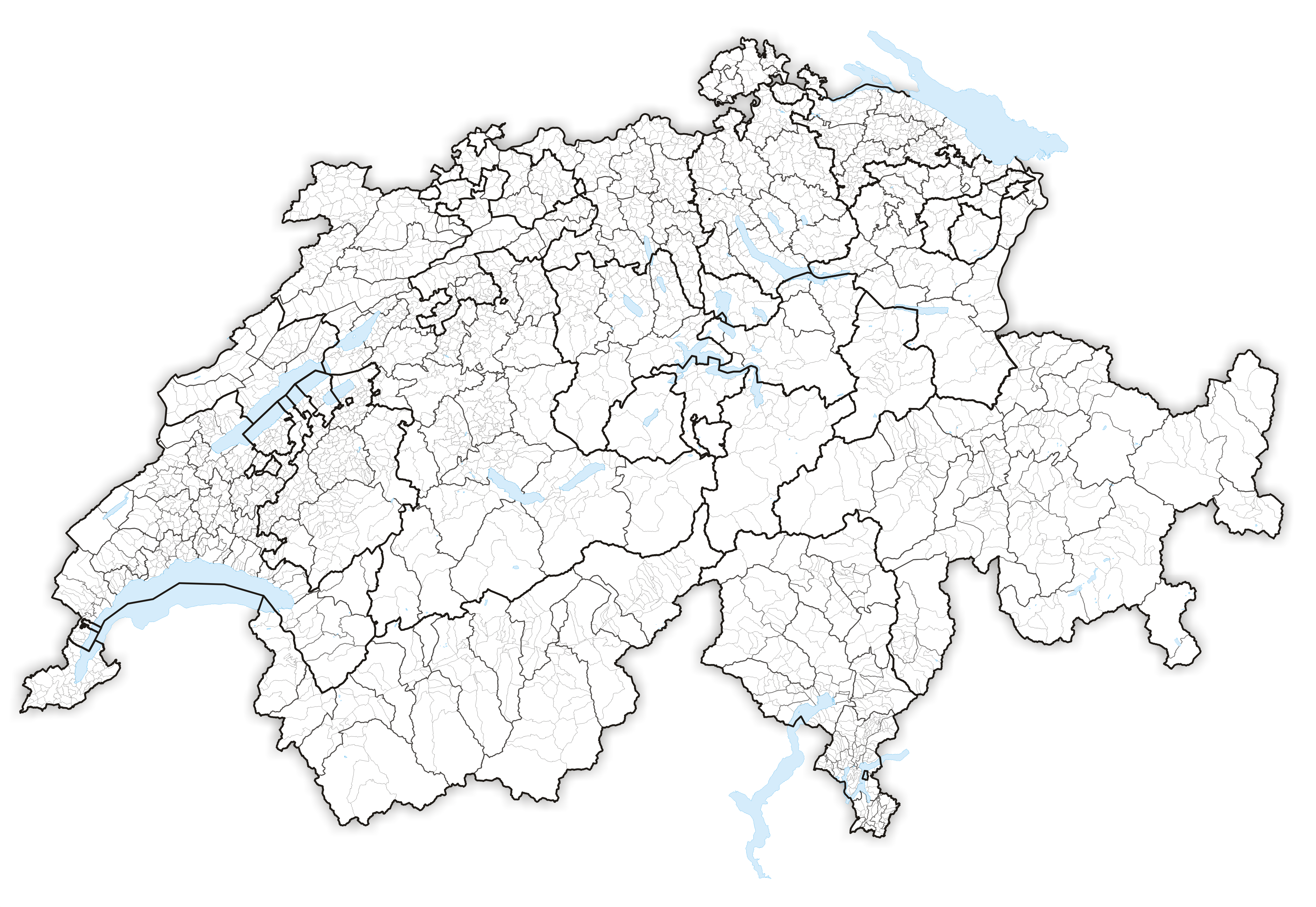
1. Januar 1872 bis 31. Dezember 1872
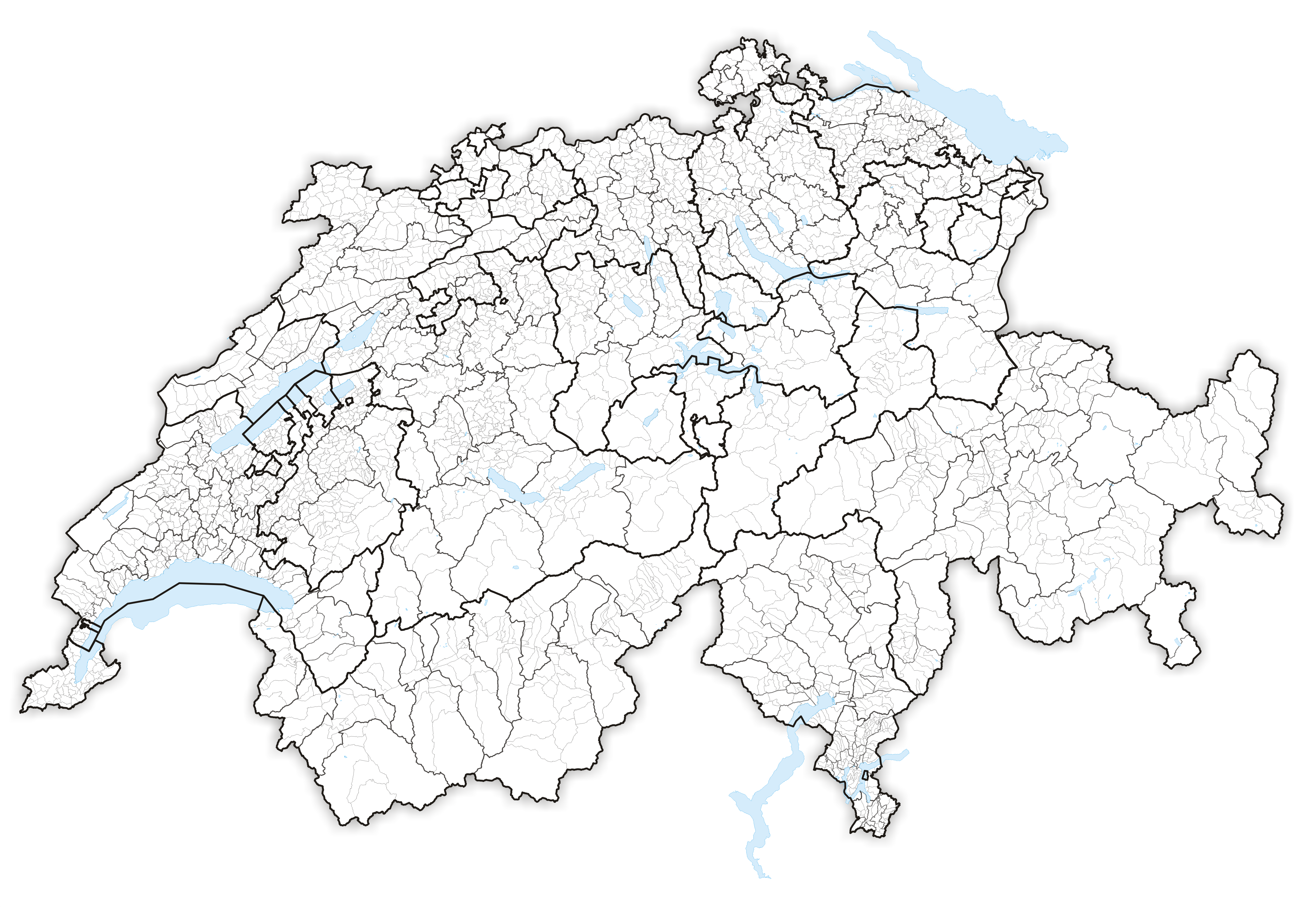
1. Januar 1873 bis 31. Dezember 1873
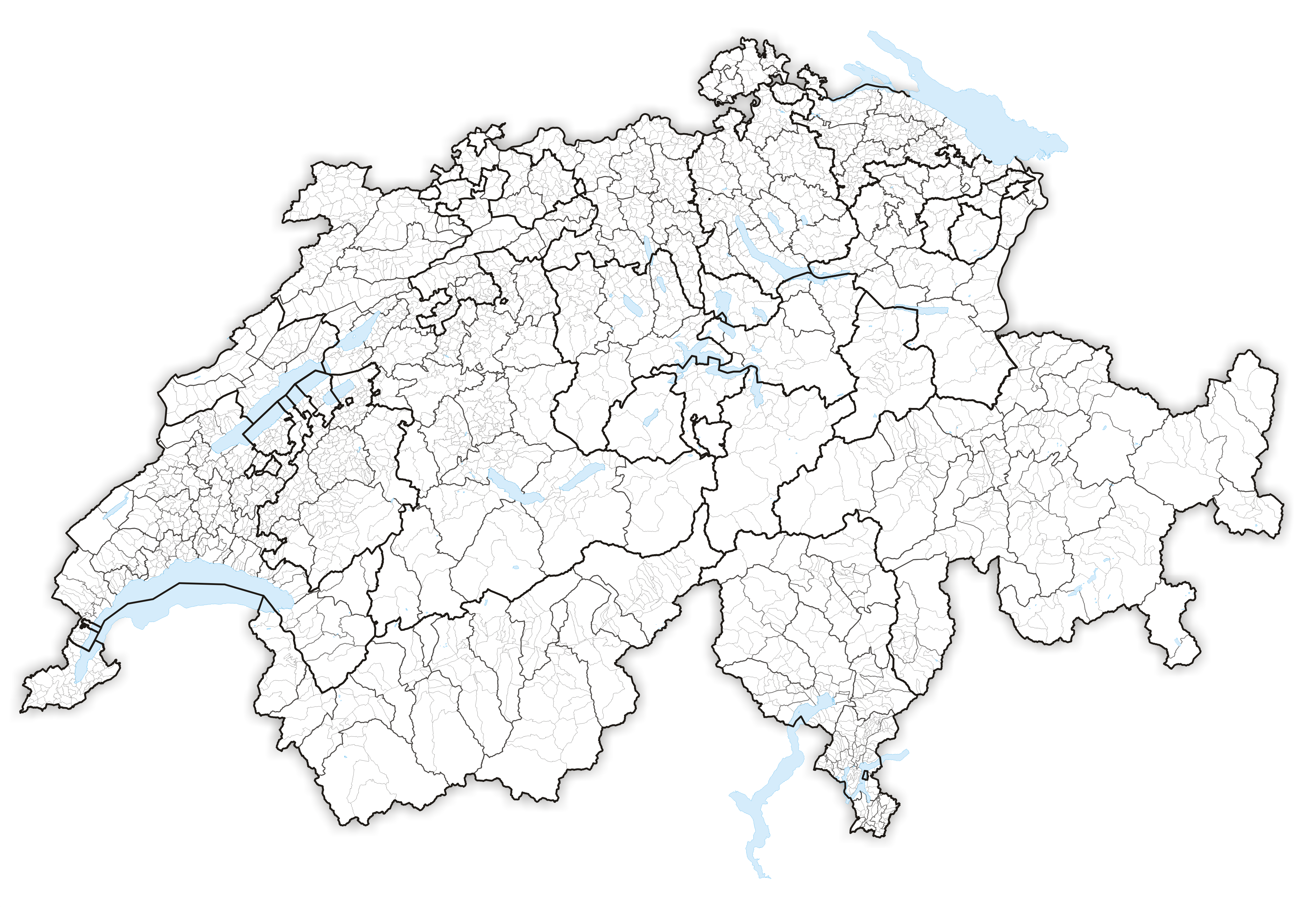
1. Januar 1874 bis 31. Dezember 1874
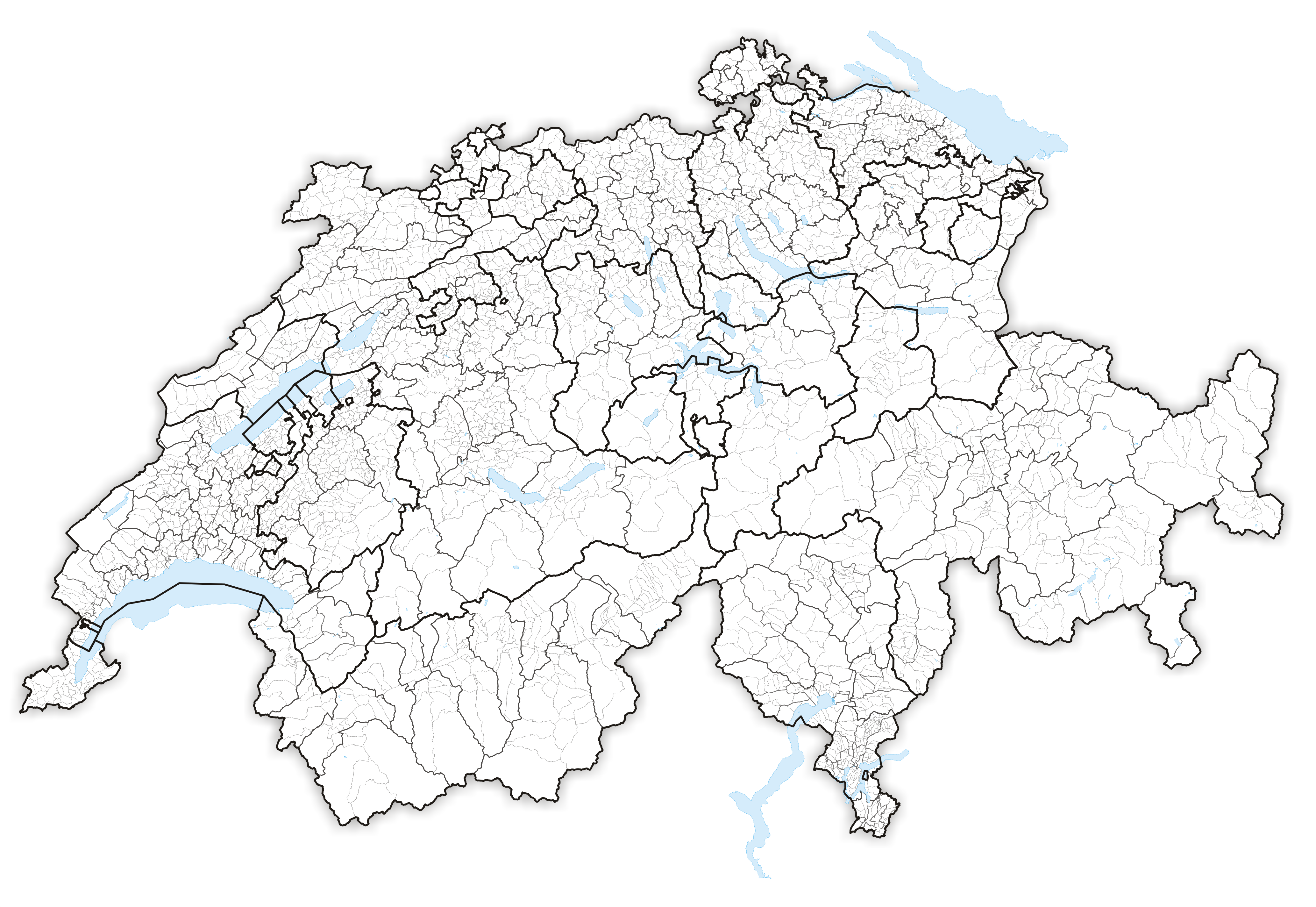
1. Januar 1875 bis 31. Dezember 1877
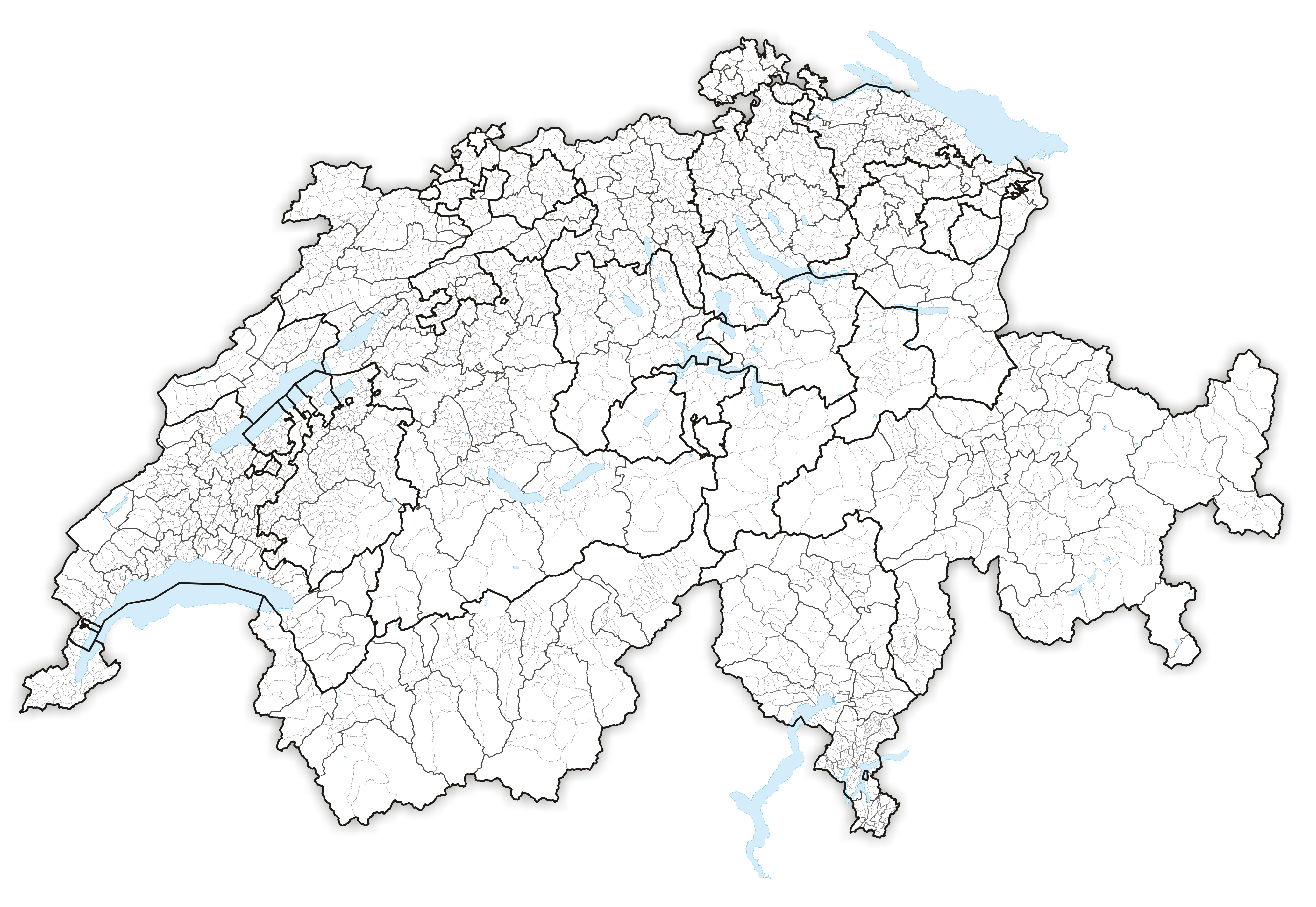
1. Januar 1878 bis 31. Dezember 1878
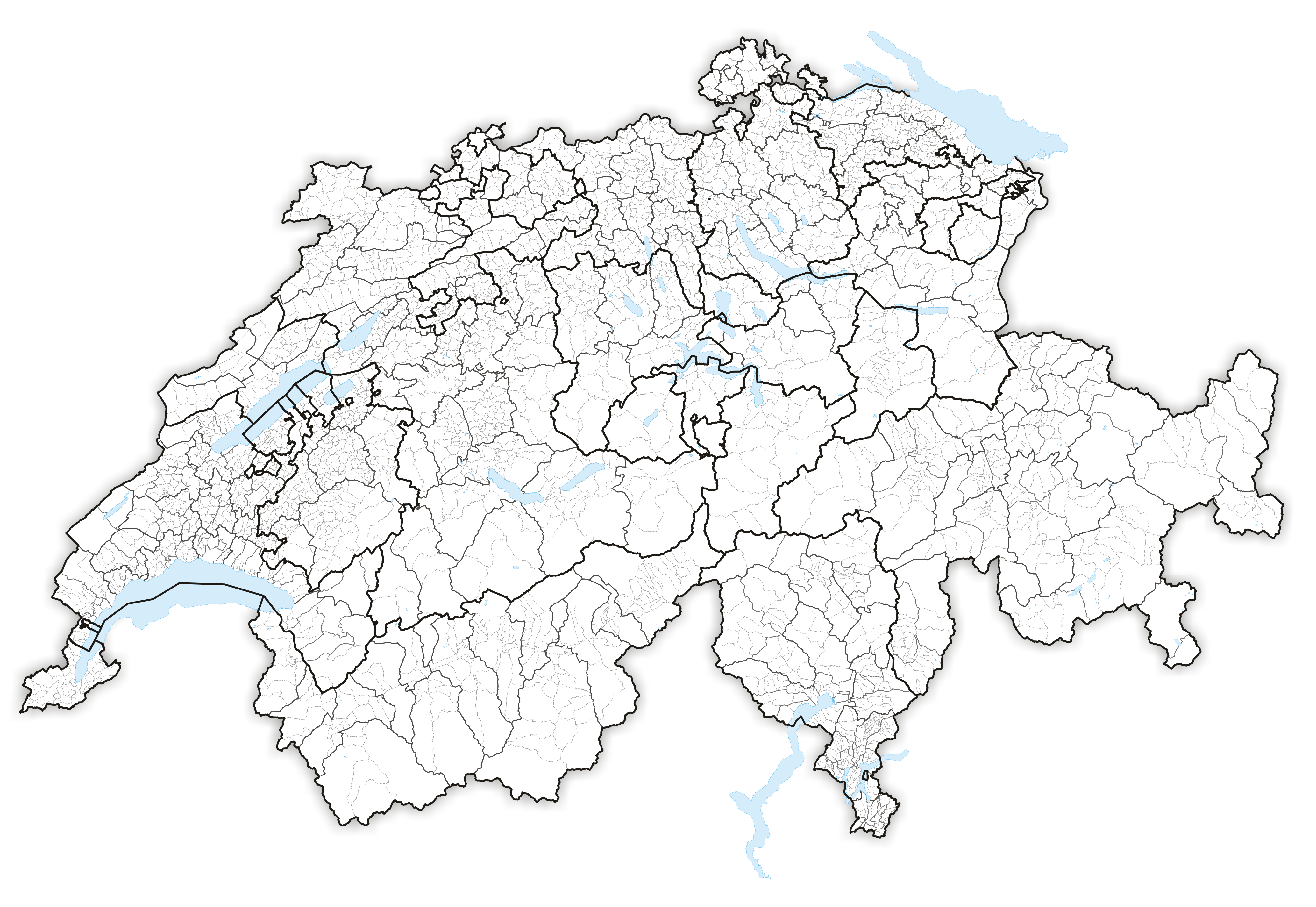
1. Januar 1879 bis 31. Dezember 1879
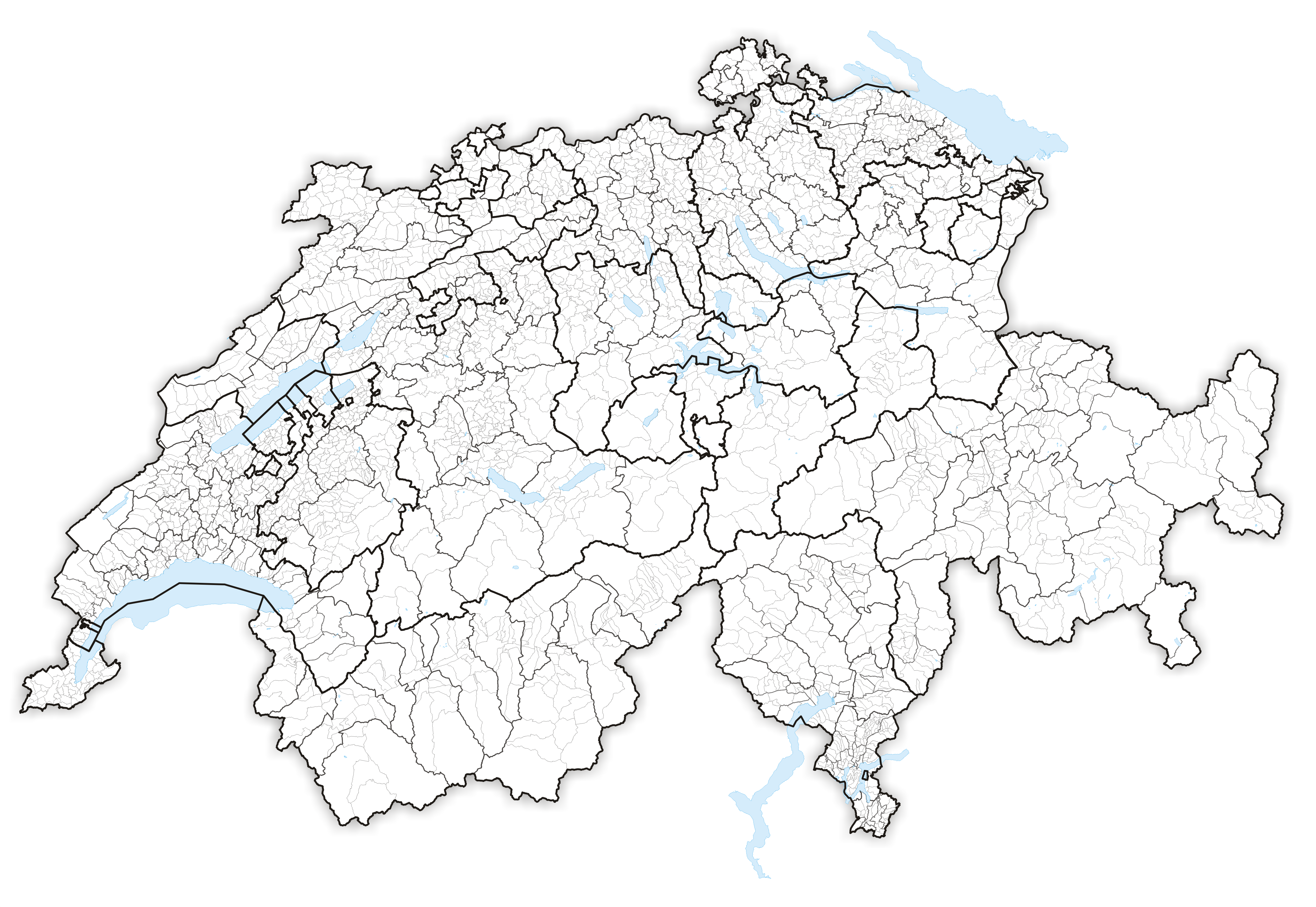
1. Januar 1880 bis 31. Dezember 1880
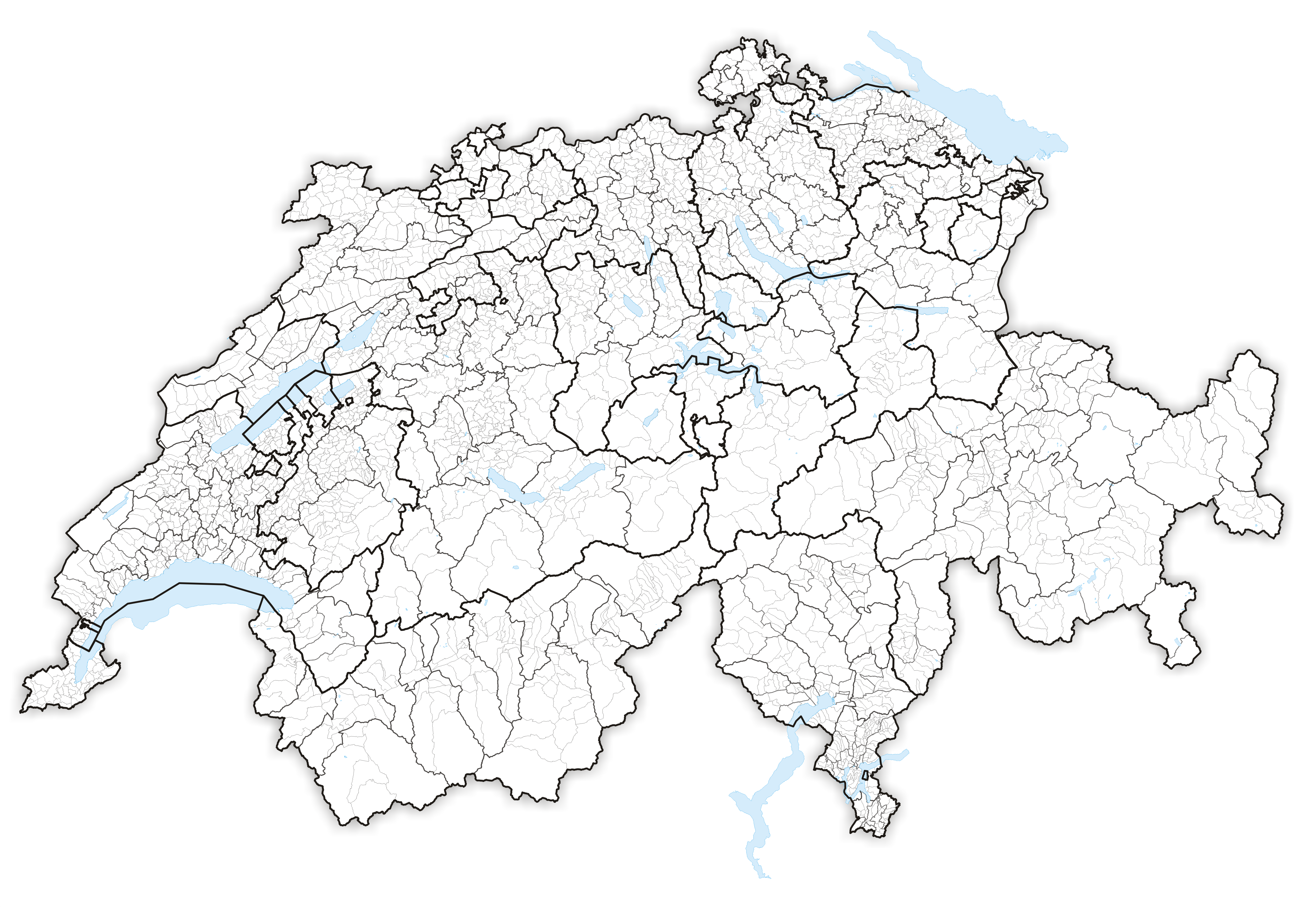
1. Januar 1881 bis 31. Dezember 1881
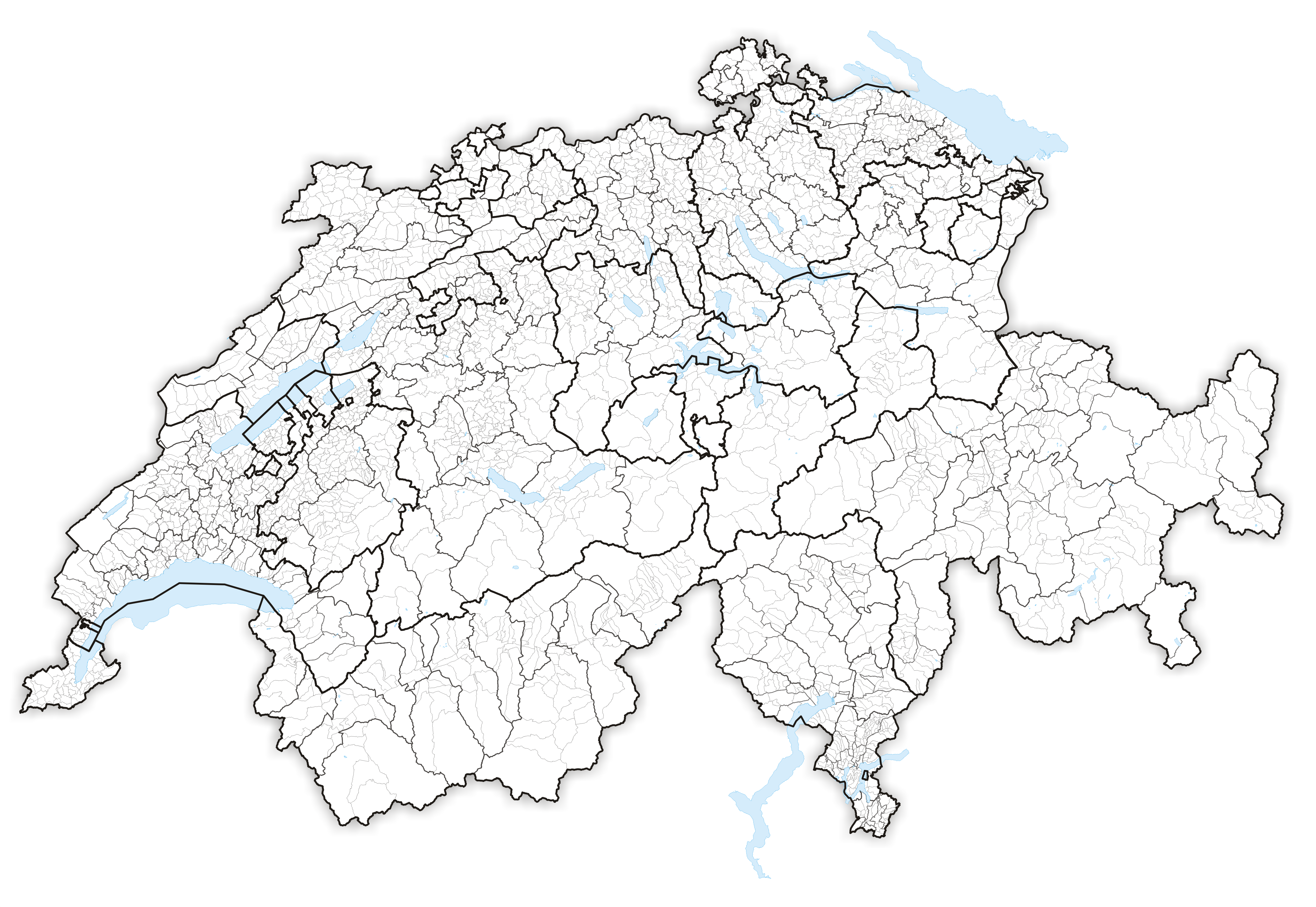
1. Januar 1882 bis 31. Dezember 1882
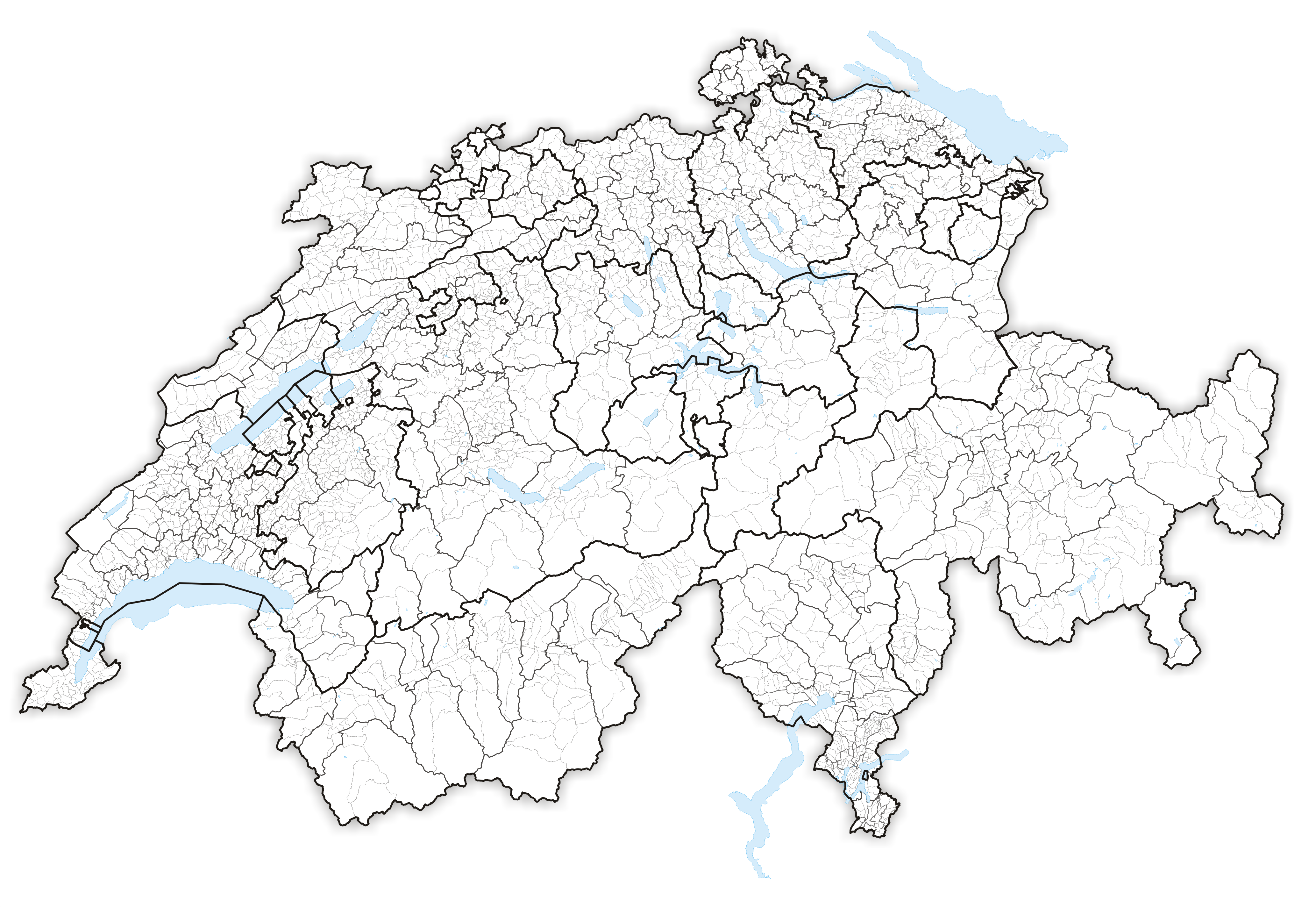
1. Januar 1883 bis 31. Dezember 1883
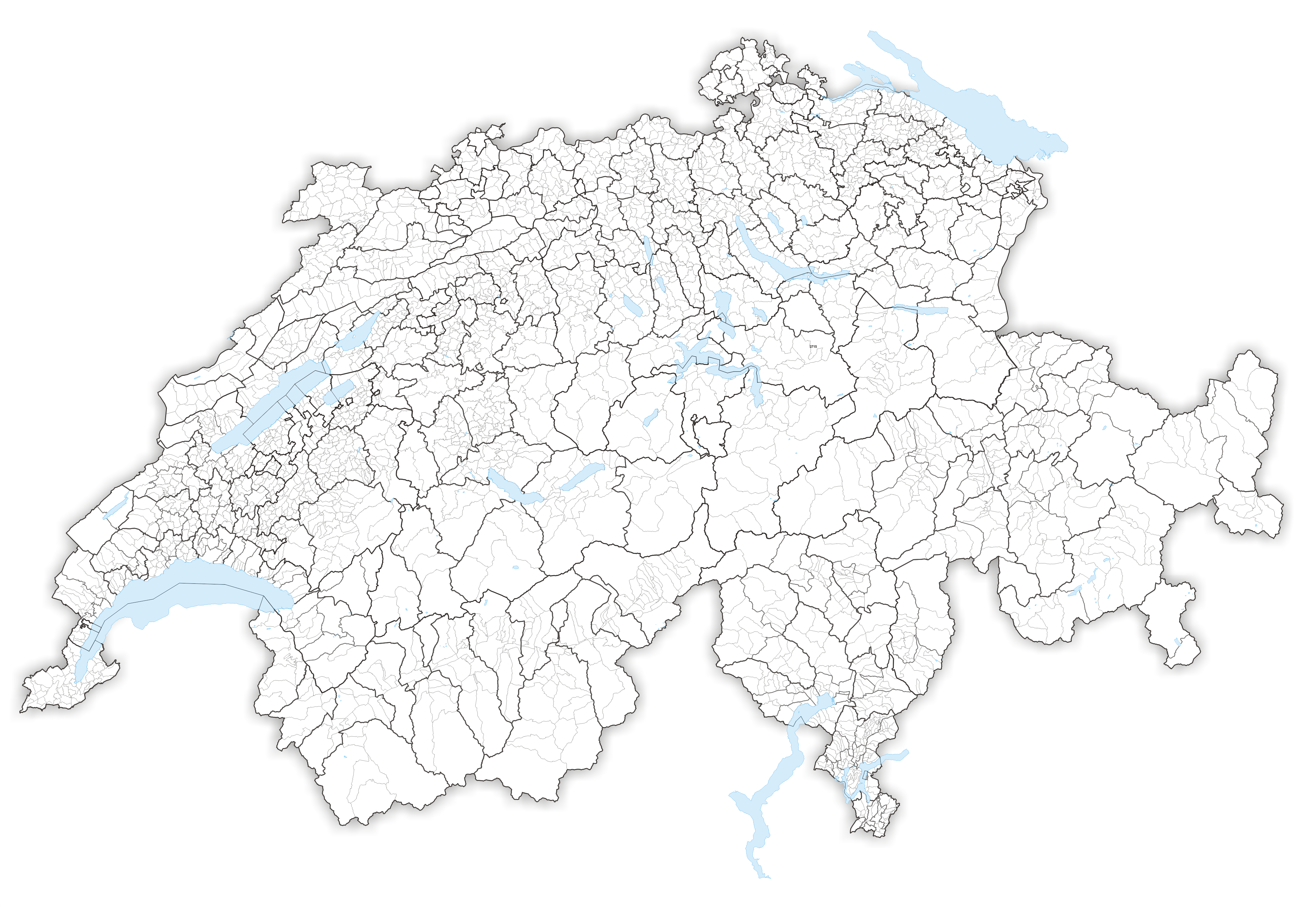
1. Januar 1884 bis 31. Dezember 1886
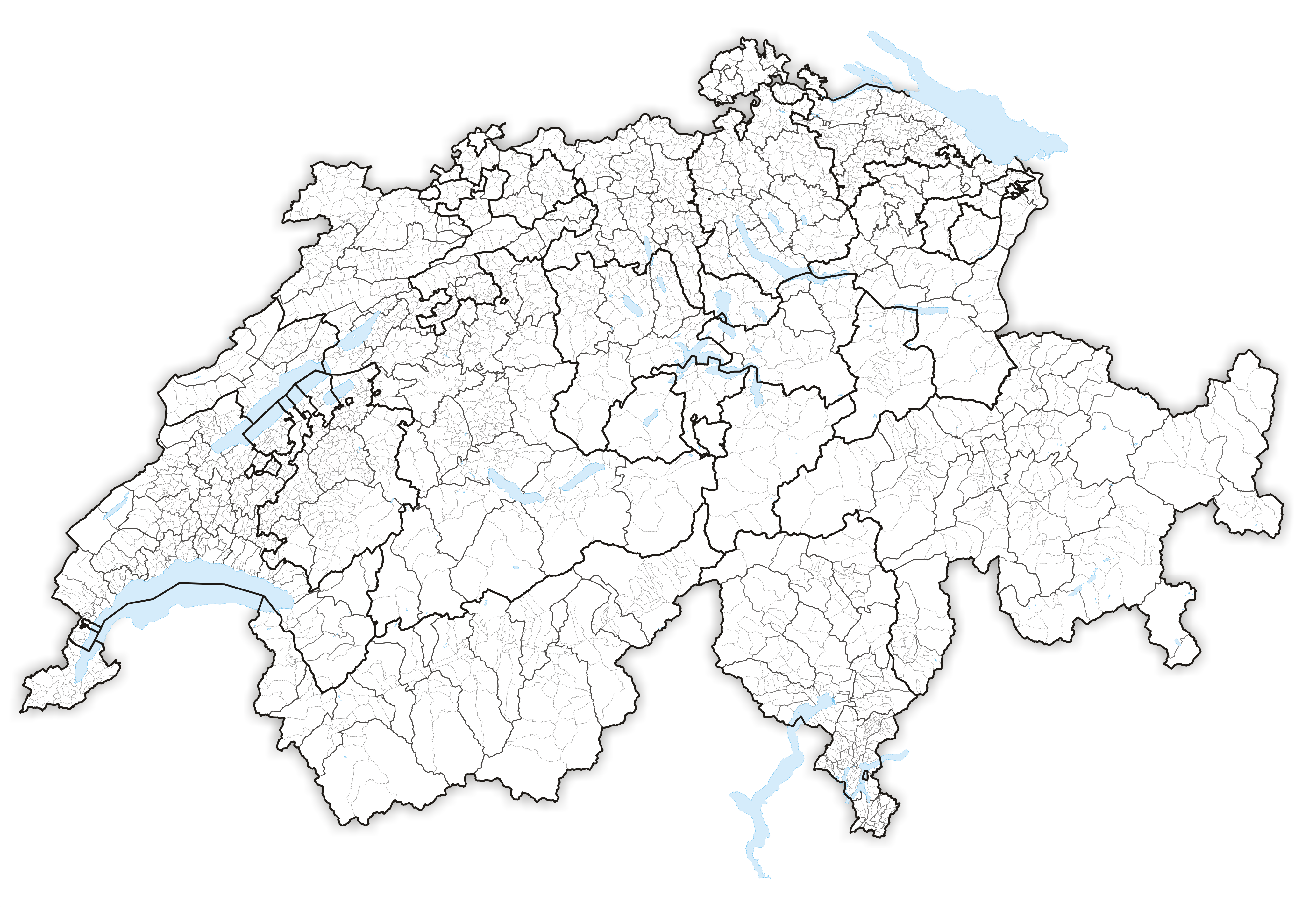
1. Januar 1887 bis 31. Dezember 1887
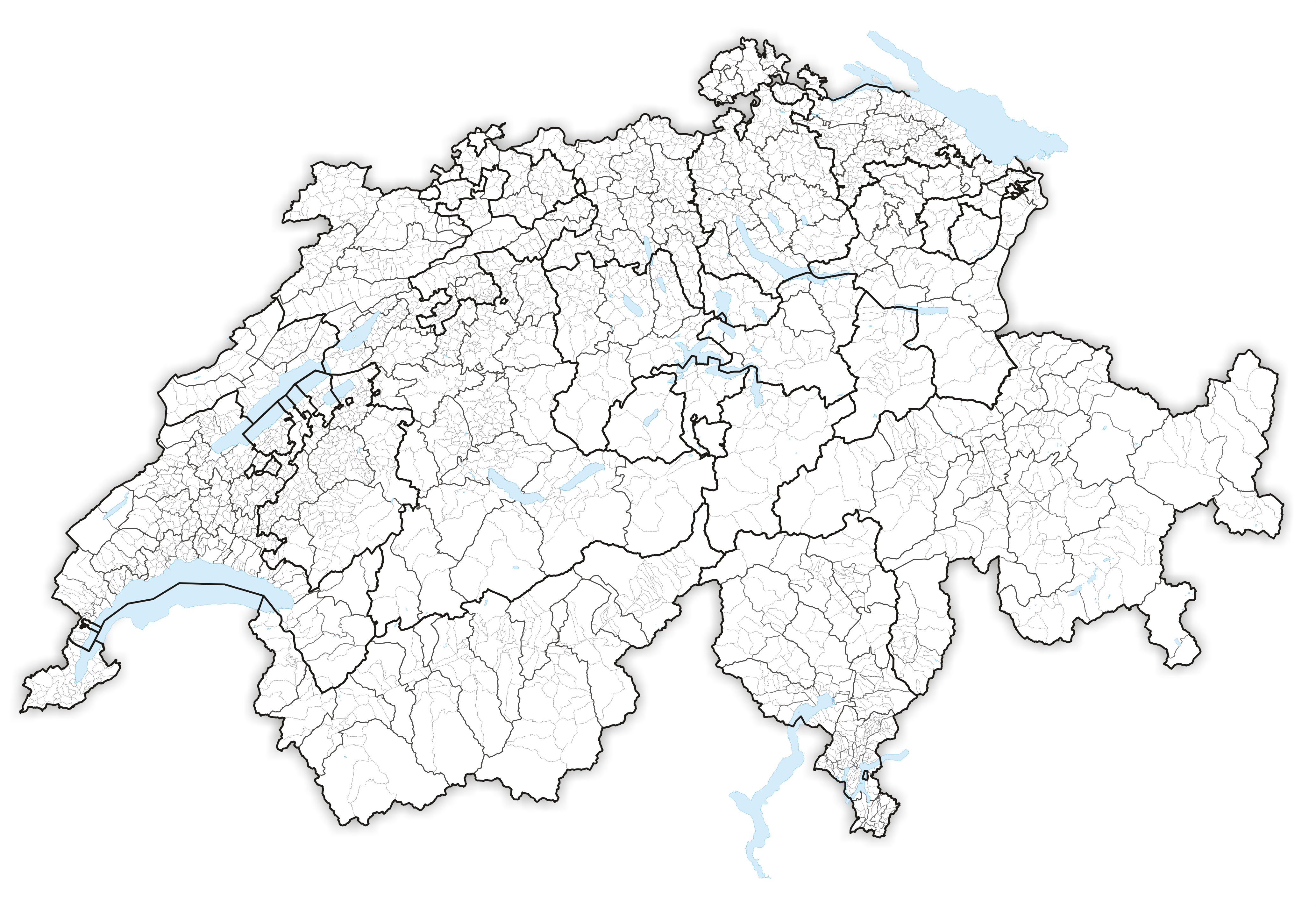
1. Januar 1888 bis 31. Dezember 1888
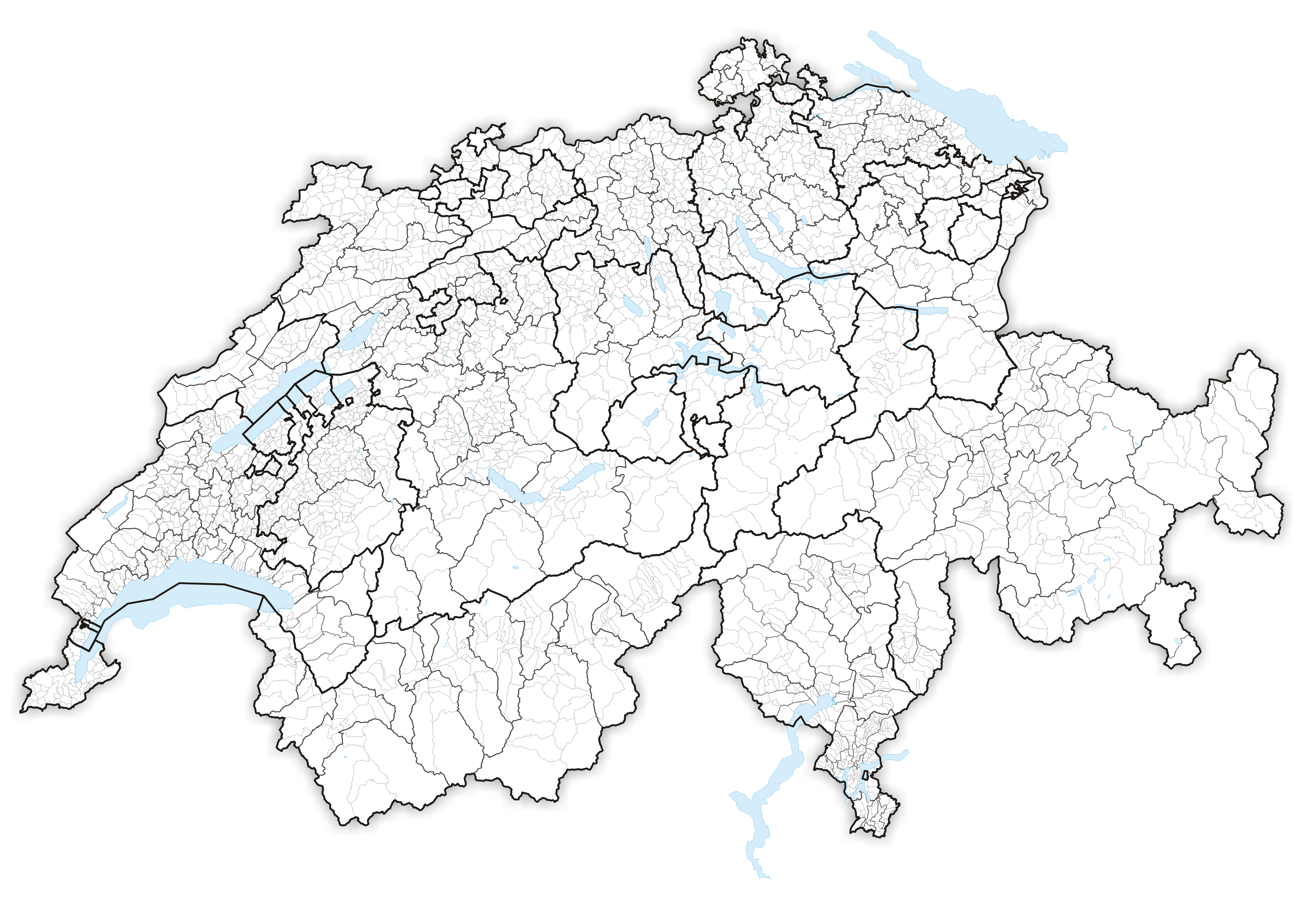
1. Januar 1889 bis 31. Dezember 1892
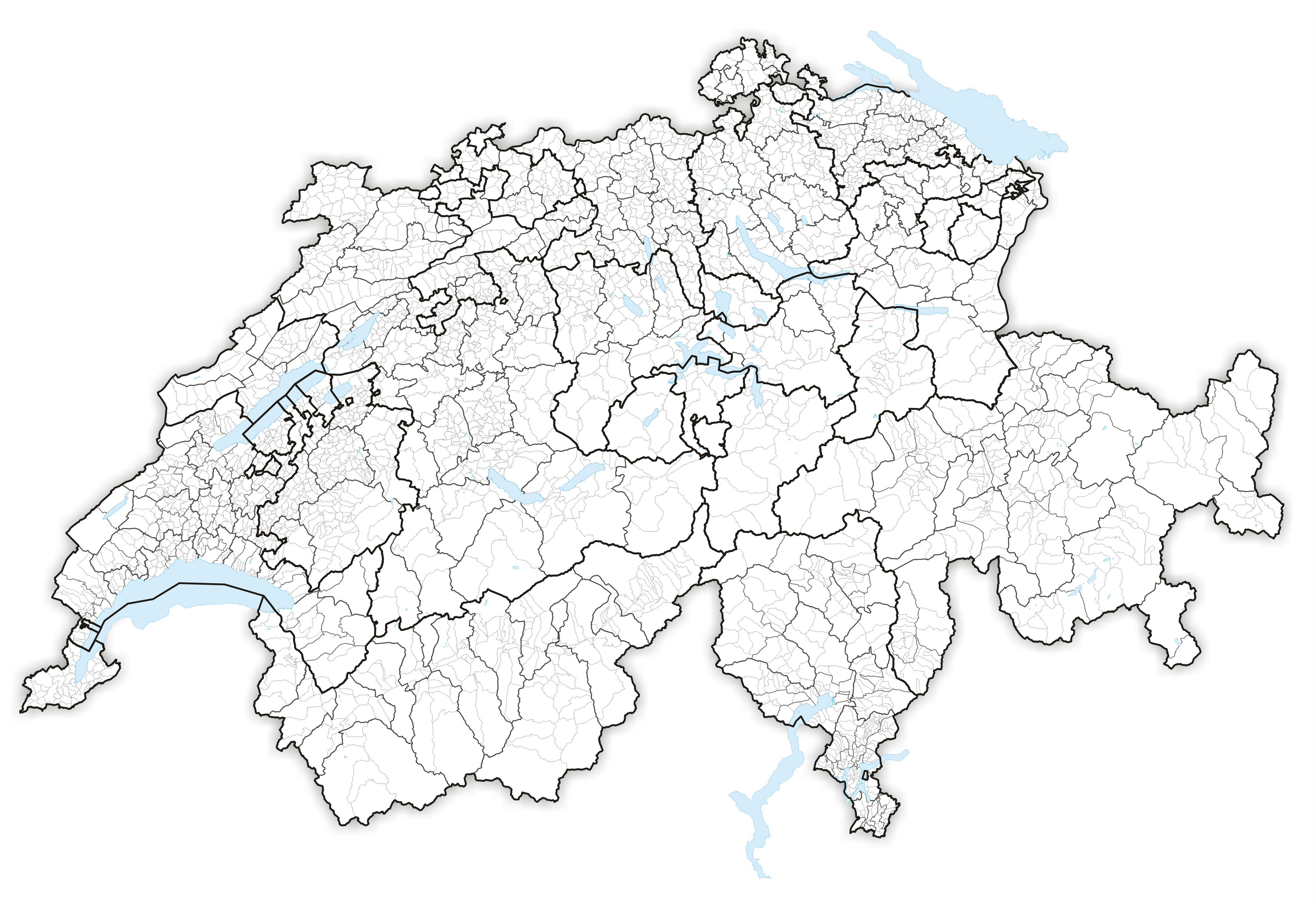
1. Januar 1893 bis 31. Dezember 1896
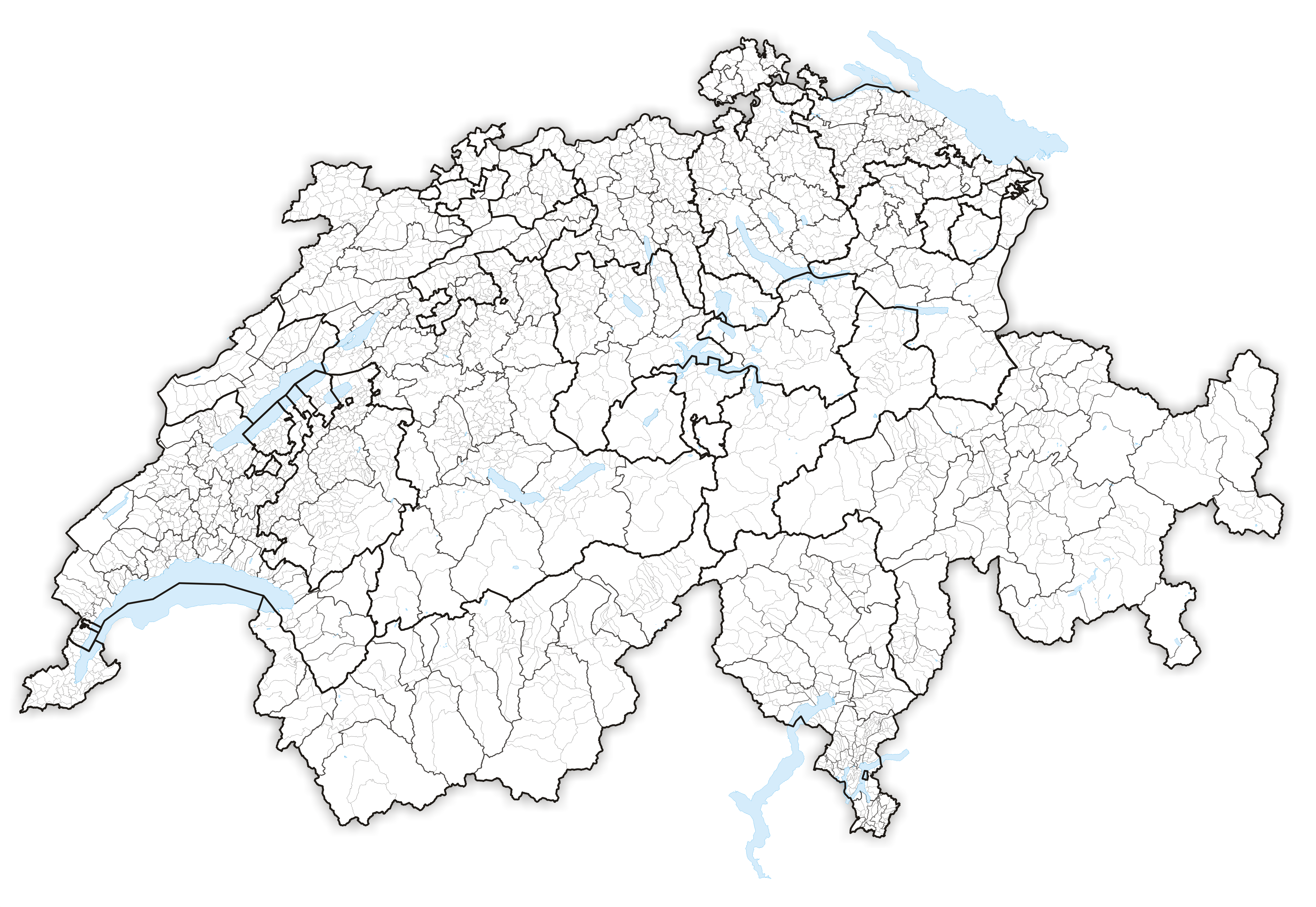
1. Januar 1897 bis 31. Dezember 1897
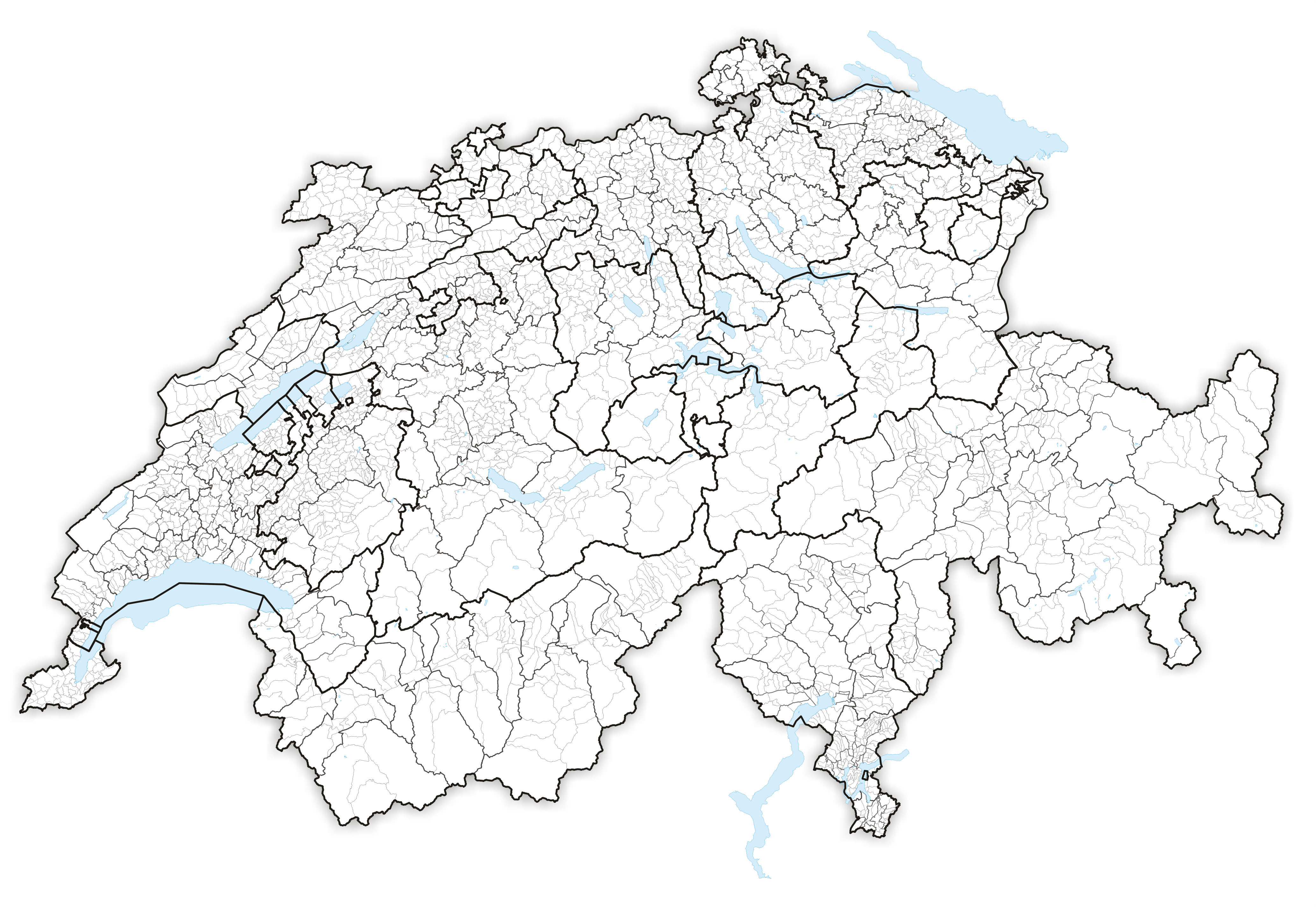
1. Januar 1898 bis 31. Dezember 1898
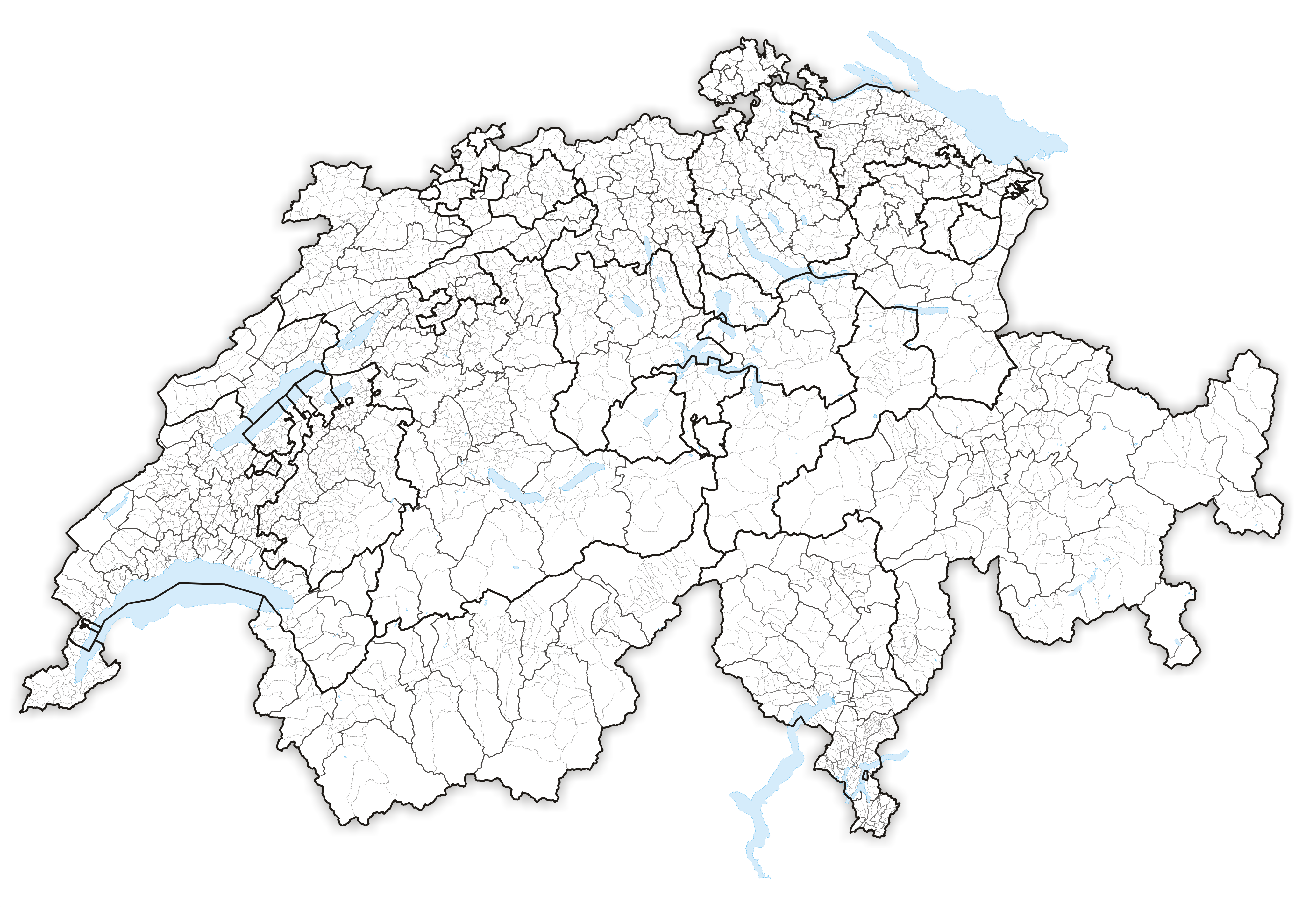
1. Januar 1899 bis 31. Dezember 1899
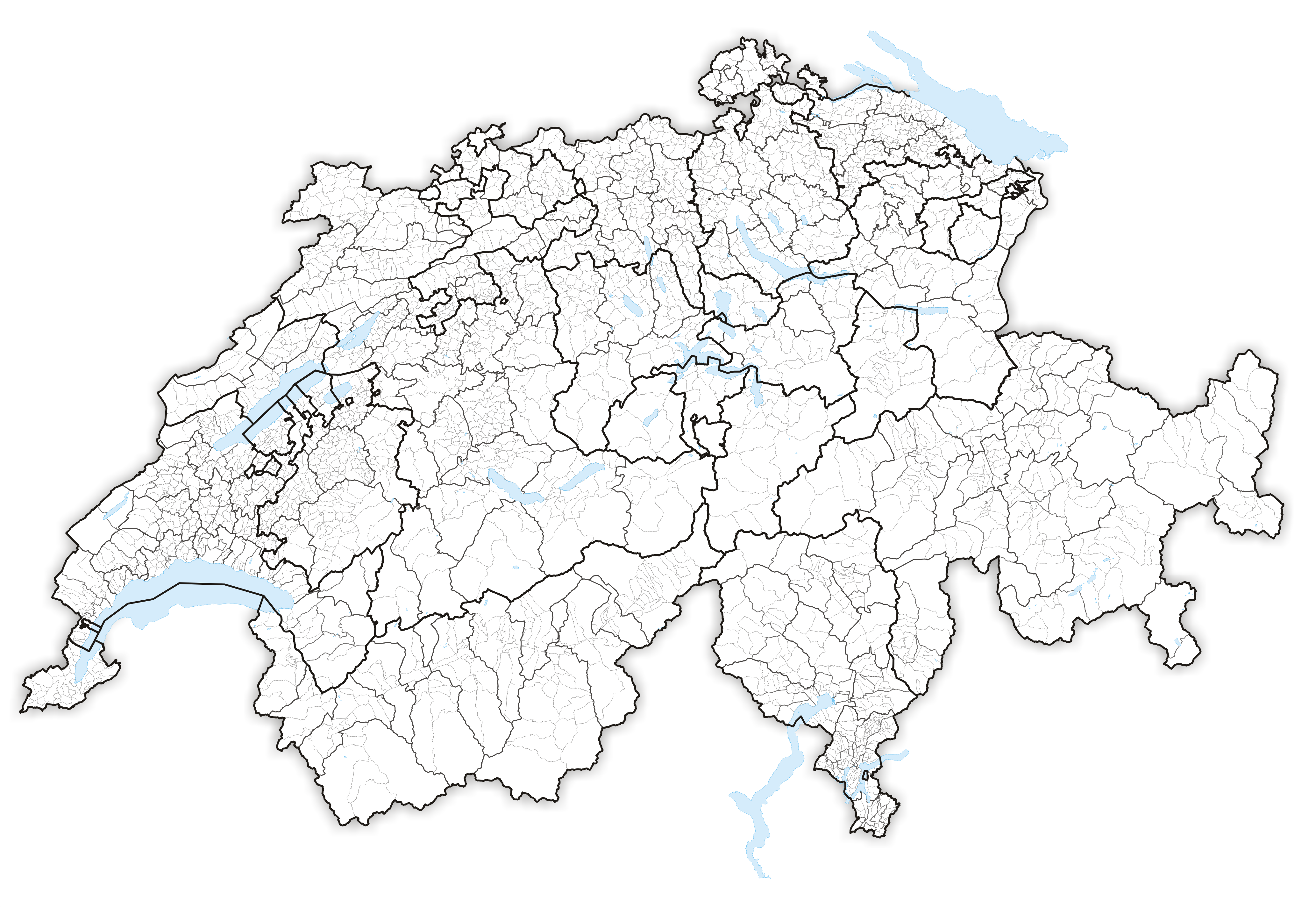
1. Januar 1900 bis 31. Dezember 1900
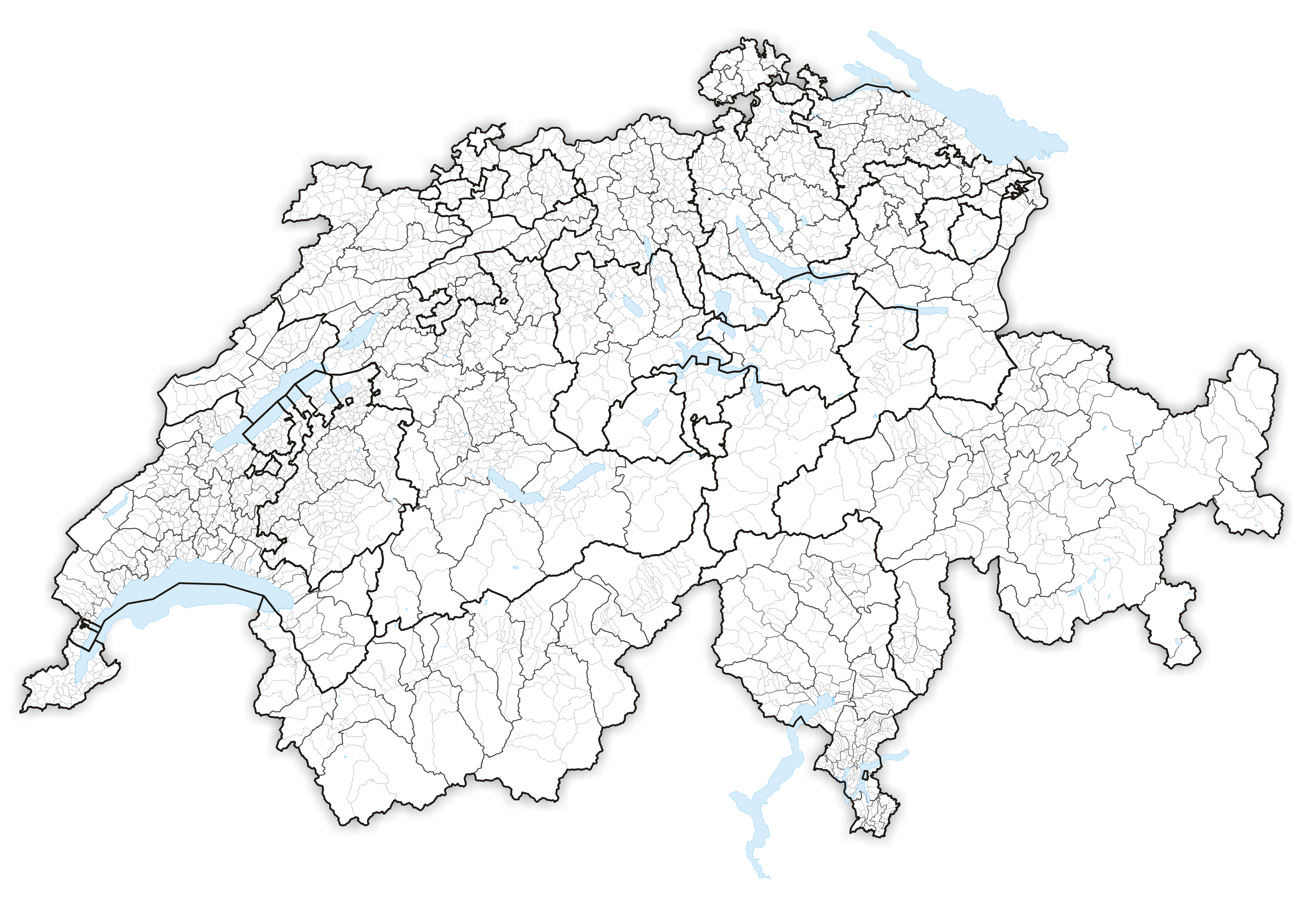
1. Januar 1901 bis 31. Dezember 1901
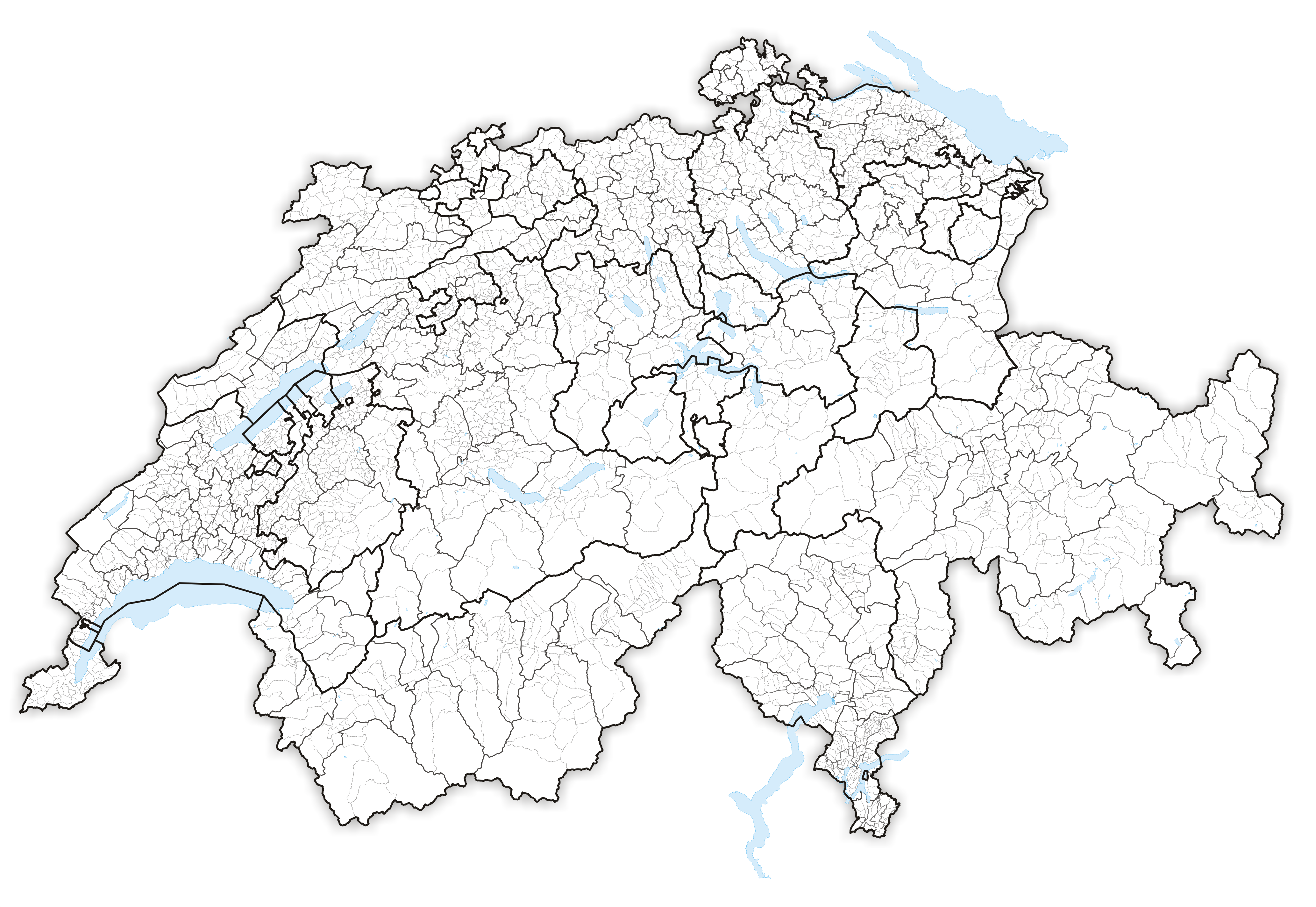
1. Januar 1902 bis 31. Dezember 1903
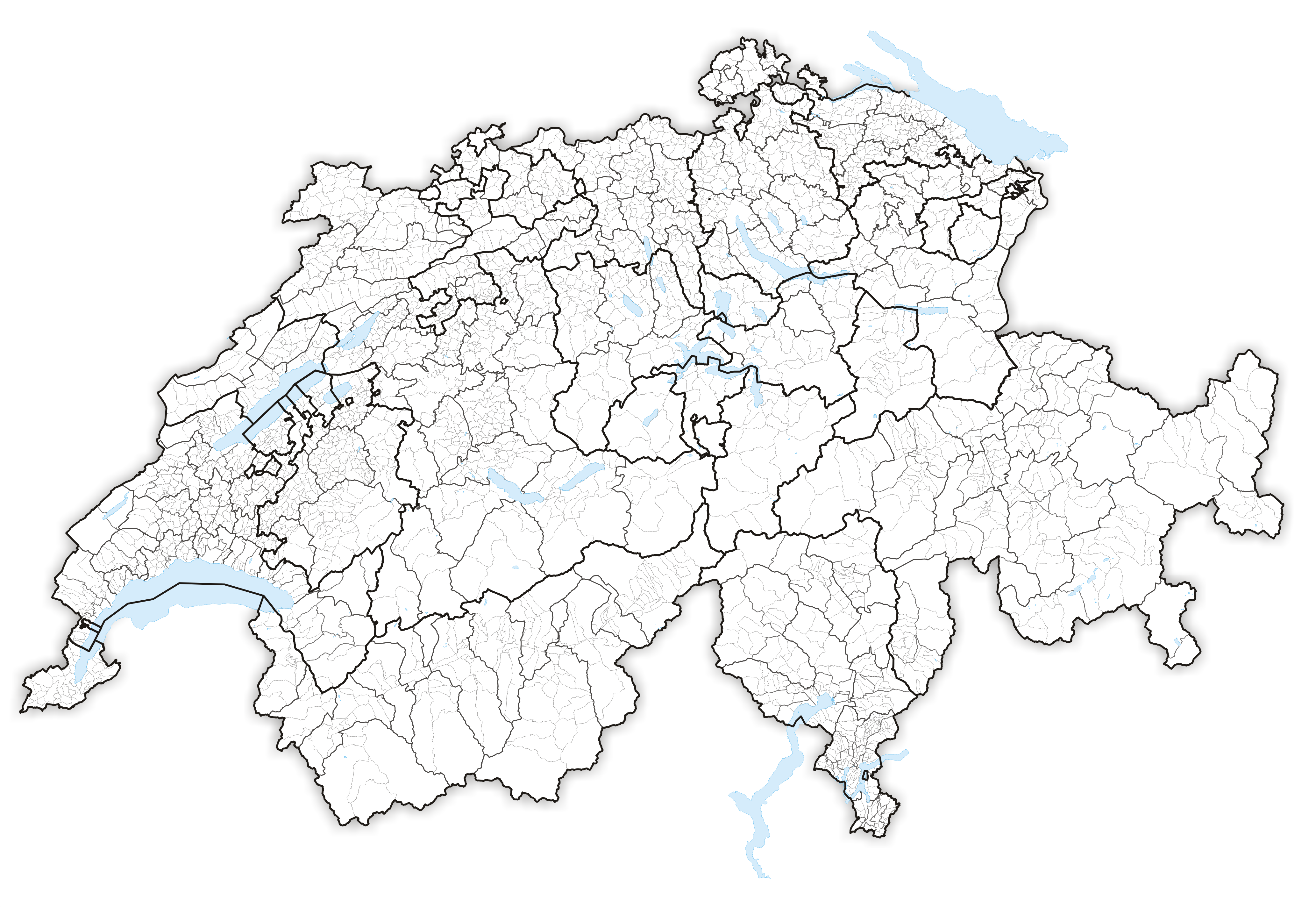
1. Januar 1904 bis 31. Dezember 1904
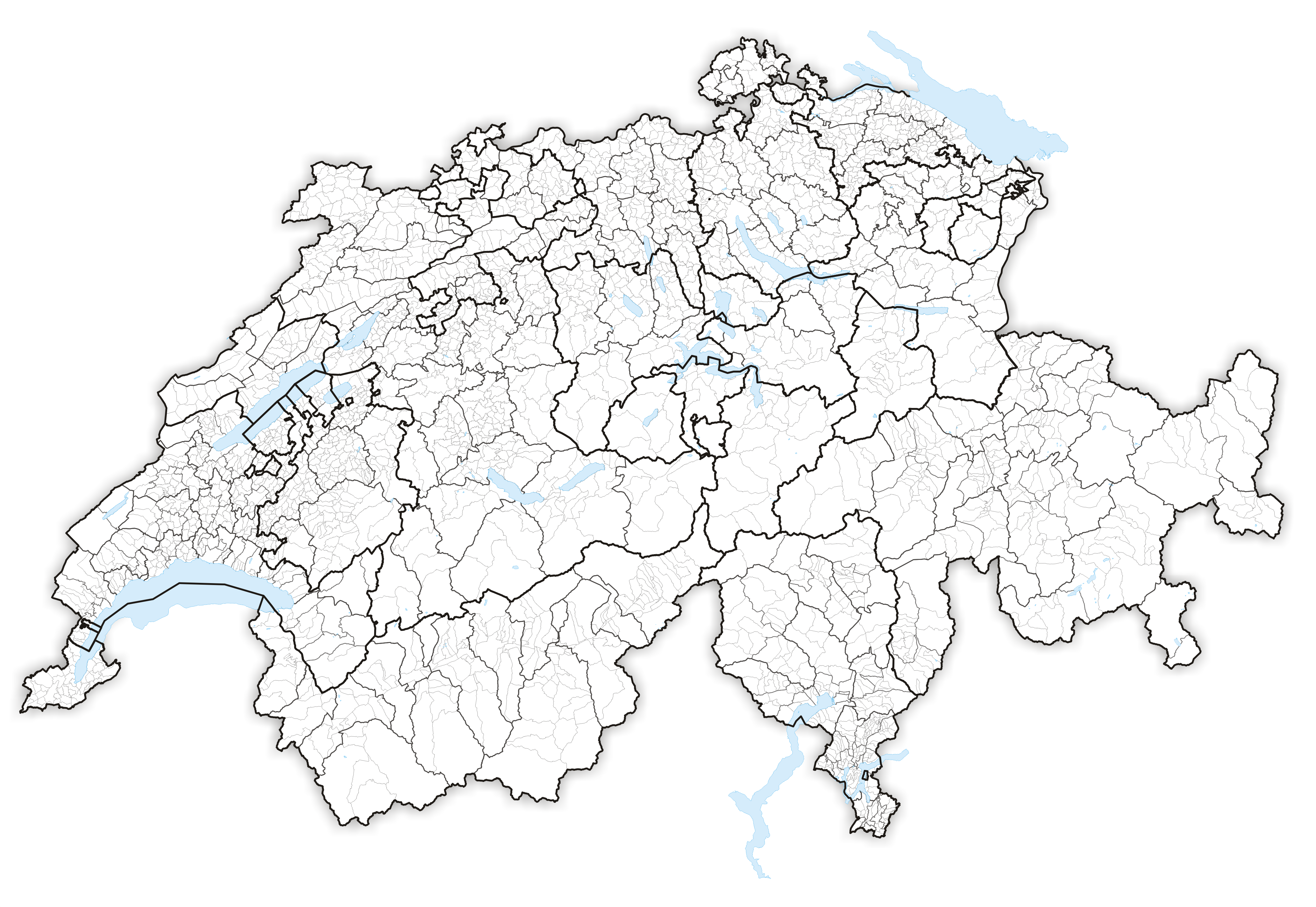
1. Januar 1905 bis 31. Dezember 1905
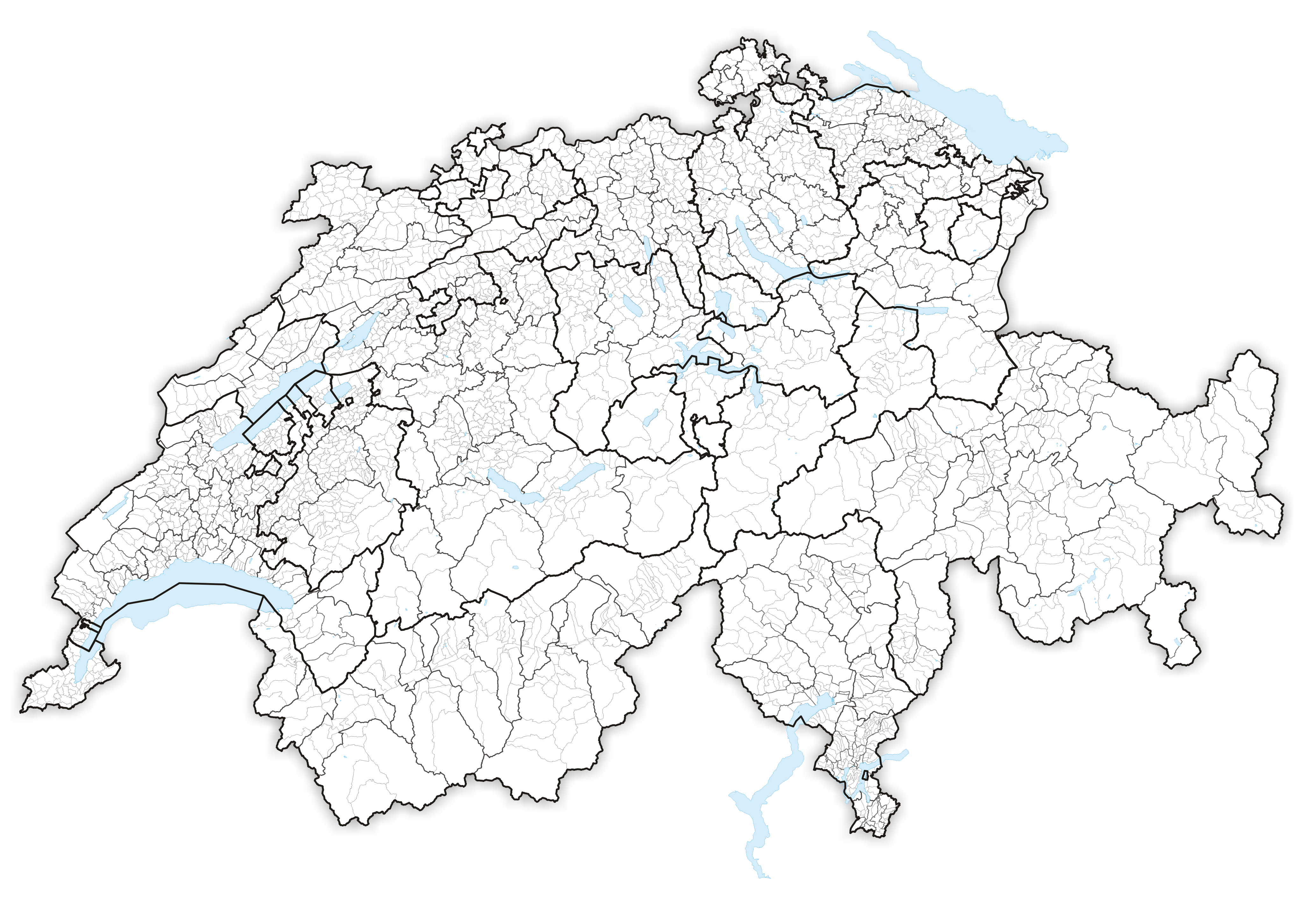
1. Januar 1906 bis 31. Dezember 1906
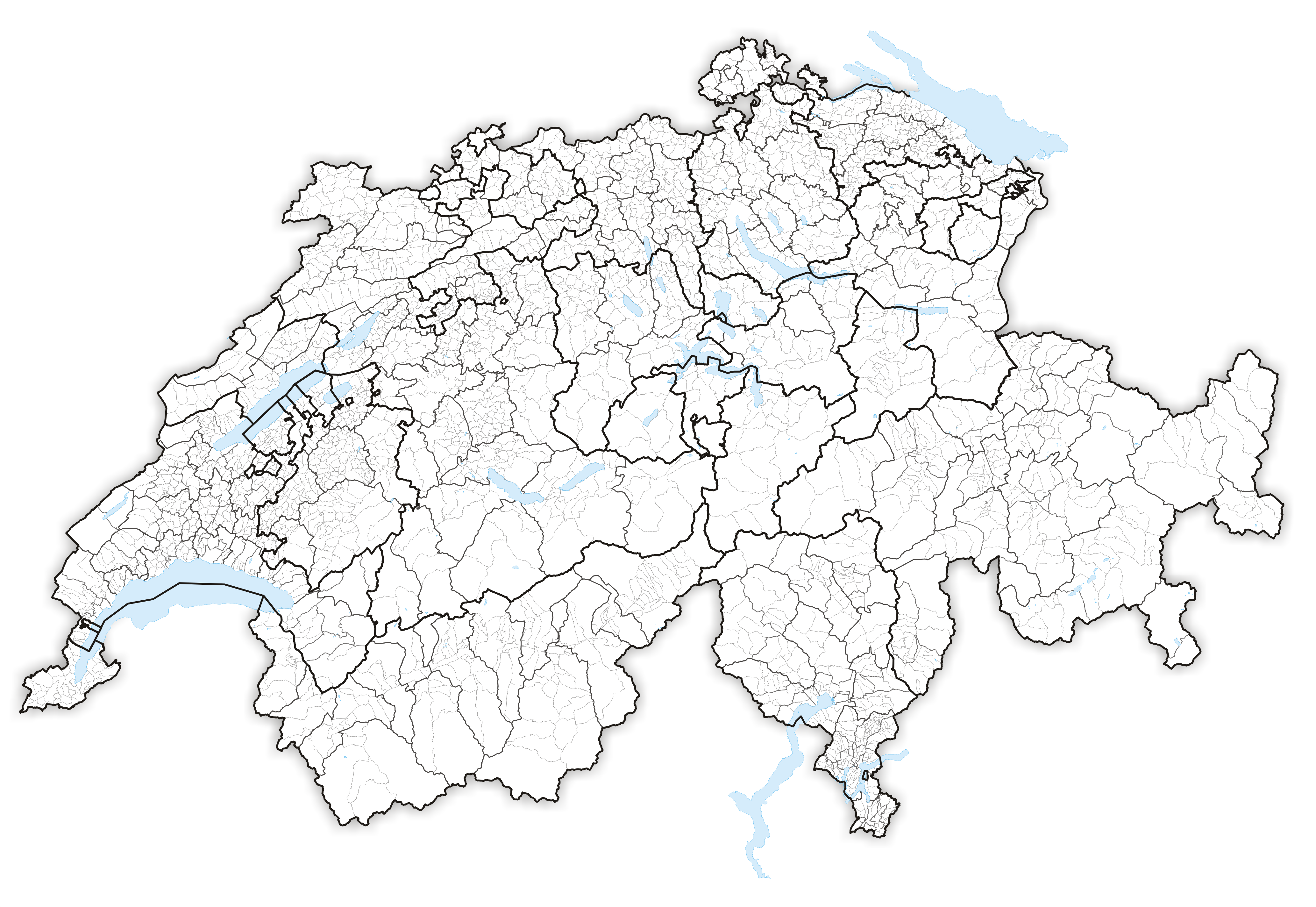
1. Januar 1907 bis 31. Dezember 1907
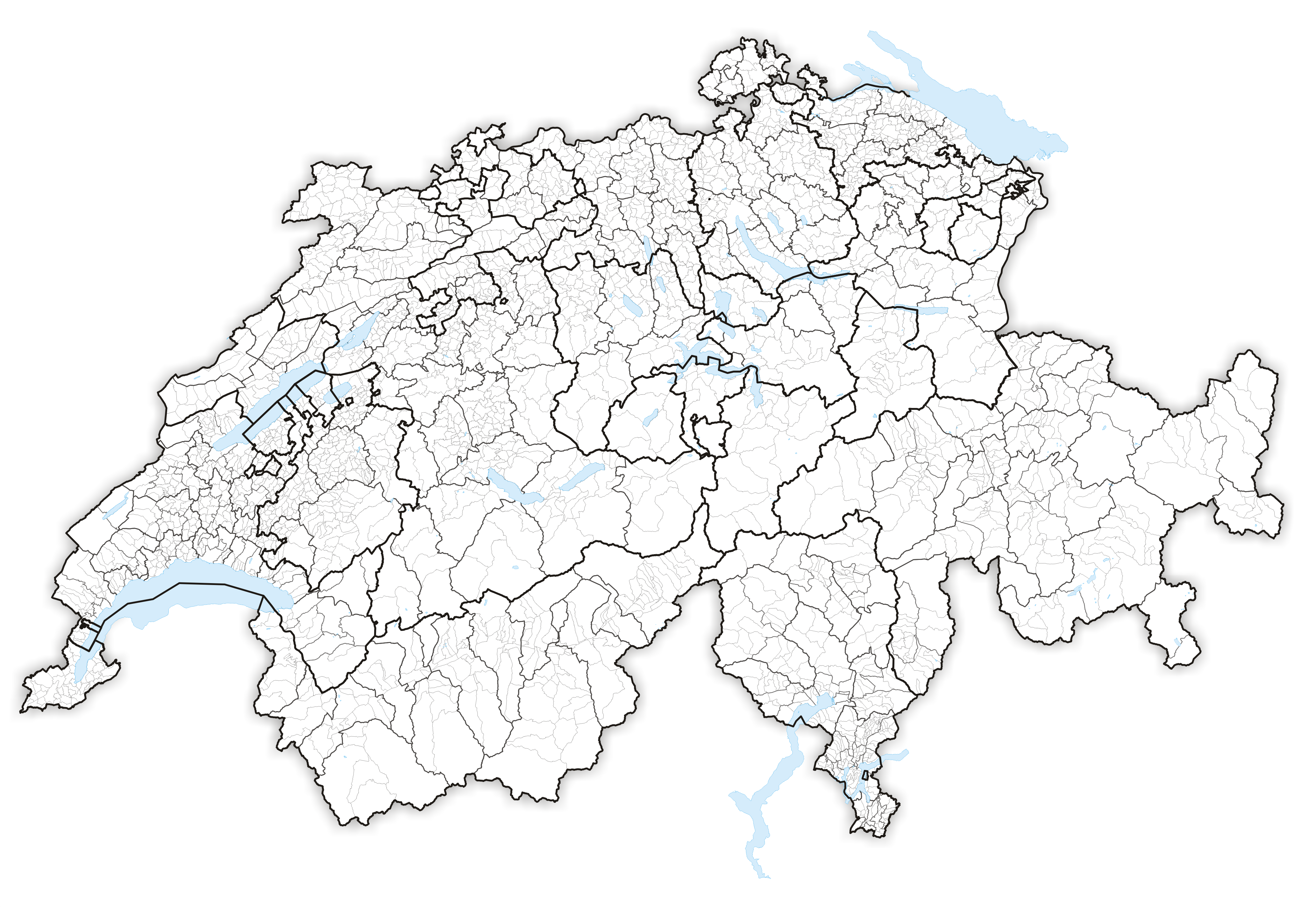
1. Januar 1908 bis 31. Dezember 1908
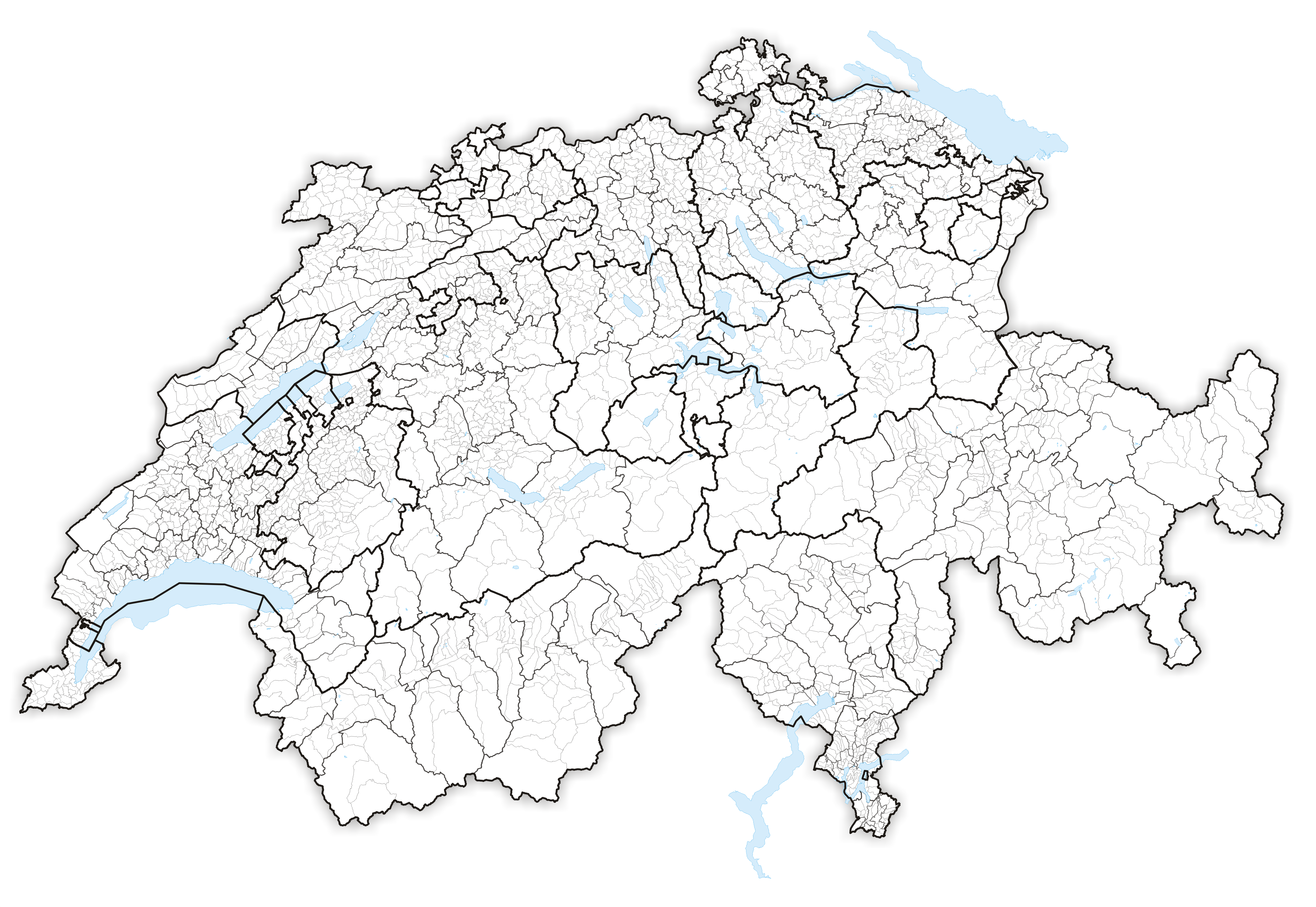
1. Januar 1909 bis 31. Dezember 1910
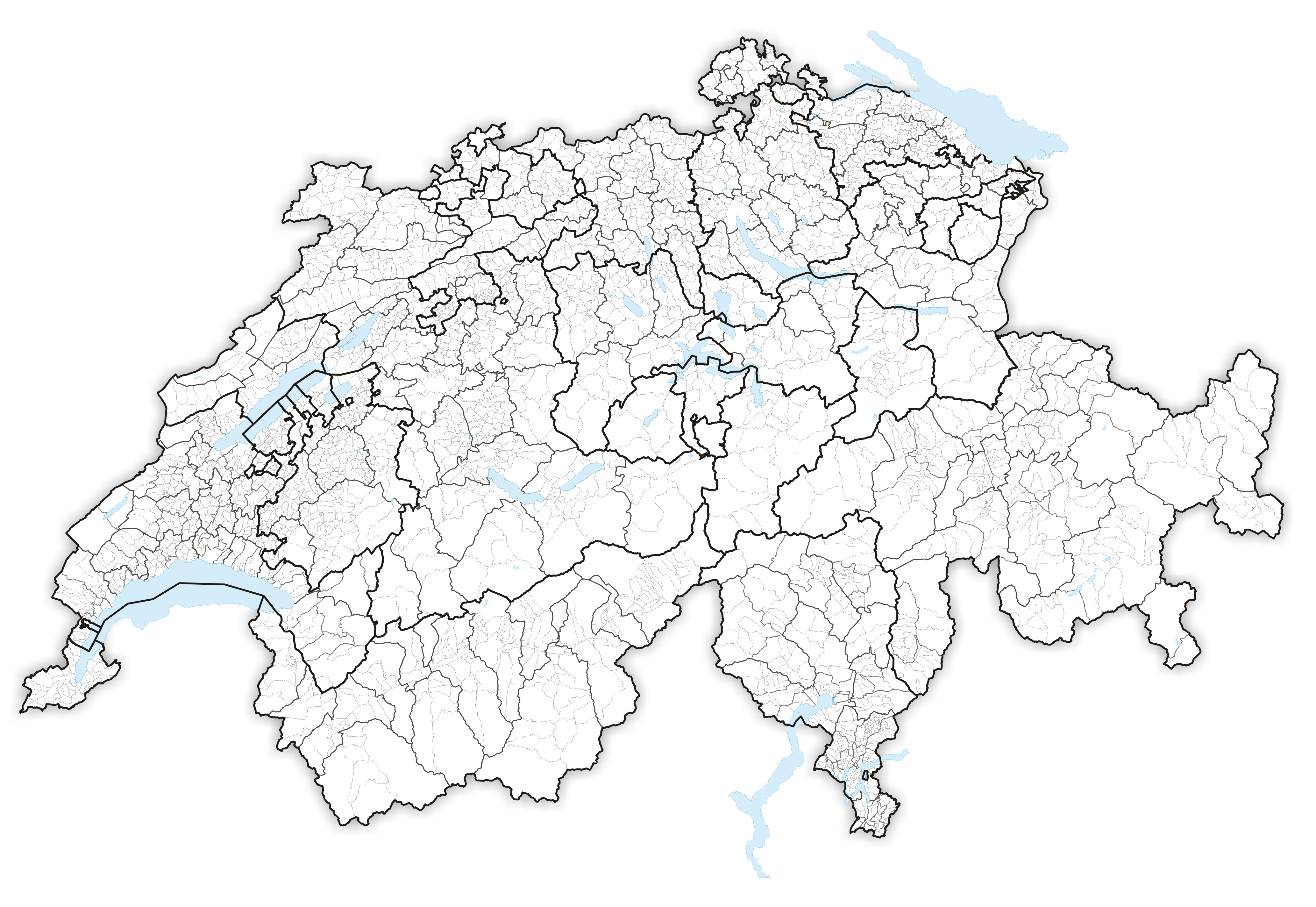
1. Januar 1911 bis 31. Dezember 1911
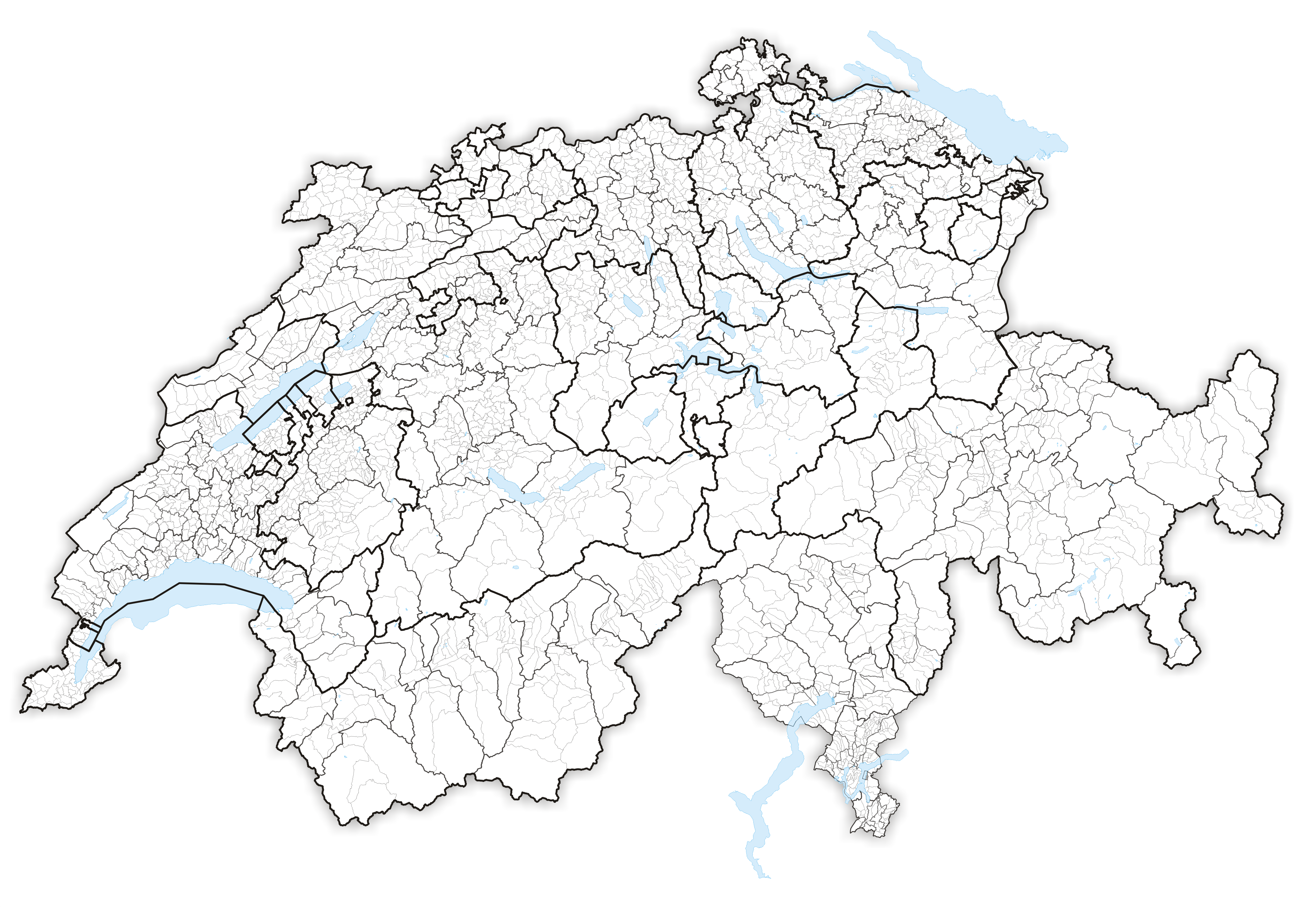
1. Januar 1912 bis 31. Dezember 1912
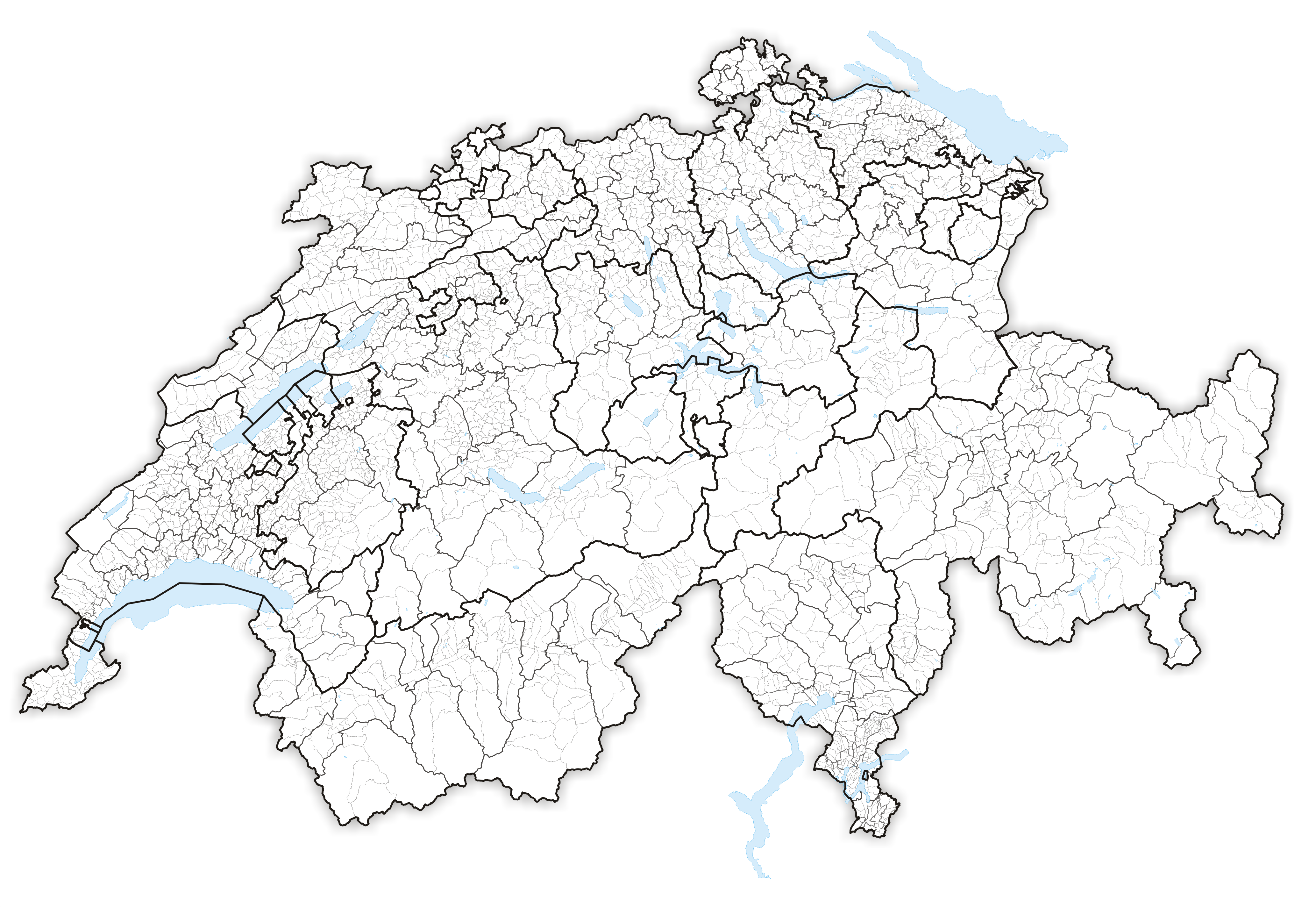
1. Januar 1913 bis 31. Dezember 1913
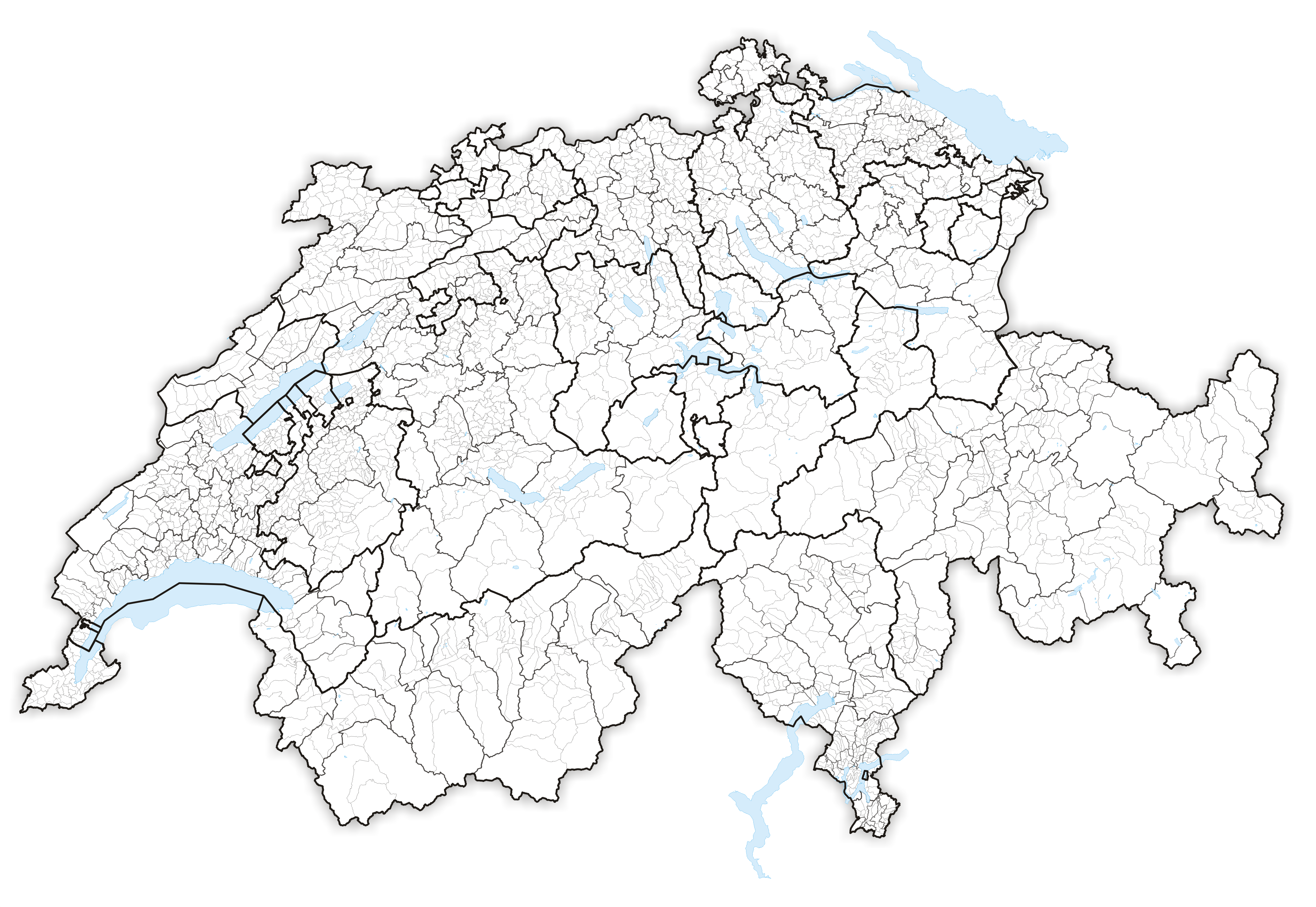
1. Januar 1914 bis 31. Dezember 1915
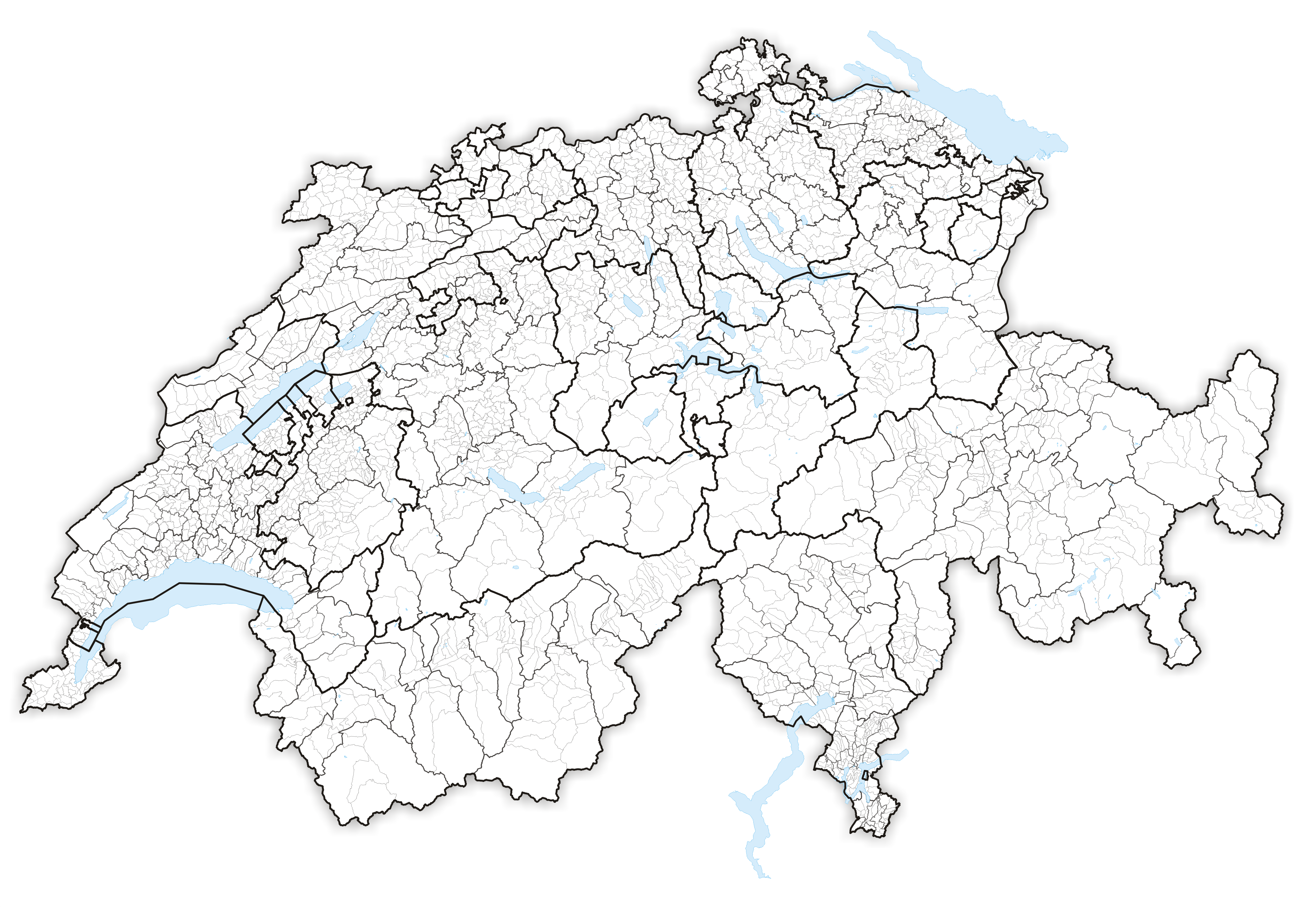
1. Januar 1916 bis 31. Dezember 1916
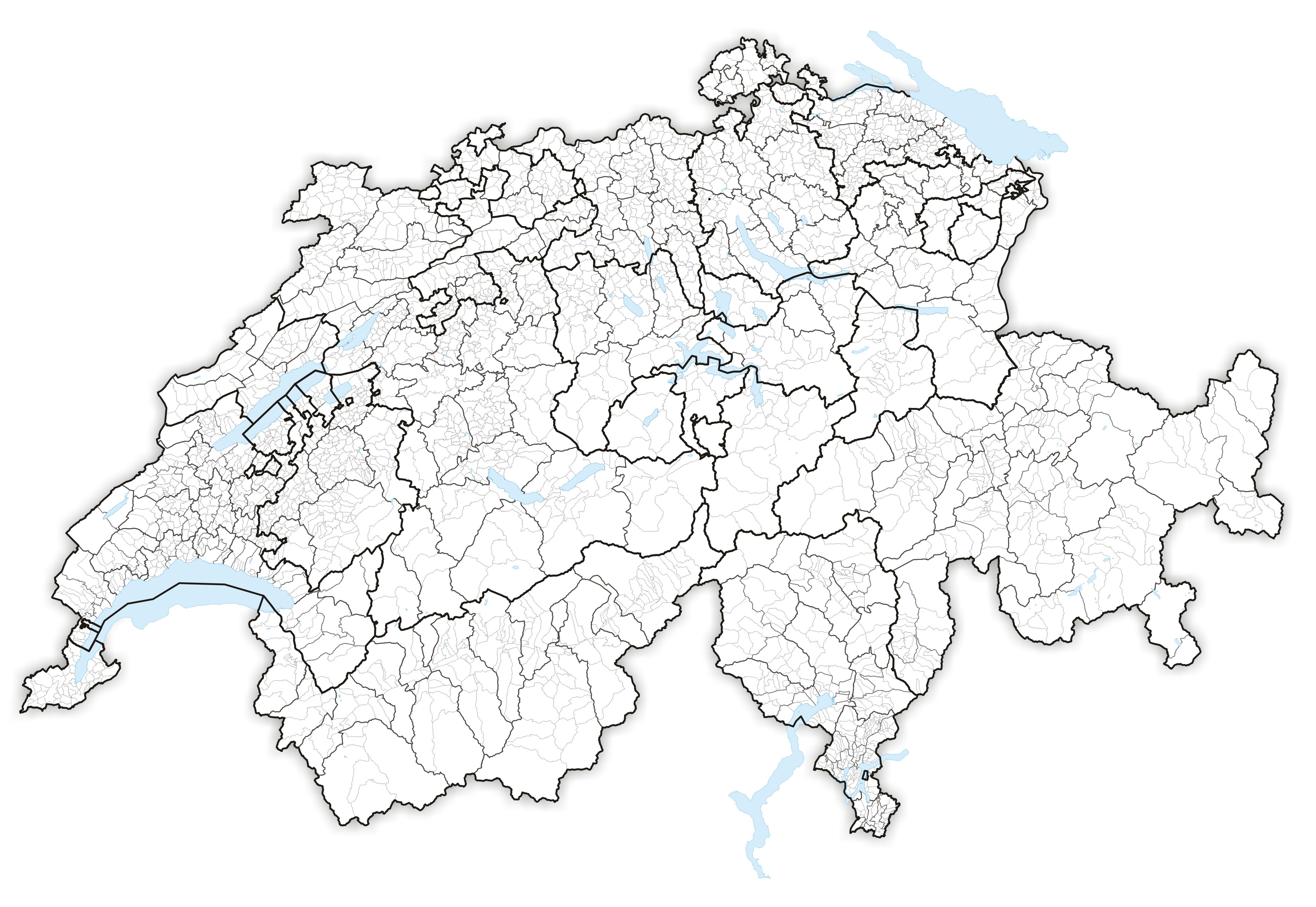
1. Januar 1917 bis 31. März 1917
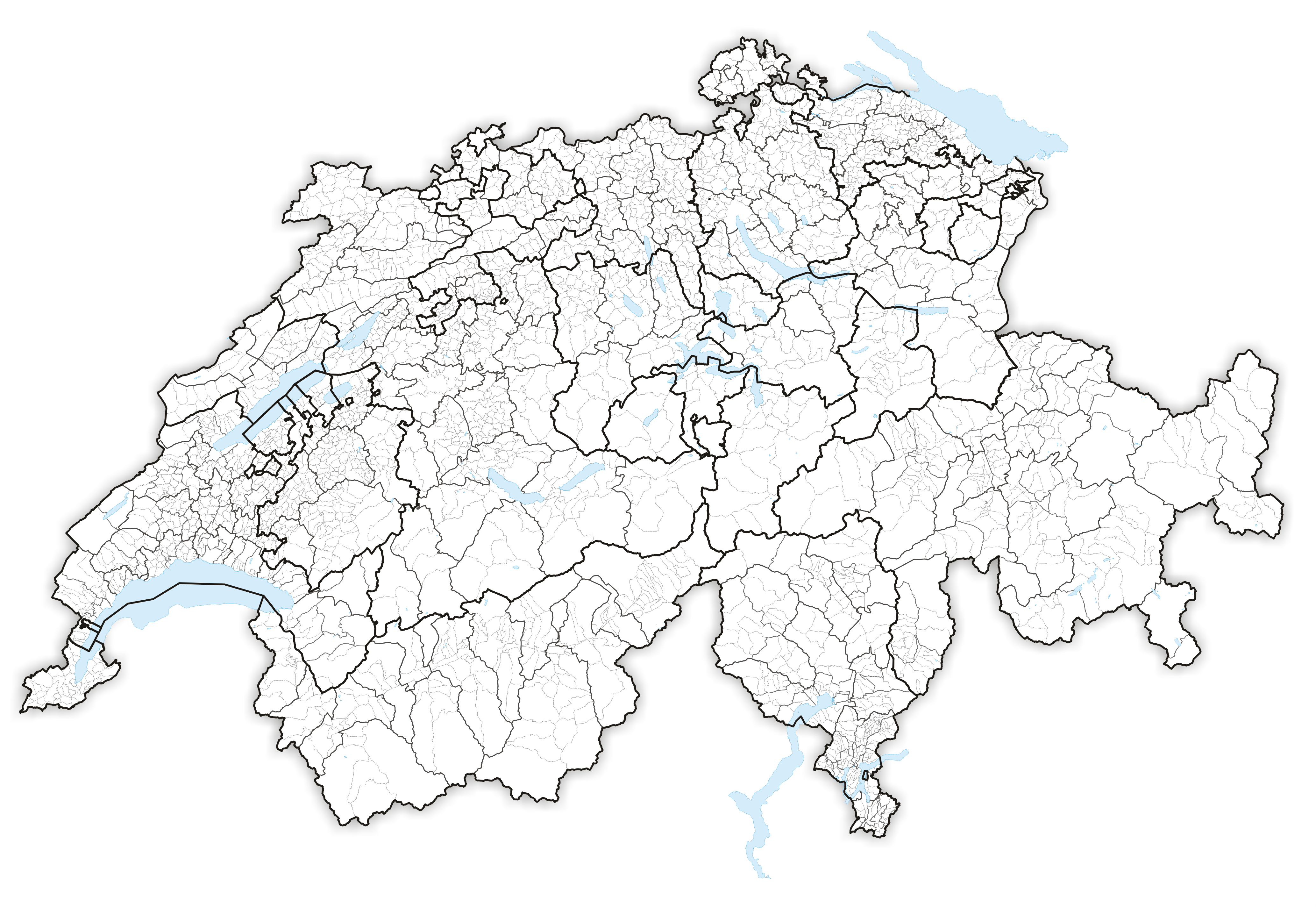
1. April 1917 bis 31. Dezember 1917
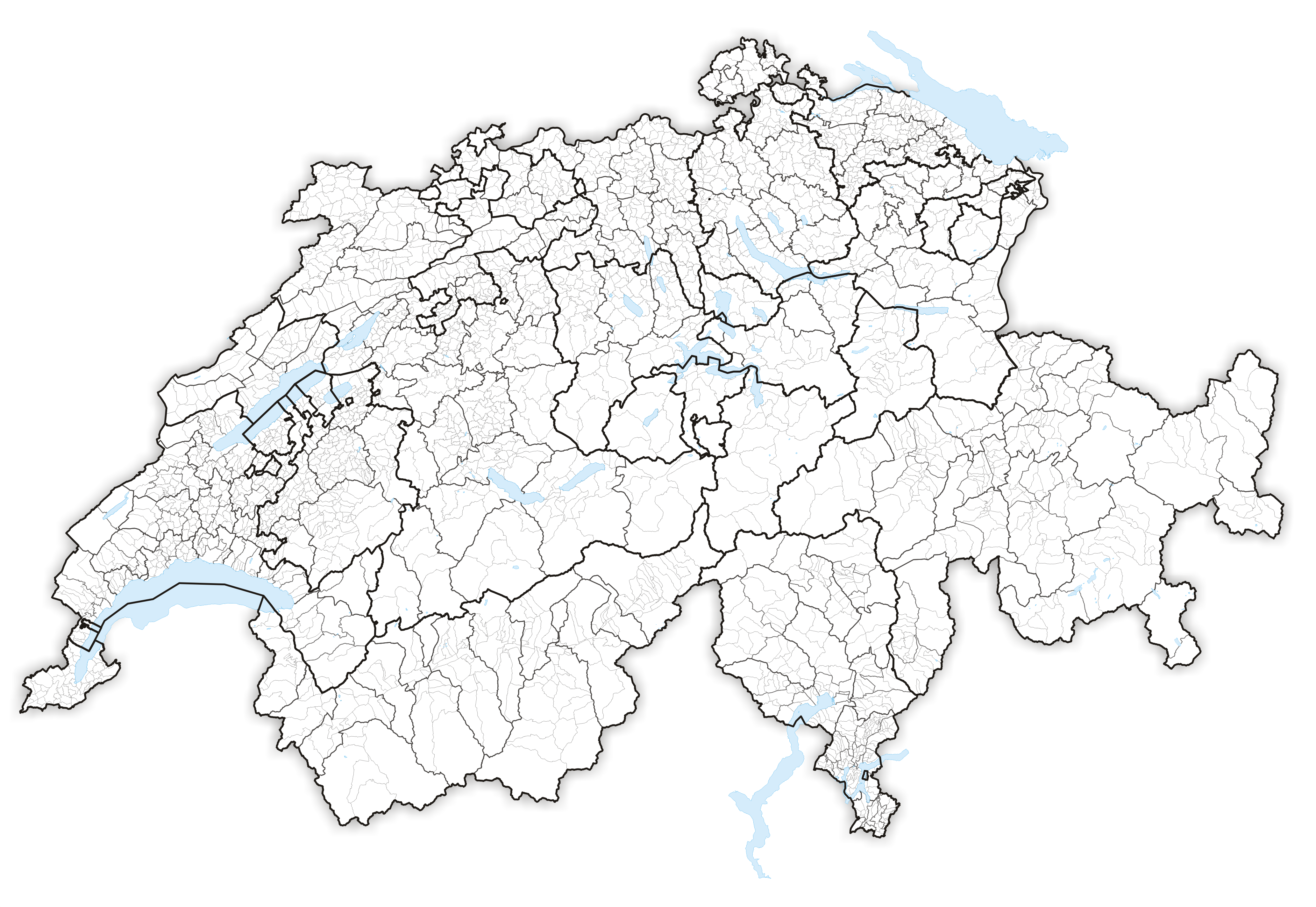
1. Januar 1918 bis 31. Dezember 1918
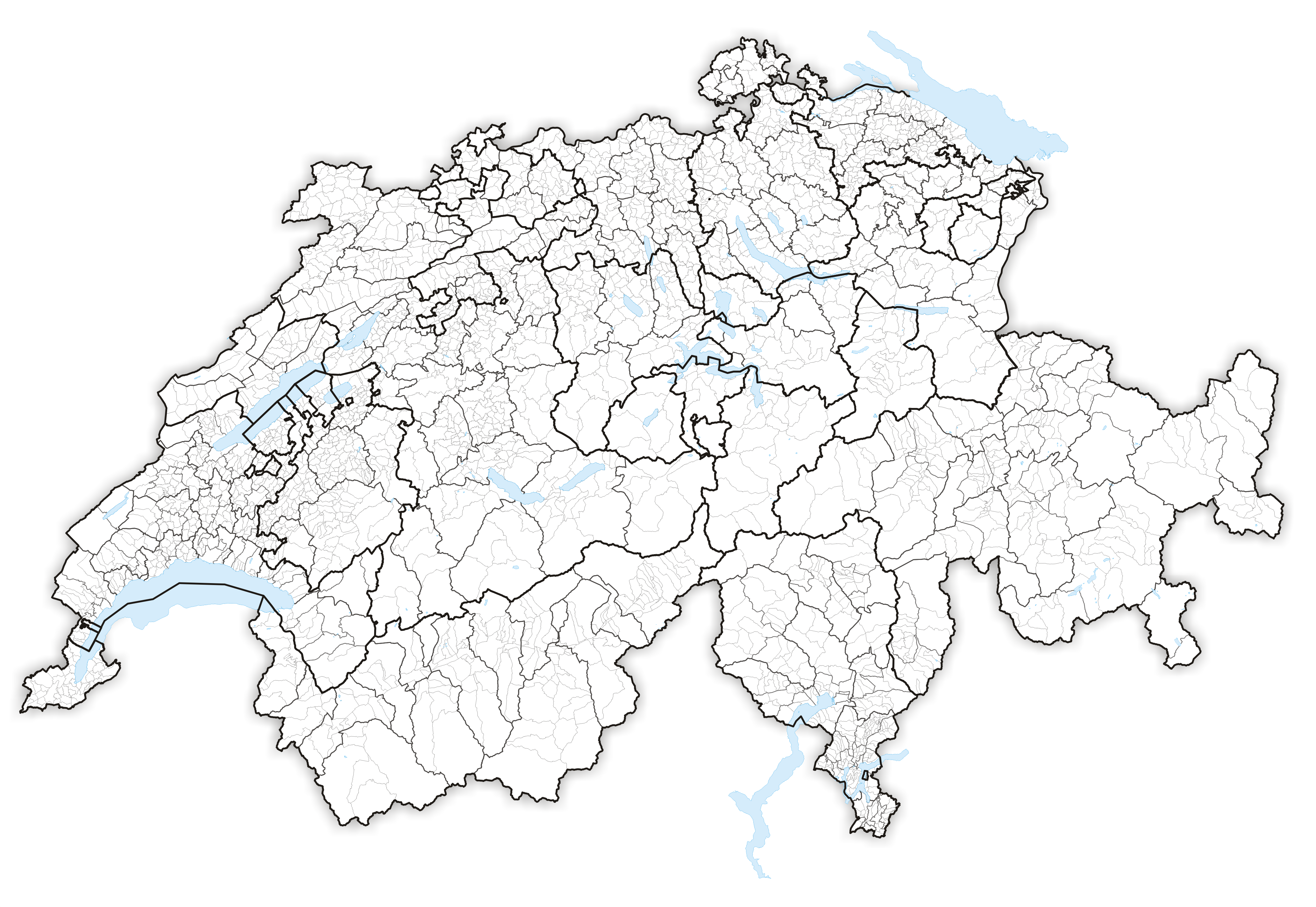
1. Januar 1919 bis 31. Dezember 1919
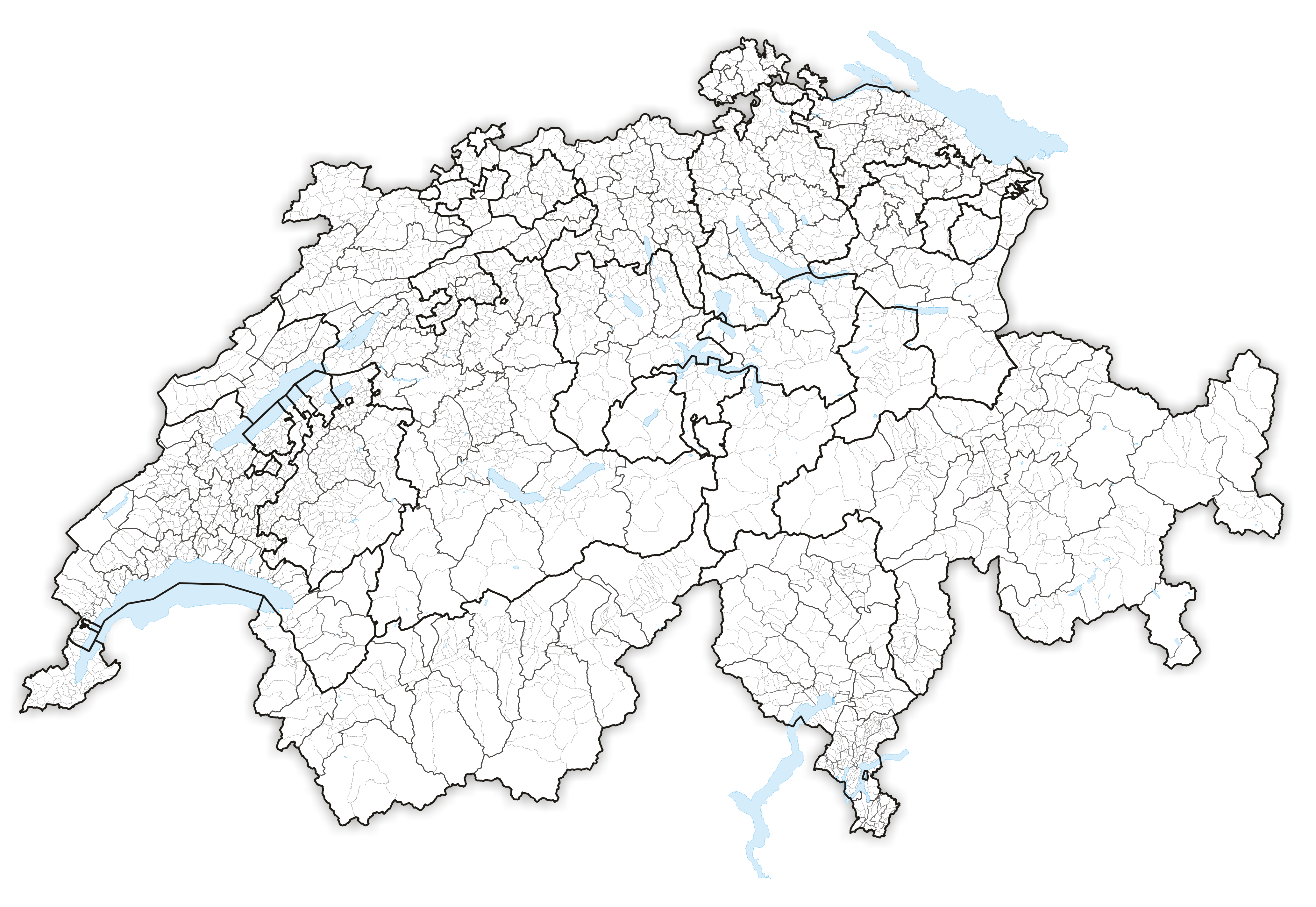
1. Januar 1920 bis 31. Dezember 1921
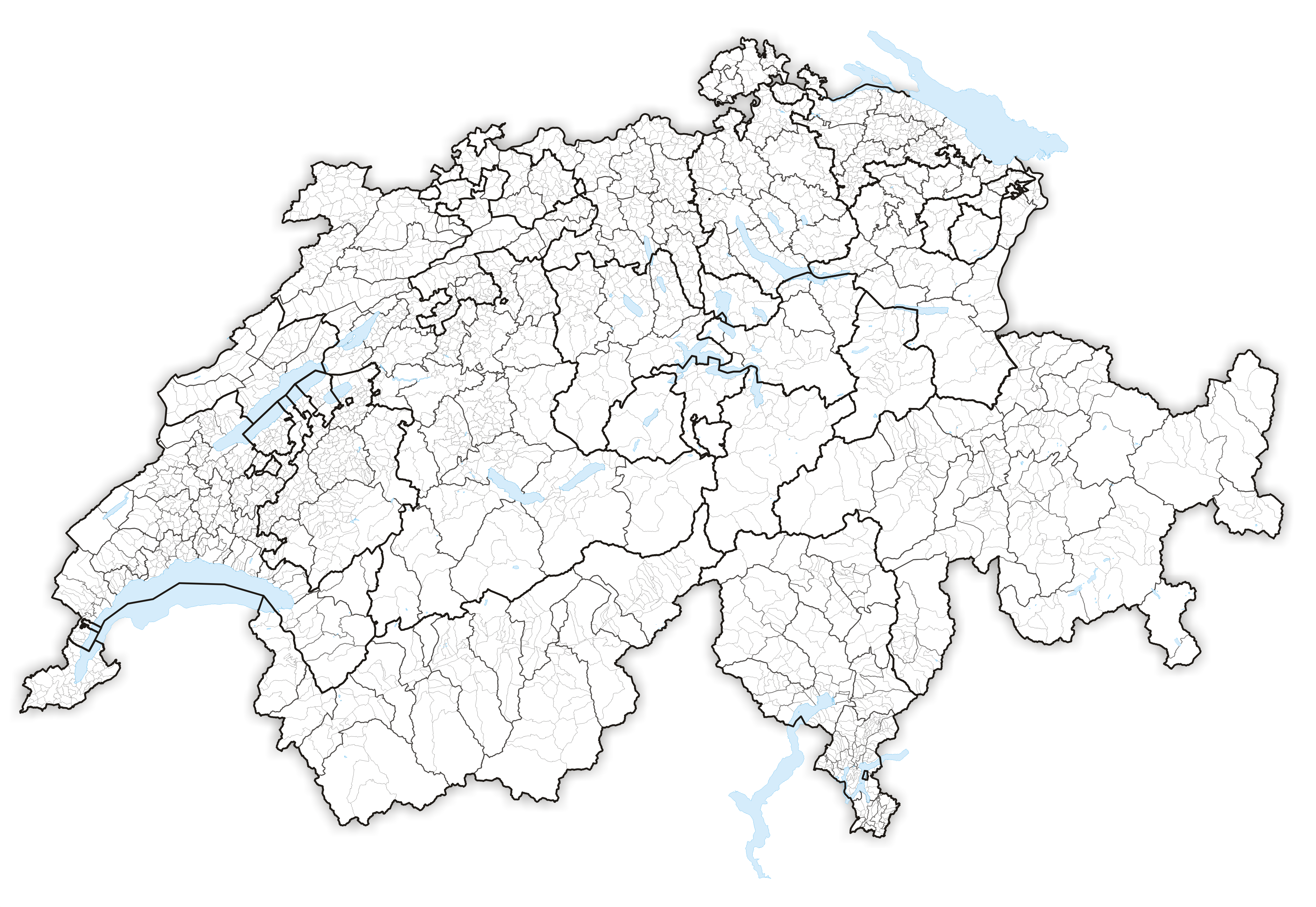
1. Januar 1922 bis 31. Dezember 1922
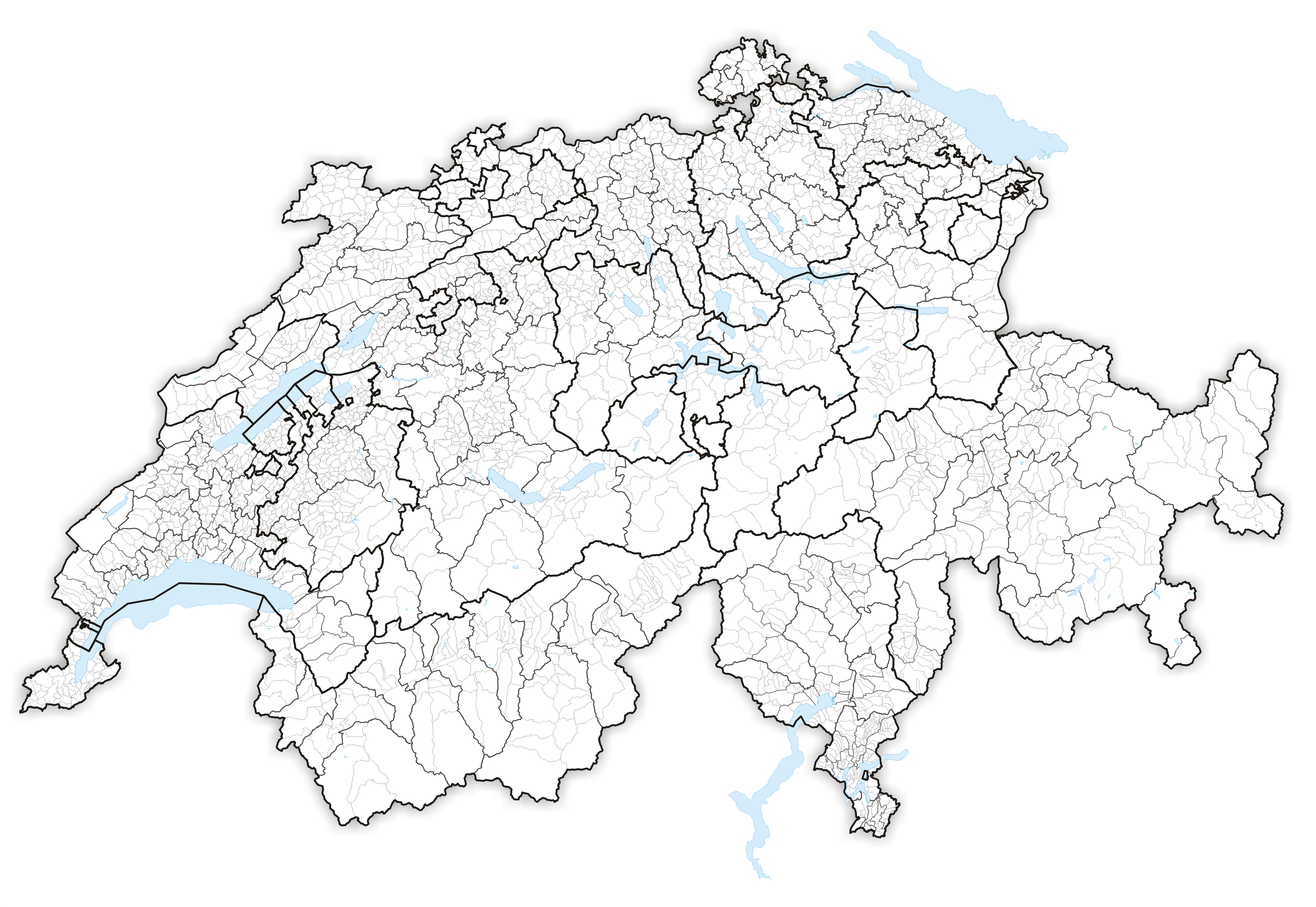
1. Januar 1923 bis 31. Dezember 1924
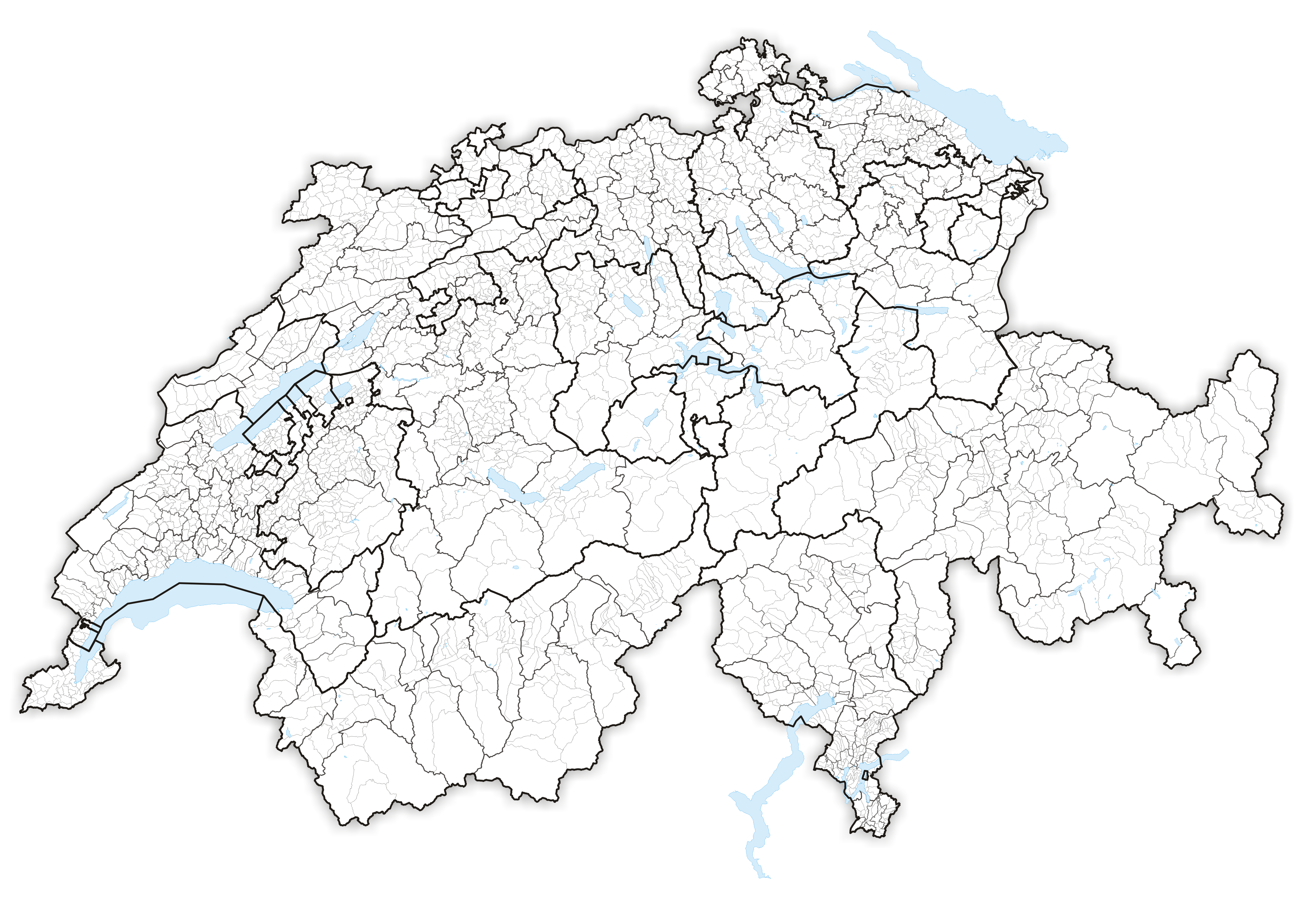
1. Januar 1925 bis 31. Dezember 1926
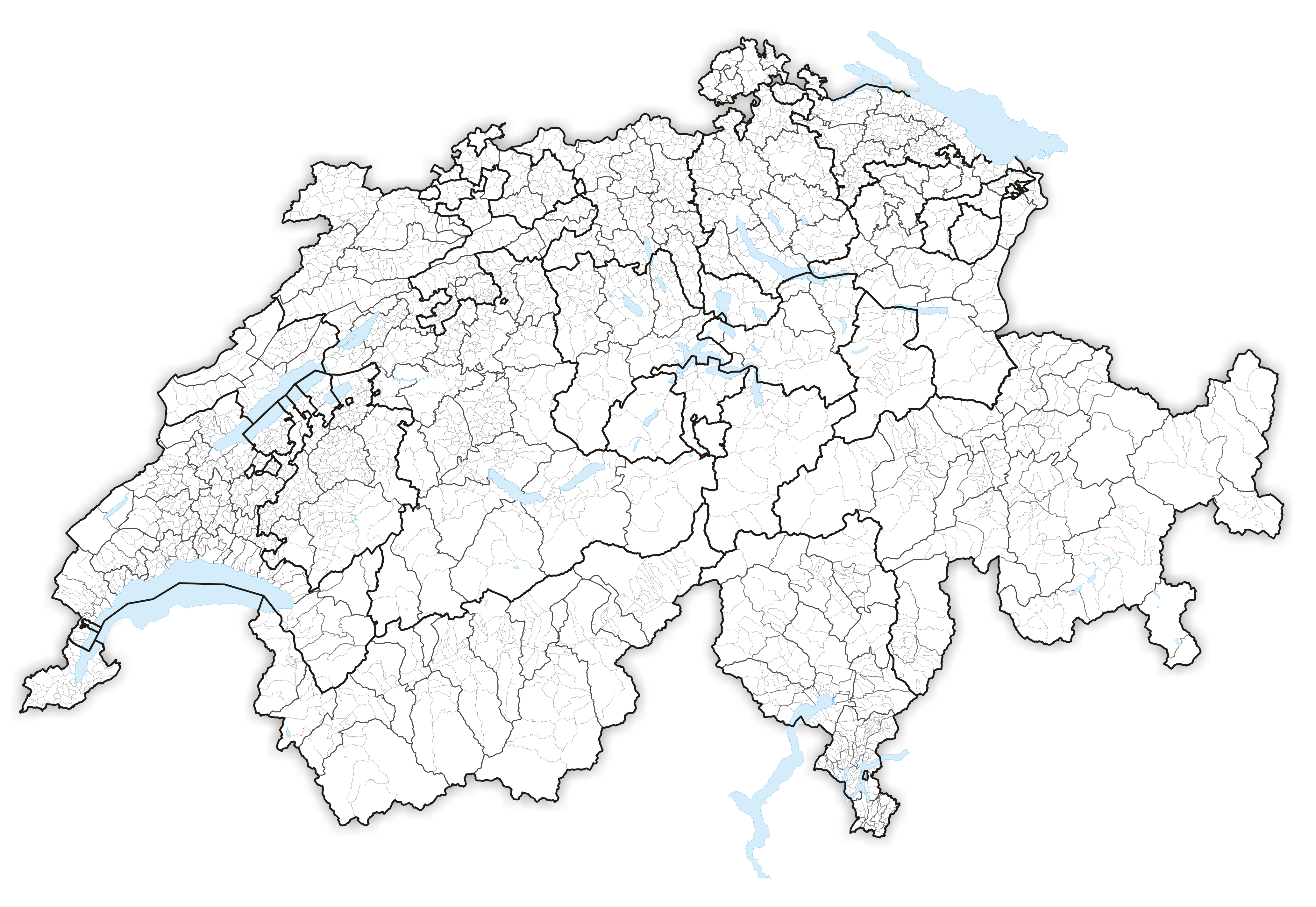
1. Januar 1927 bis 31. Dezember 1927
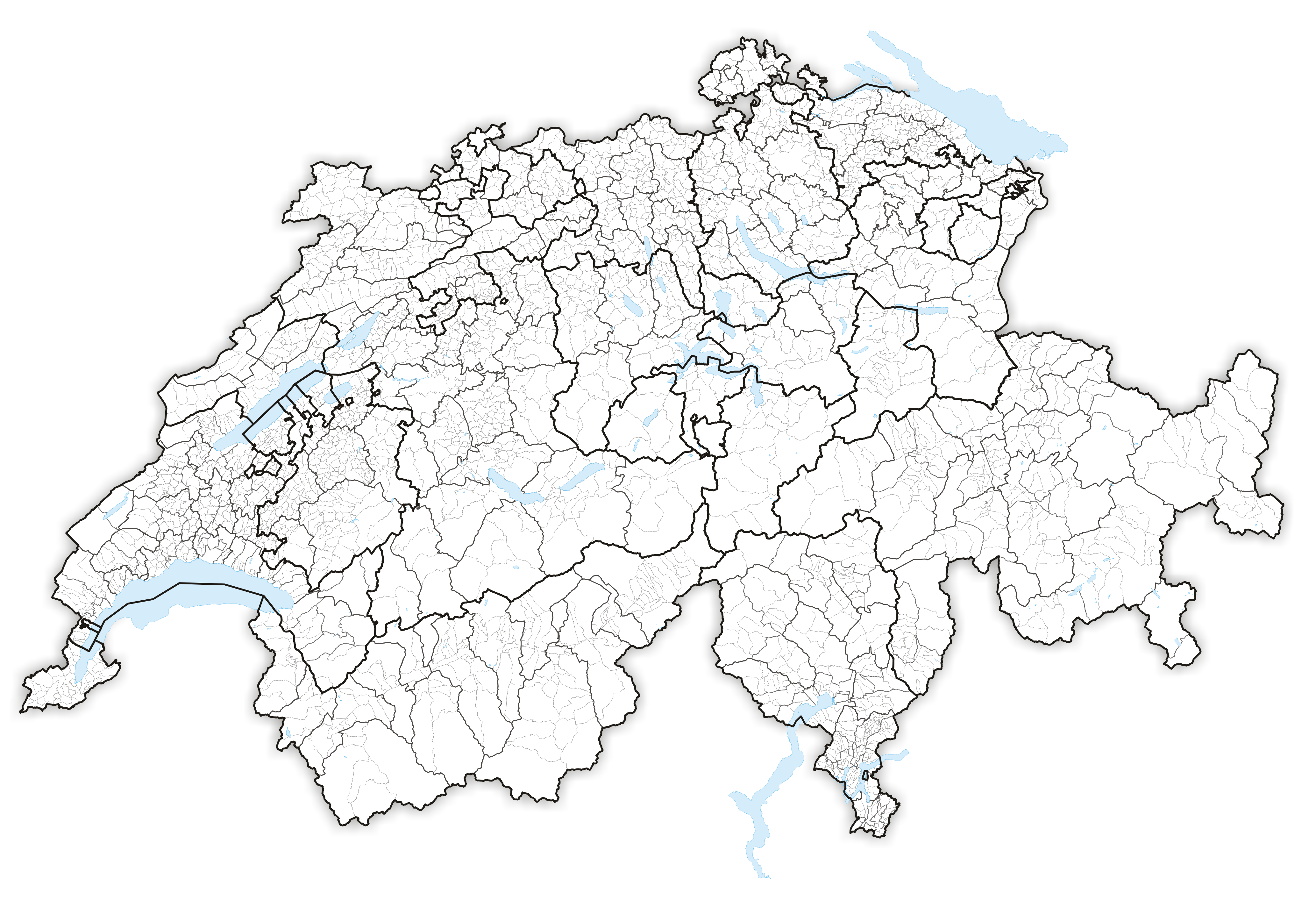
1. Januar 1928 bis 31. Dezember 1929
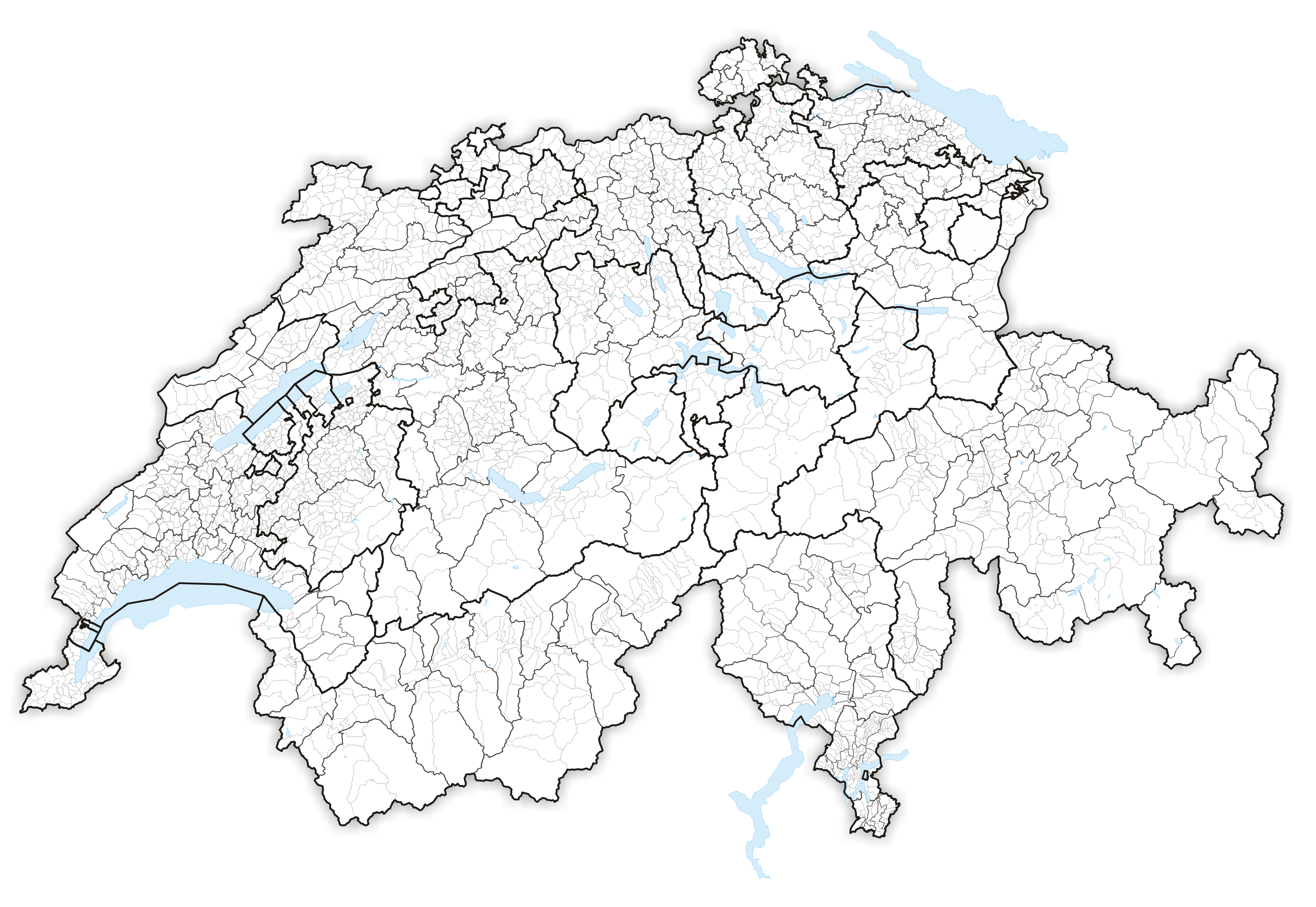
1. Januar 1930 bis 30. September 1930
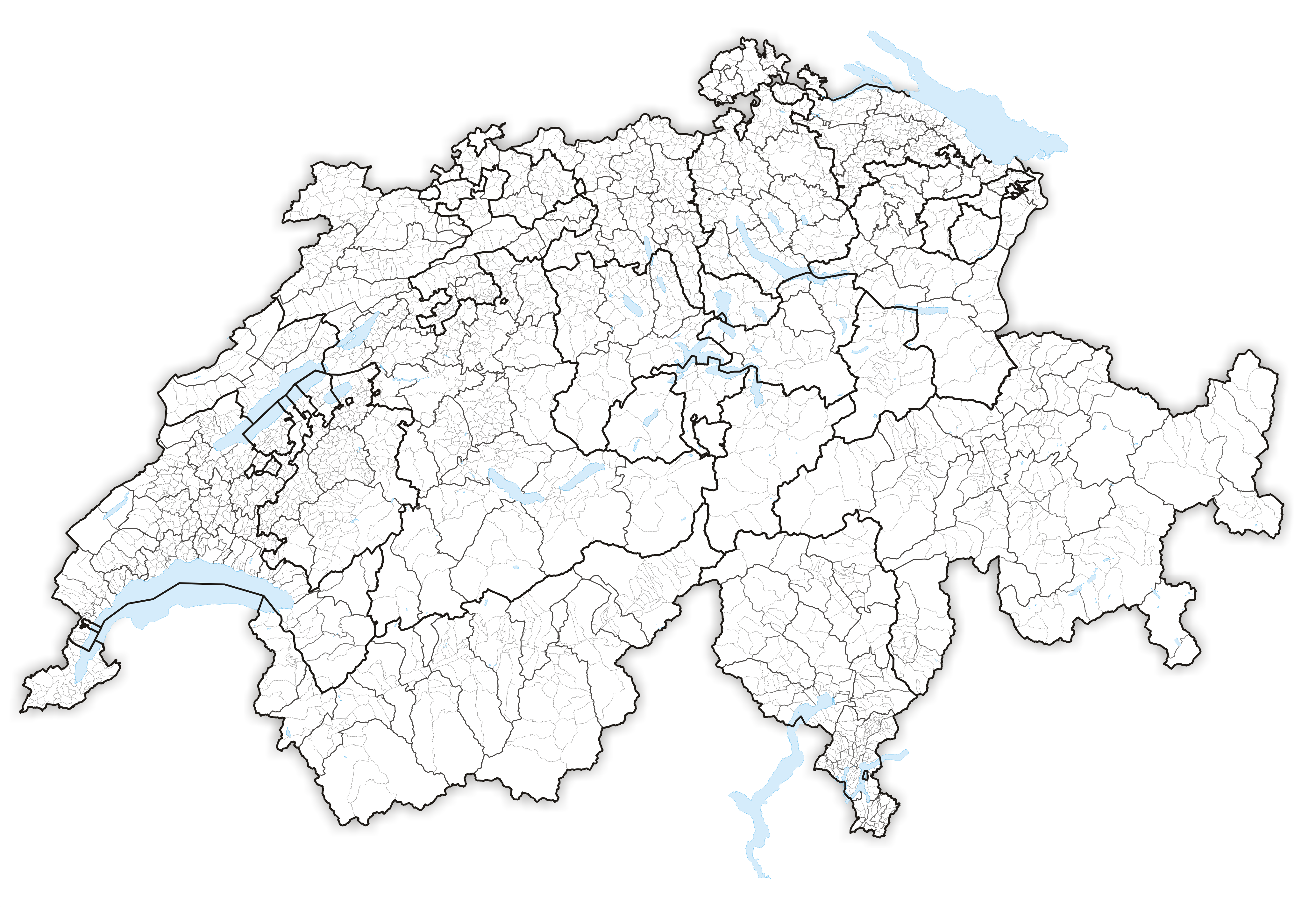
1. Oktober 1930 bis 30. Dezember 1930
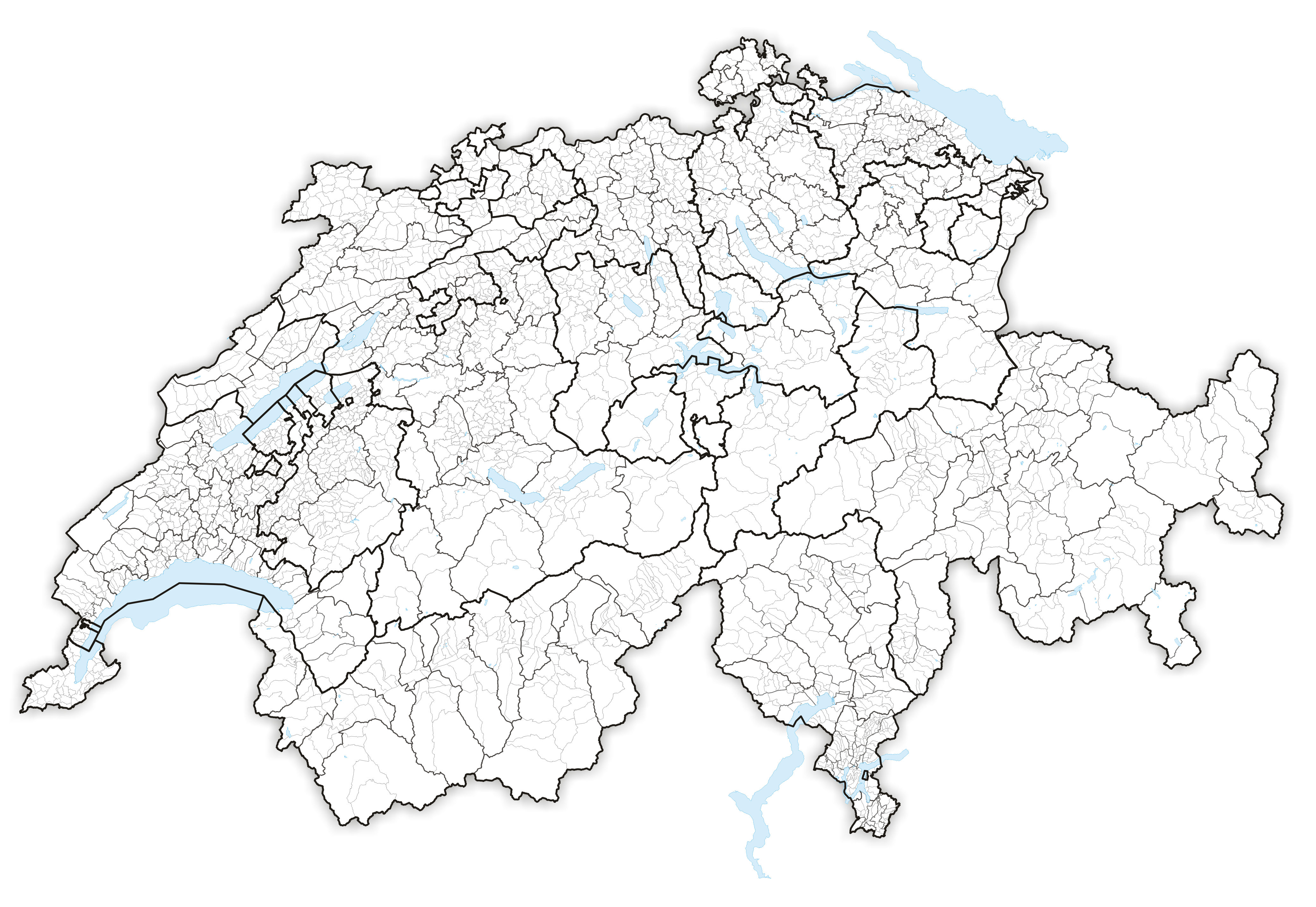
1. Januar 1931 bis 31. Dezember 1931
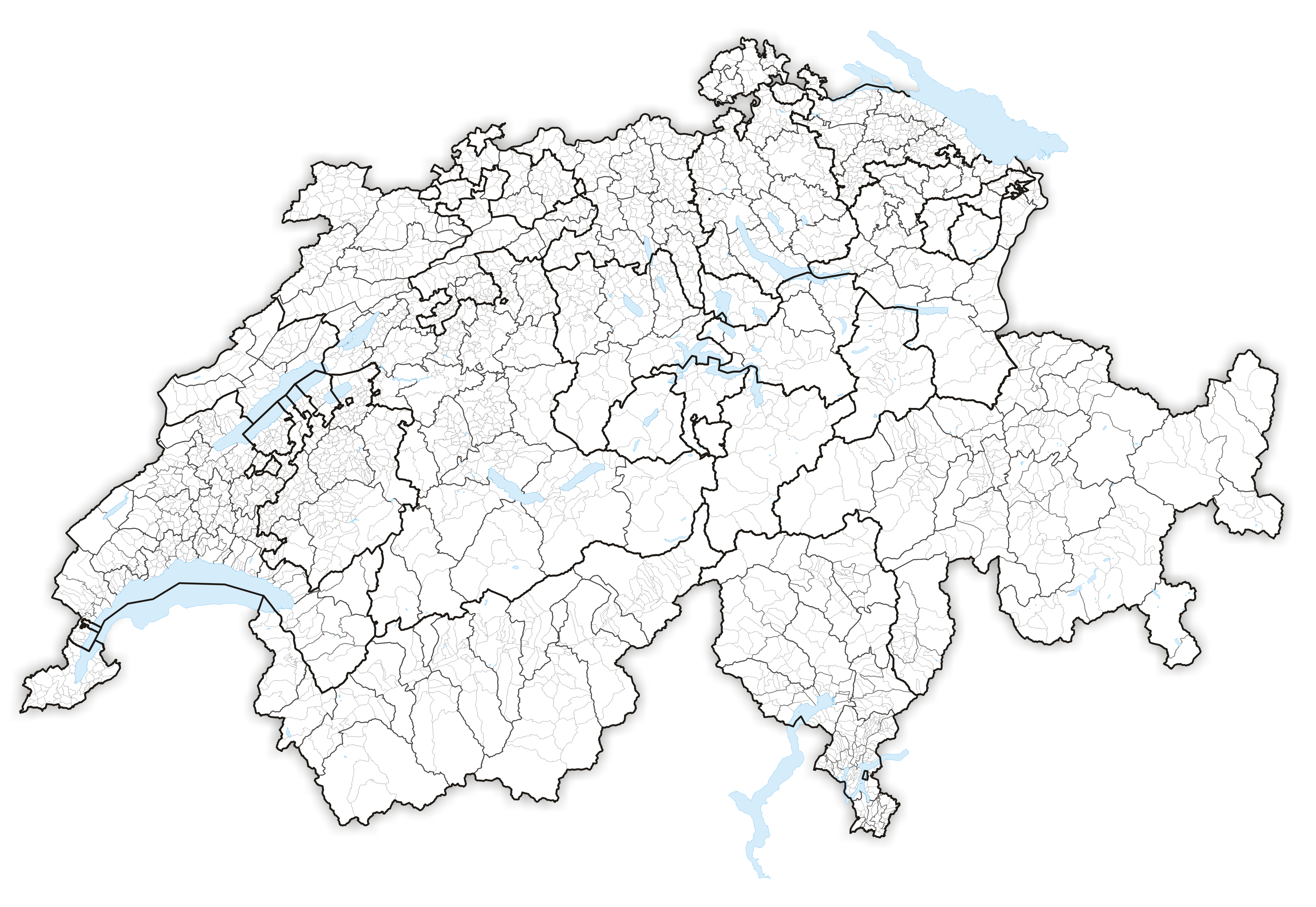
1. Januar 1932 bis 31. Dezember 1932
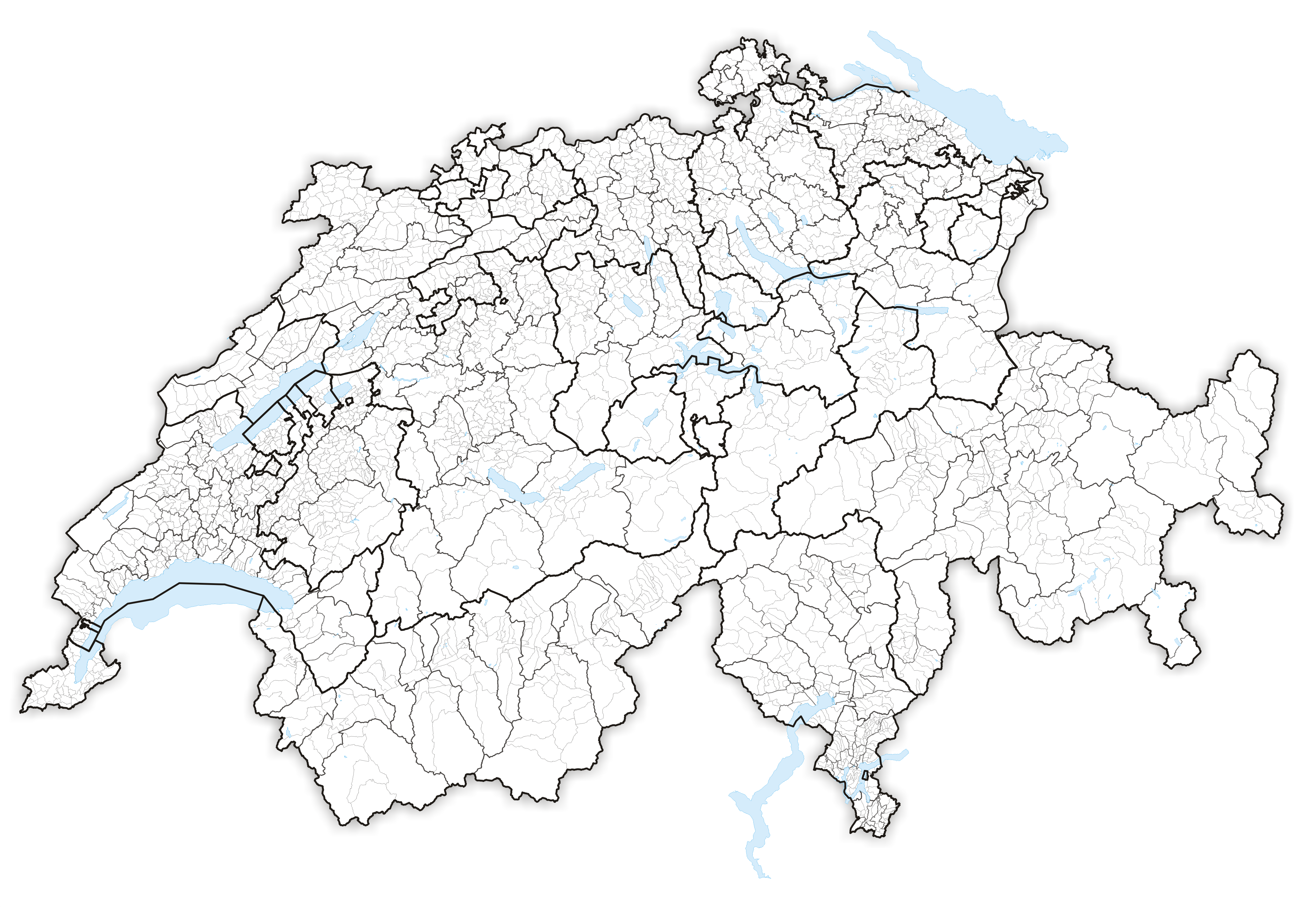
1. Januar 1933 bis 31. Dezember 1933
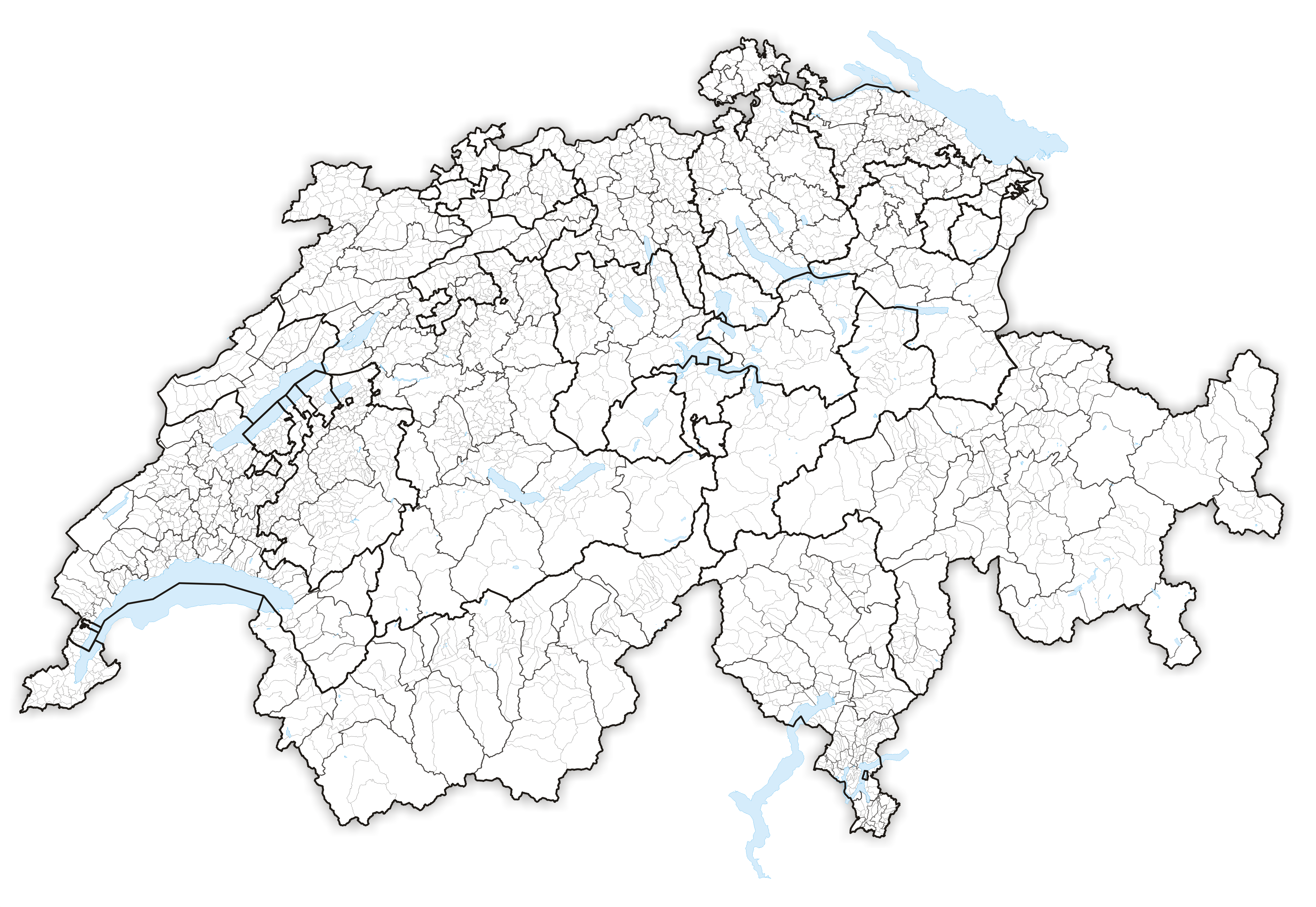
1. Januar 1934 bis 31. Dezember 1936
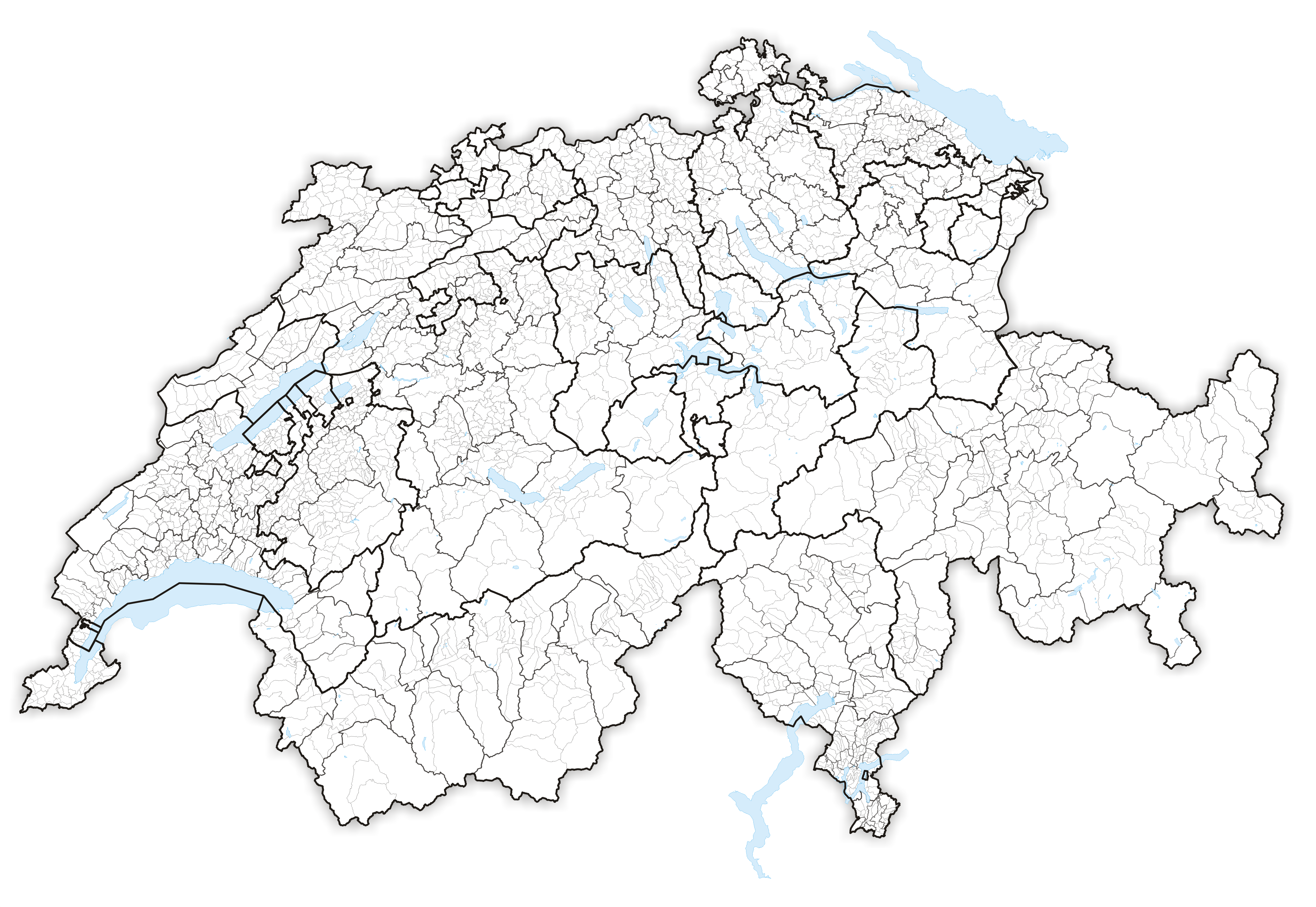
1. Januar 1937 bis 31. Dezember 1938
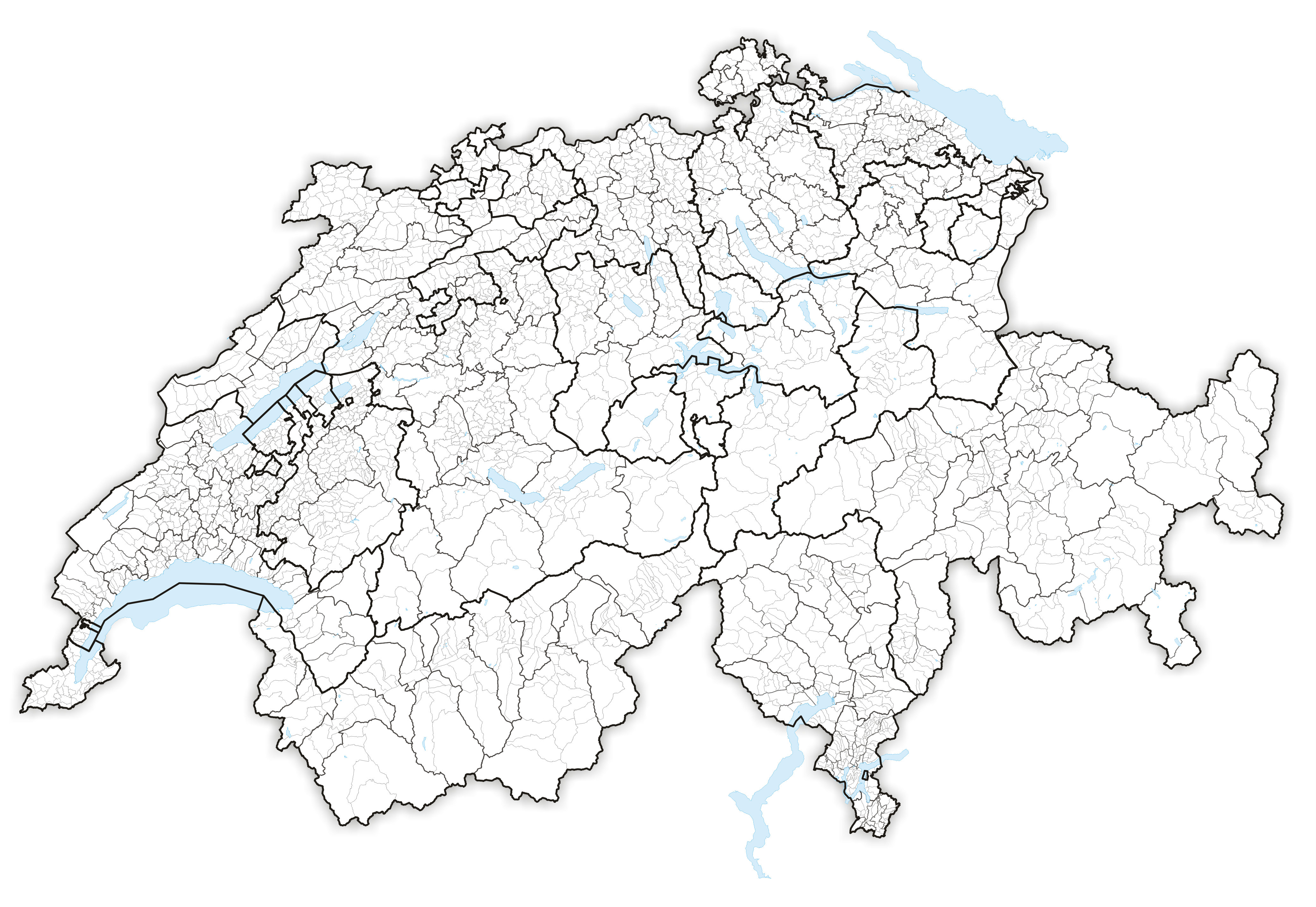
1. Januar 1939 bis 31. Dezember 1939
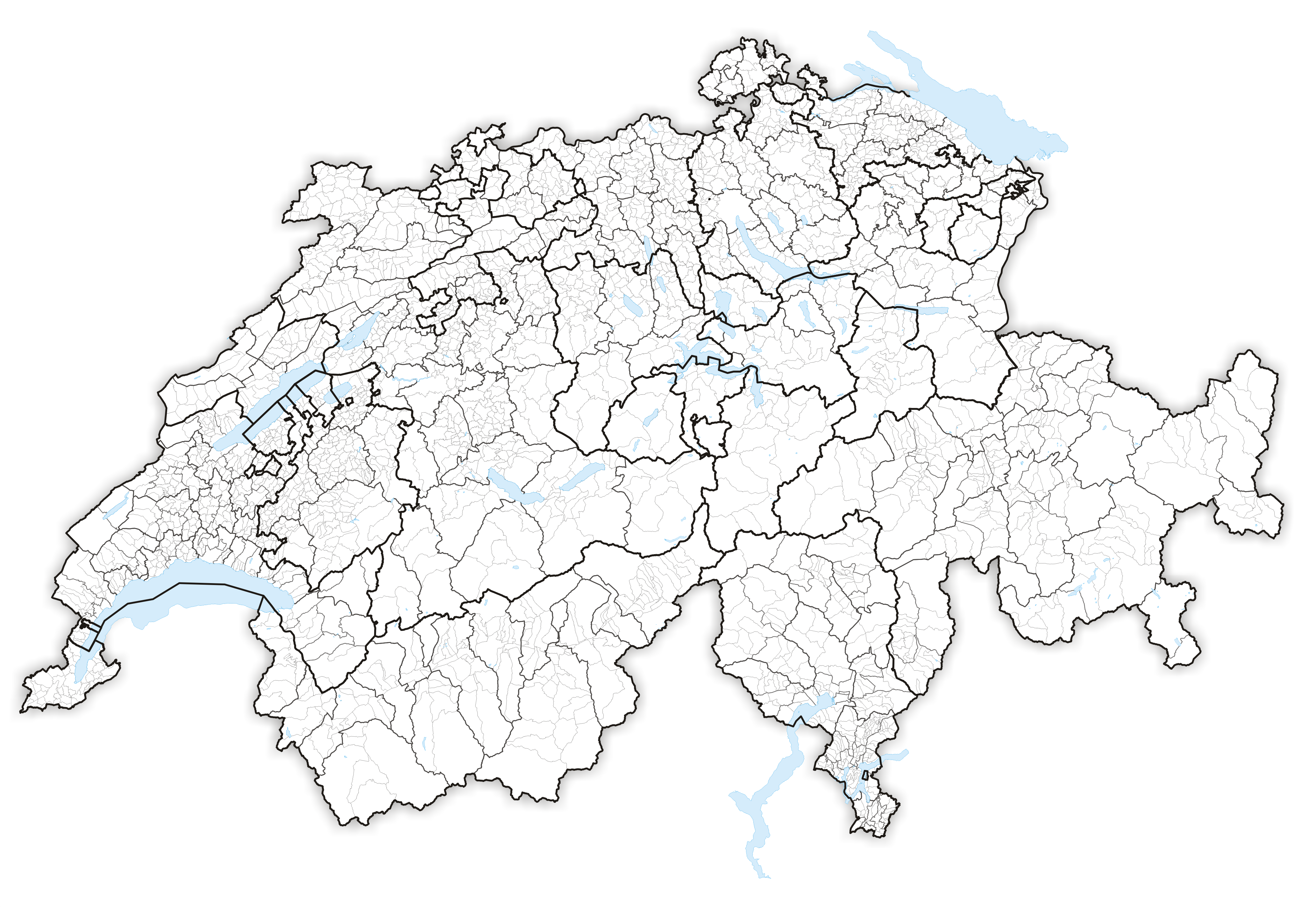
1. Januar 1940 bis 31. Dezember 1945
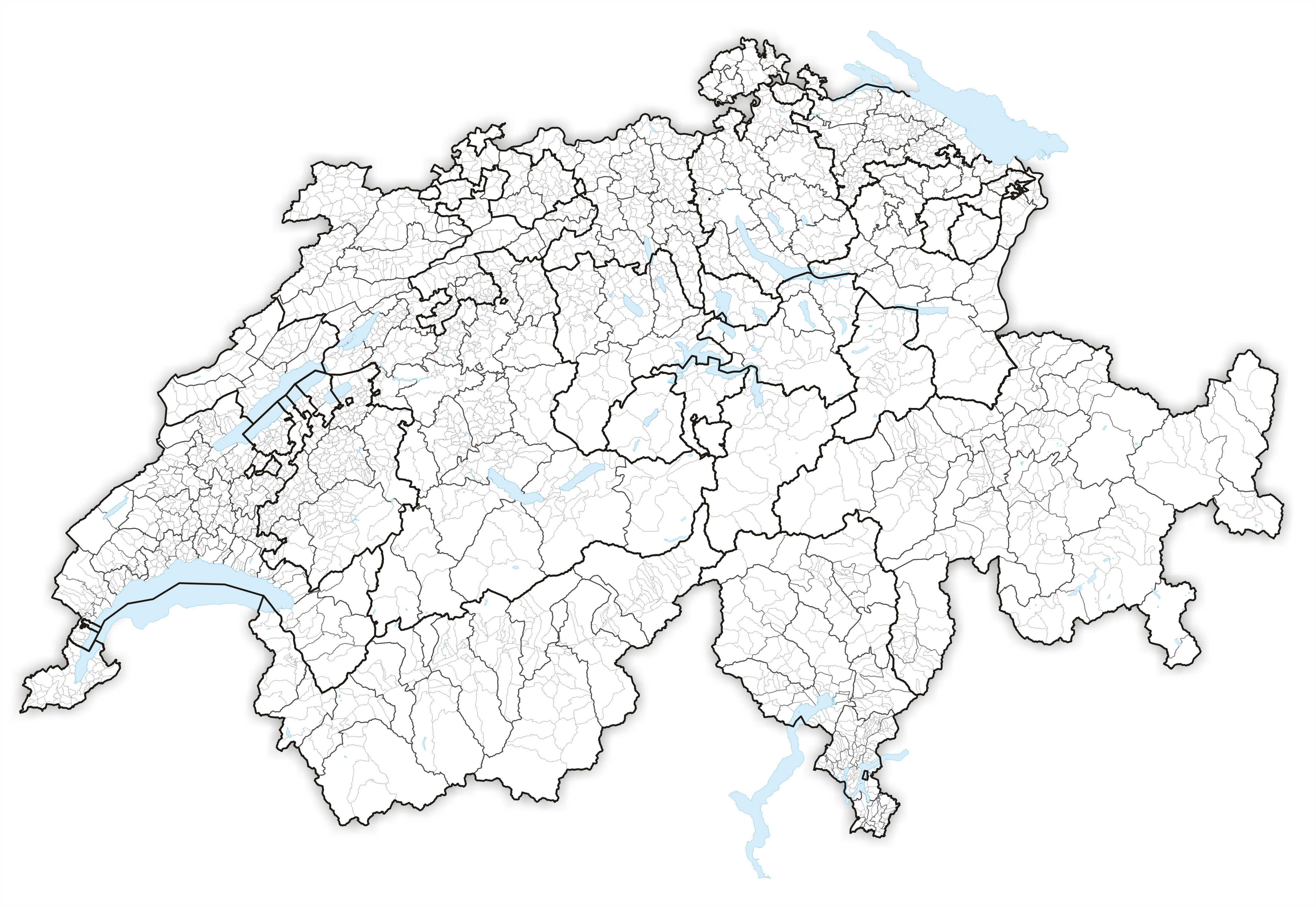
1. Januar 1946 bis 31. Dezember 1946
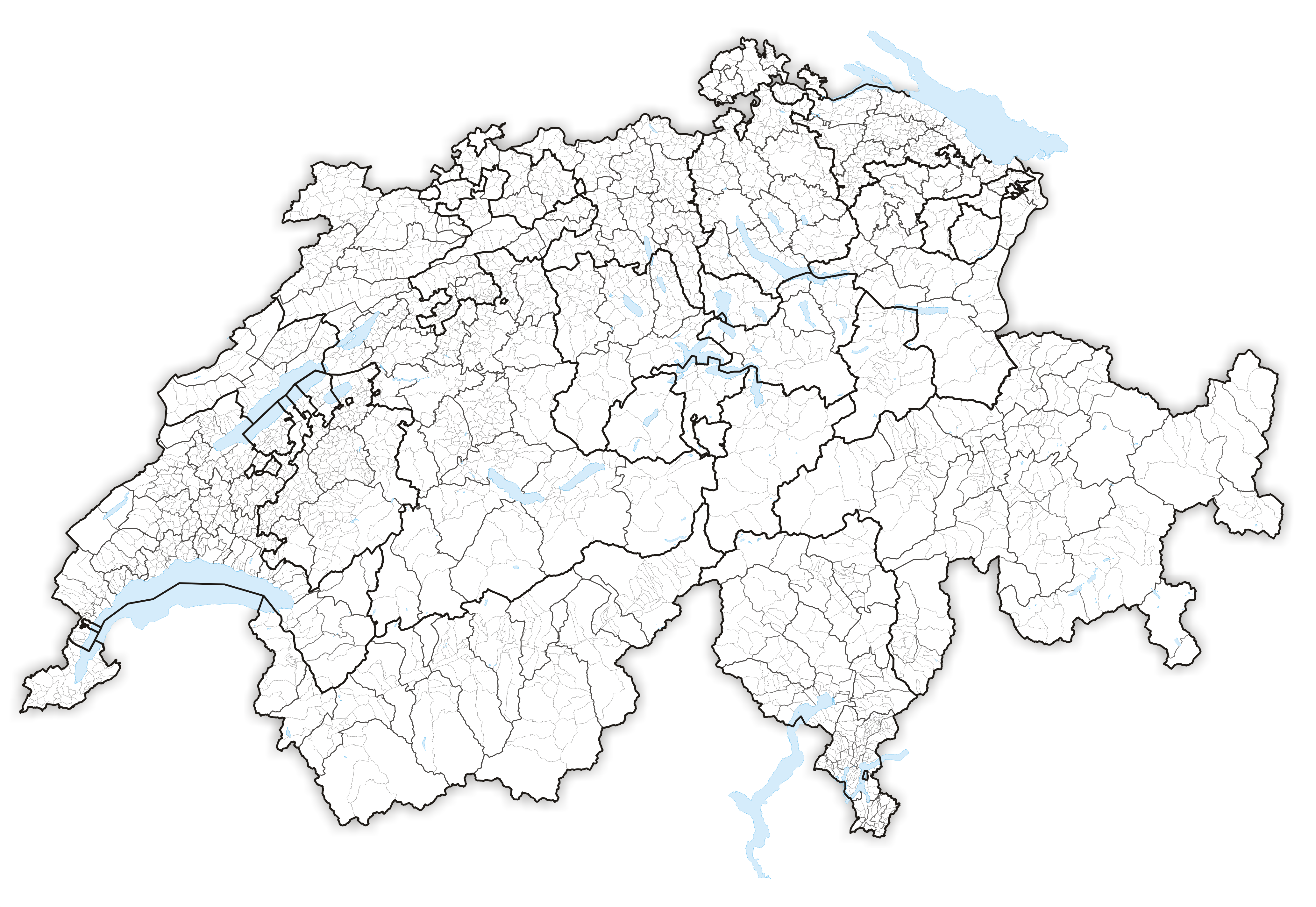
1. Januar 1947 bis 31. Dezember 1948
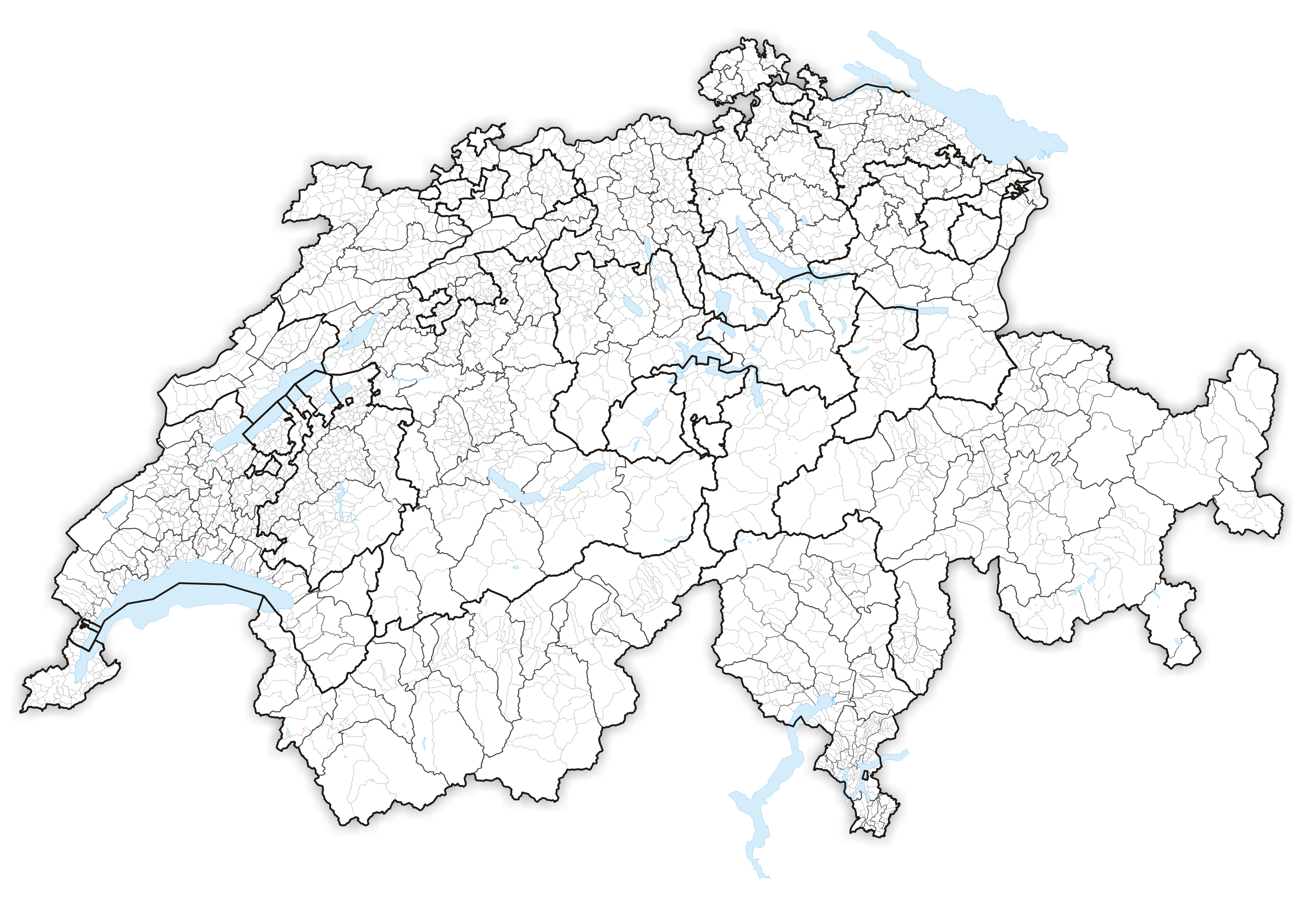
1. Januar 1949 bis 31. Dezember 1949
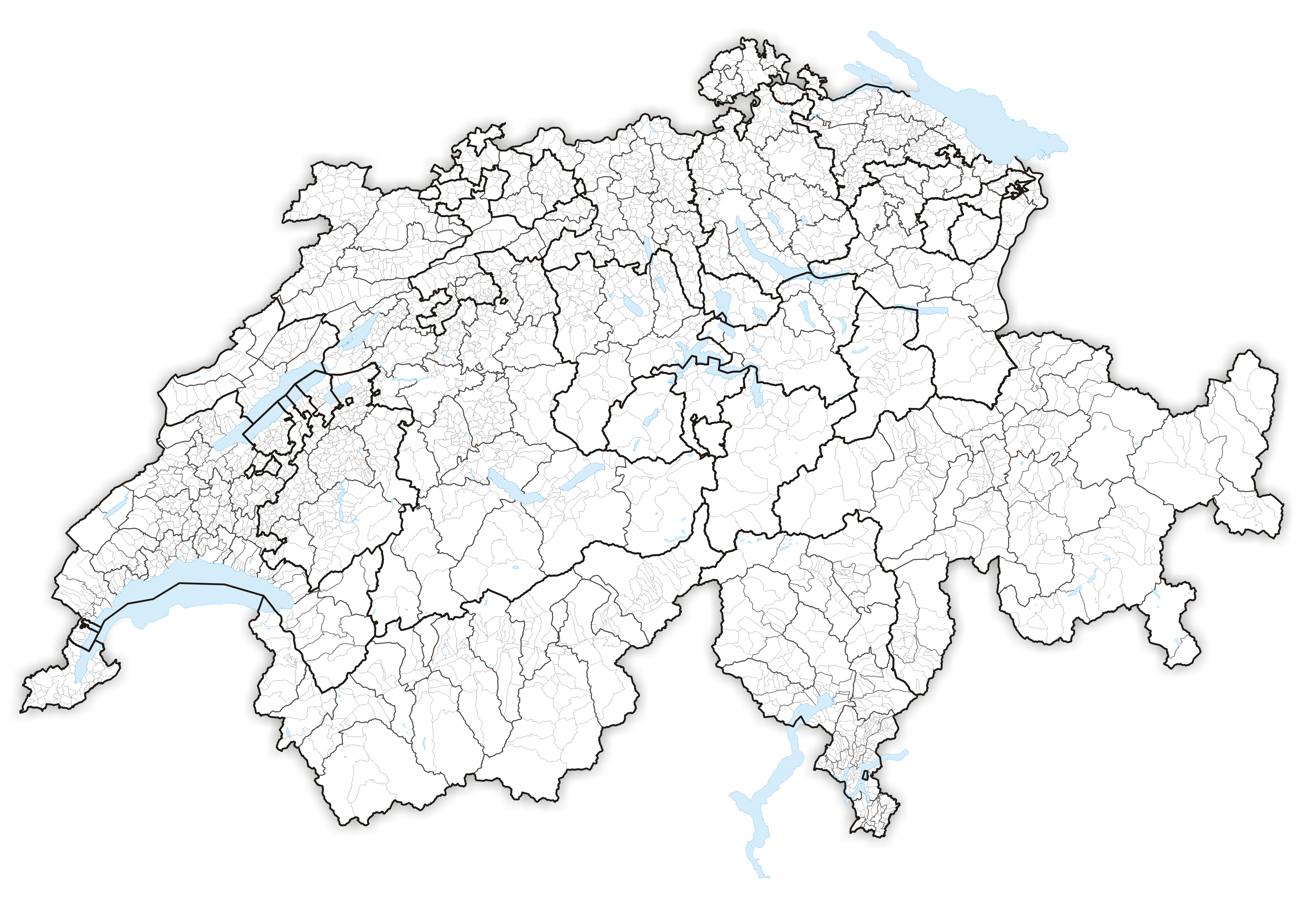
1. Januar 1950 bis 31. Dezember 1951
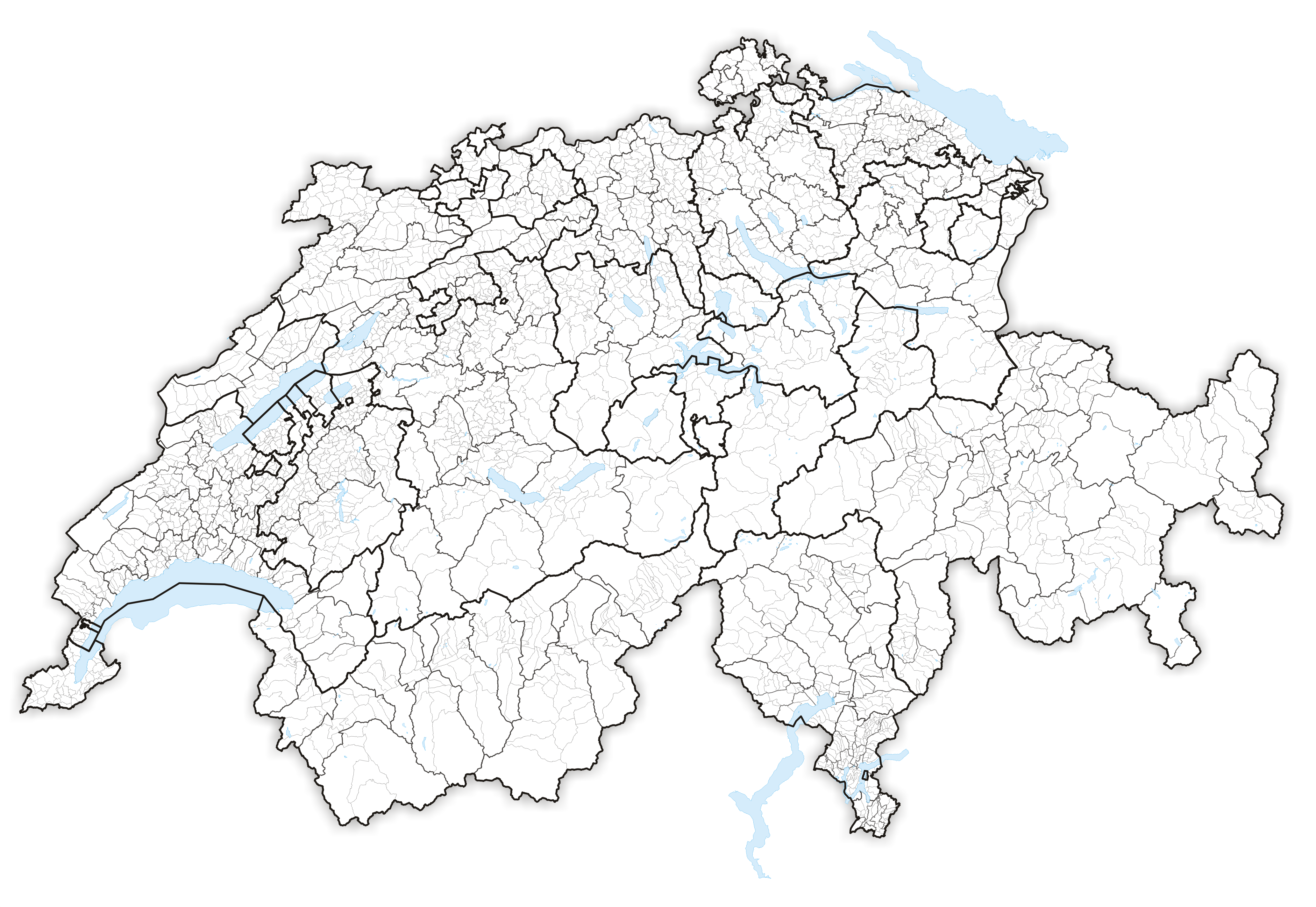
1. Januar 1952 bis 31. Dezember 1955
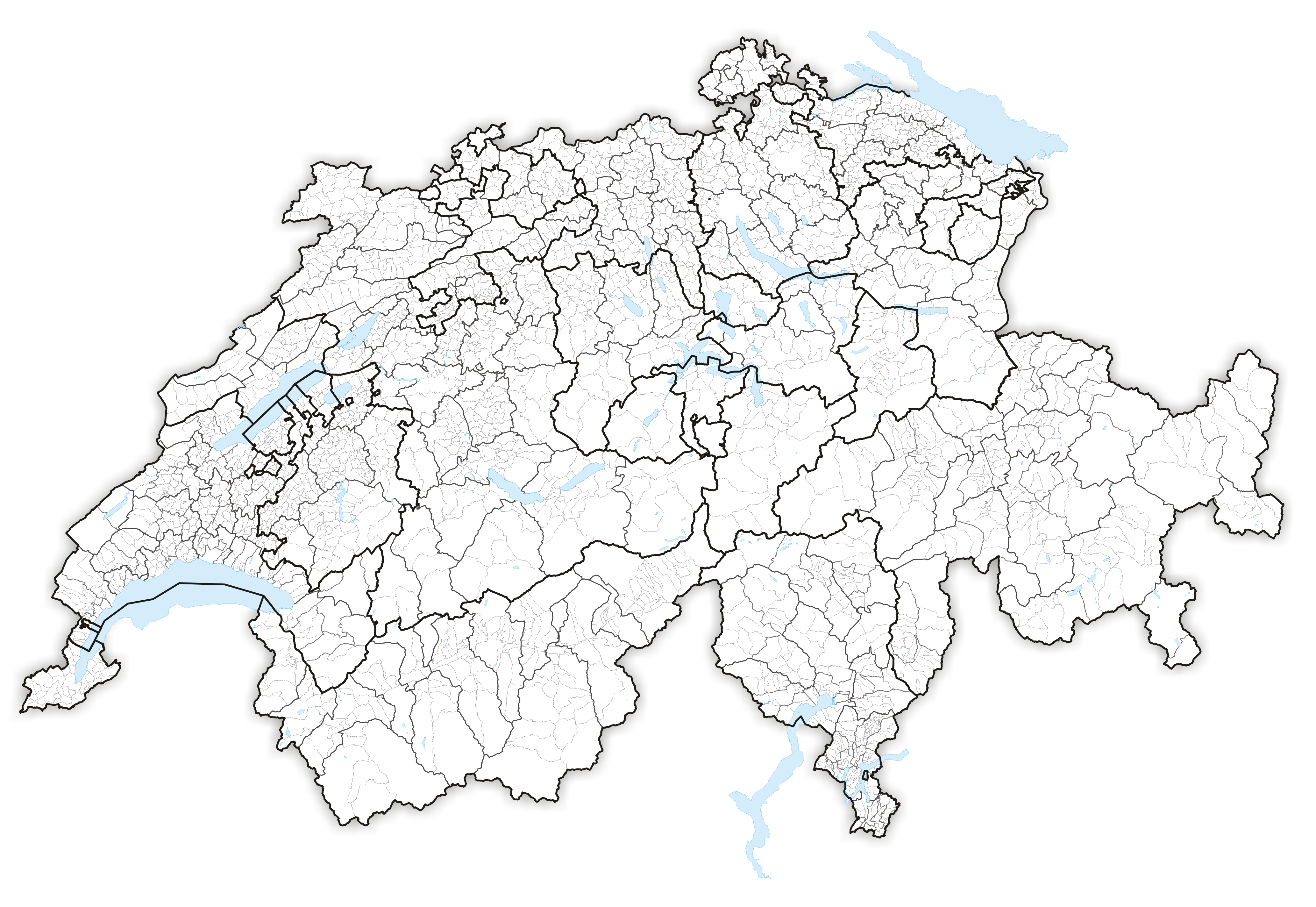
1. Januar 1956 bis 31. Dezember 1960
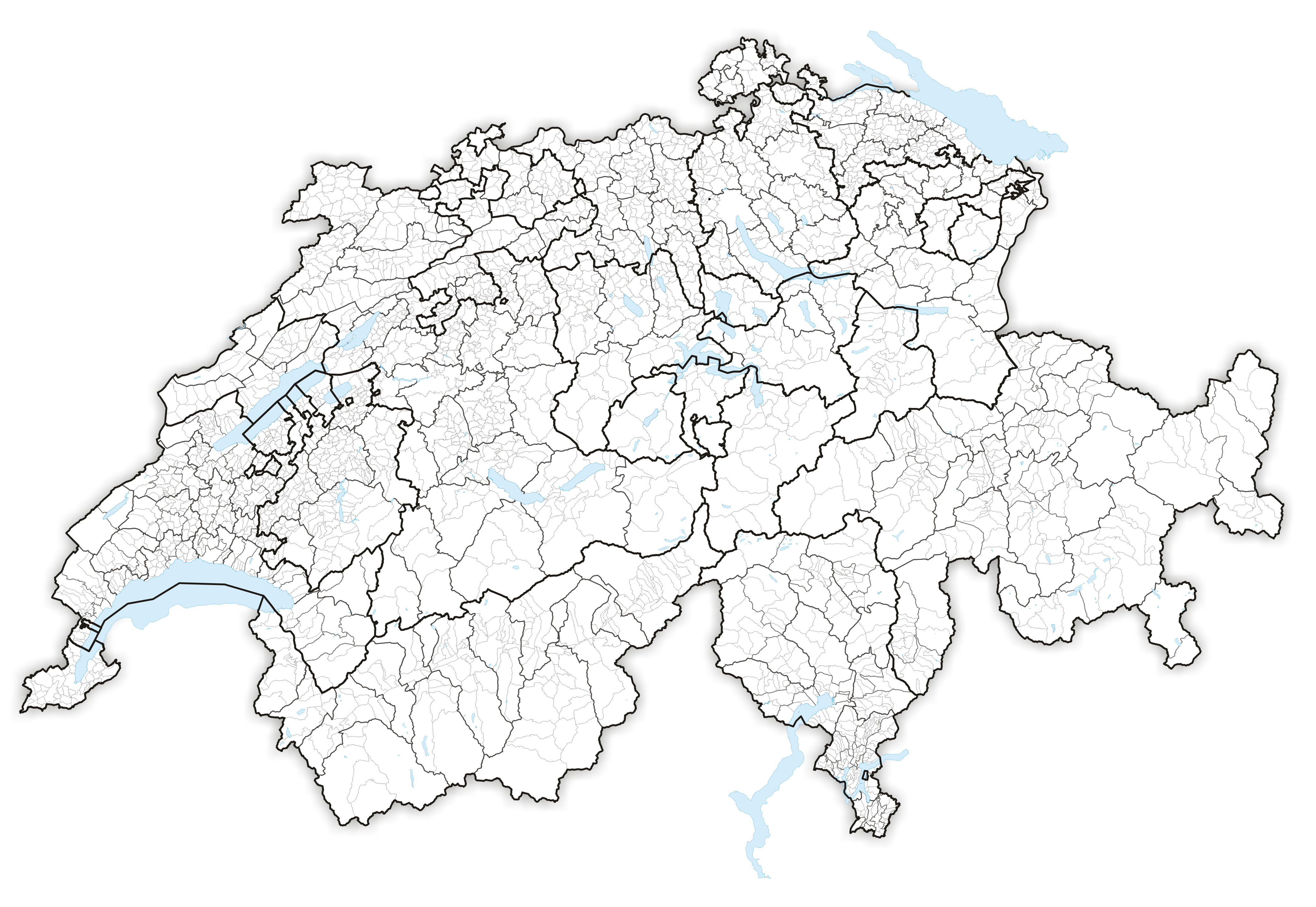
1. Januar 1961 bis 31. März 1961
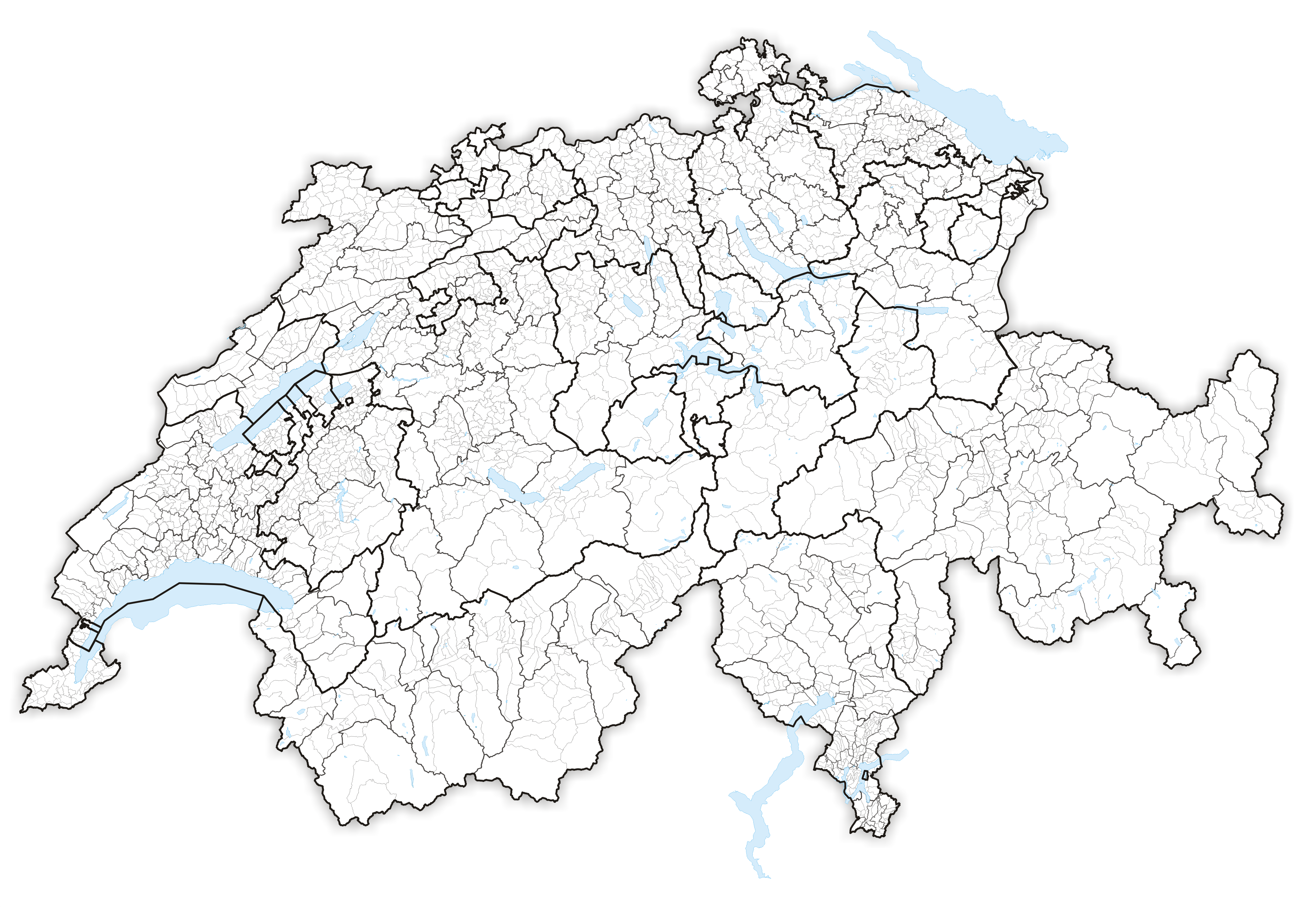
1. April 1961 bis 31. Dezember 1961
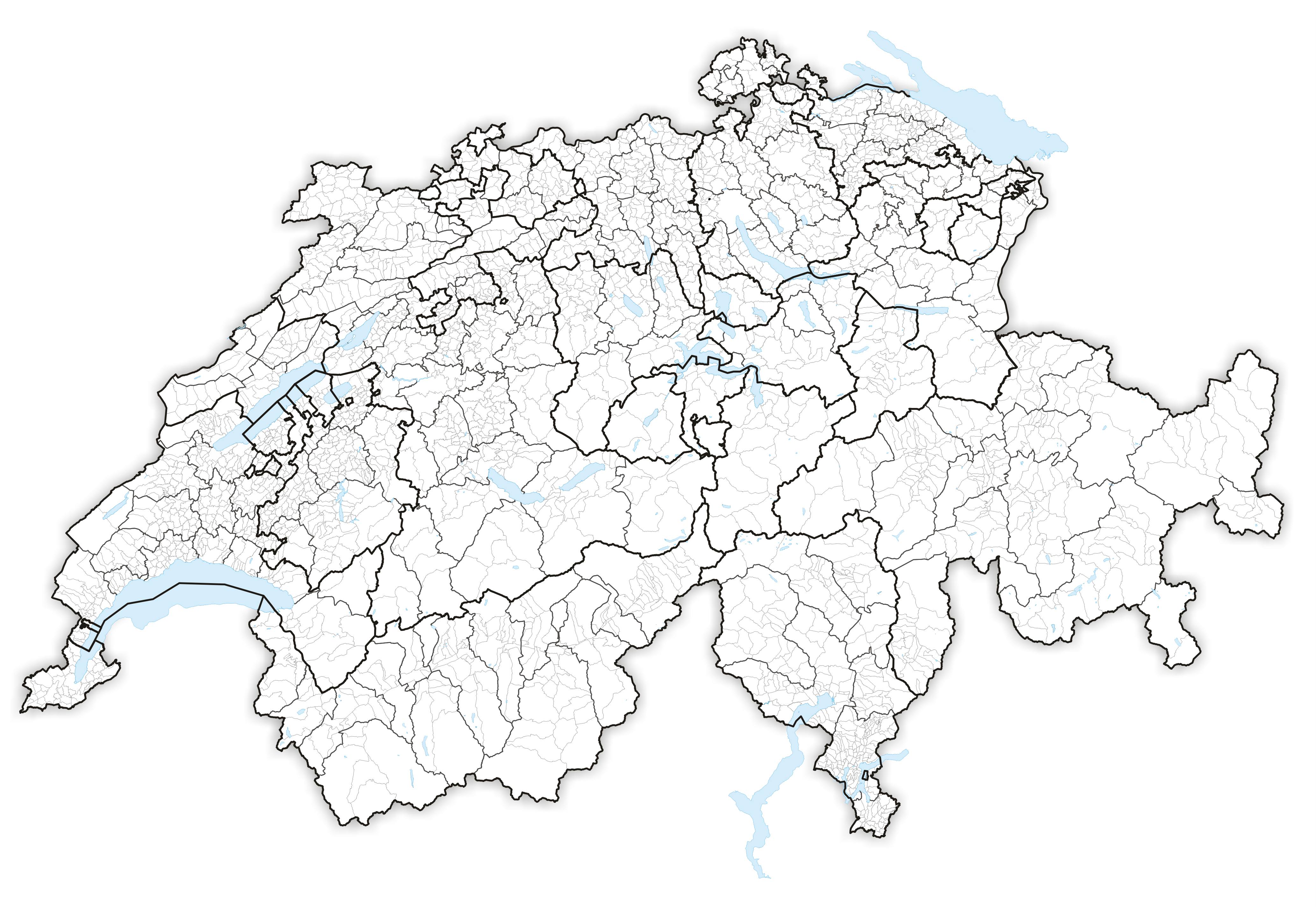
1. Januar 1962 bis 31. Dezember 1962
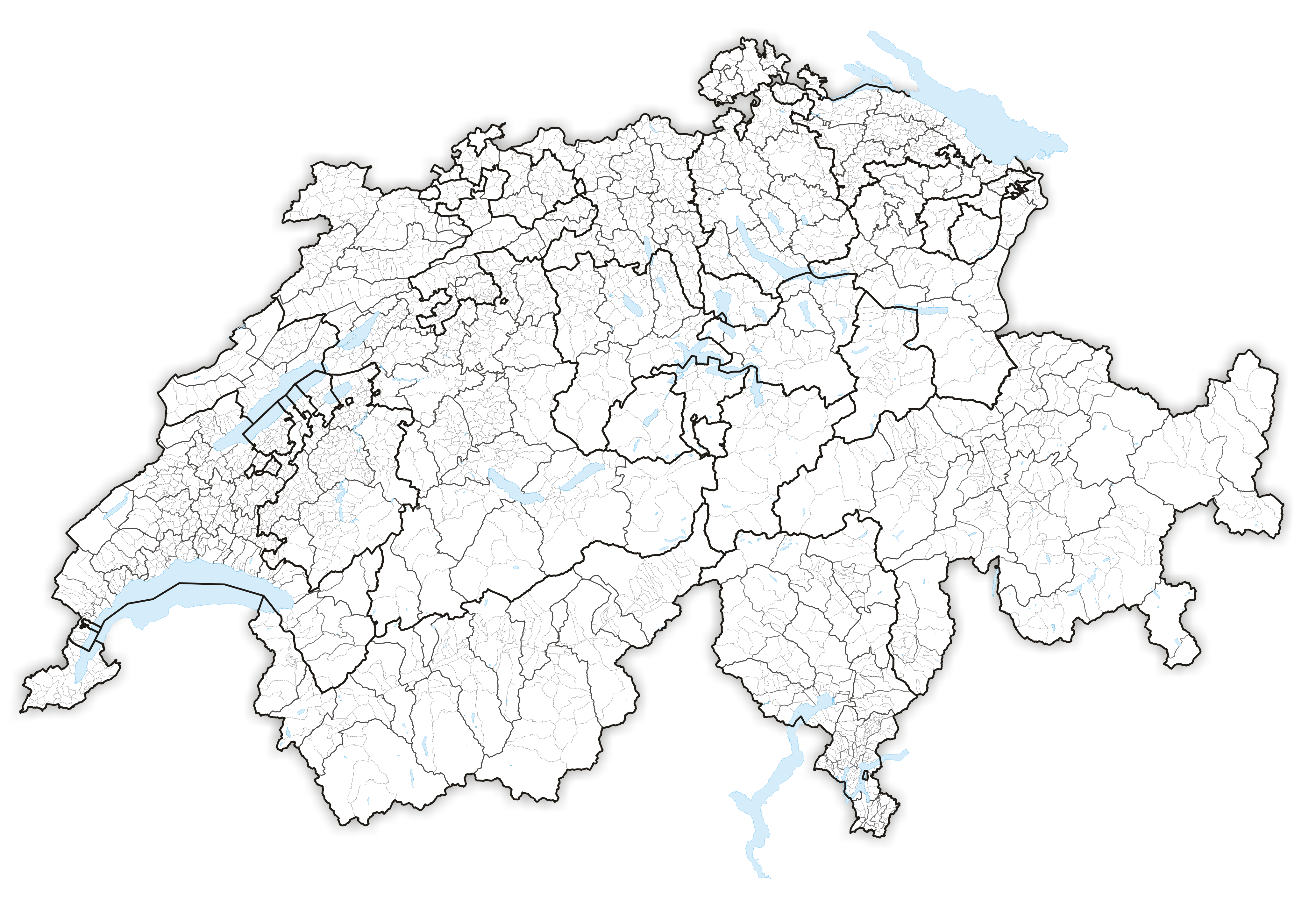
1. Januar 1963 bis 23. Mai 1963
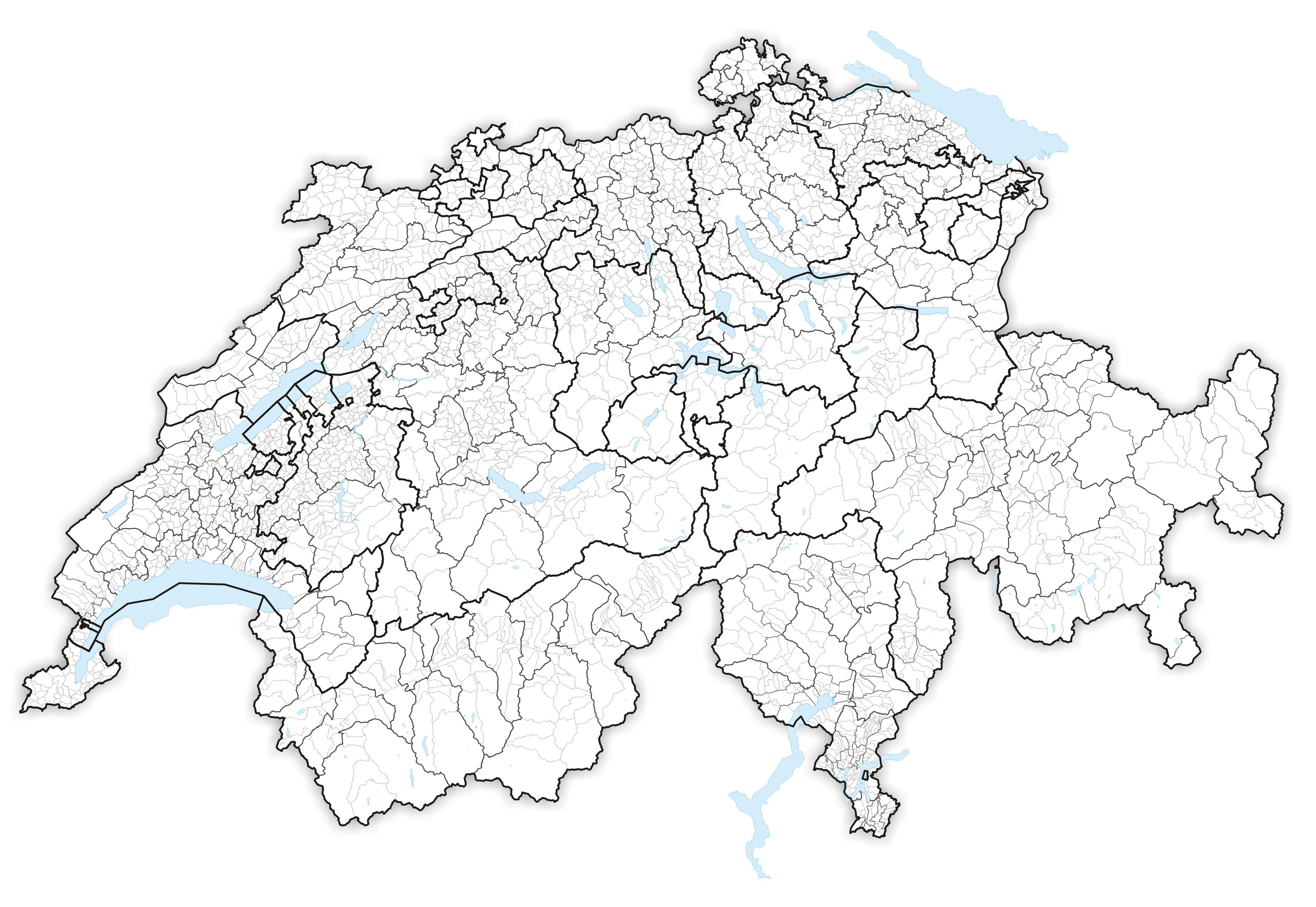
24. Mai 1963 bis 31. Dezember 1963
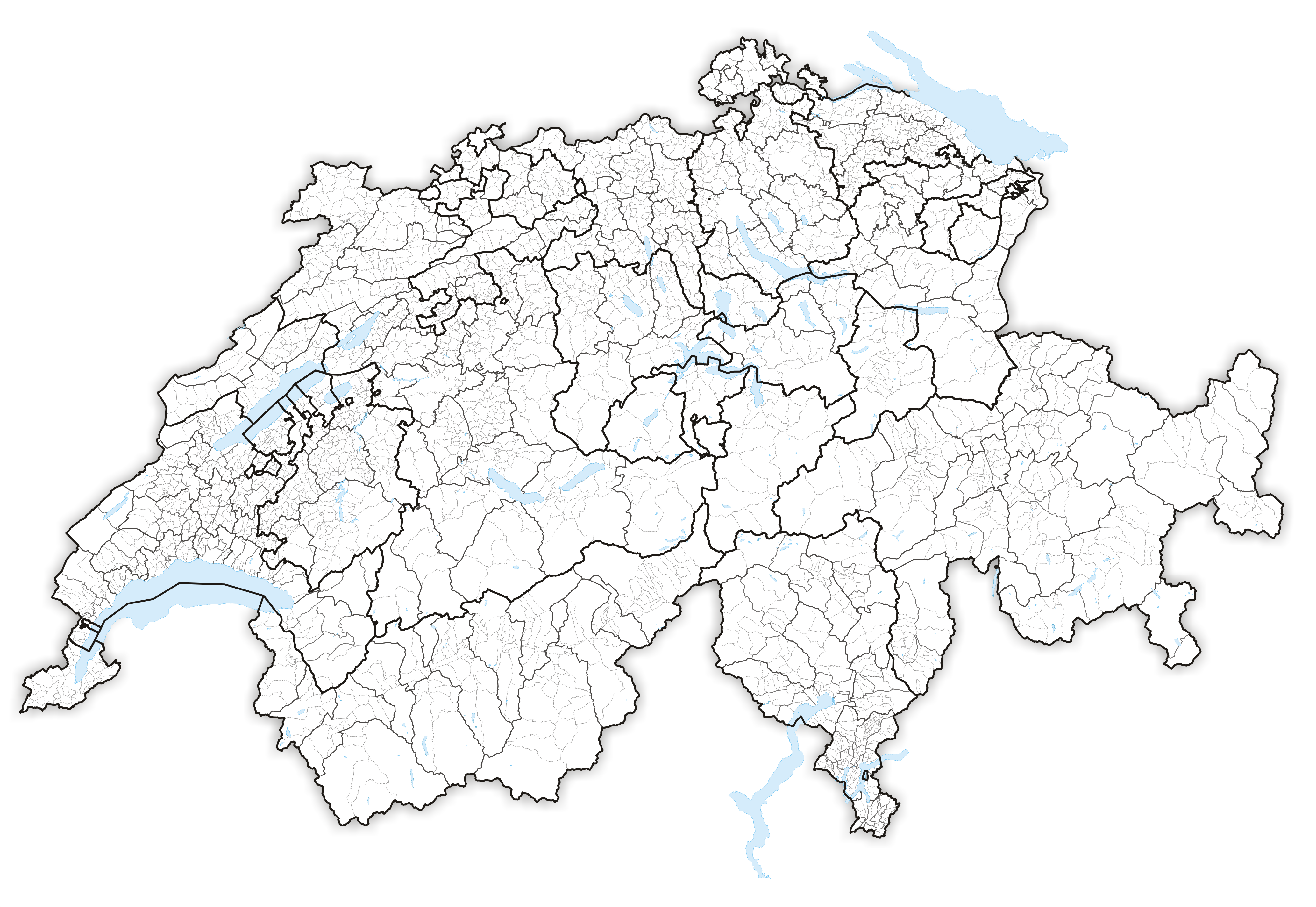
1. Januar 1964 bis 31. Mai 1964
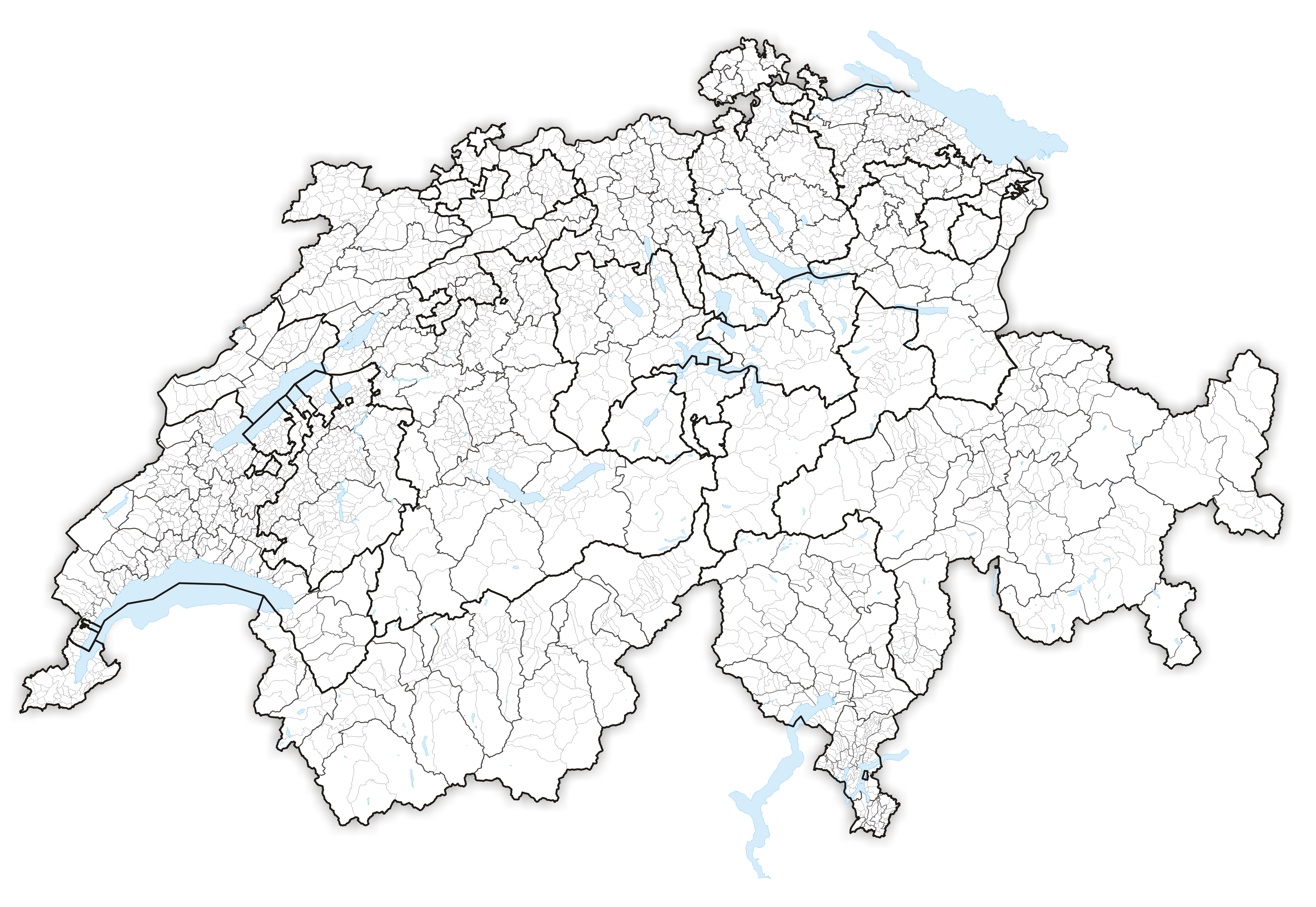
1. Juni 1964 bis 31. Juli 1964
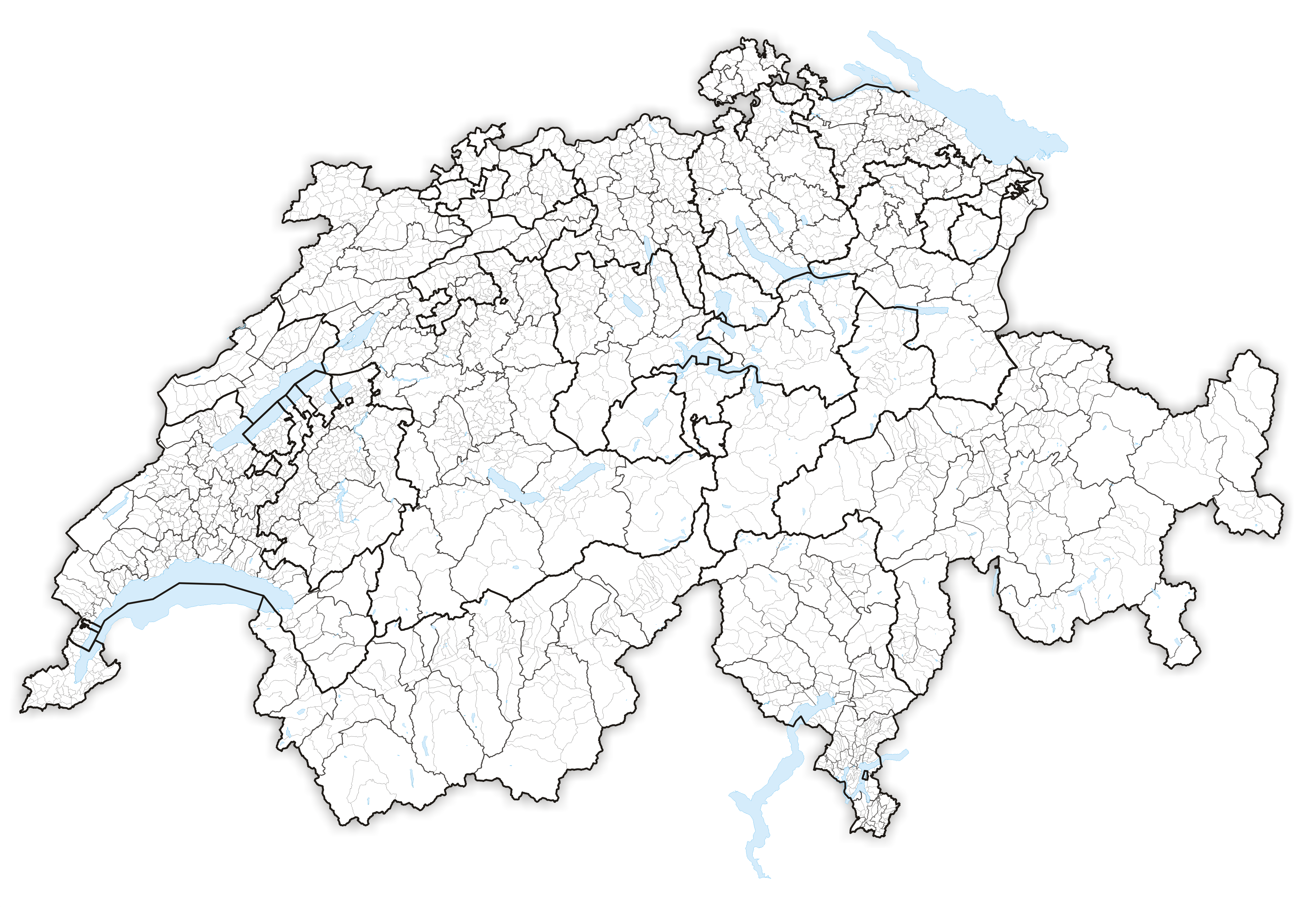
1. August 1964 bis 31. Dezember 1964
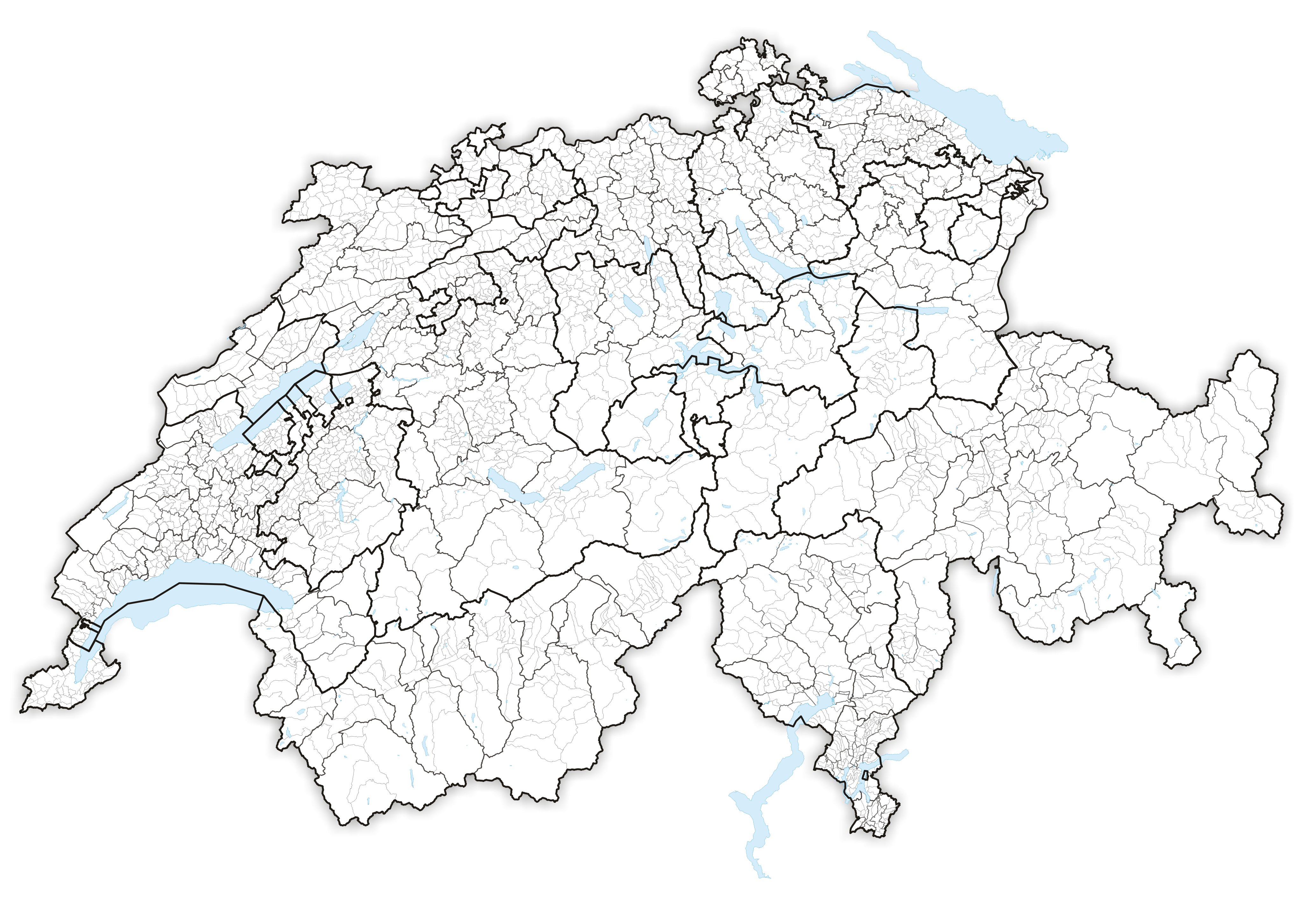
1. Januar 1965 bis 31. Mai 1967
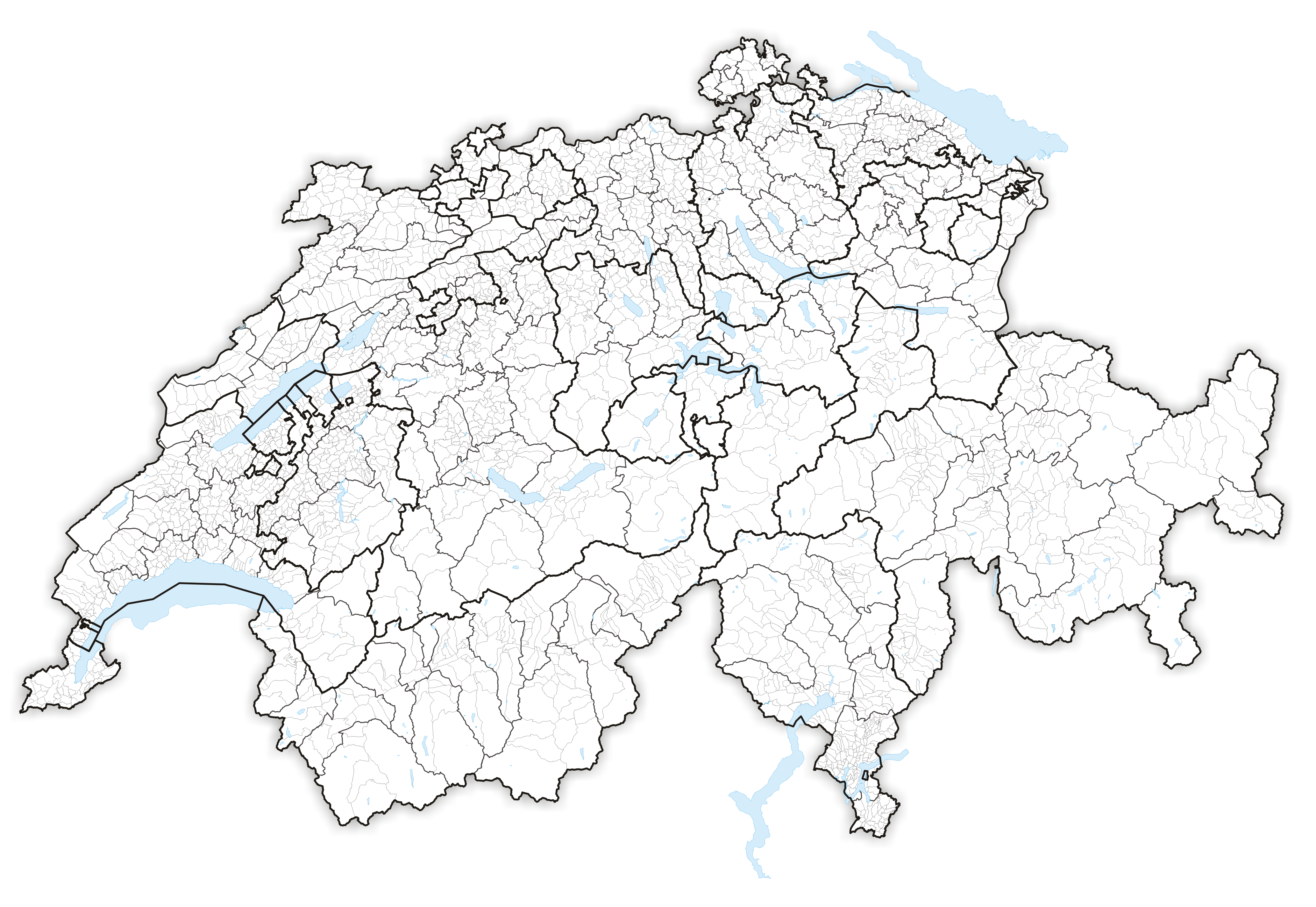
1. Juni 1967 bis 3. Oktober 1967
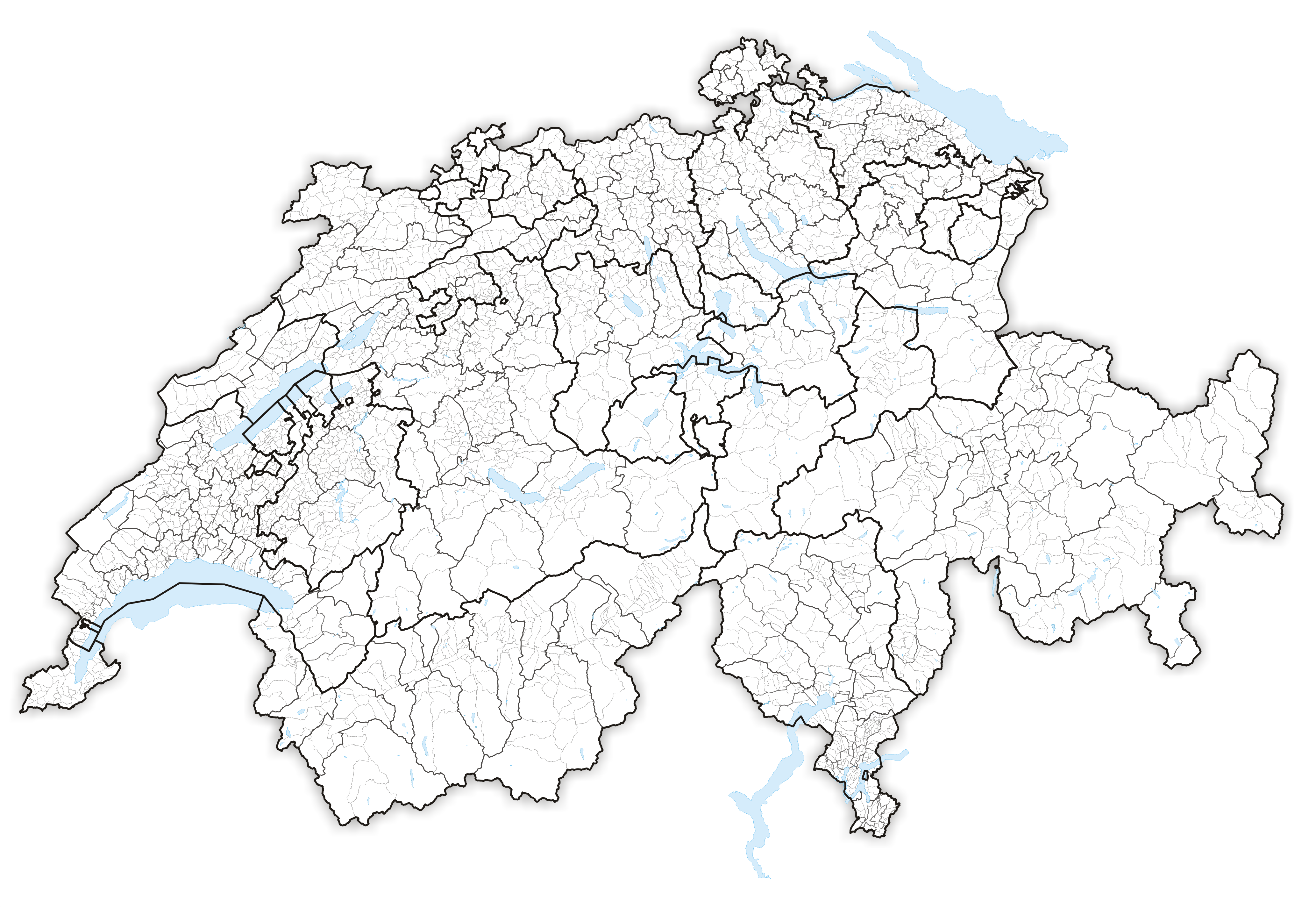
4. Oktober 1967 bis 31. Dezember 1967
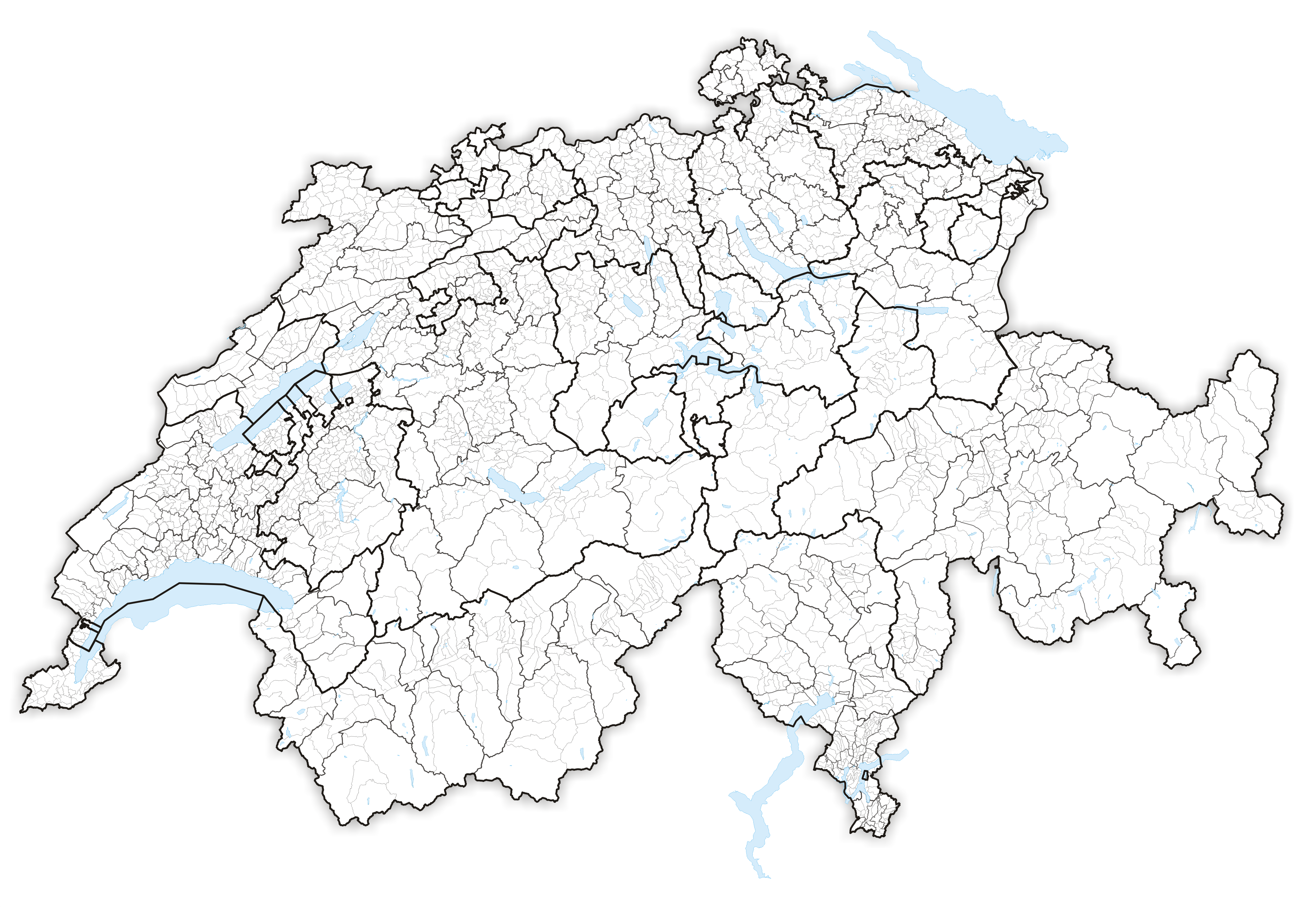
1. Januar 1968 bis 16. November 1968
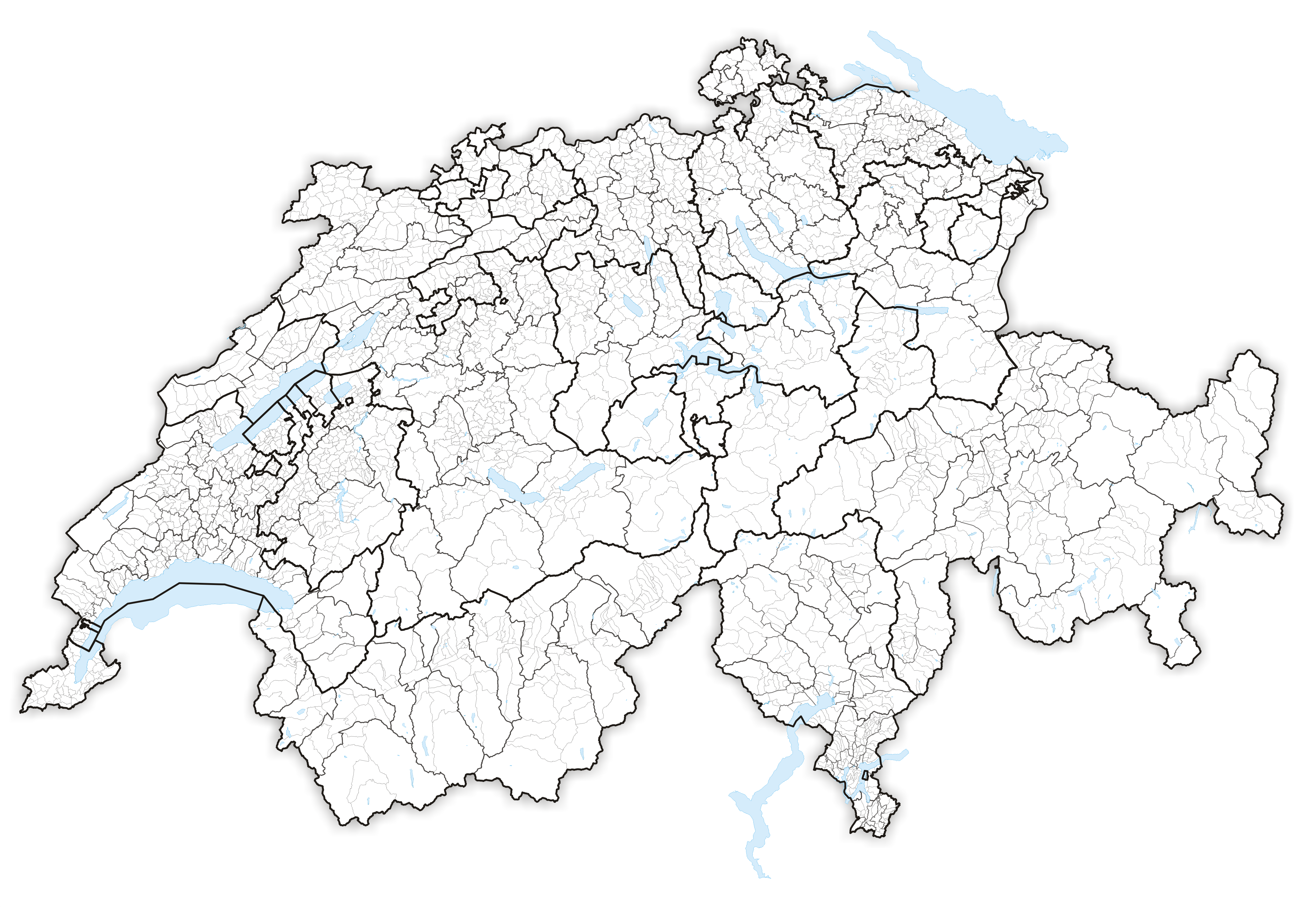
17. November 1968 bis 31. Dezember 1968
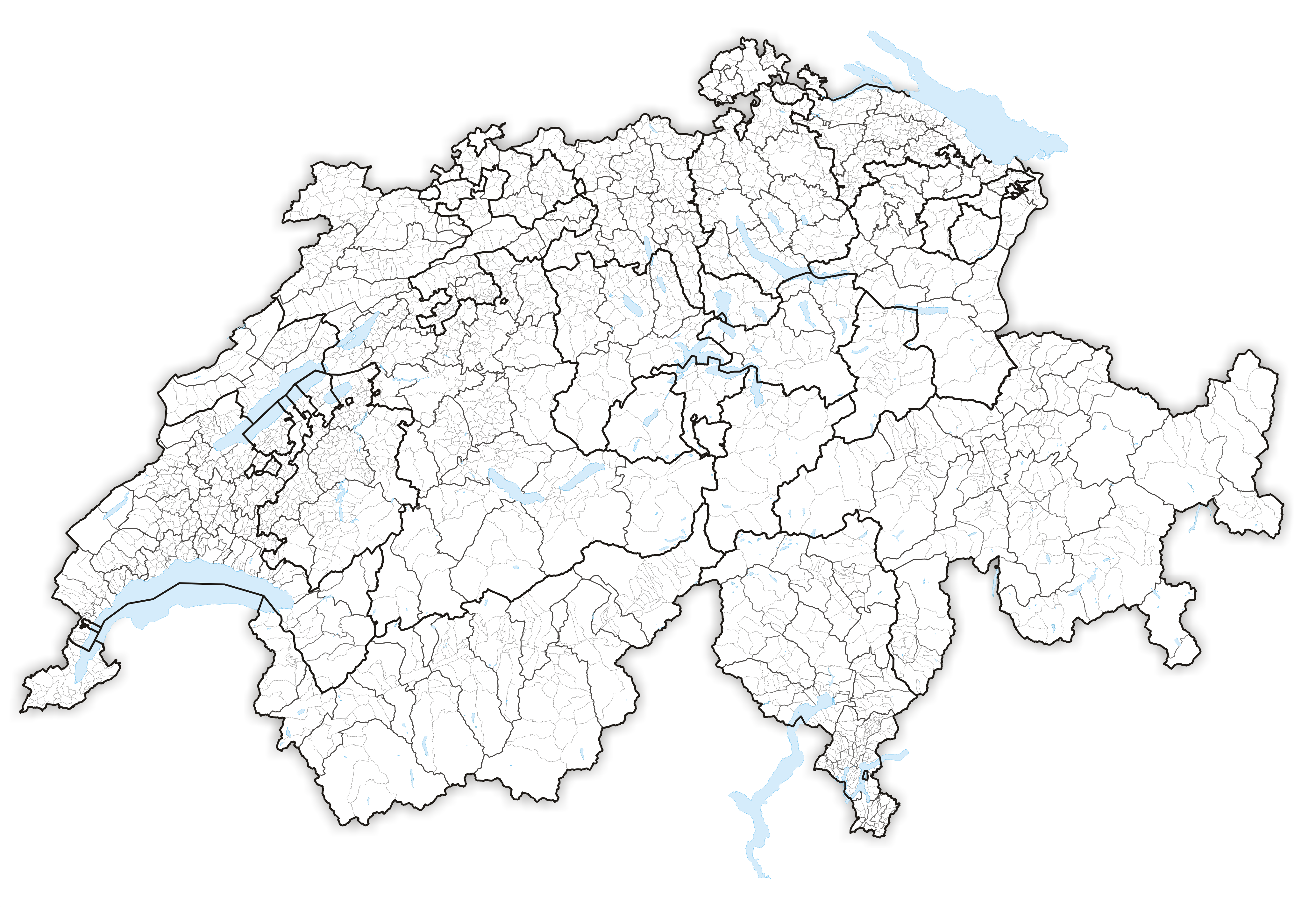
1. Januar 1969 bis 28. Februar 1969
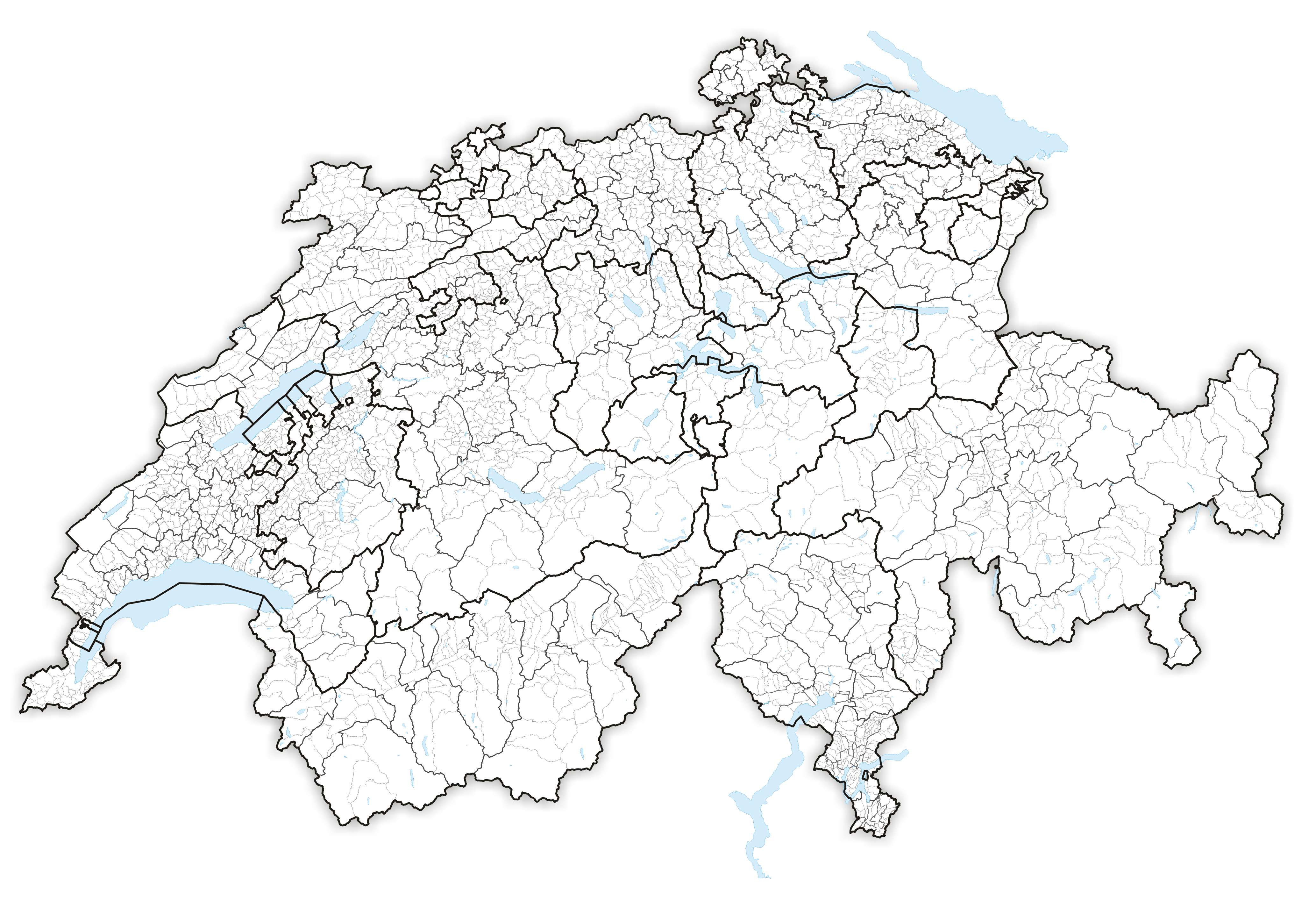
1. März 1969 bis 31. Dezember 1969
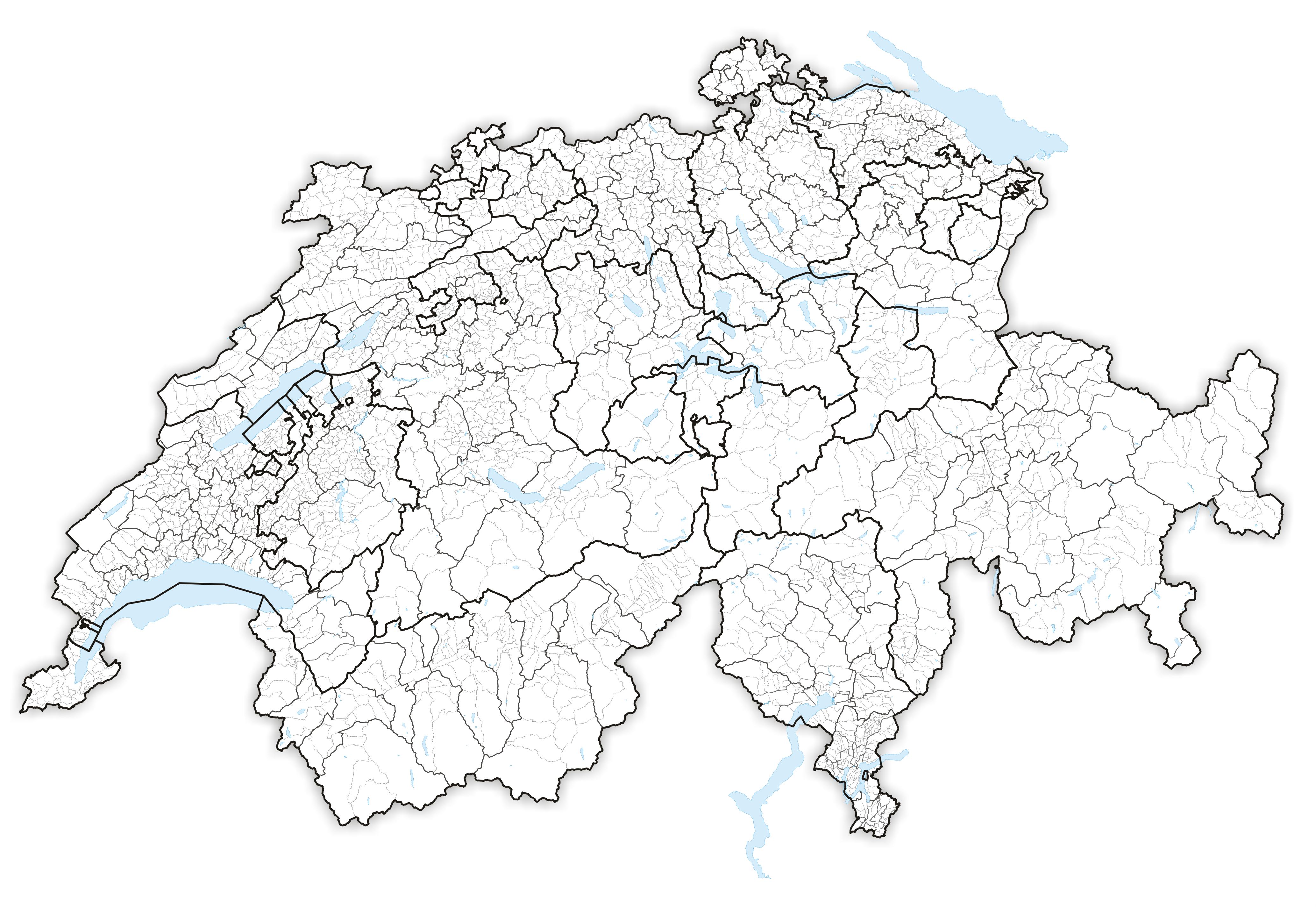
1. Januar 1970 bis 25. Januar 1970
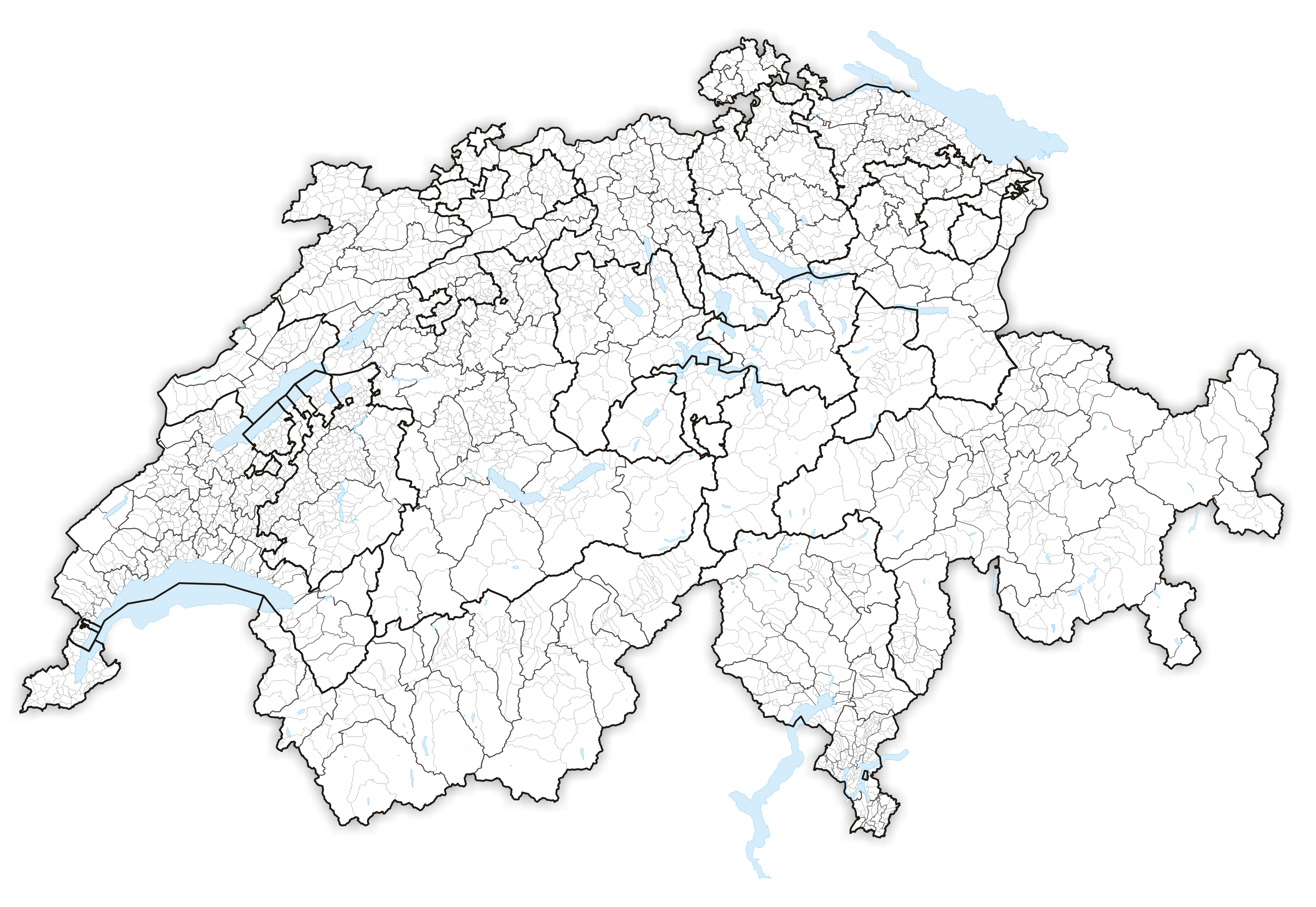
26. Januar 1970 bis 13. März 1970
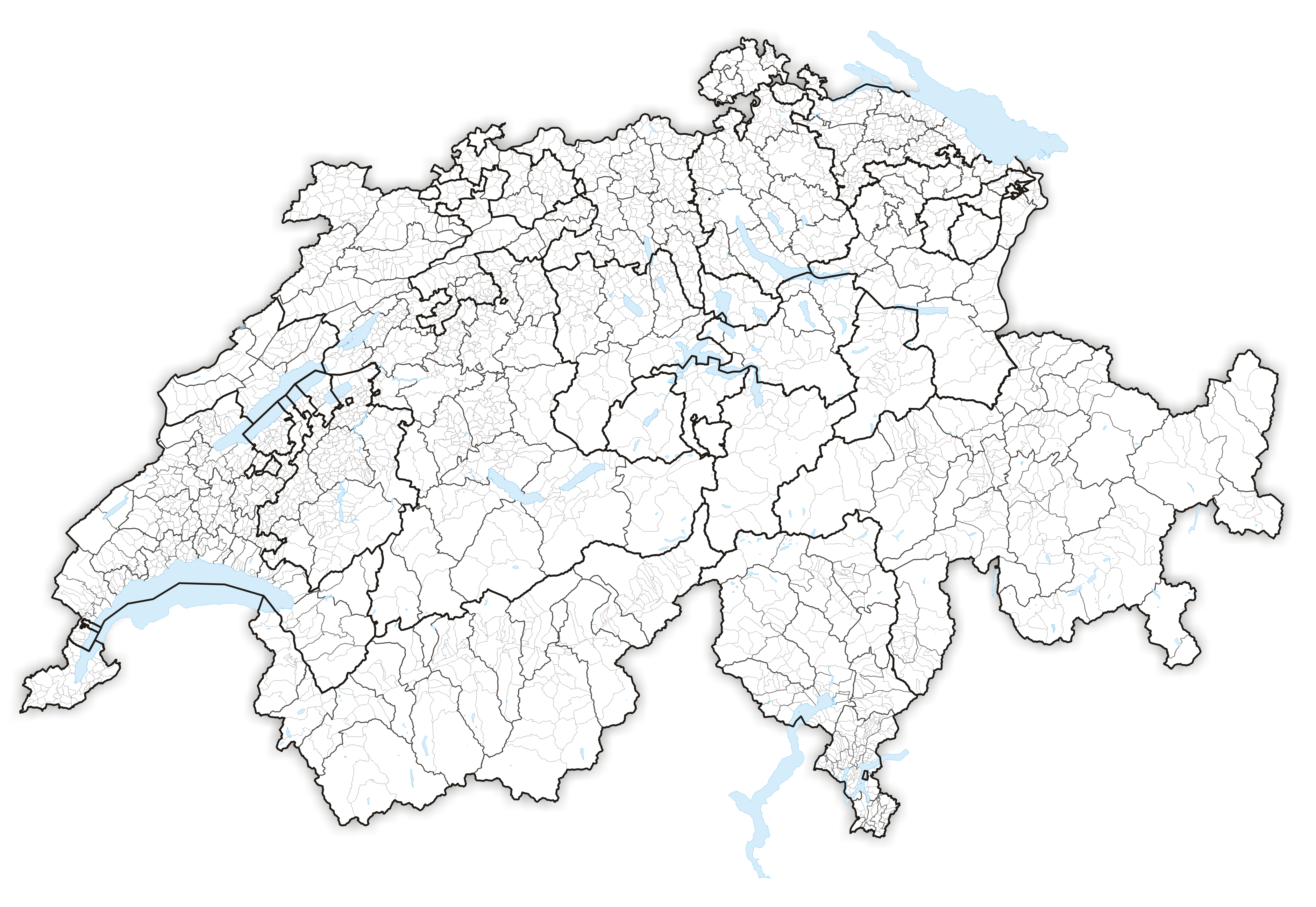
14. März 1970 bis 31. Dezember 1970
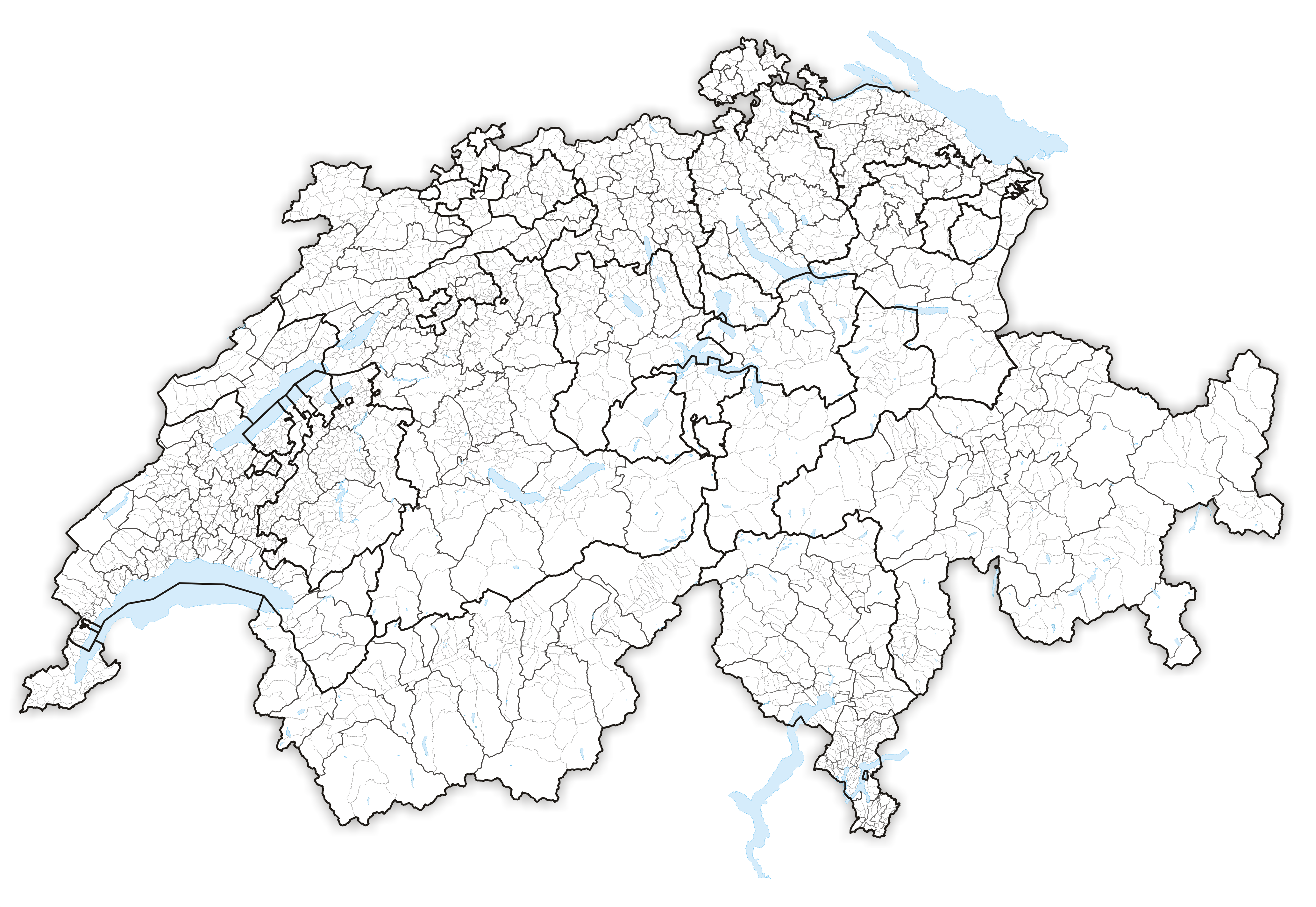
1. Januar 1971 bis 23. Februar 1971
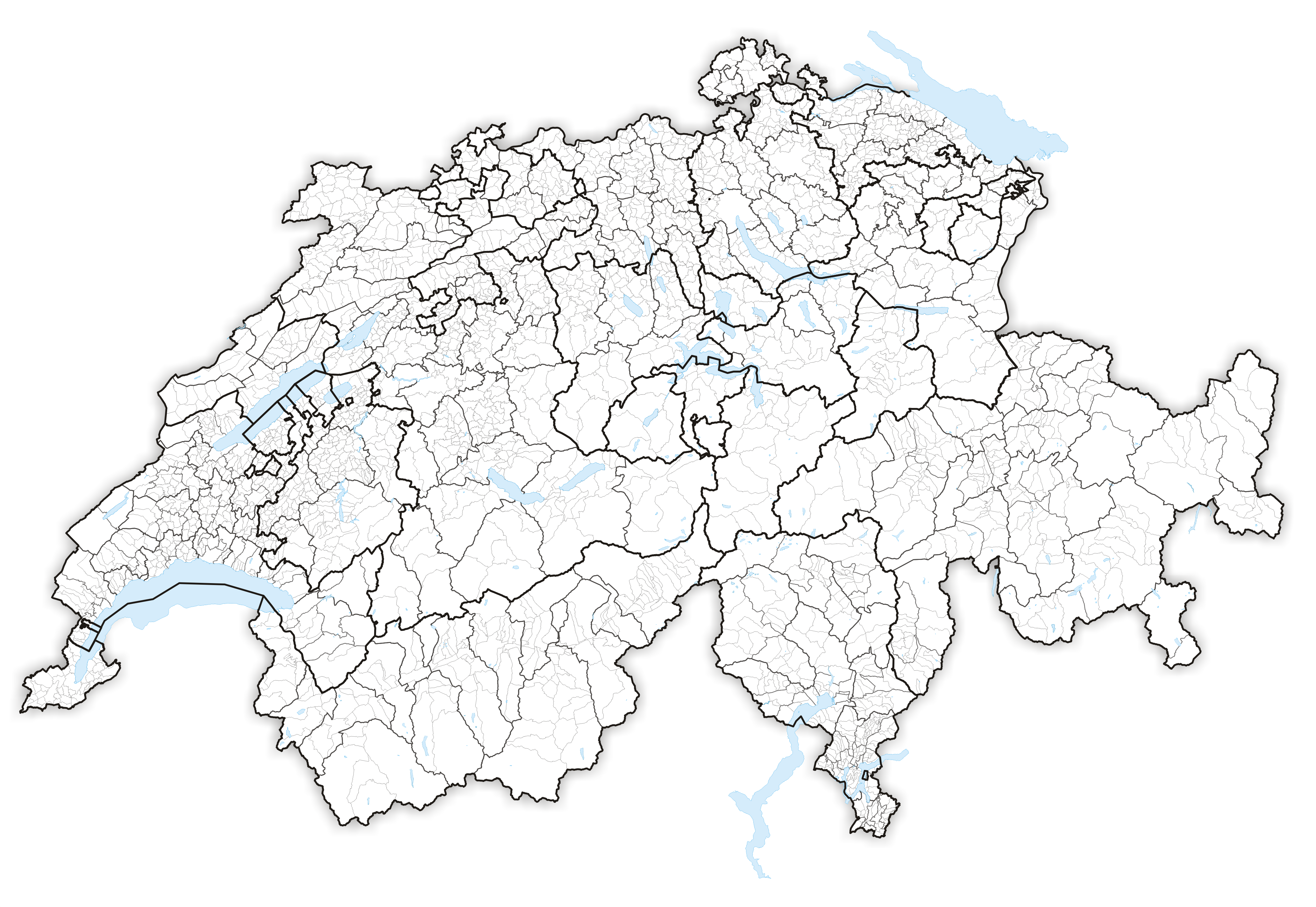
24. Februar 1971 bis 31. Mai 1971
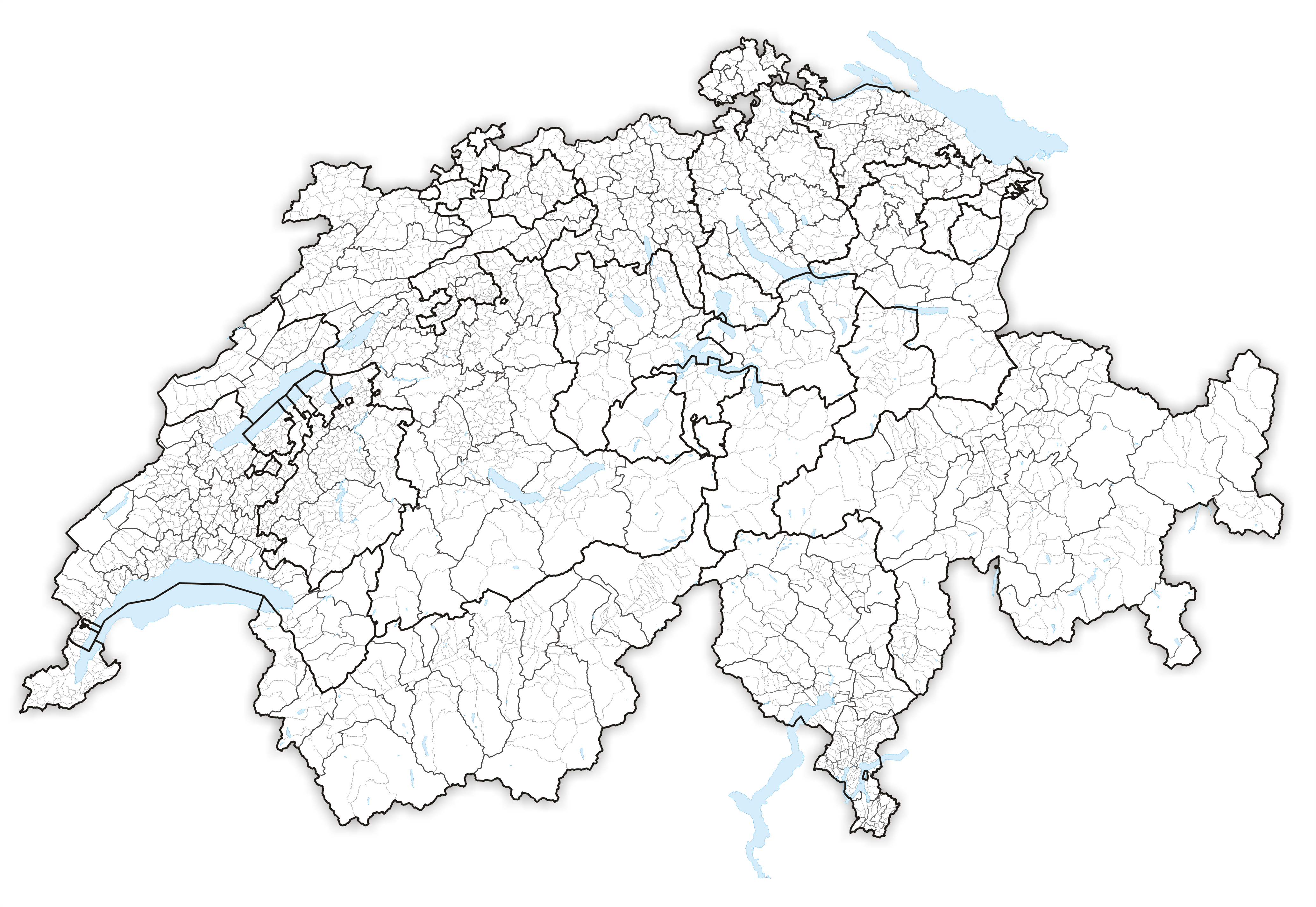
1. Juni 1971 bis 31. Dezember 1971
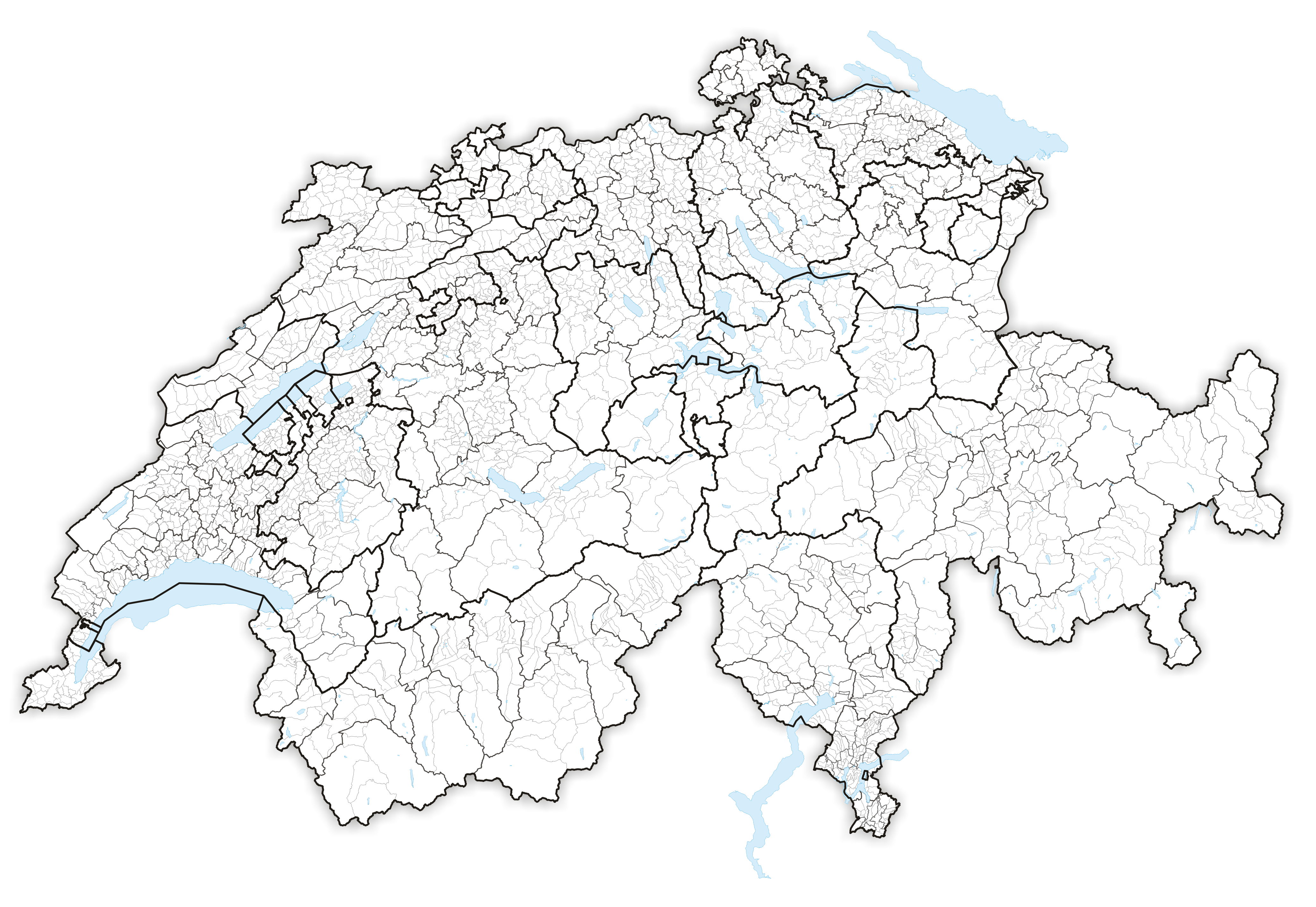
1. Januar 1972 bis 22. April 1972
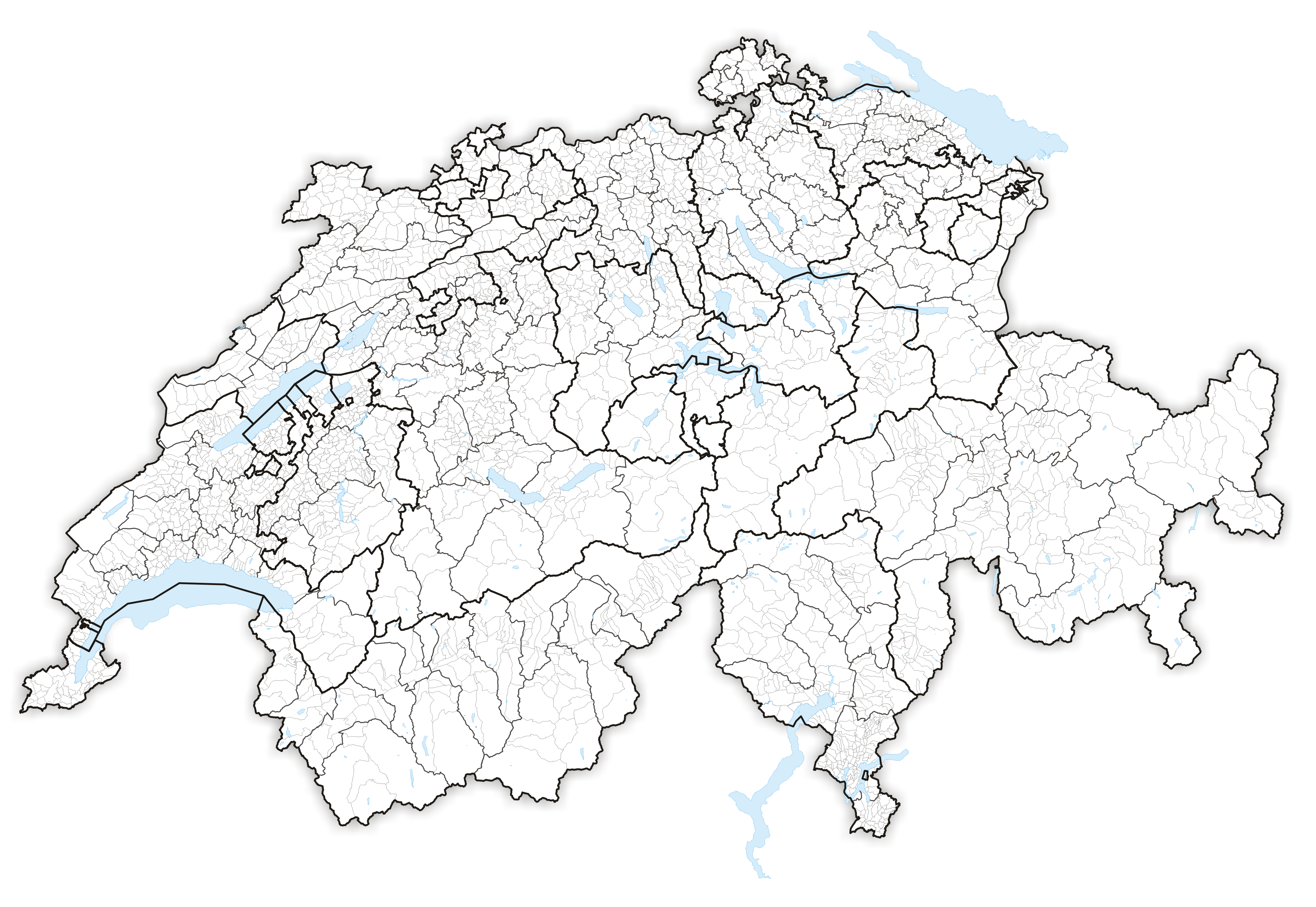
23. April 1972 bis 31. Mai 1972
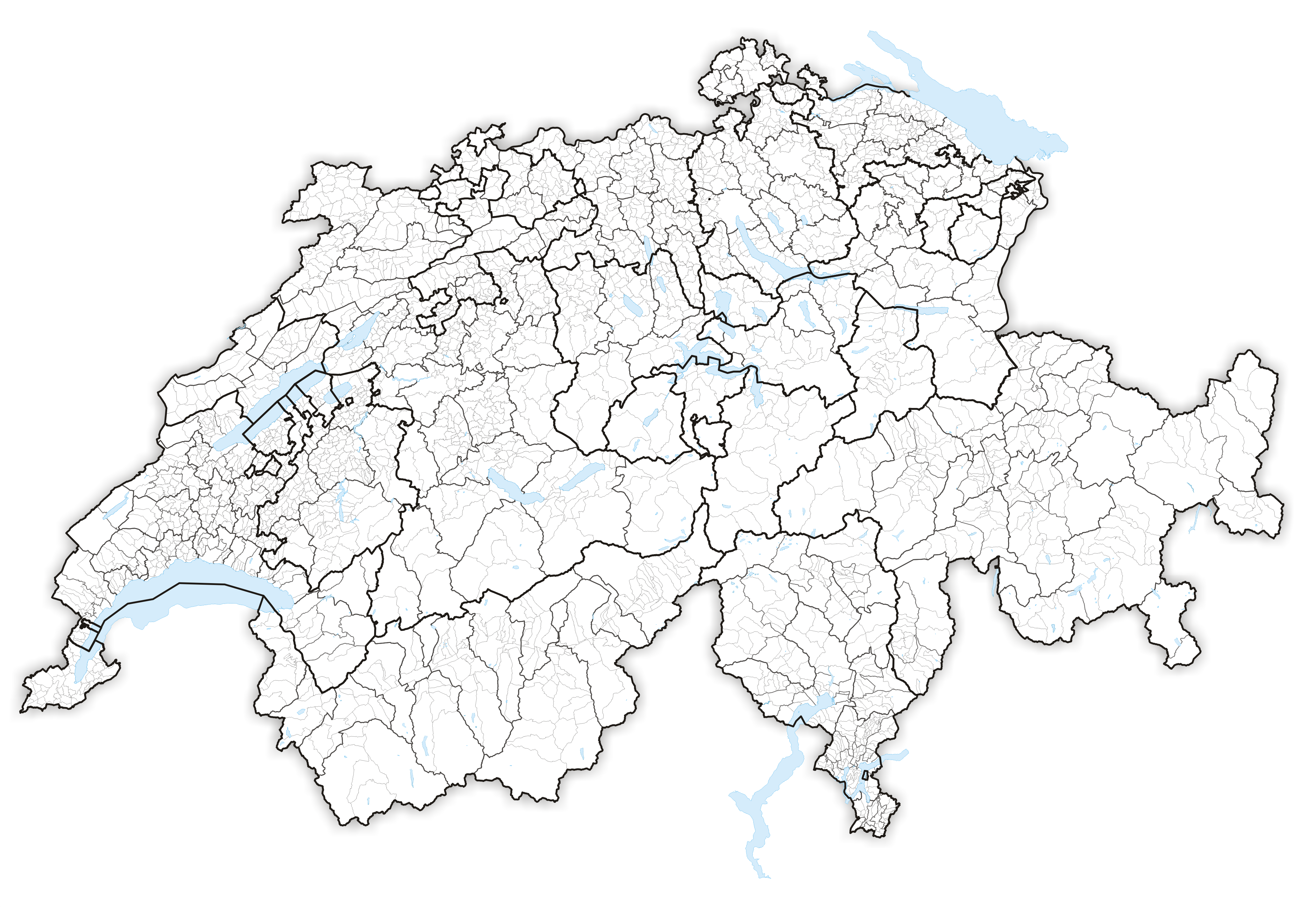
1. Juni 1972 bis 30. September 1972
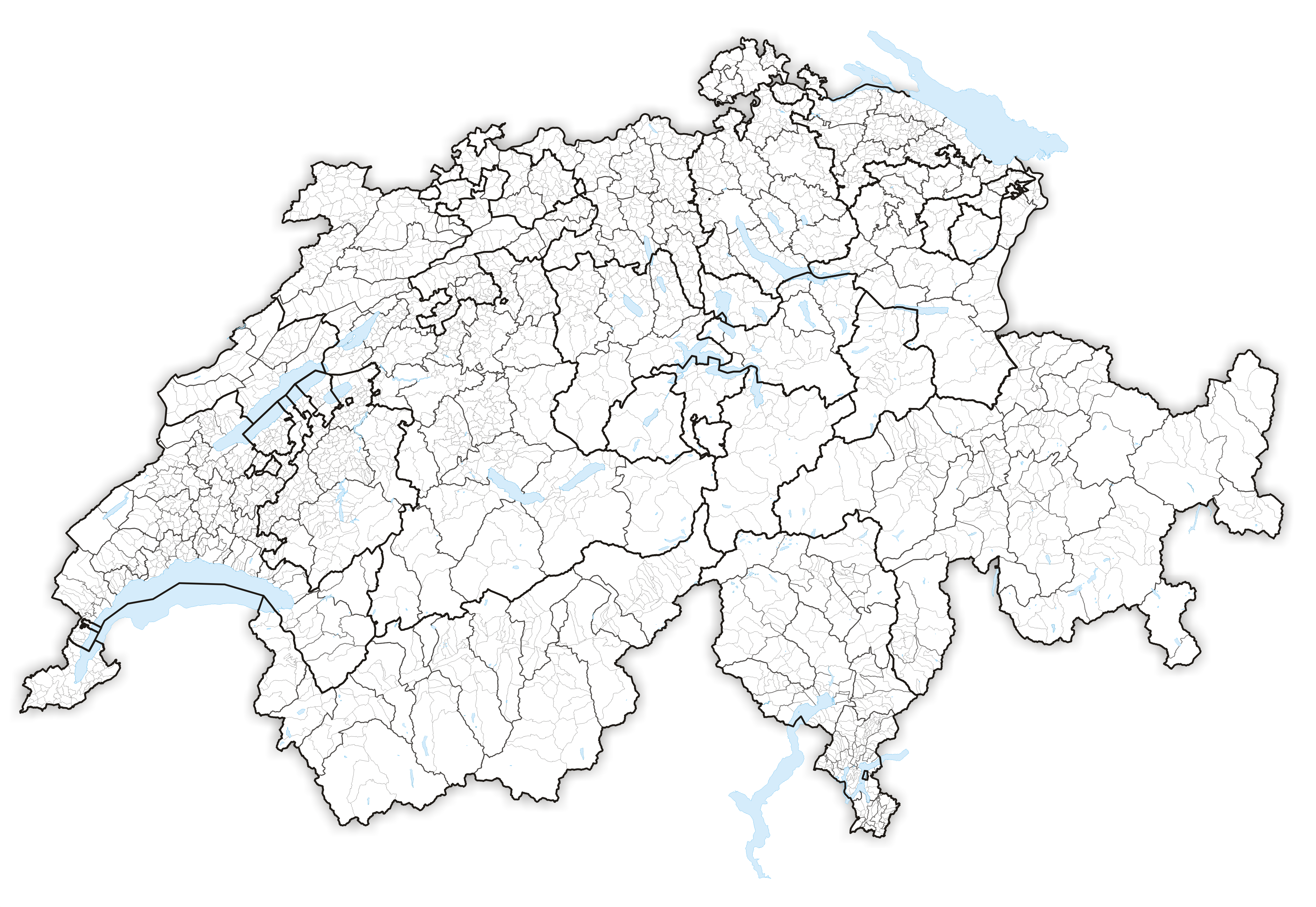
1. Oktober 1972 bis 31. Dezember 1972
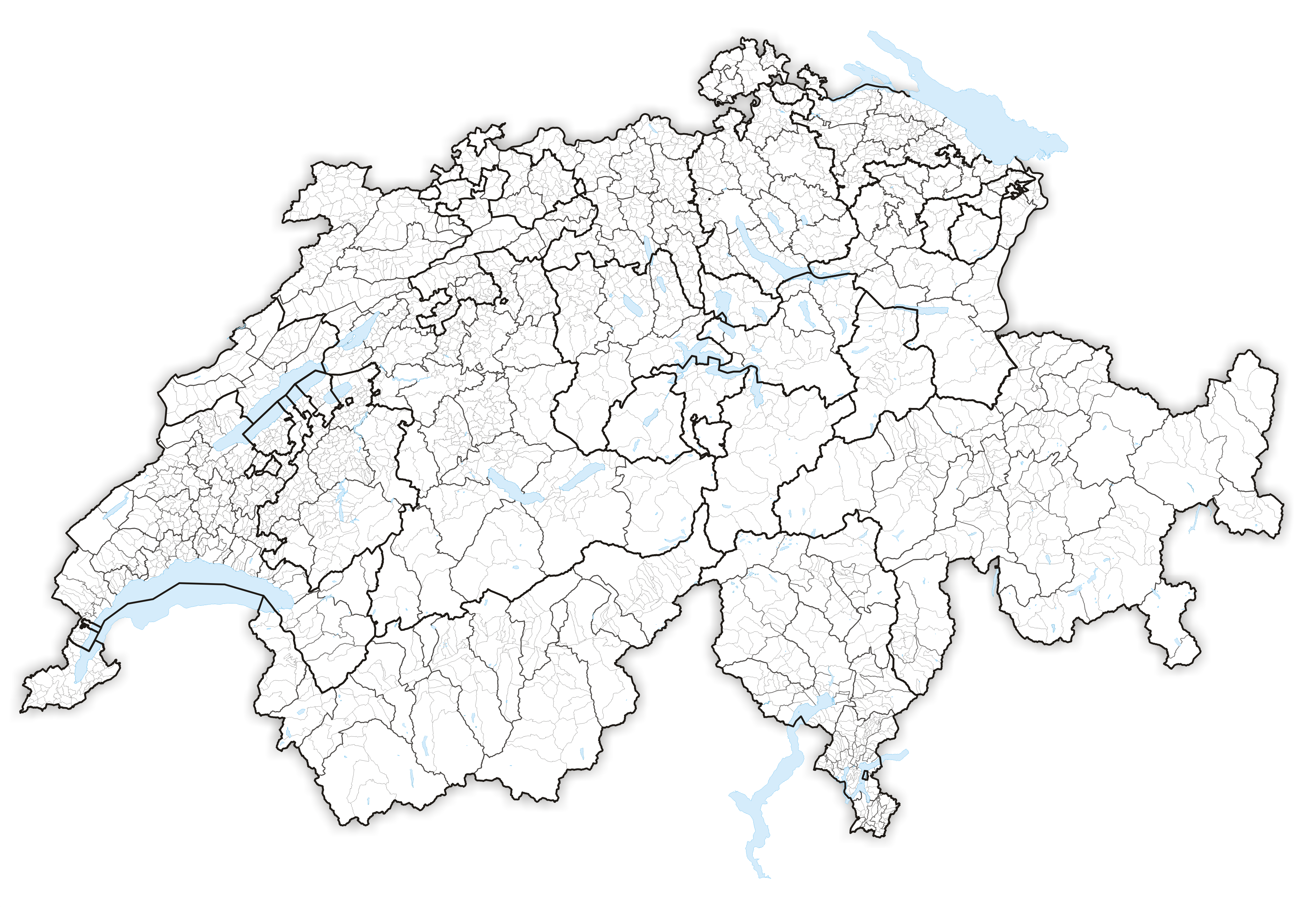
1. Januar 1973 bis 31. Dezember 1973
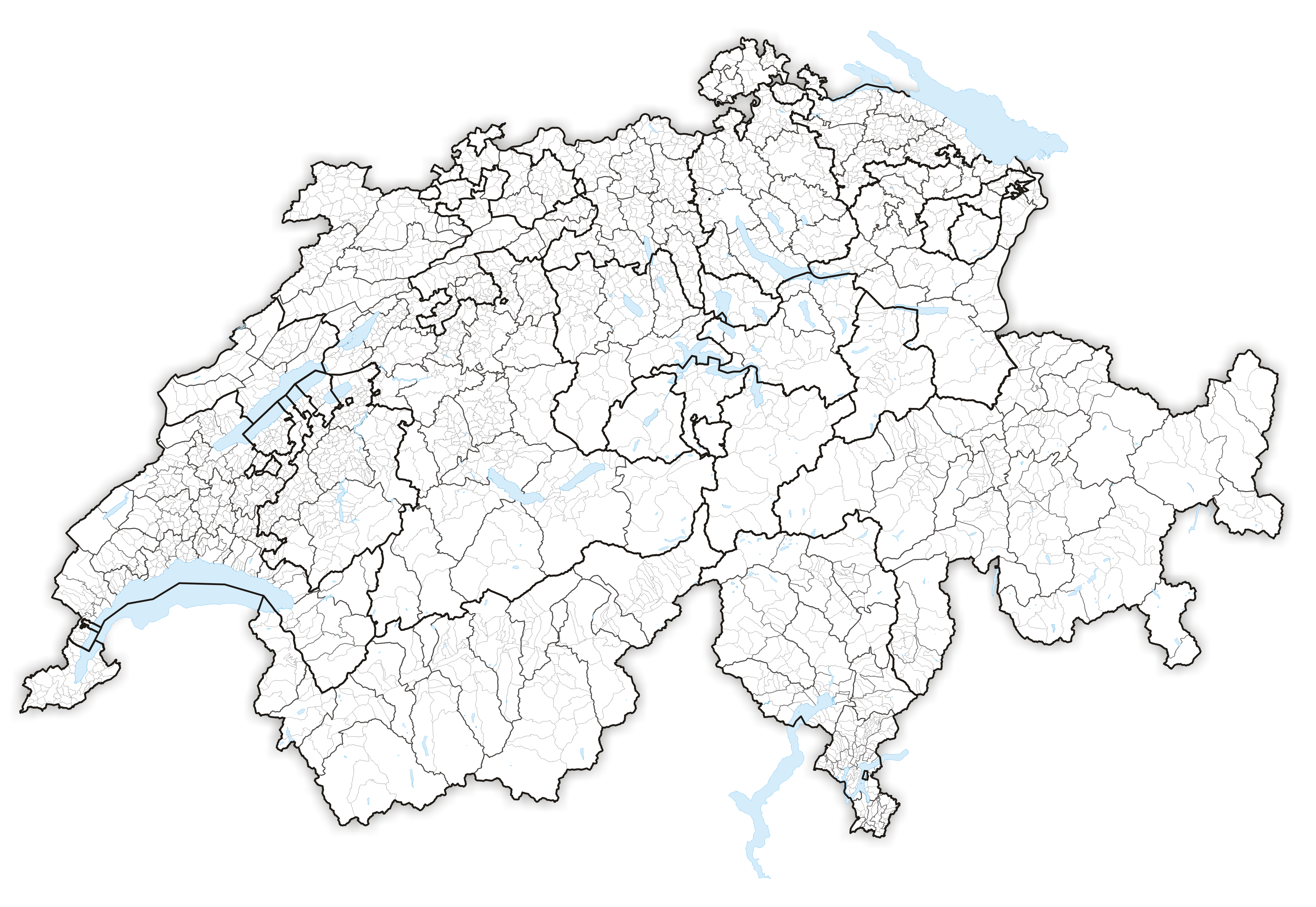
1. Januar 1974 bis 14. Februar 1974
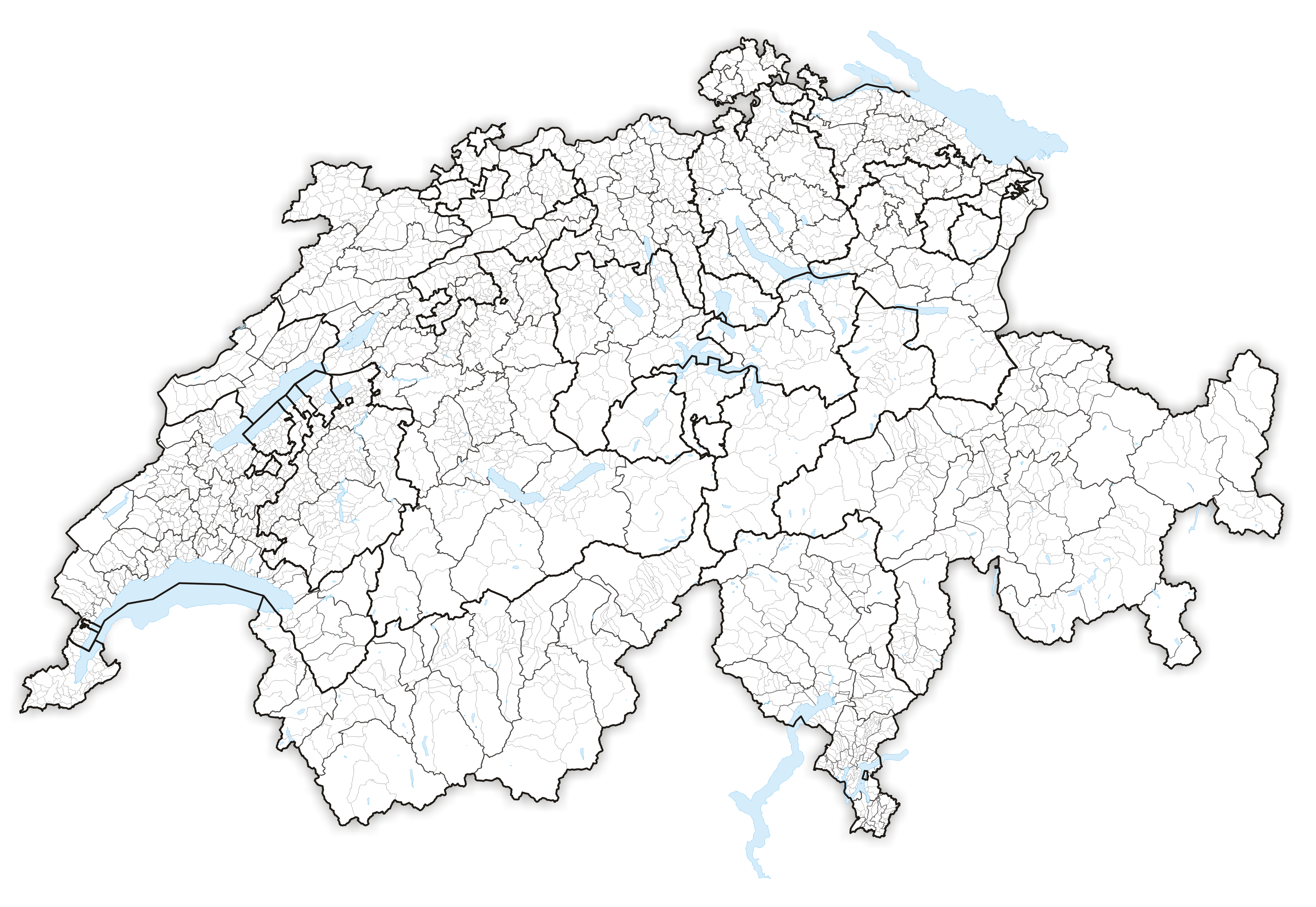
15. Februar 1974 bis 31. Dezember 1974
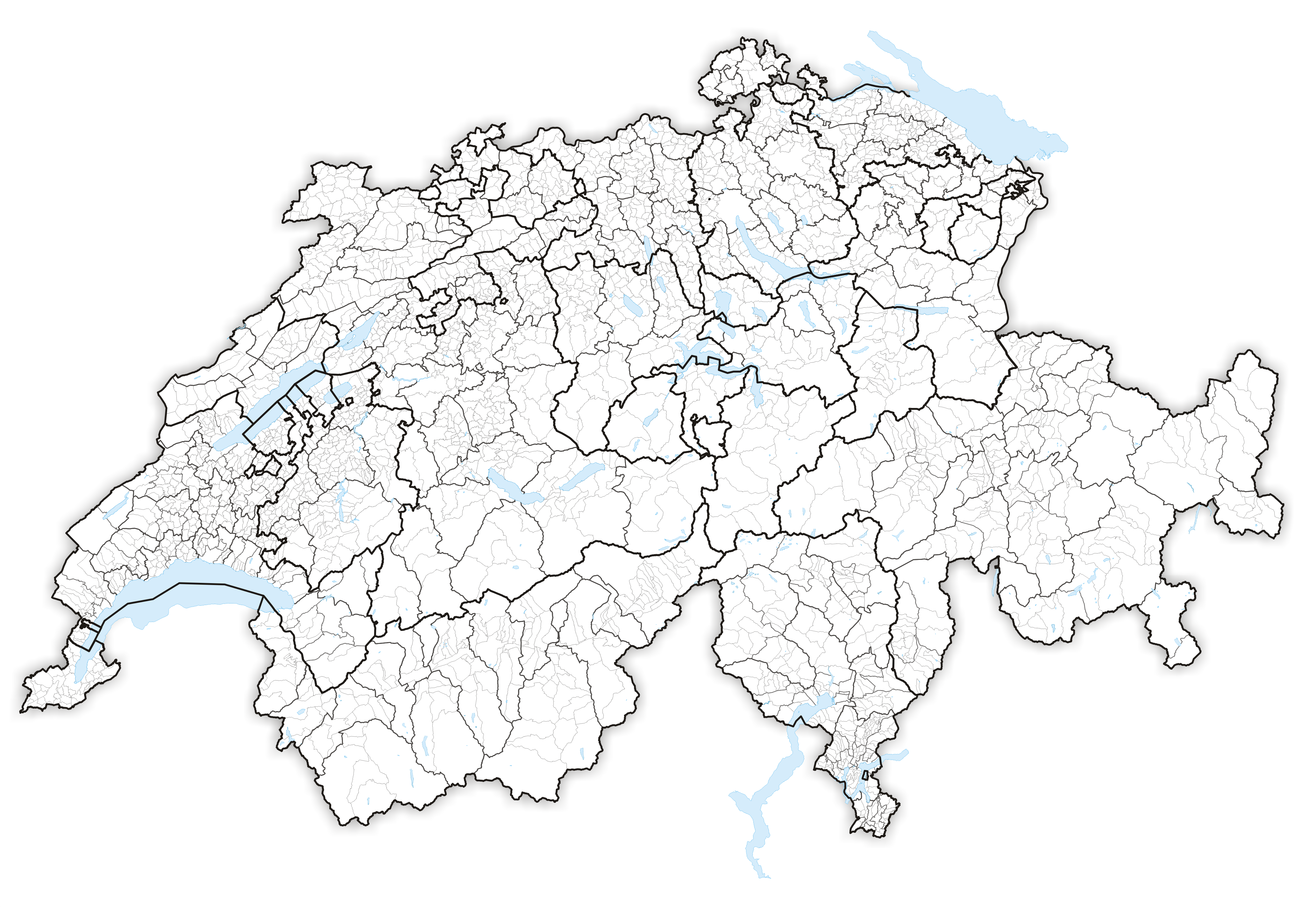
1. Januar 1975 bis 31. Mai 1975
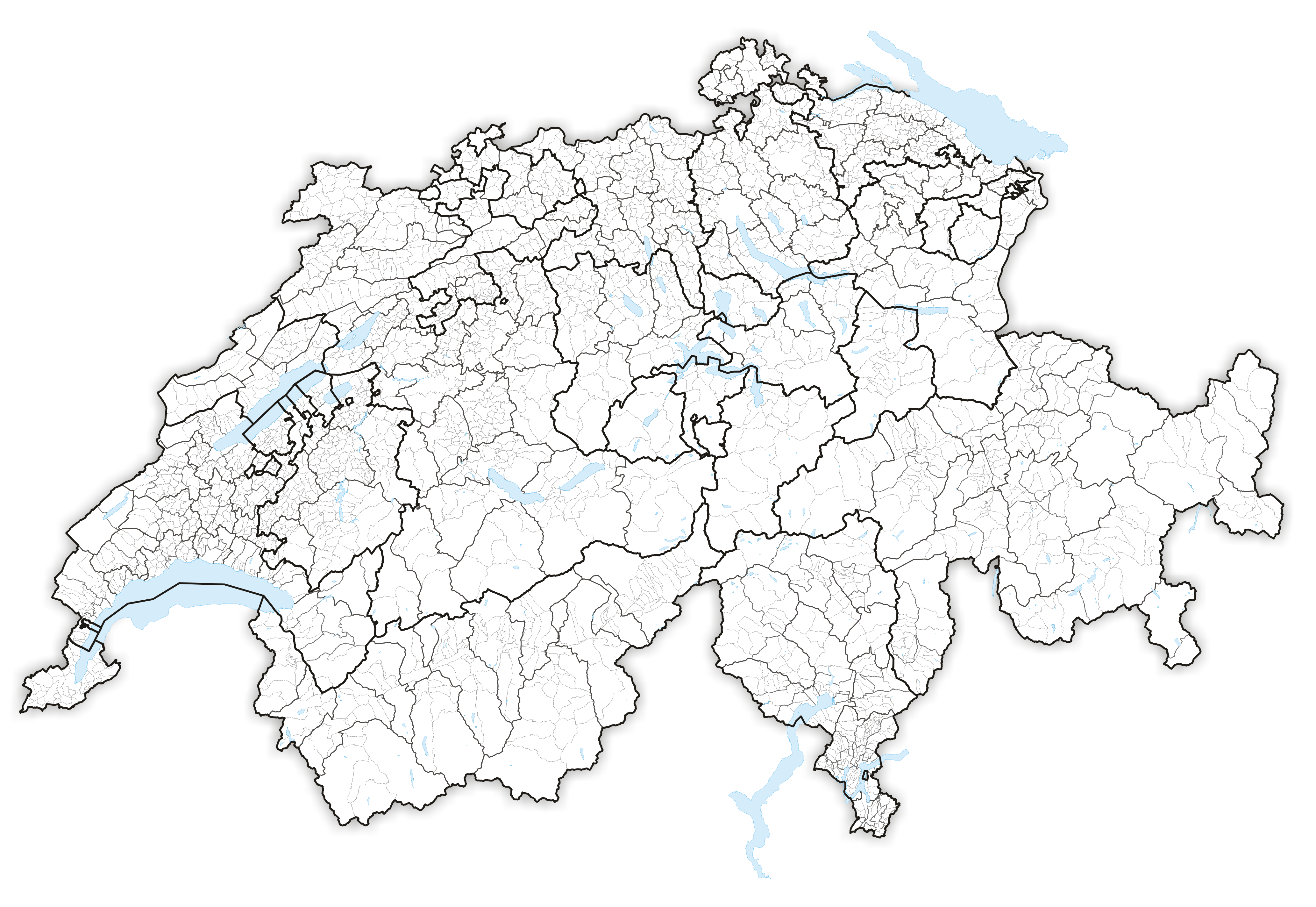
1. Juni 1975 bis 31. Dezember 1975
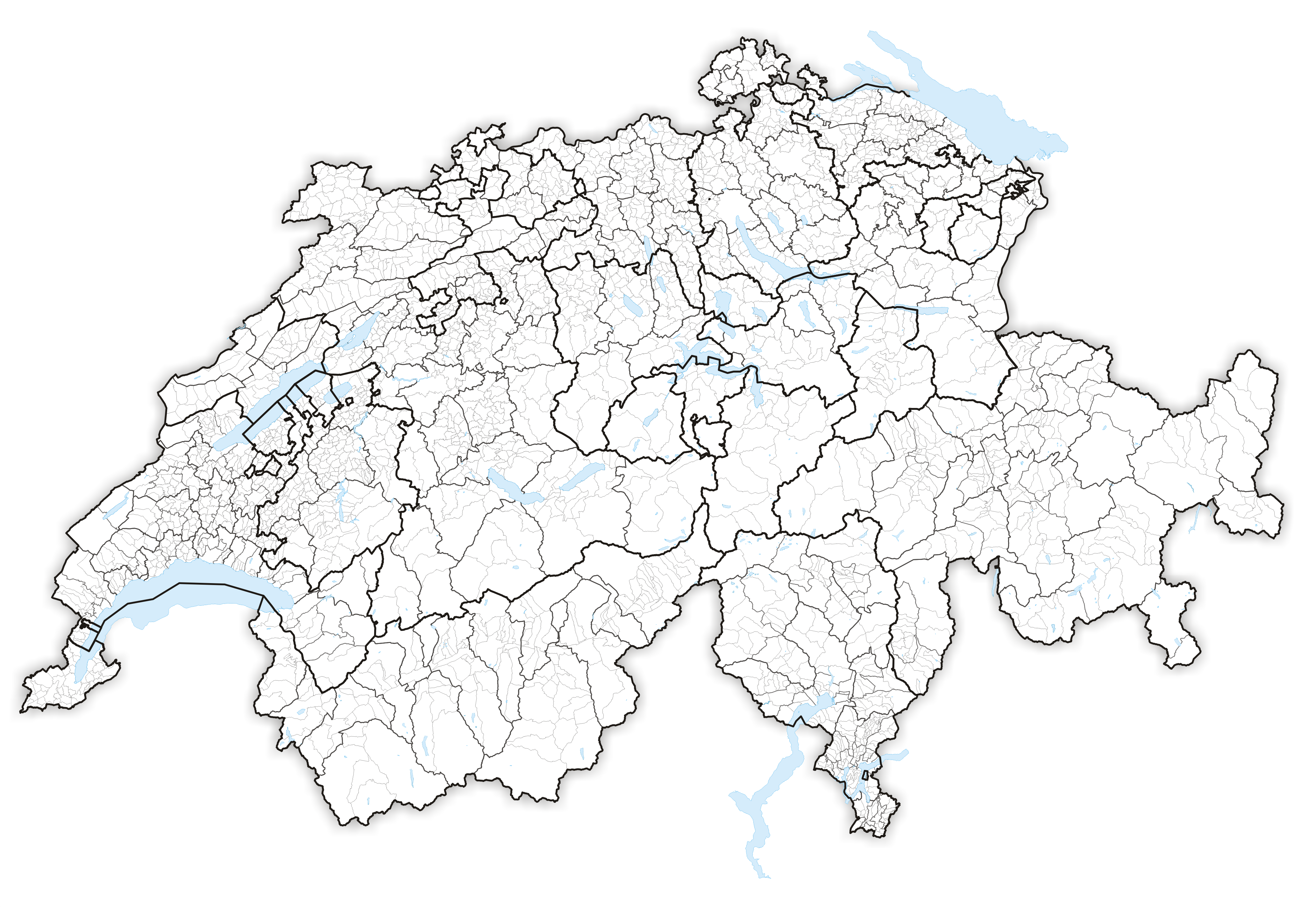
1. Januar 1976 bis 3. April 1976
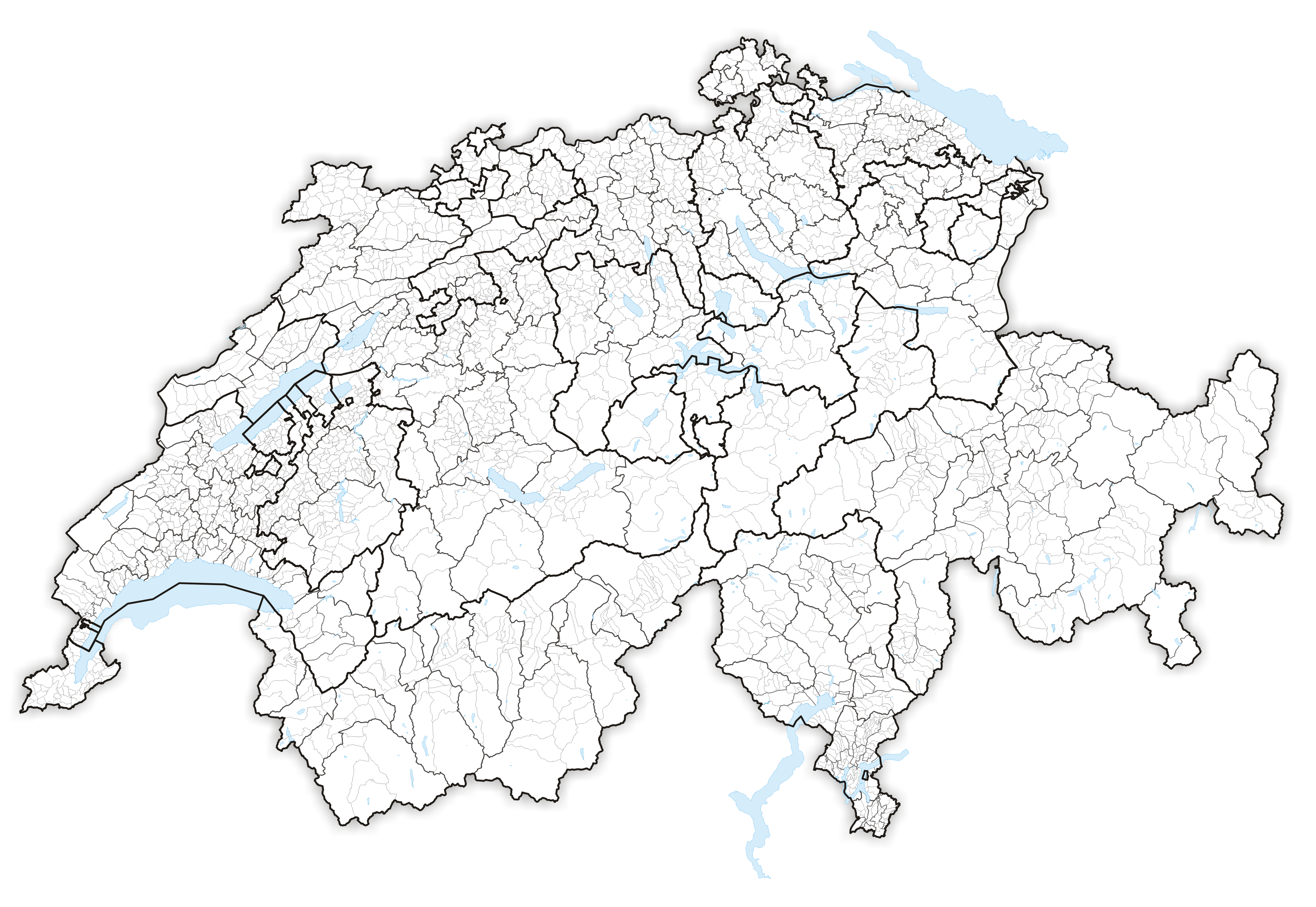
4. April 1976 bis 31. Dezember 1976
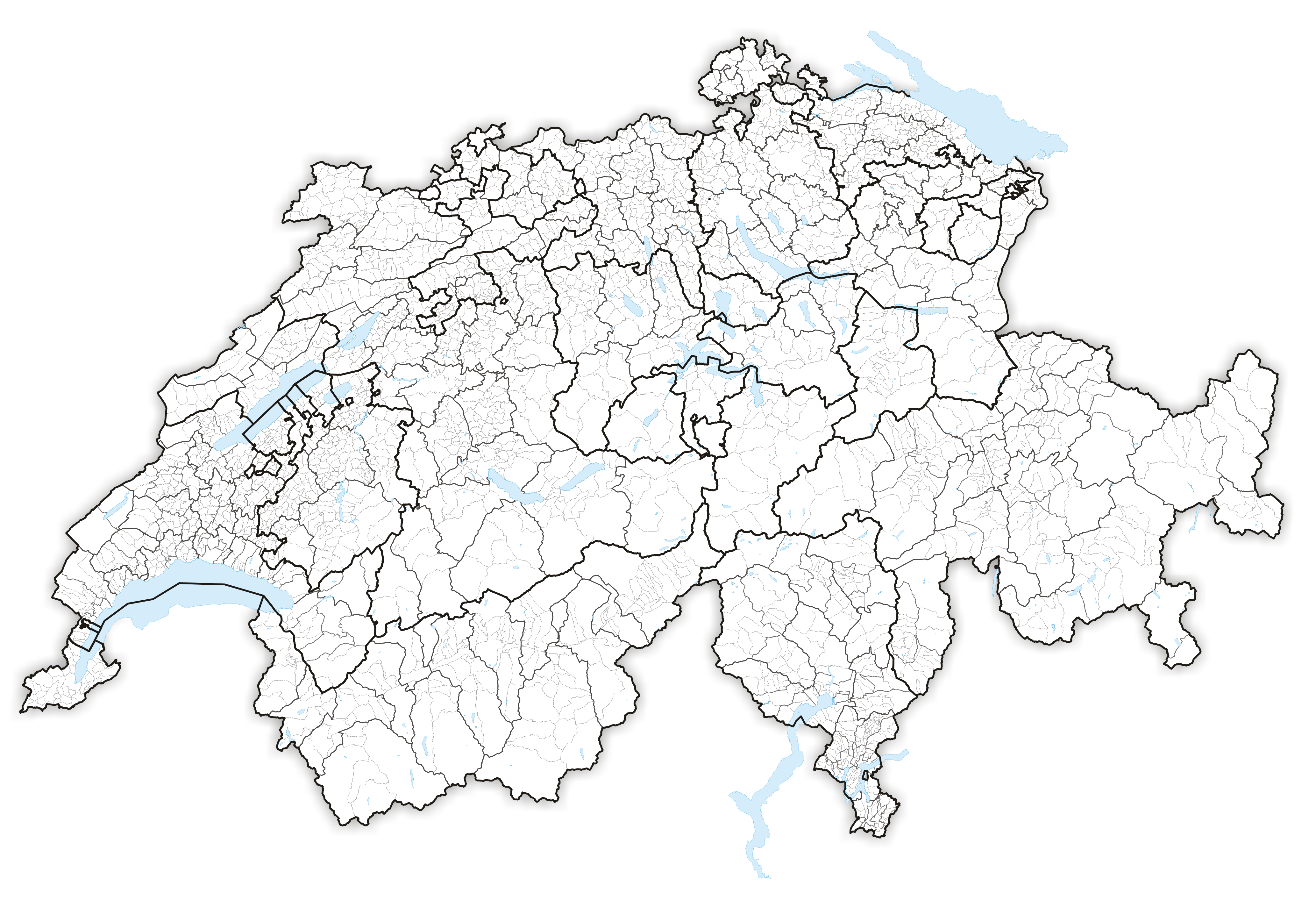
1. Januar 1977 bis 23. Oktober 1977
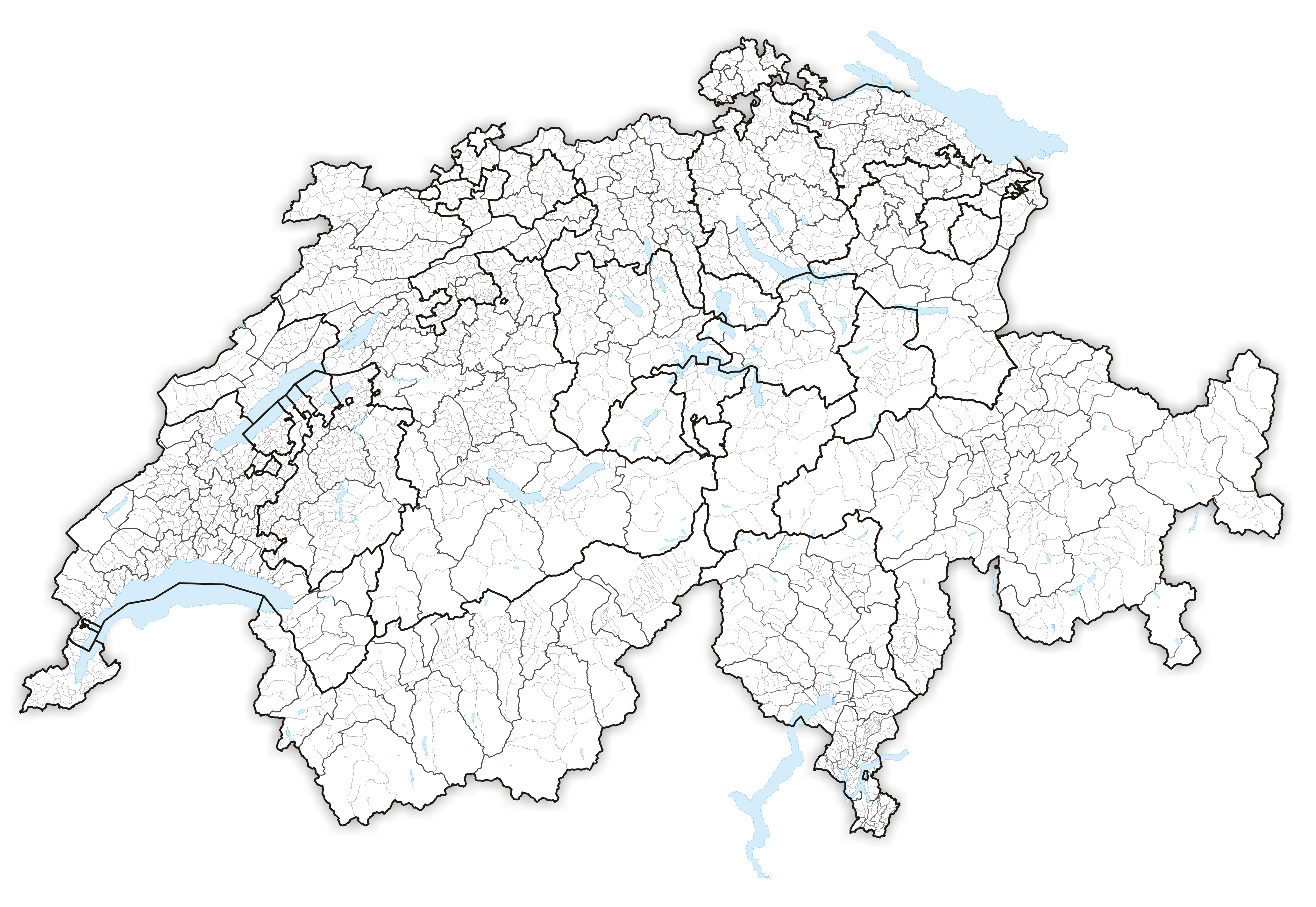
24. Oktober 1977 bis 31. Dezember 1977
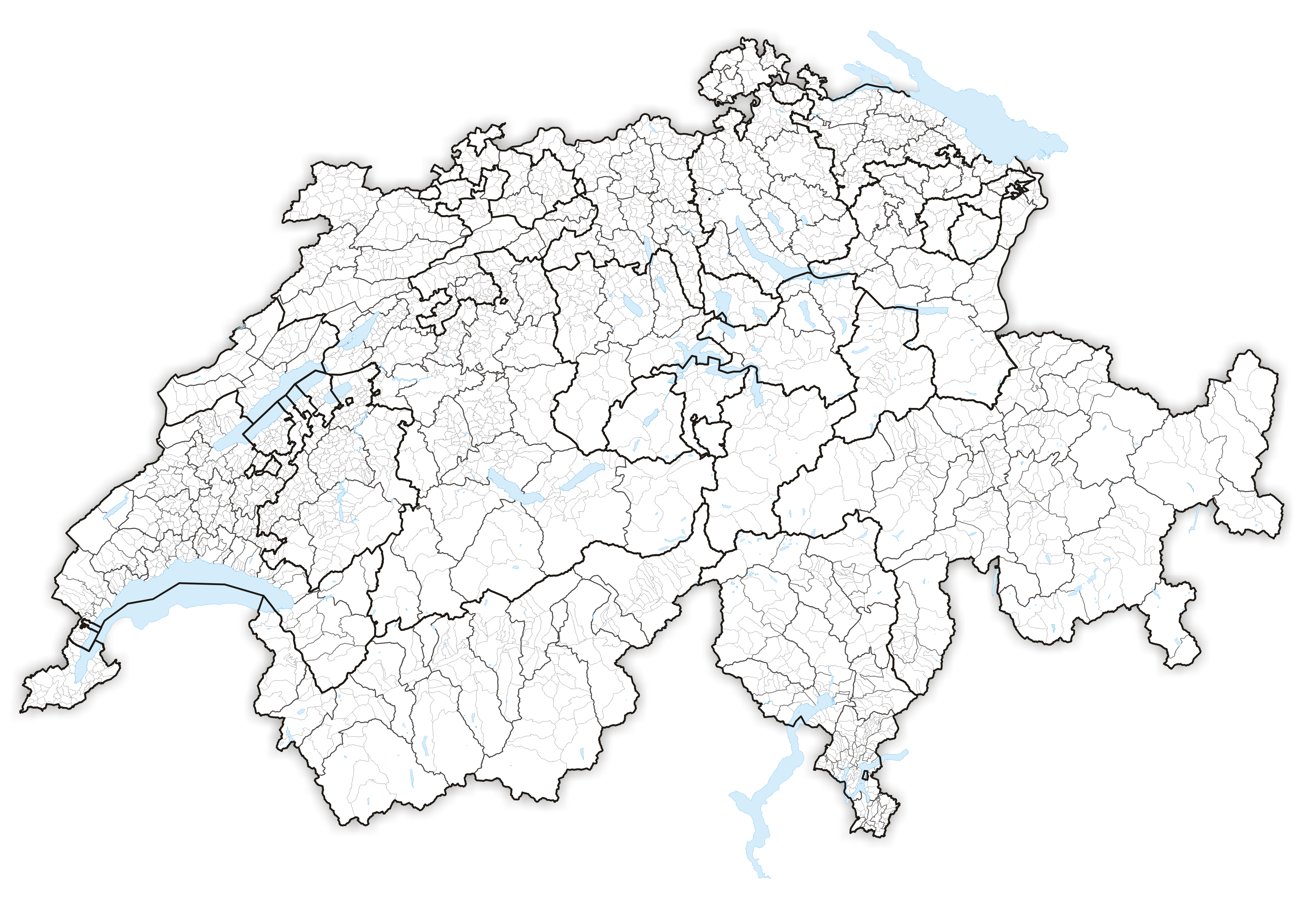
1. Januar 1978 bis 31. Dezember 1978
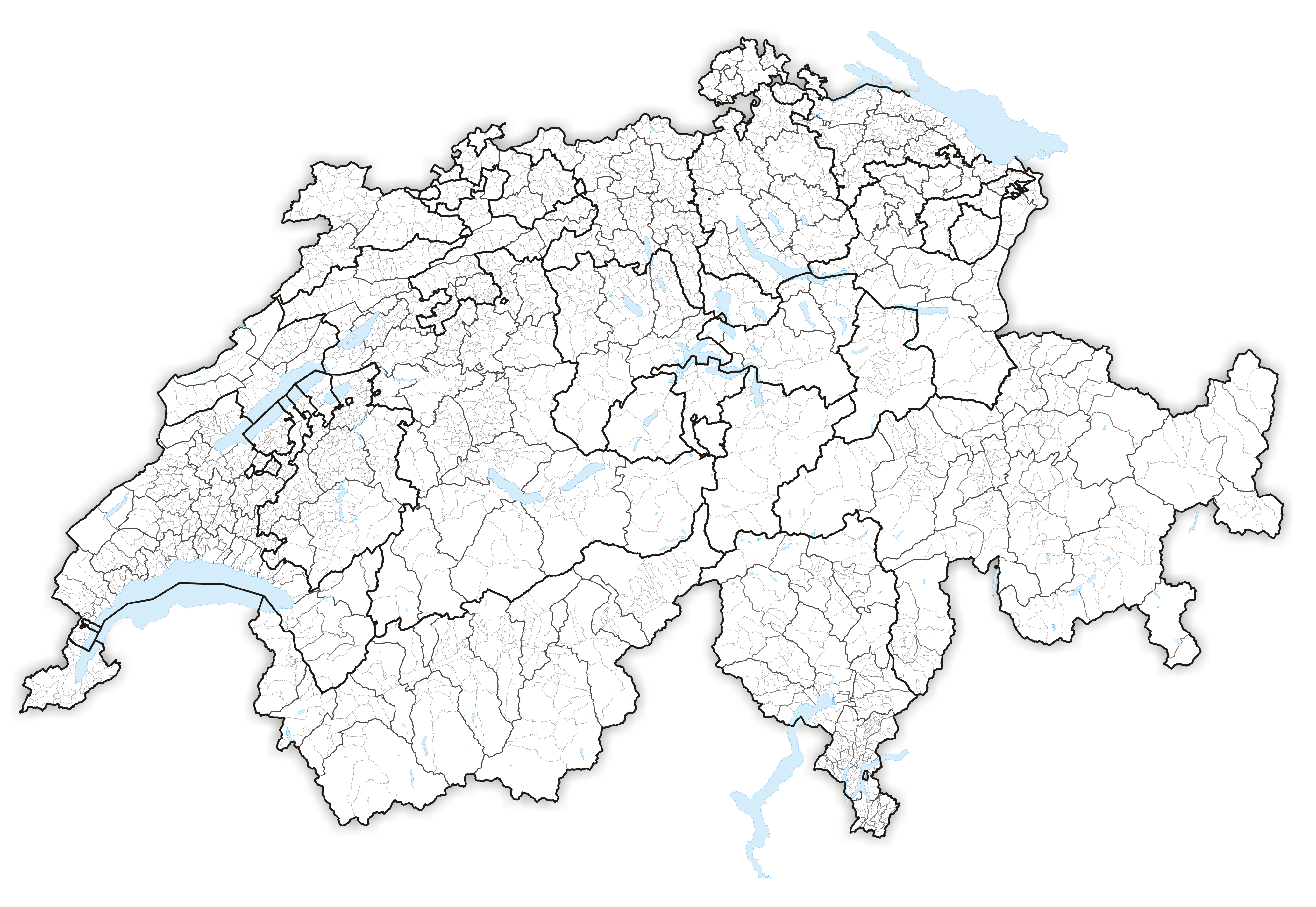
1. Januar 1979 bis 31. Mai 1979
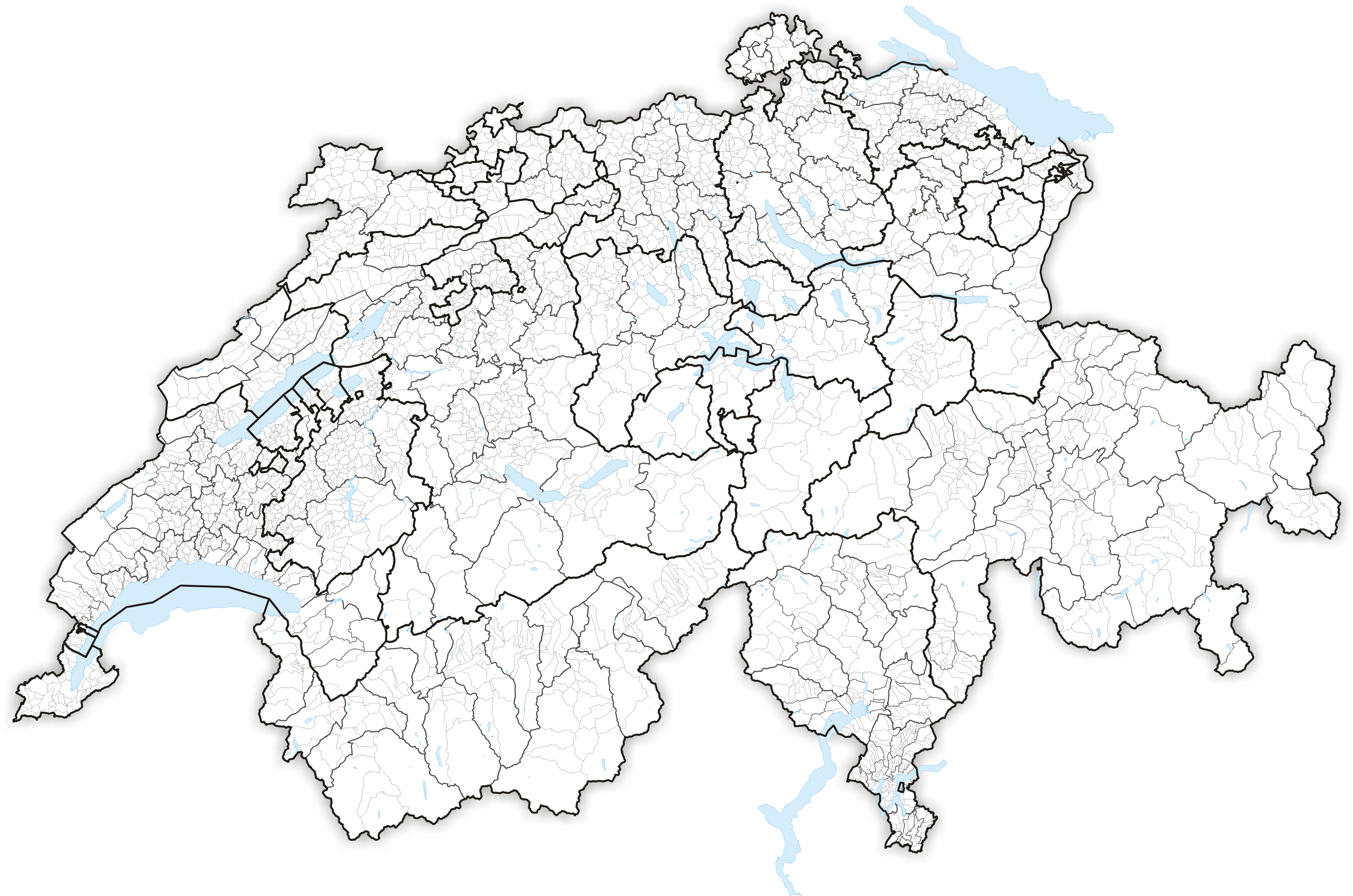
1. Juni 1979 bis 31. Dezember 1979
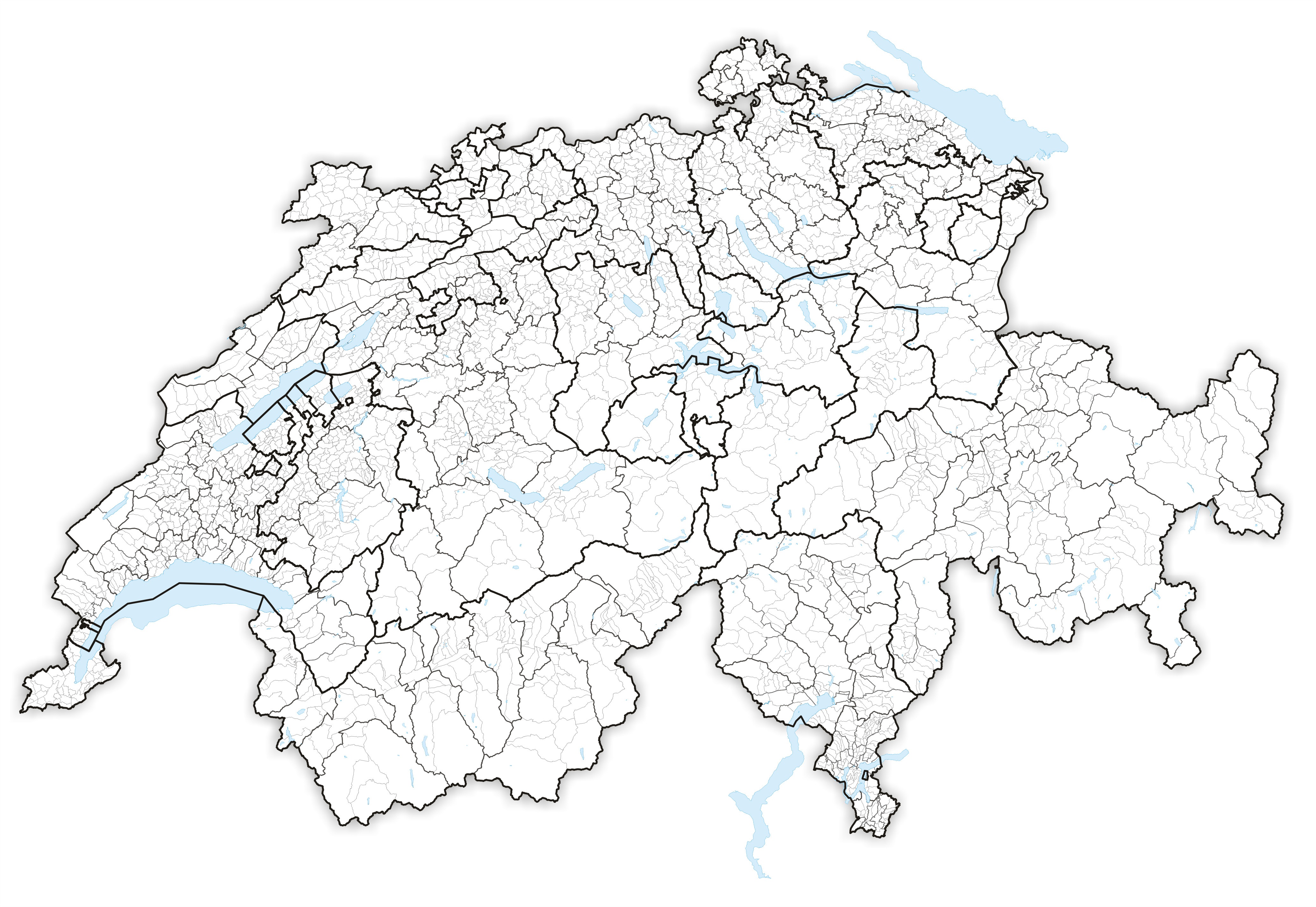
1. Januar 1980 bis 31. Dezember 1980
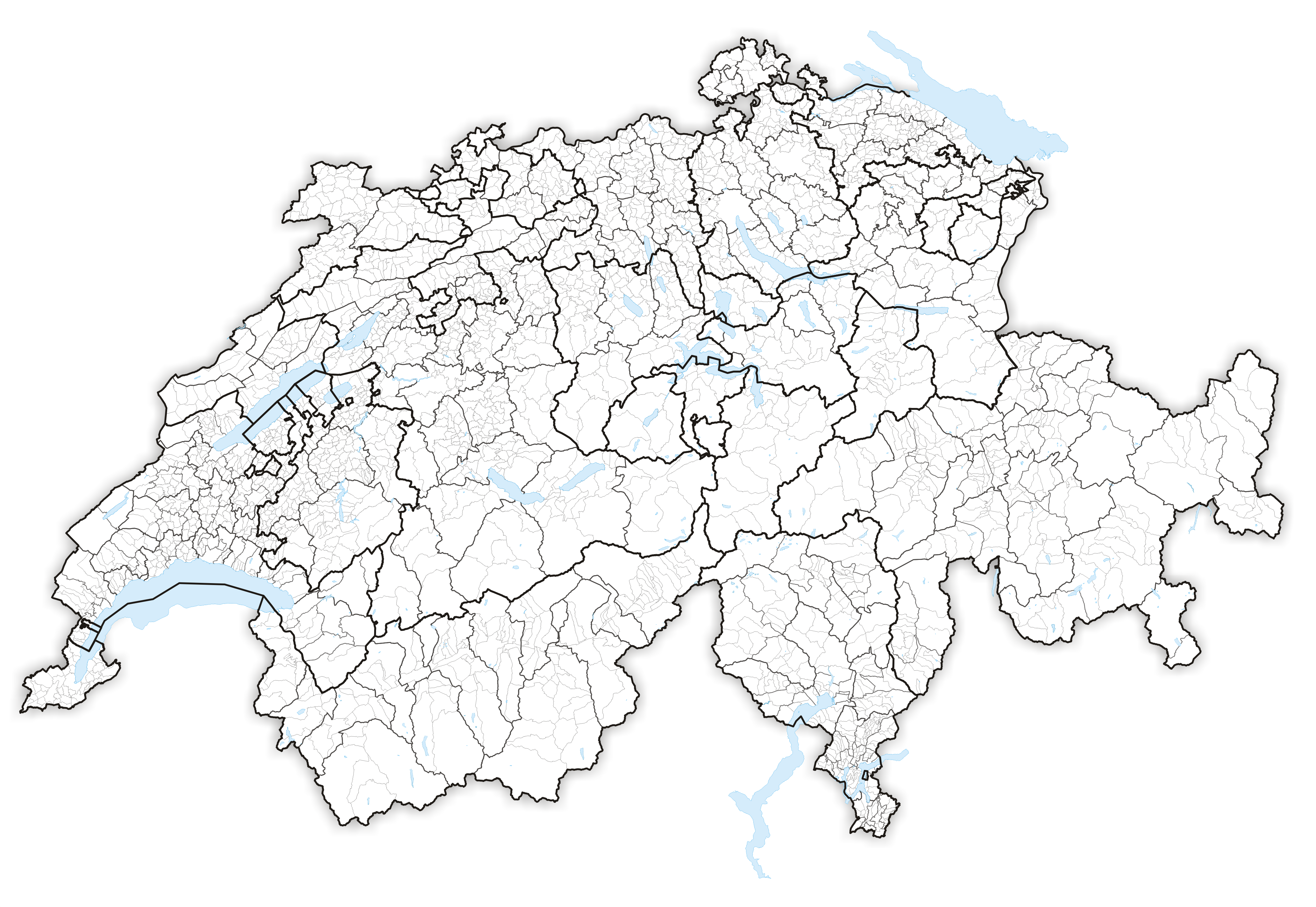
1. Januar 1981 bis 31. Dezember 1981
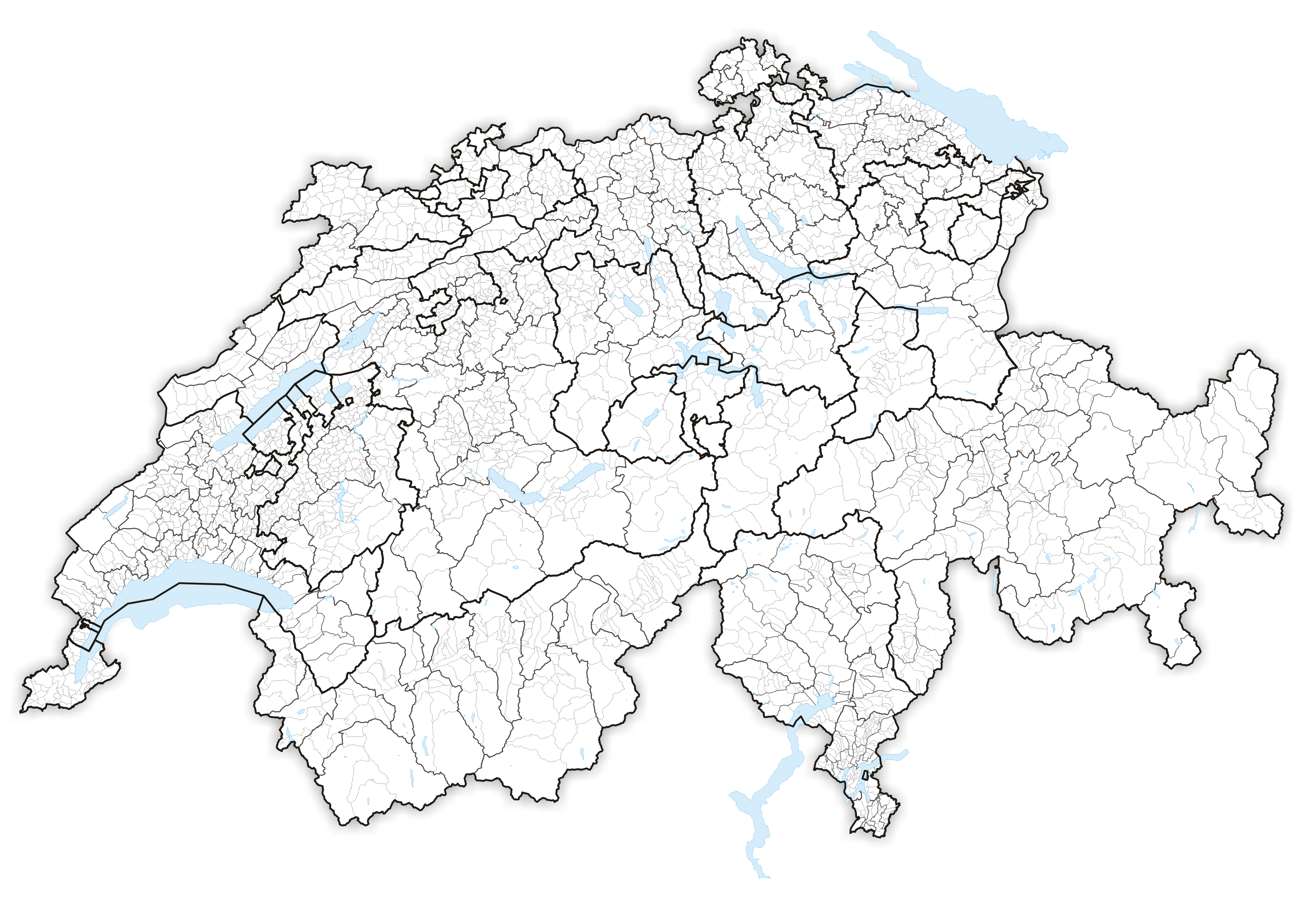
1. Januar 1982 bis 24. Februar 1982
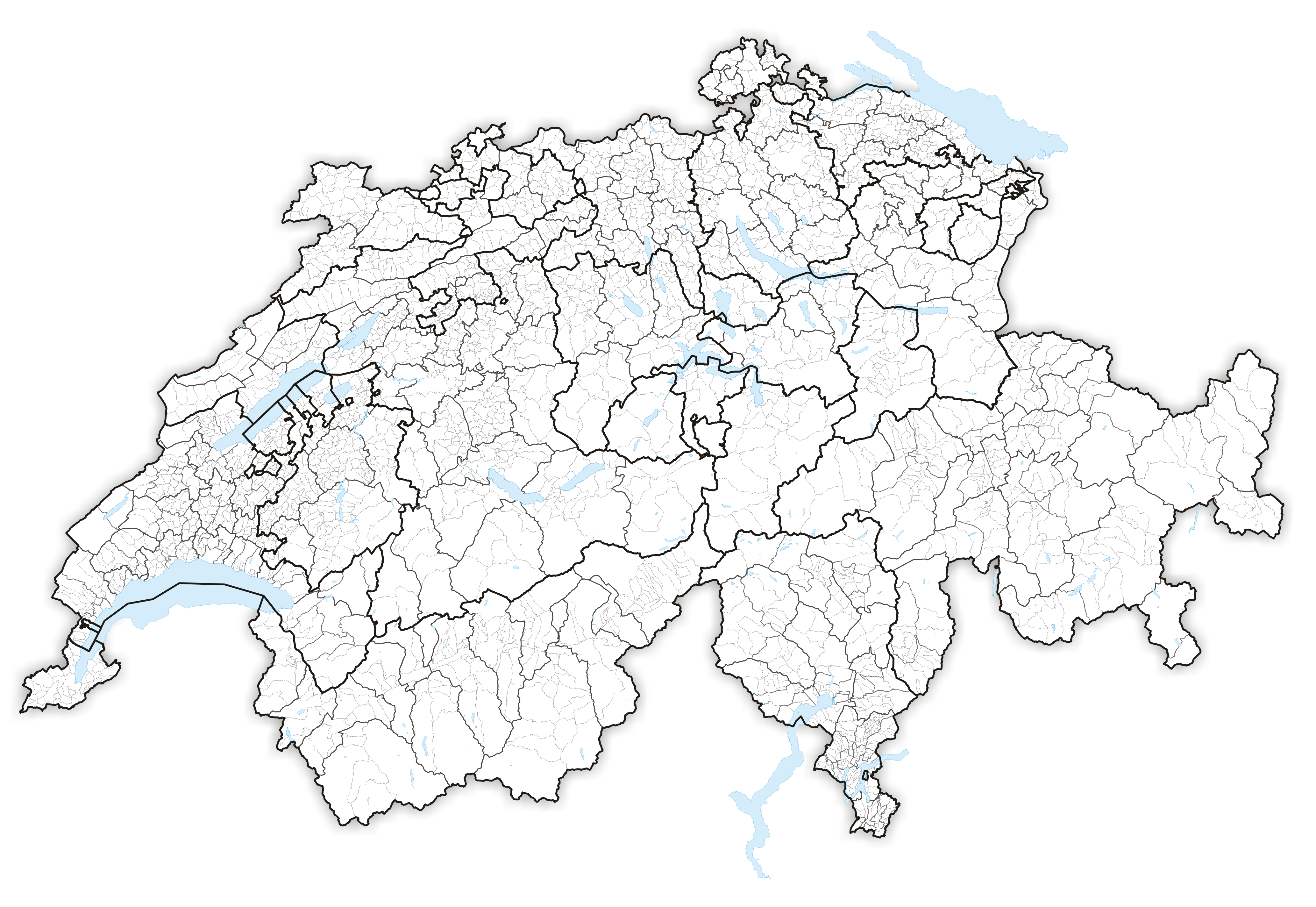
25. Februar 1982 bis 31. Dezember 1982
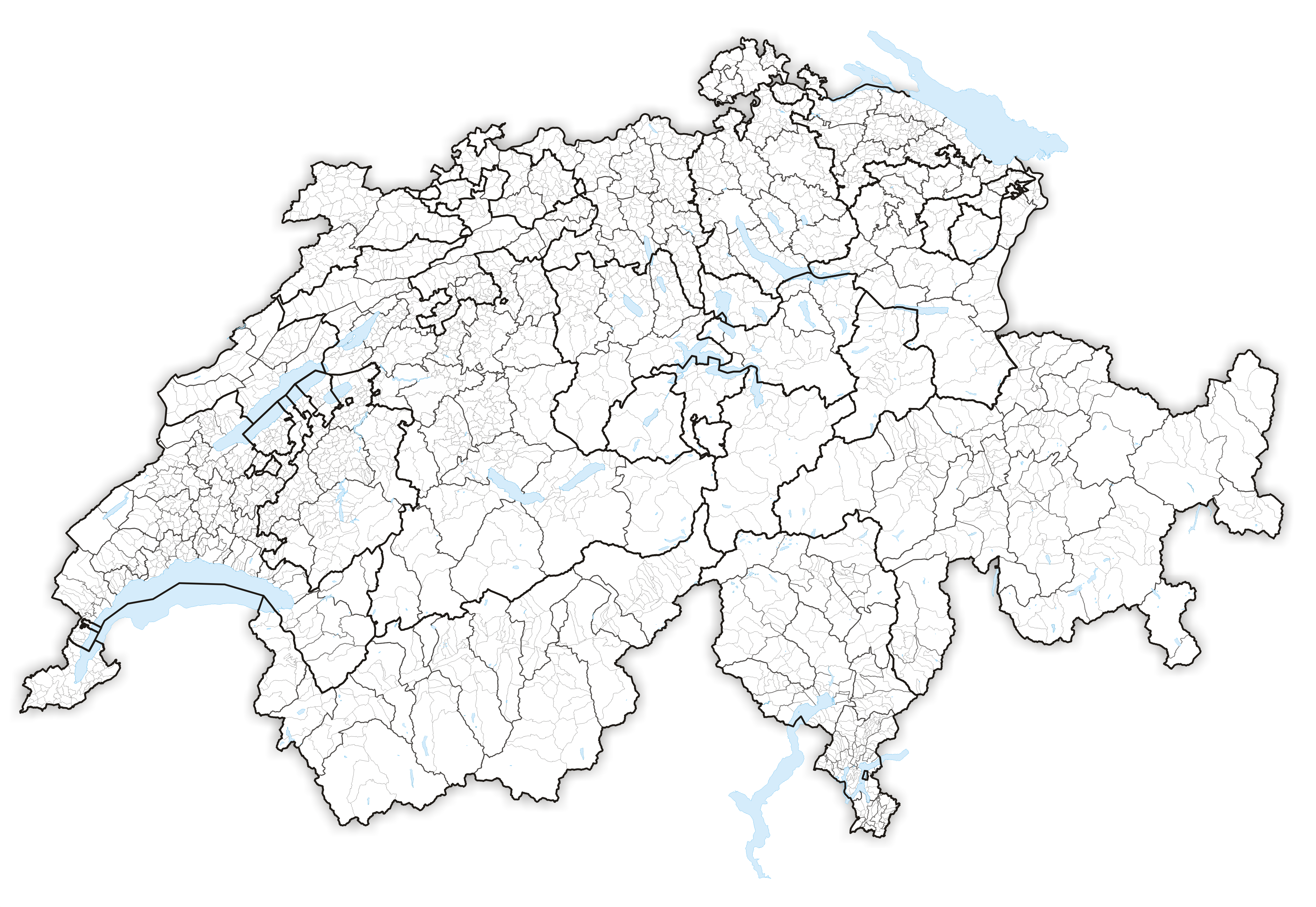
1. Januar 1983 bis 31. Mai 1983
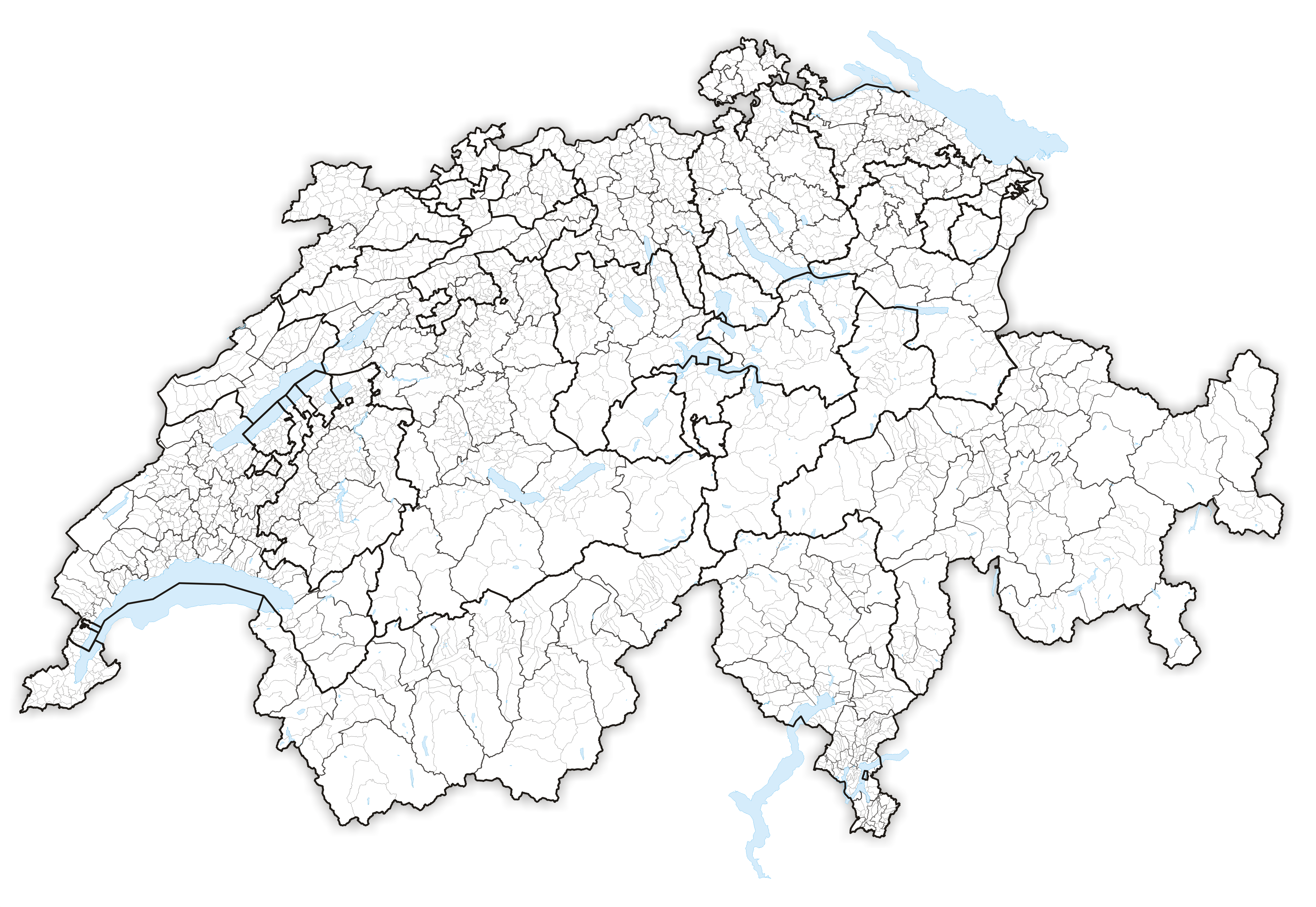
1. Juni 1983 bis 31. Dezember 1983
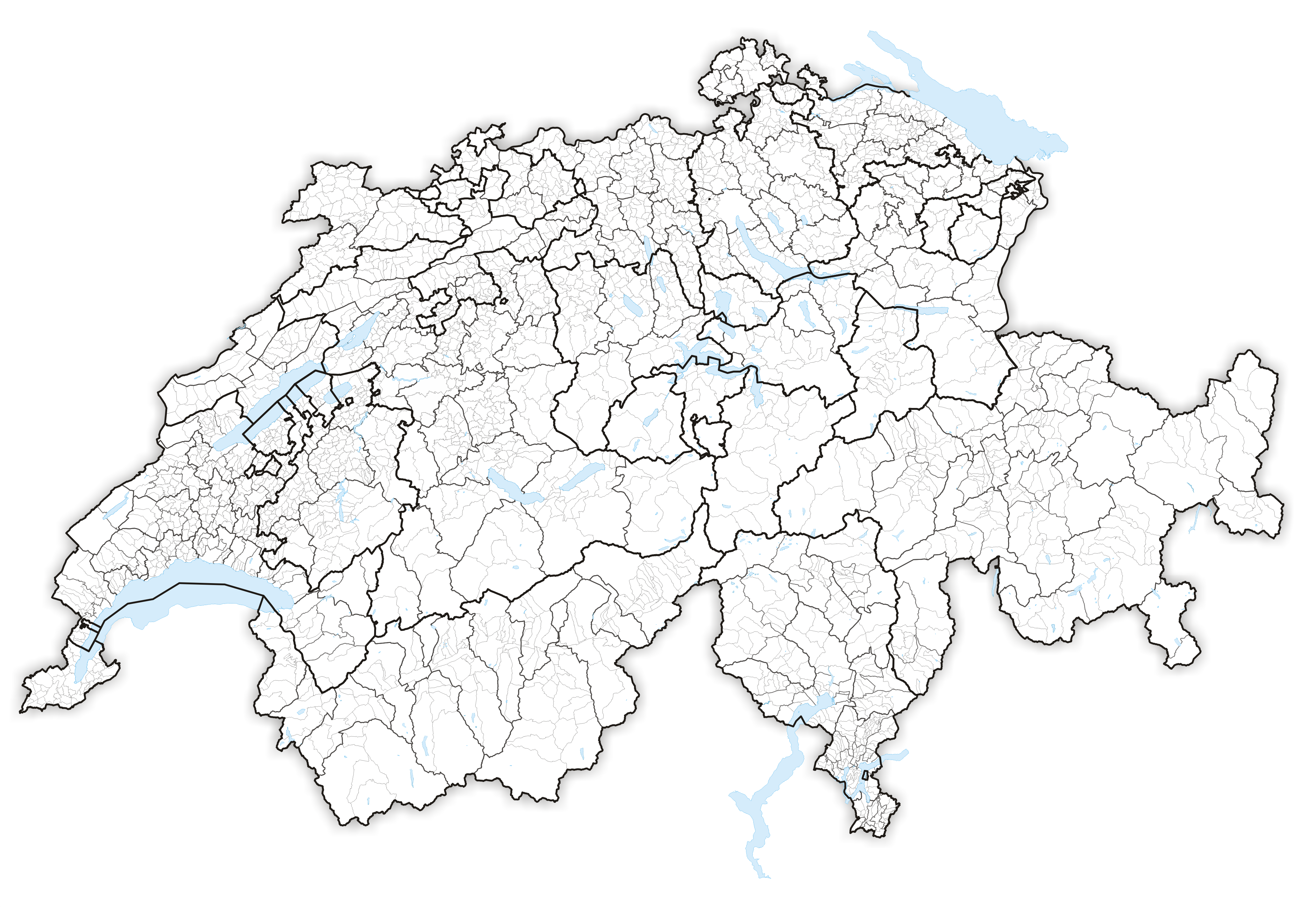
1. Januar 1984 bis 31. Dezember 1985
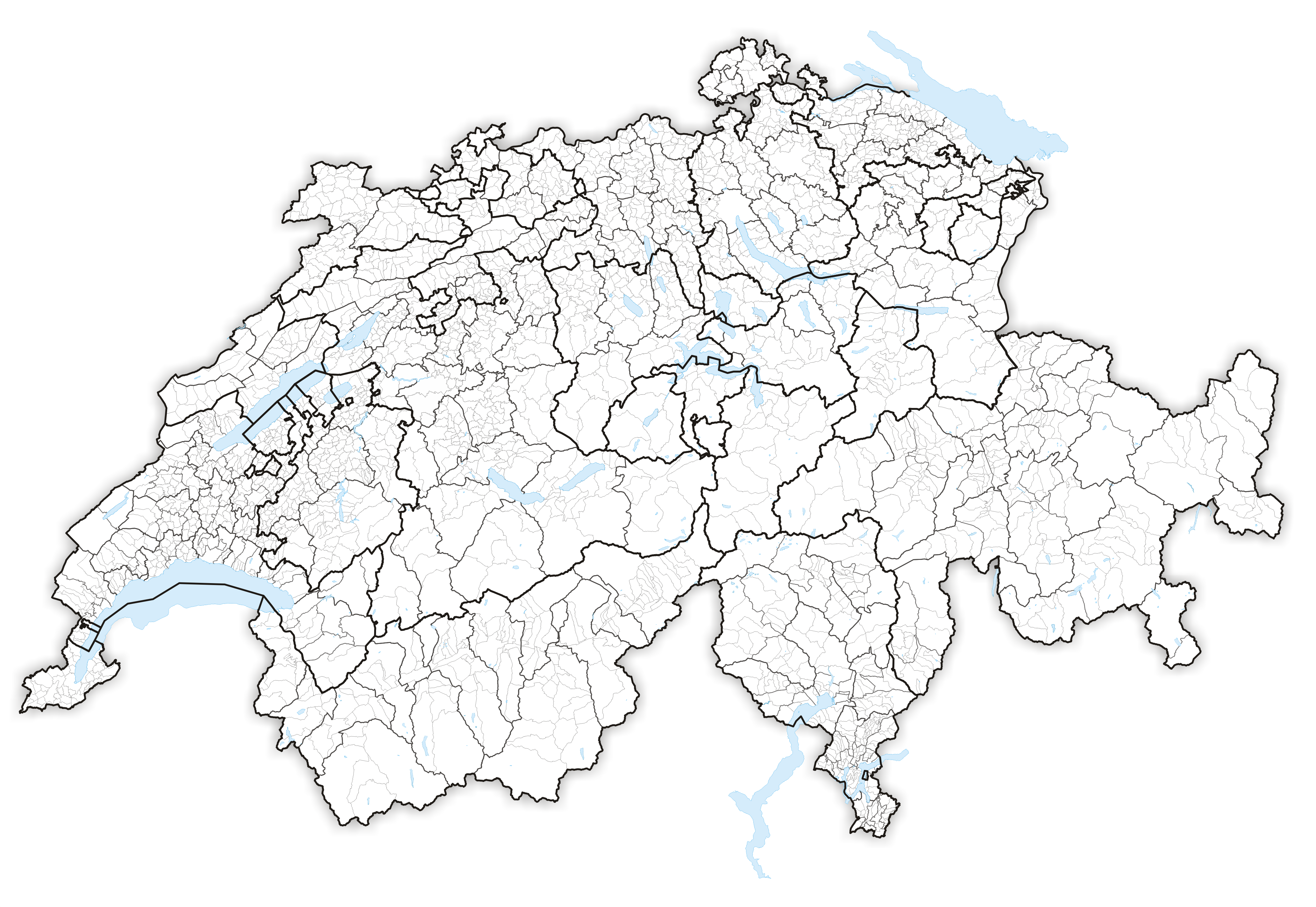
1. Januar 1986 bis 31. Dezember 1988
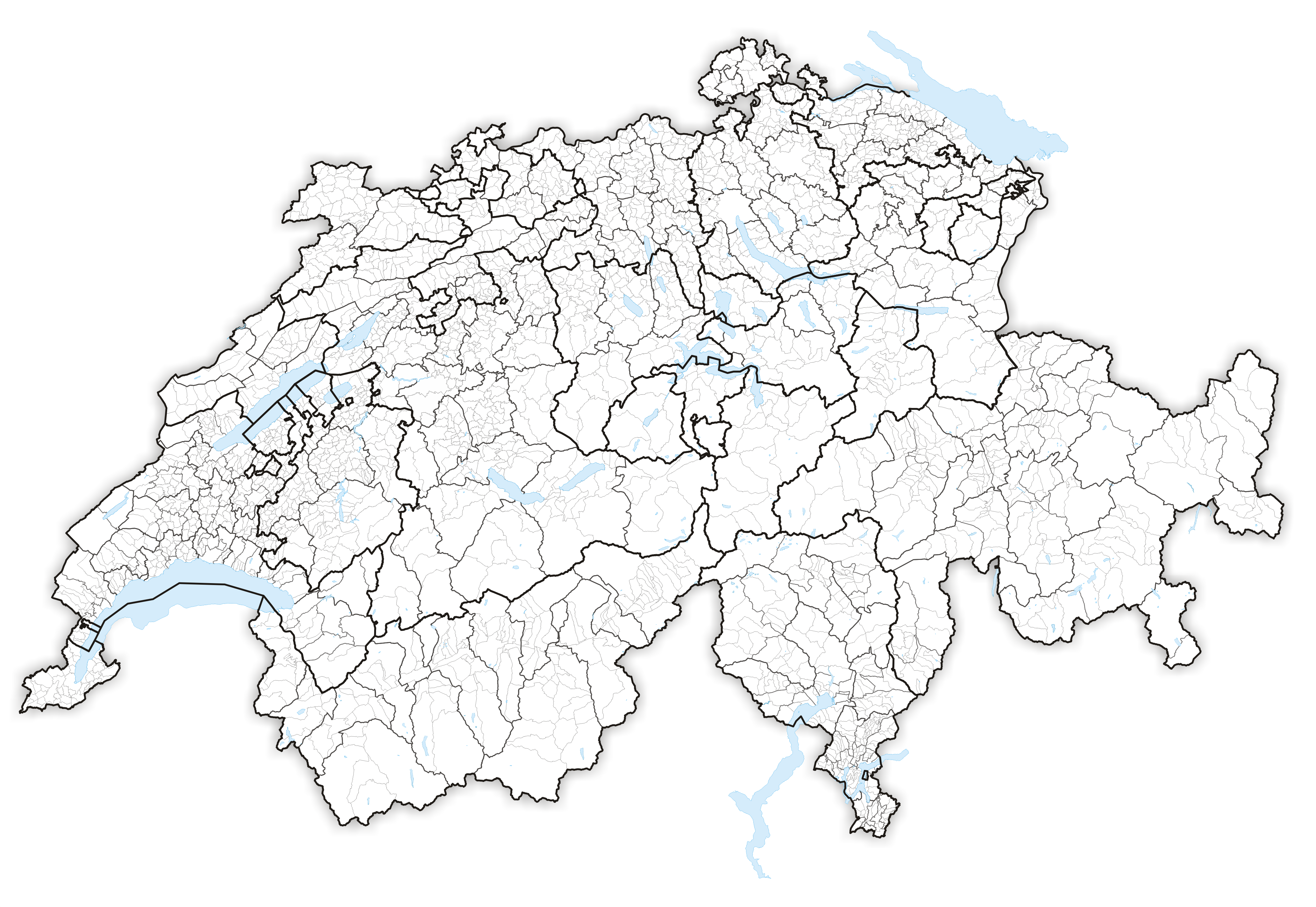
1. Januar 1989 bis 31. Dezember 1989
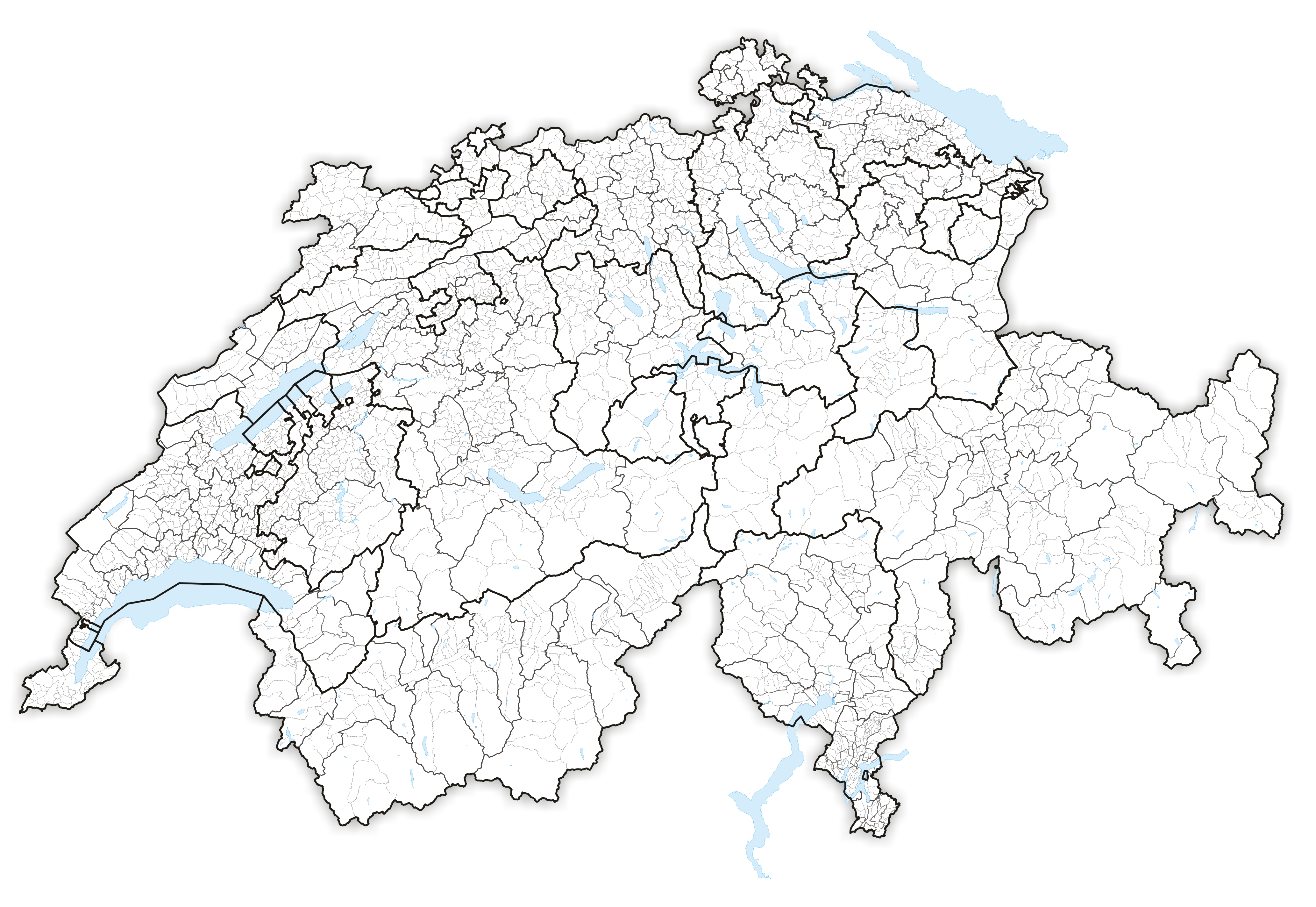
1. Januar 1990 bis 31. Dezember 1990
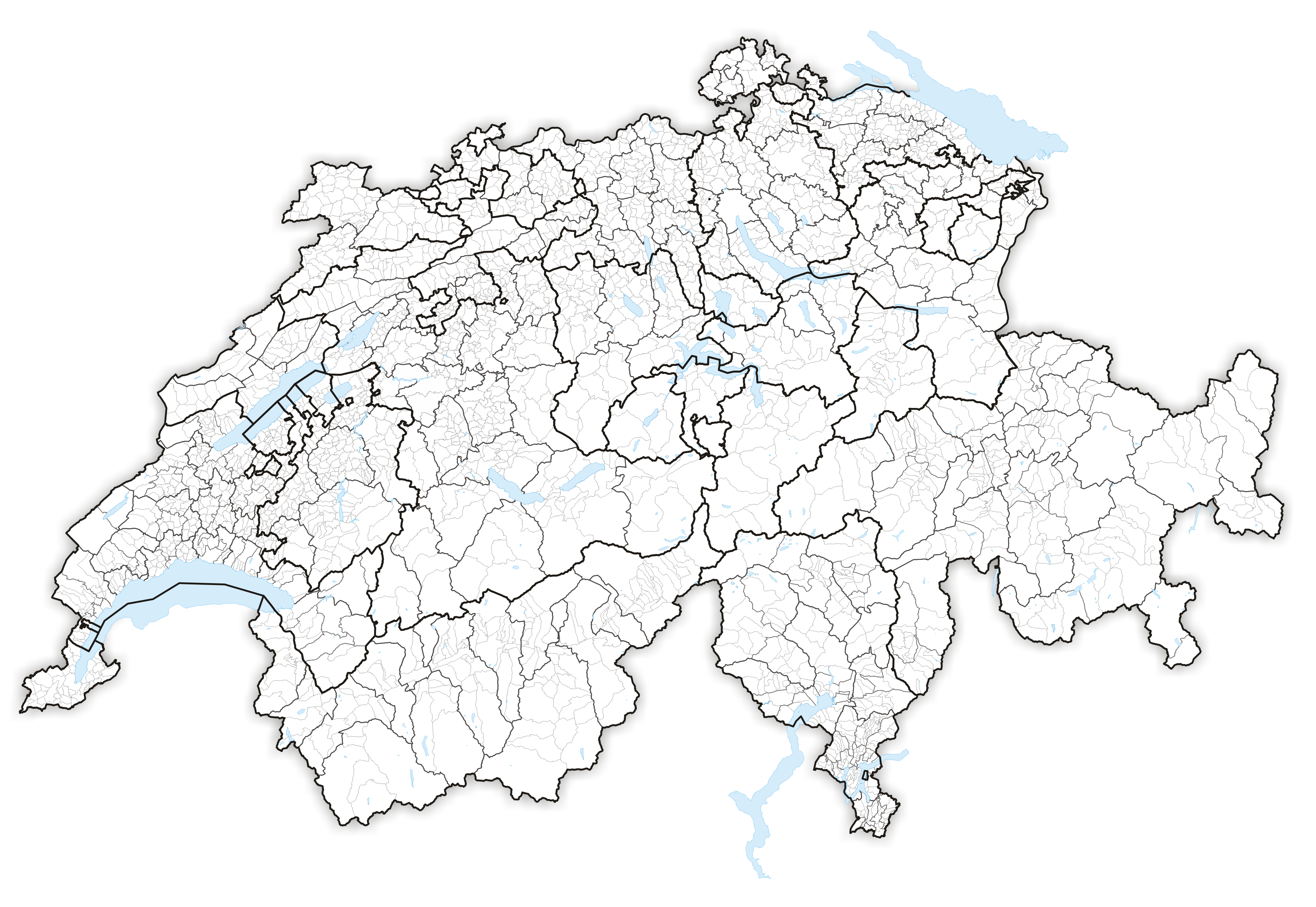
1. Januar 1991 bis 31. Dezember 1991
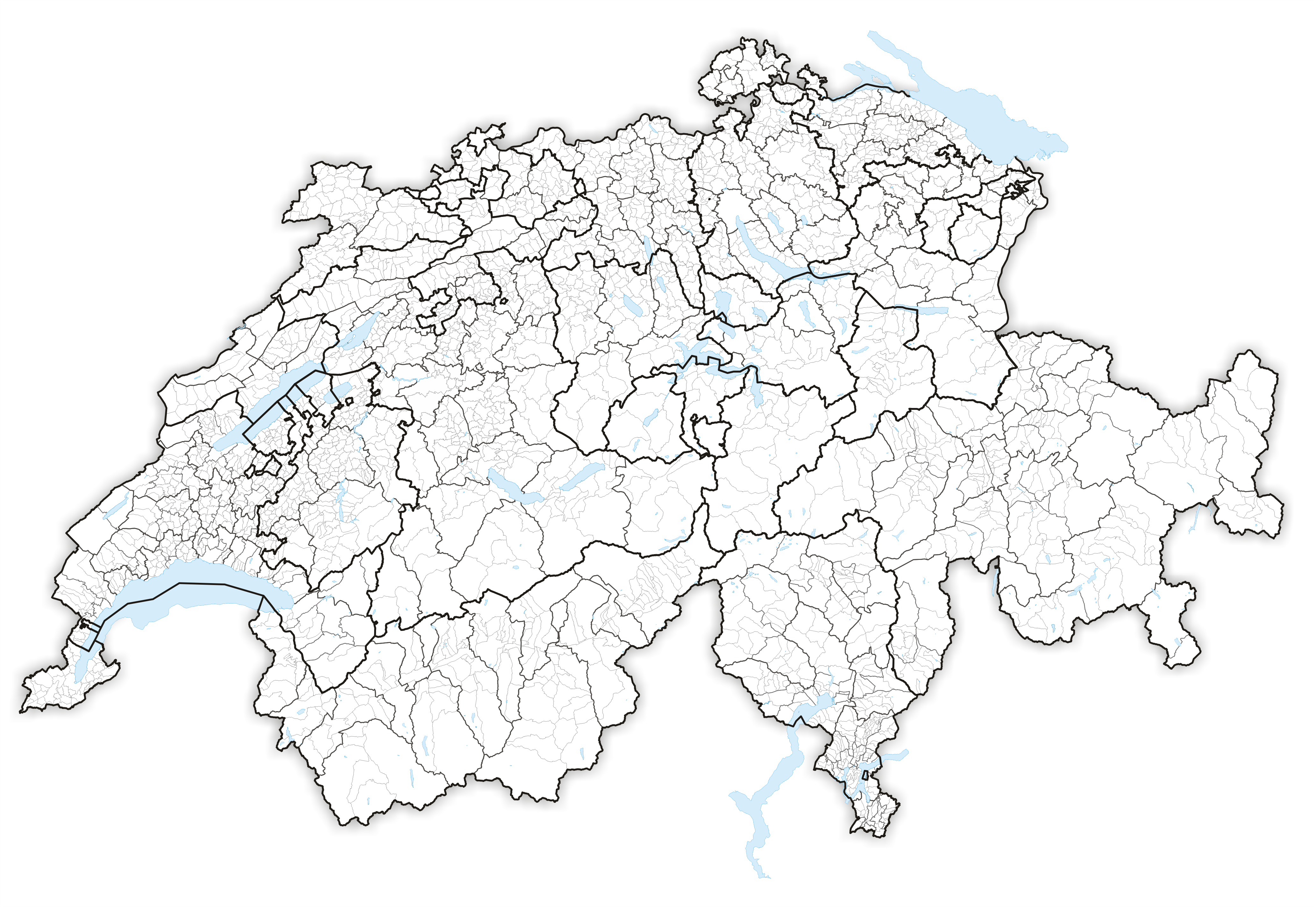
1. Januar 1992 bis 31. Dezember 1992
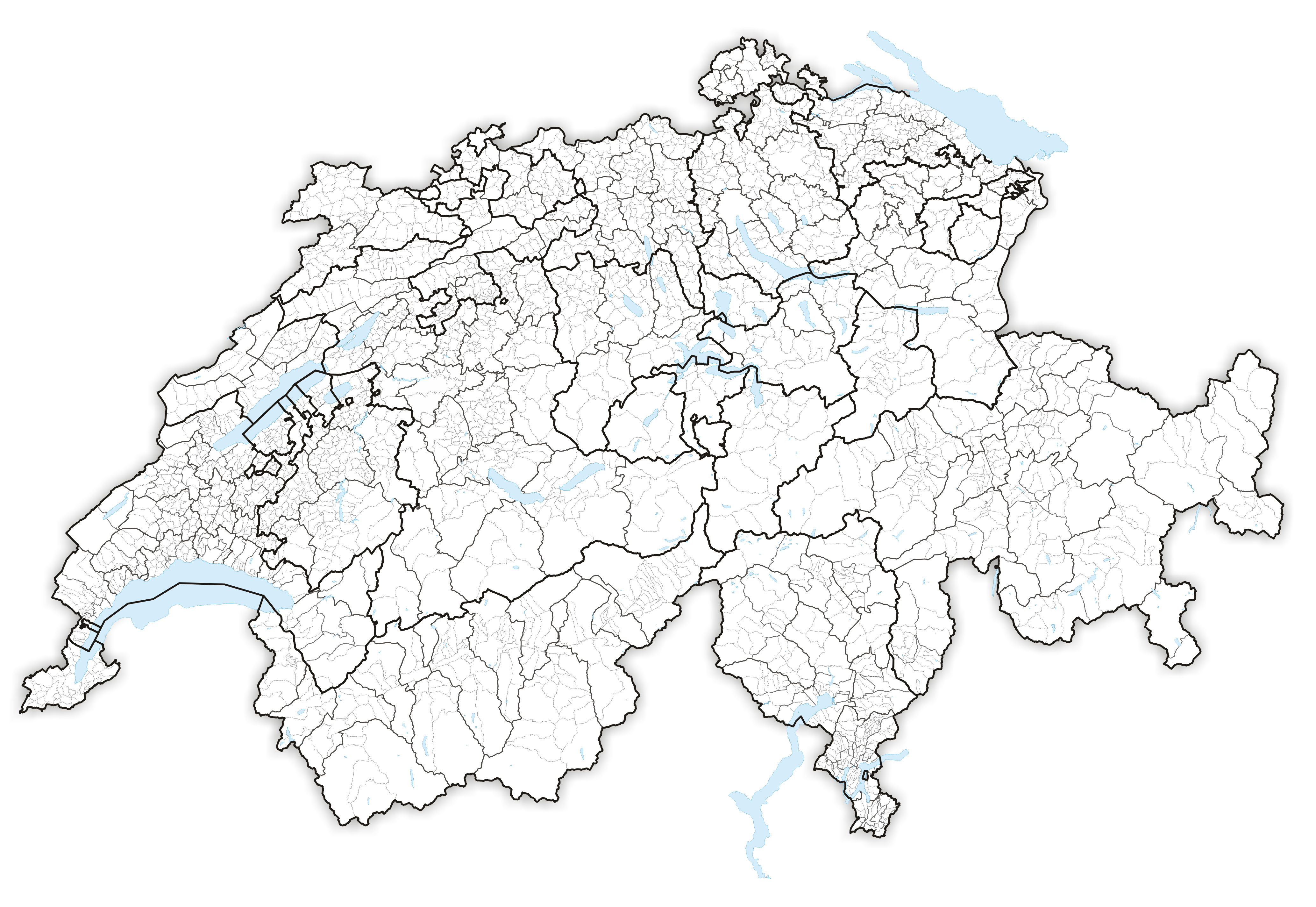
1. Januar 1993 bis 31. Dezember 1993
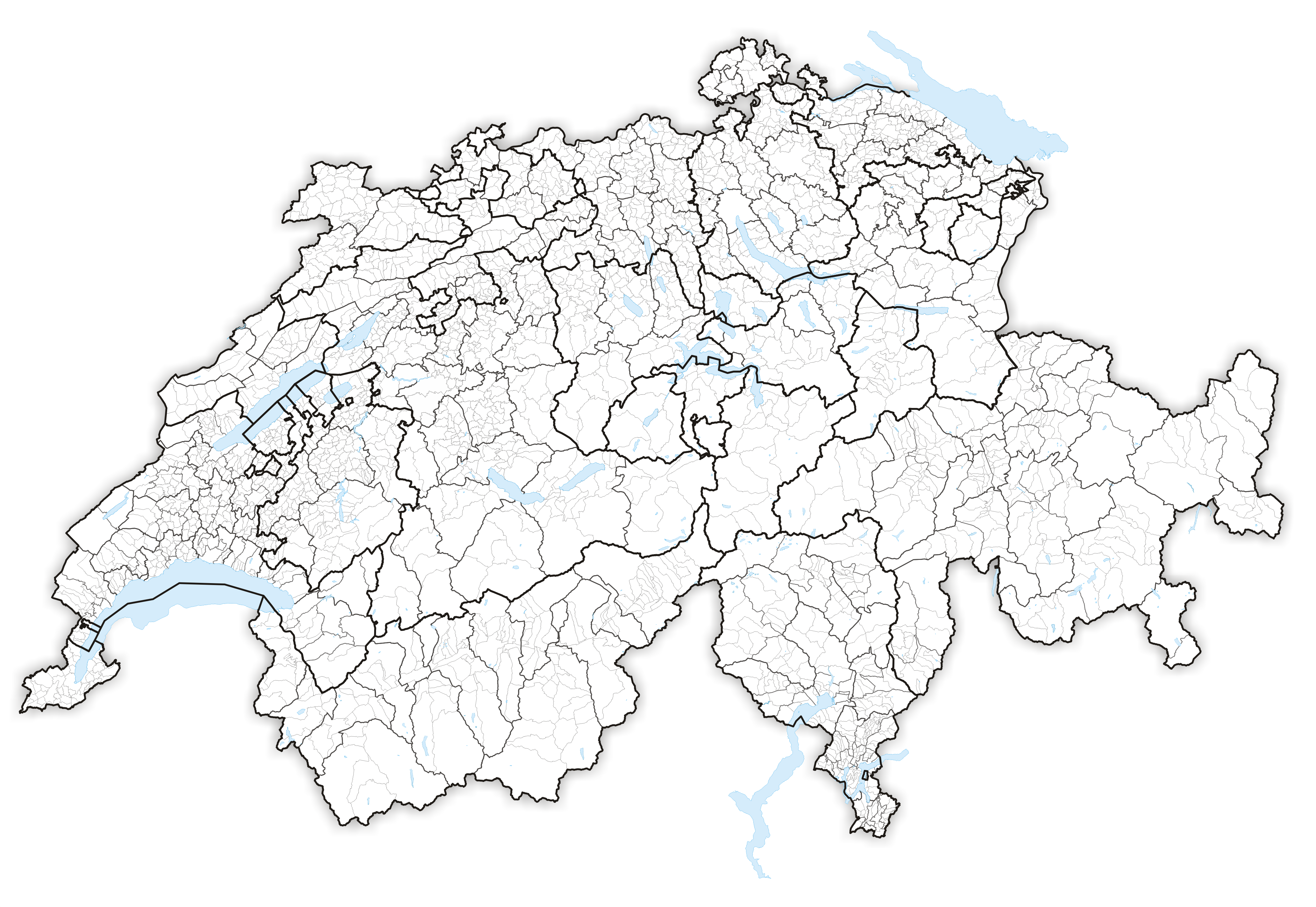
1. Januar 1994 bis 31. August 1994
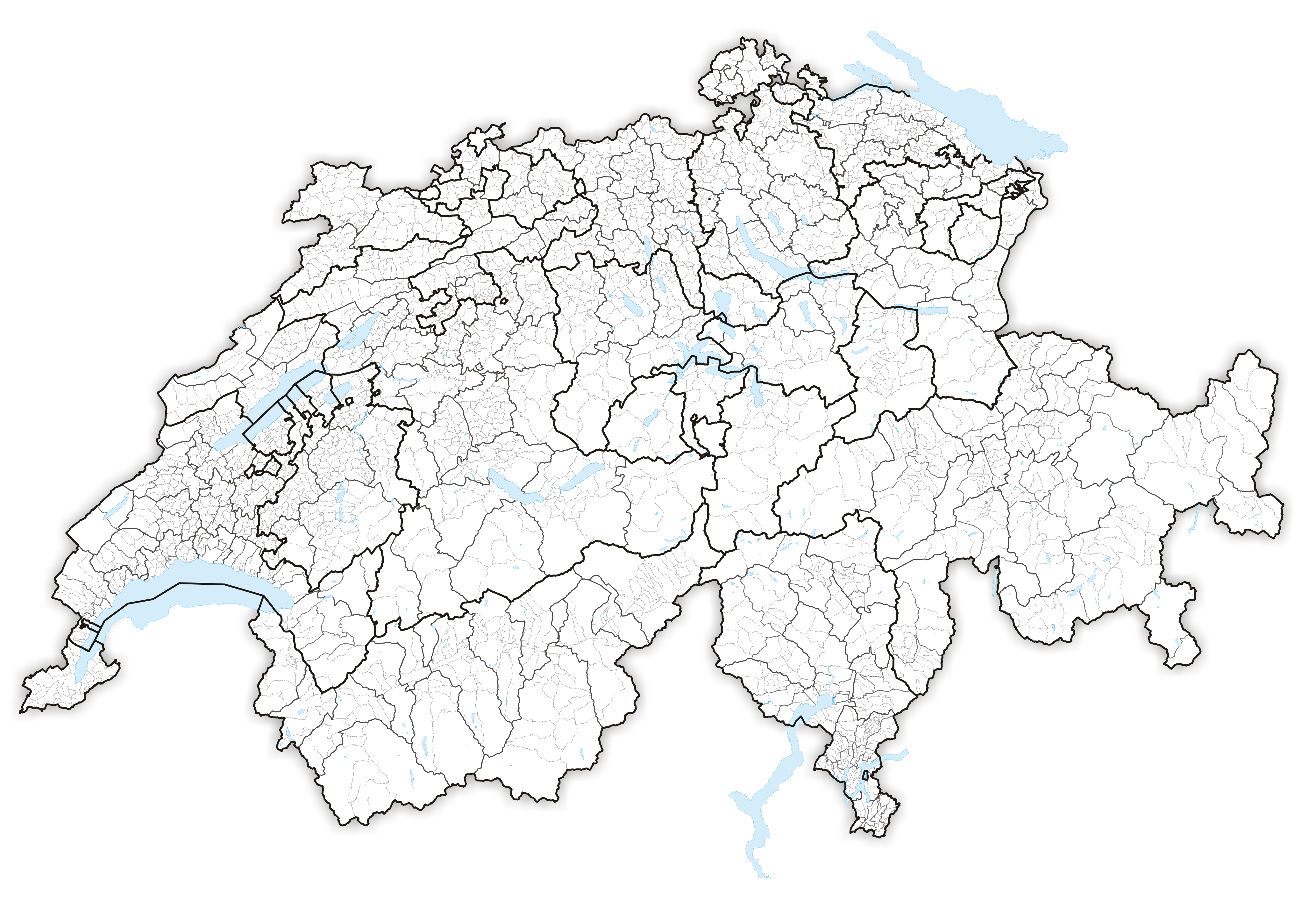
1. September 1994 bis 31. Dezember 1994
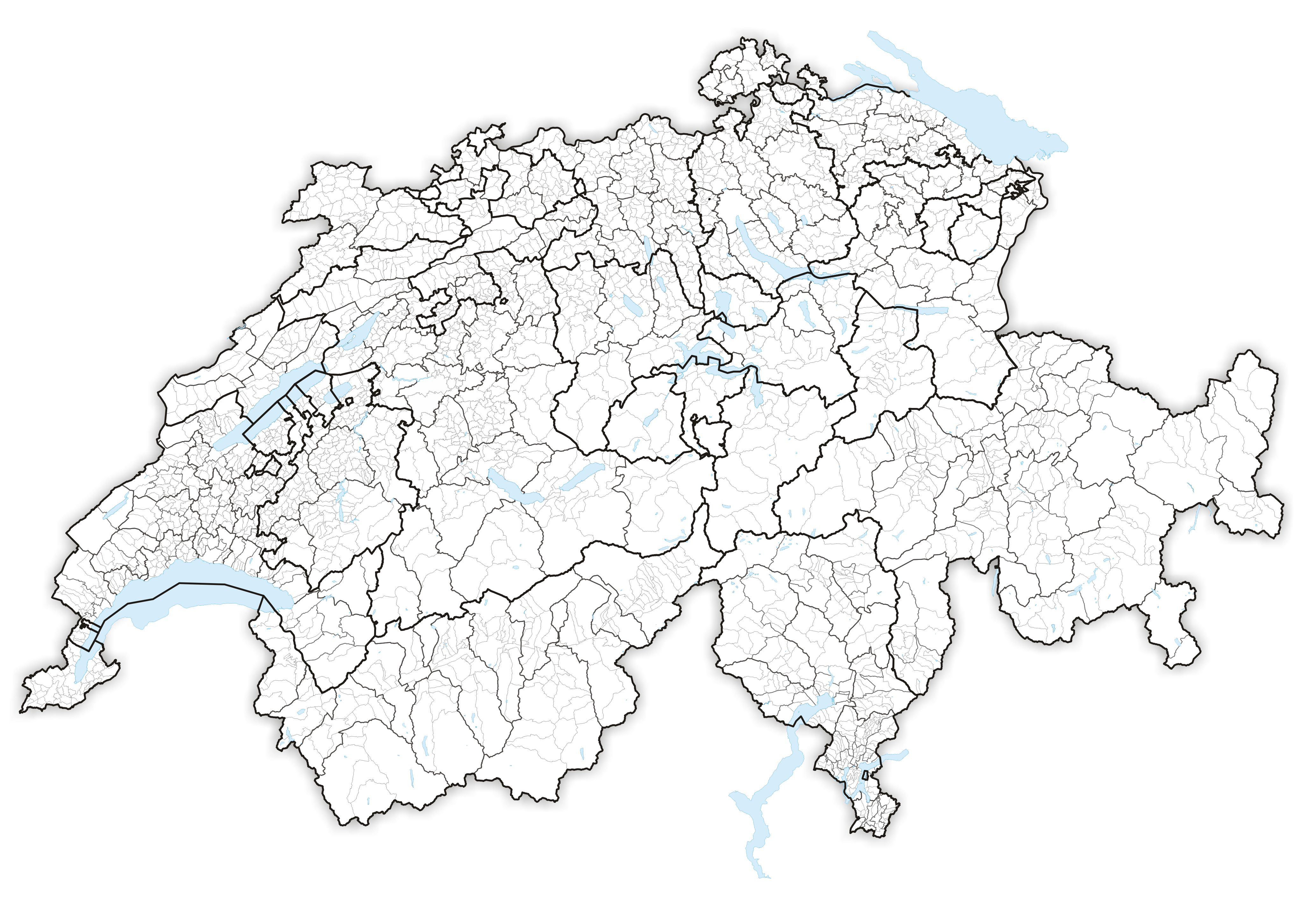
1. Januar 1995 bis 31. Mai 1995
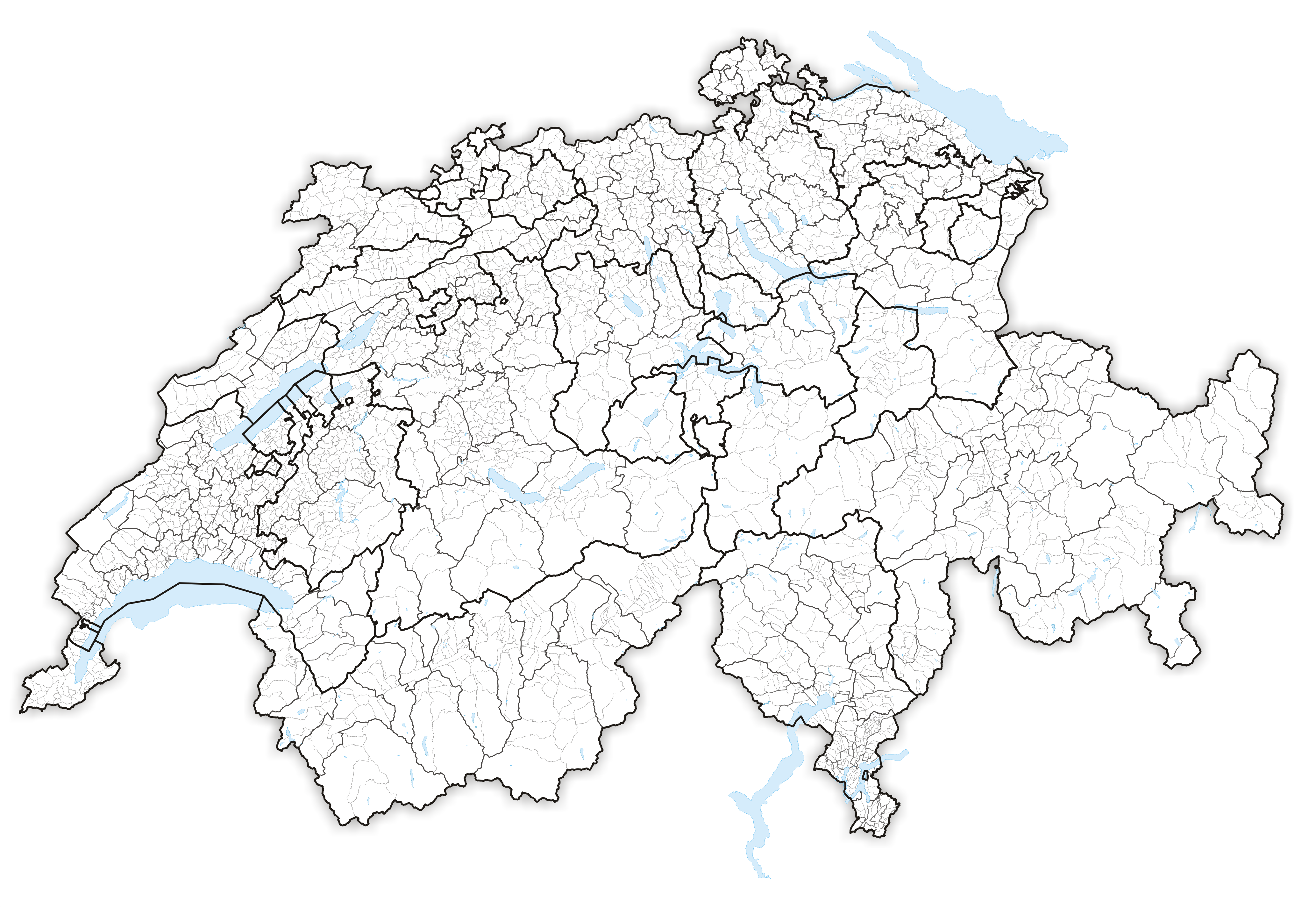
1. Juni 1995 bis 31. Dezember 1995
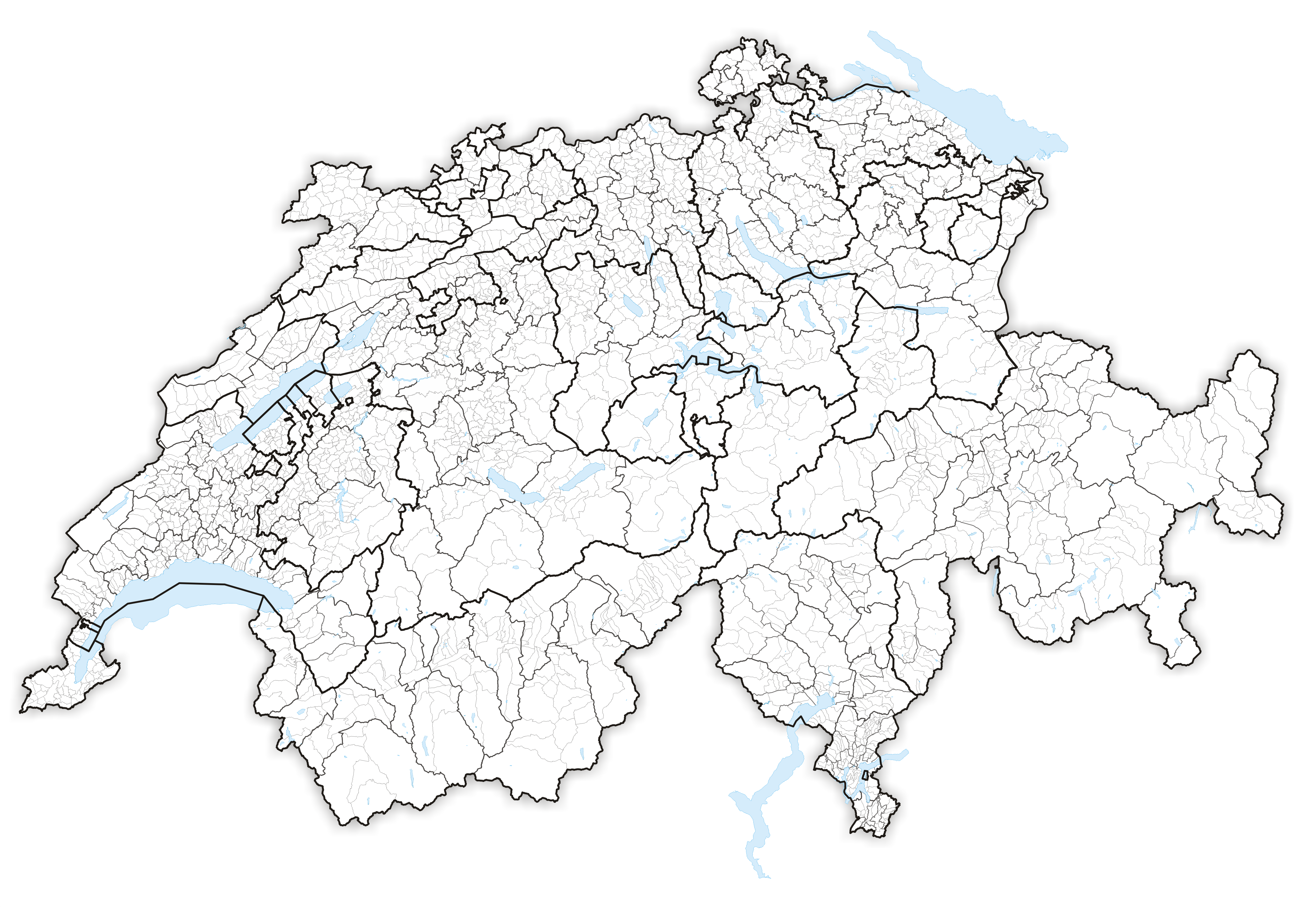
1. Januar 1996 bis 30. Juni 1996
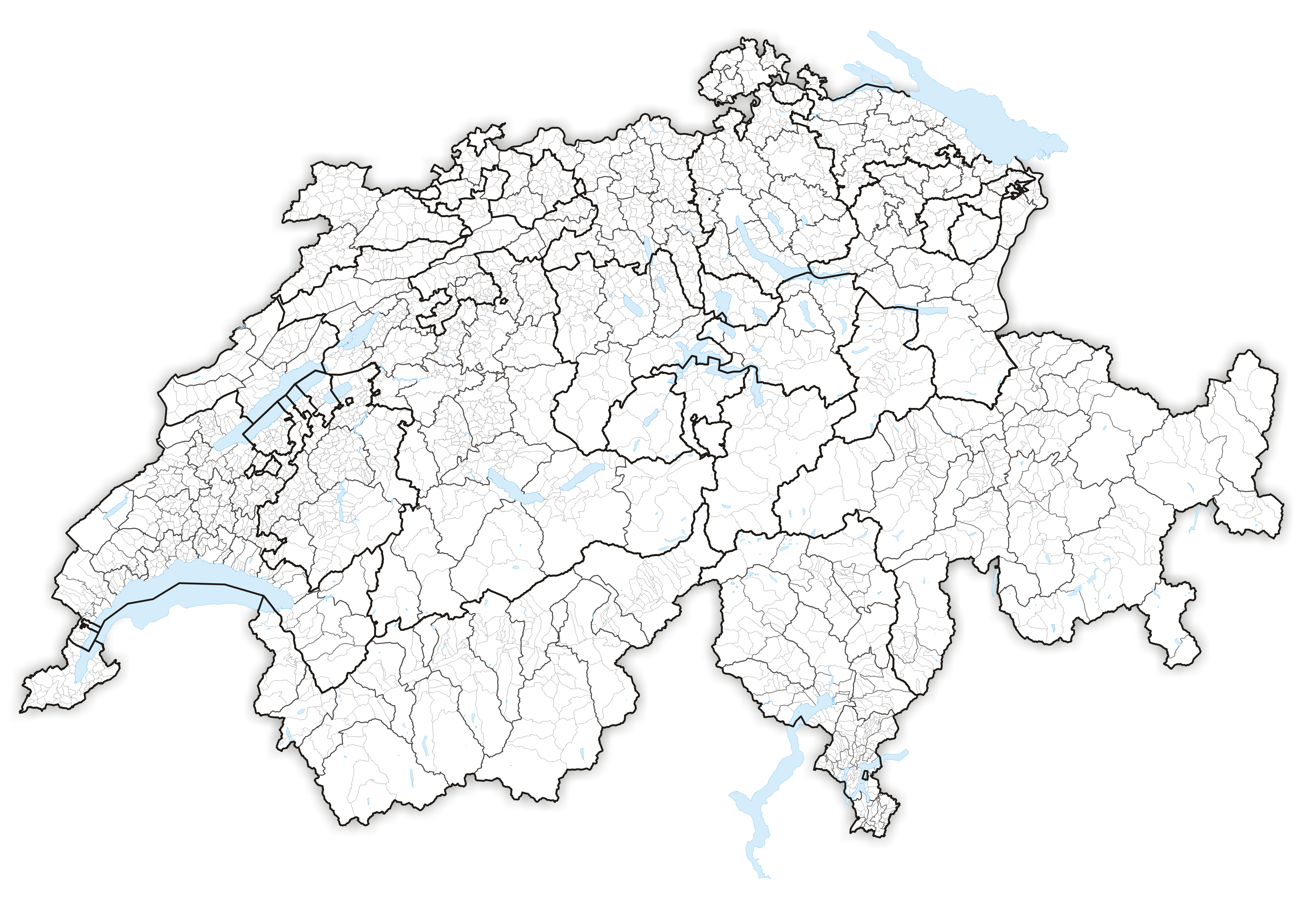
1. Juli 1996 bis 31. Dezember 1996
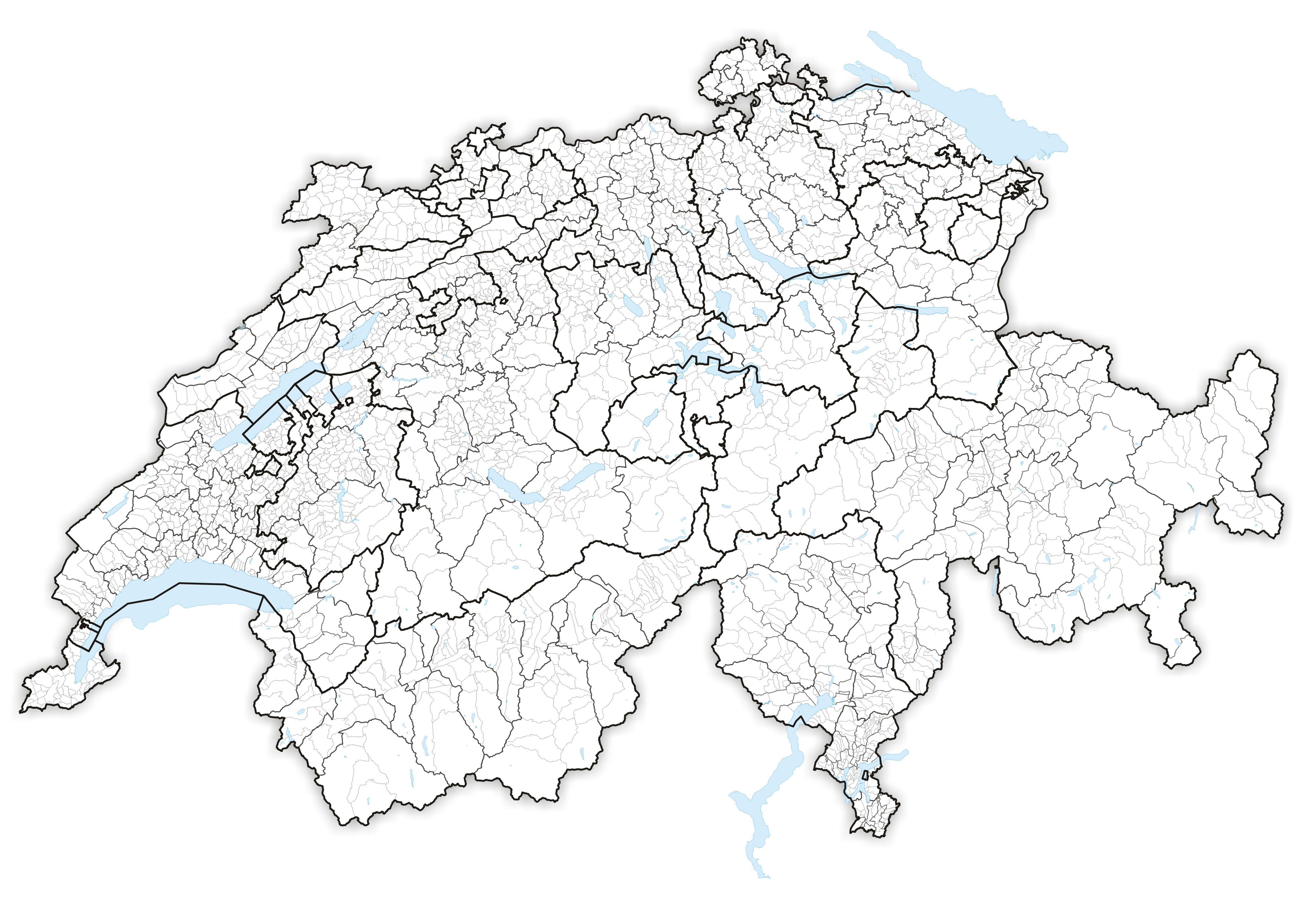
1. Januar 1997 bis 31. Dezember 1997
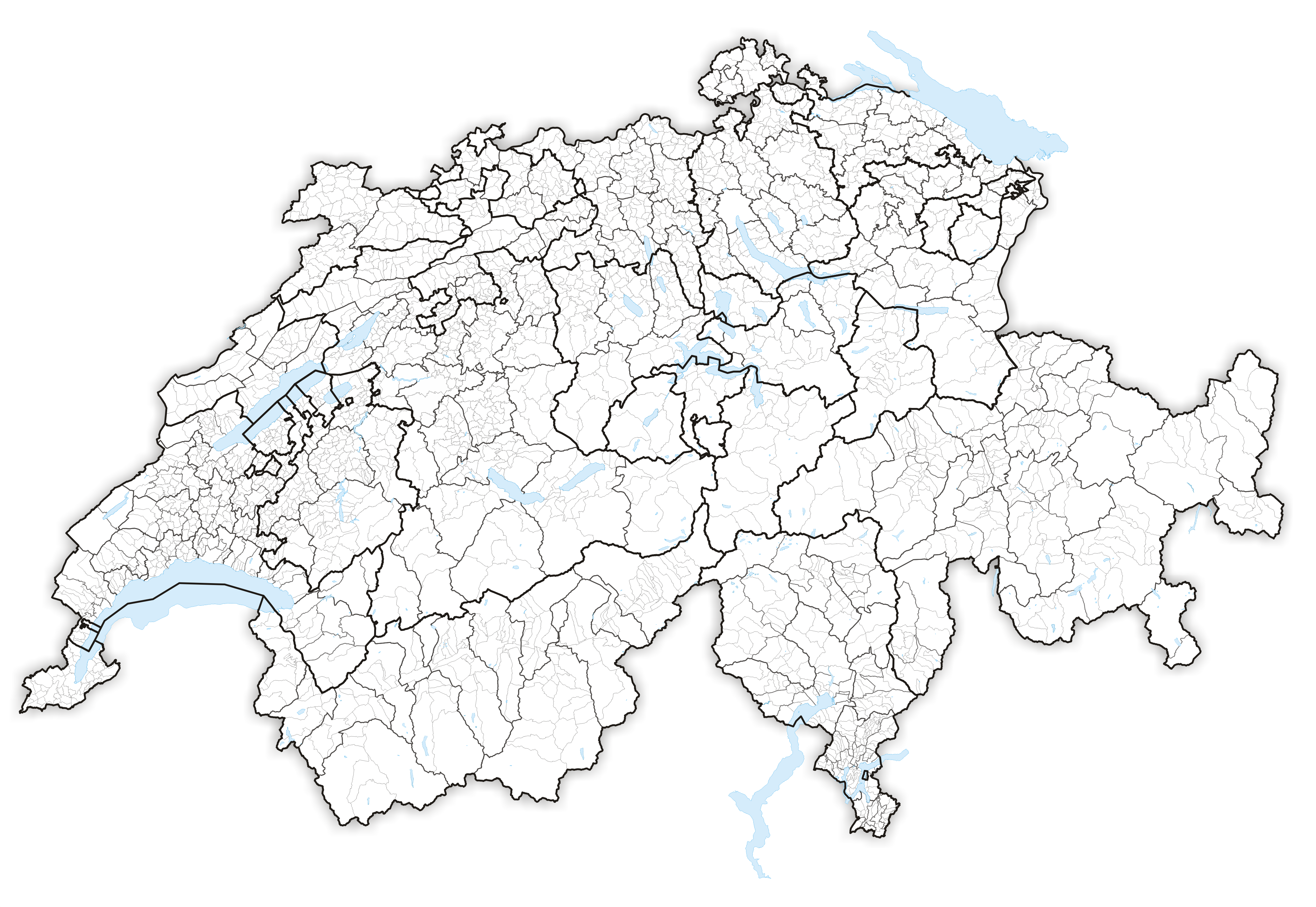
1. Januar 1998 bis 30. Juni 1998
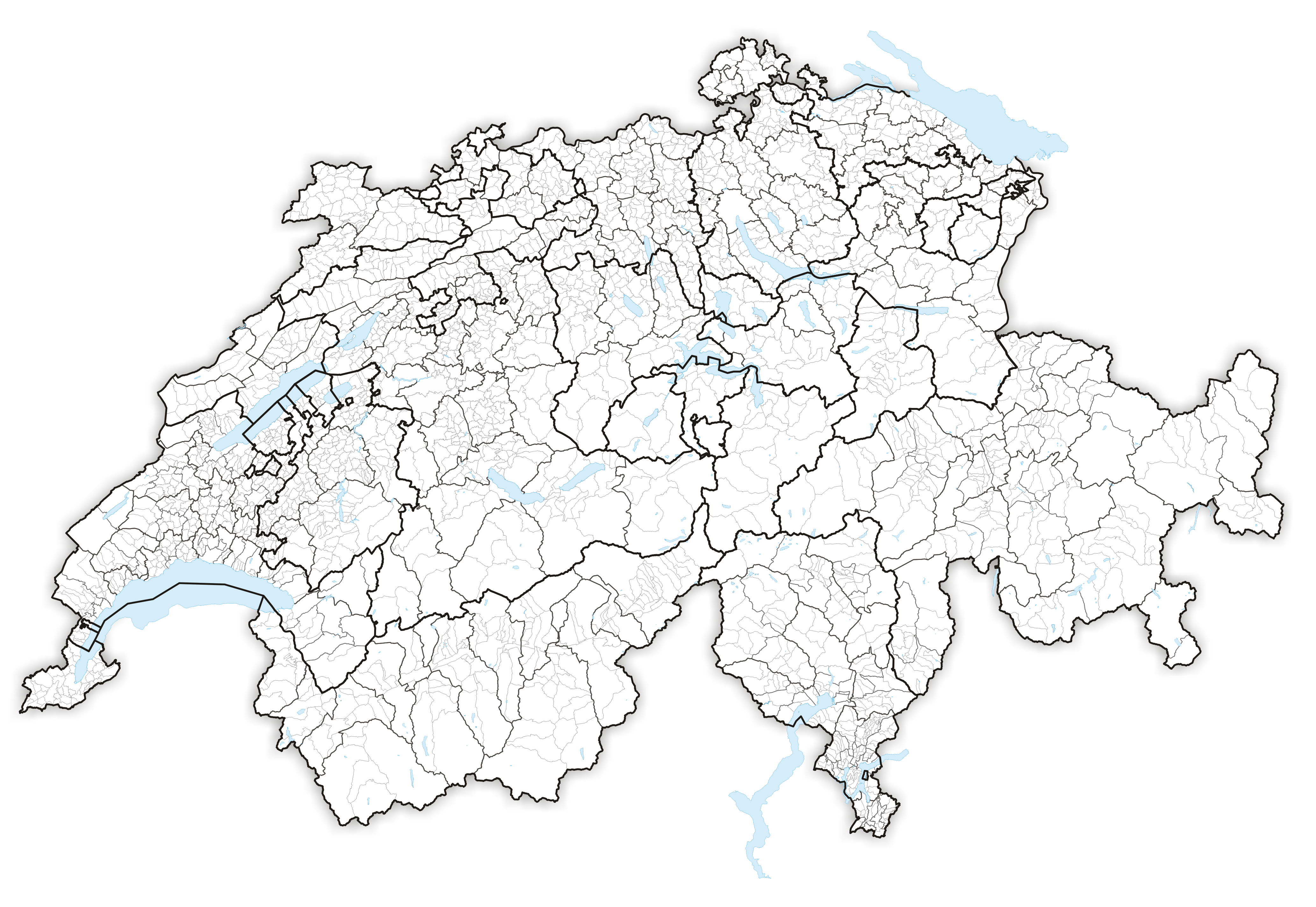
1. Juli 1998 bis 31. Dezember 1998
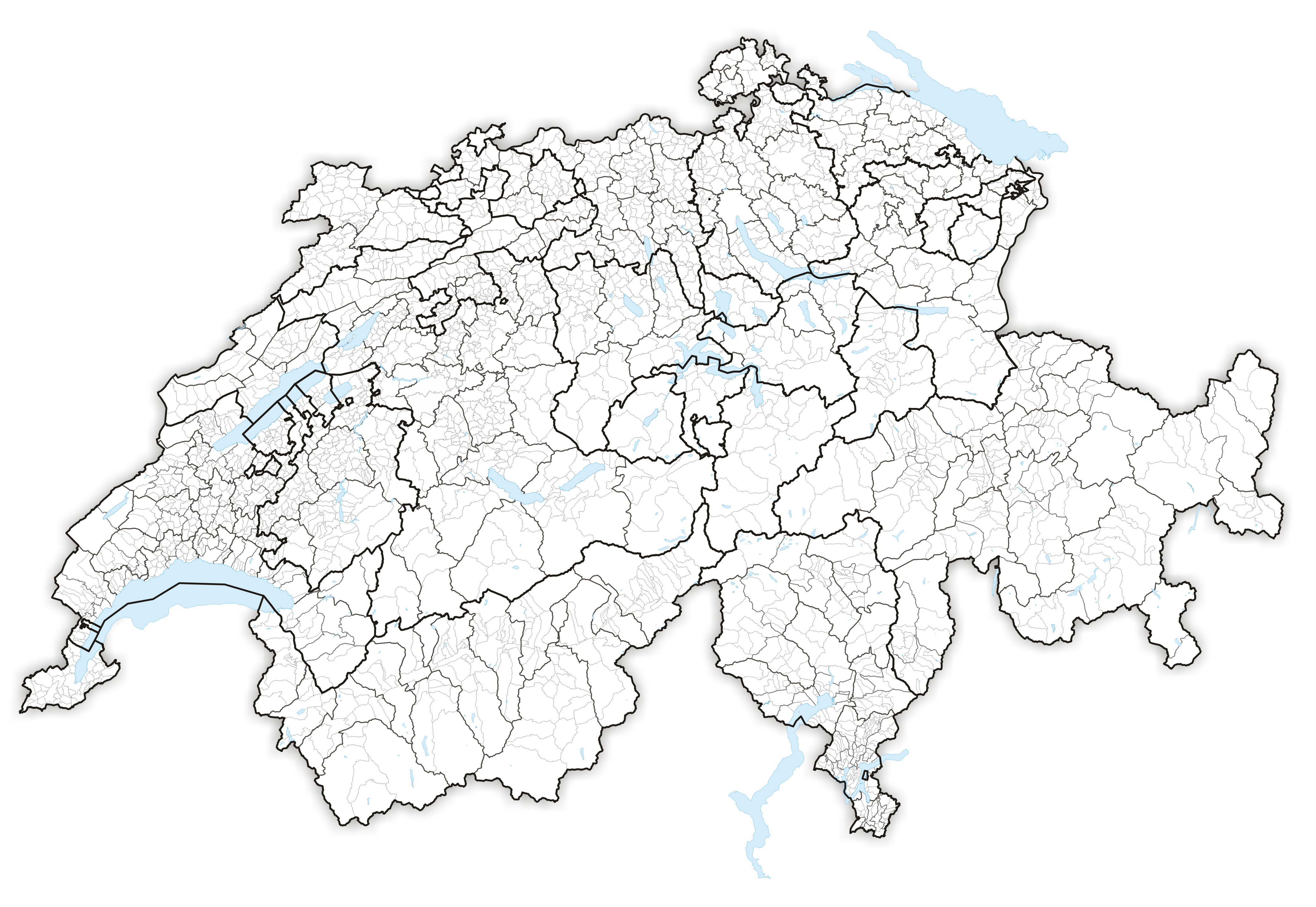
1. Januar 1999 bis 31. Dezember 1999
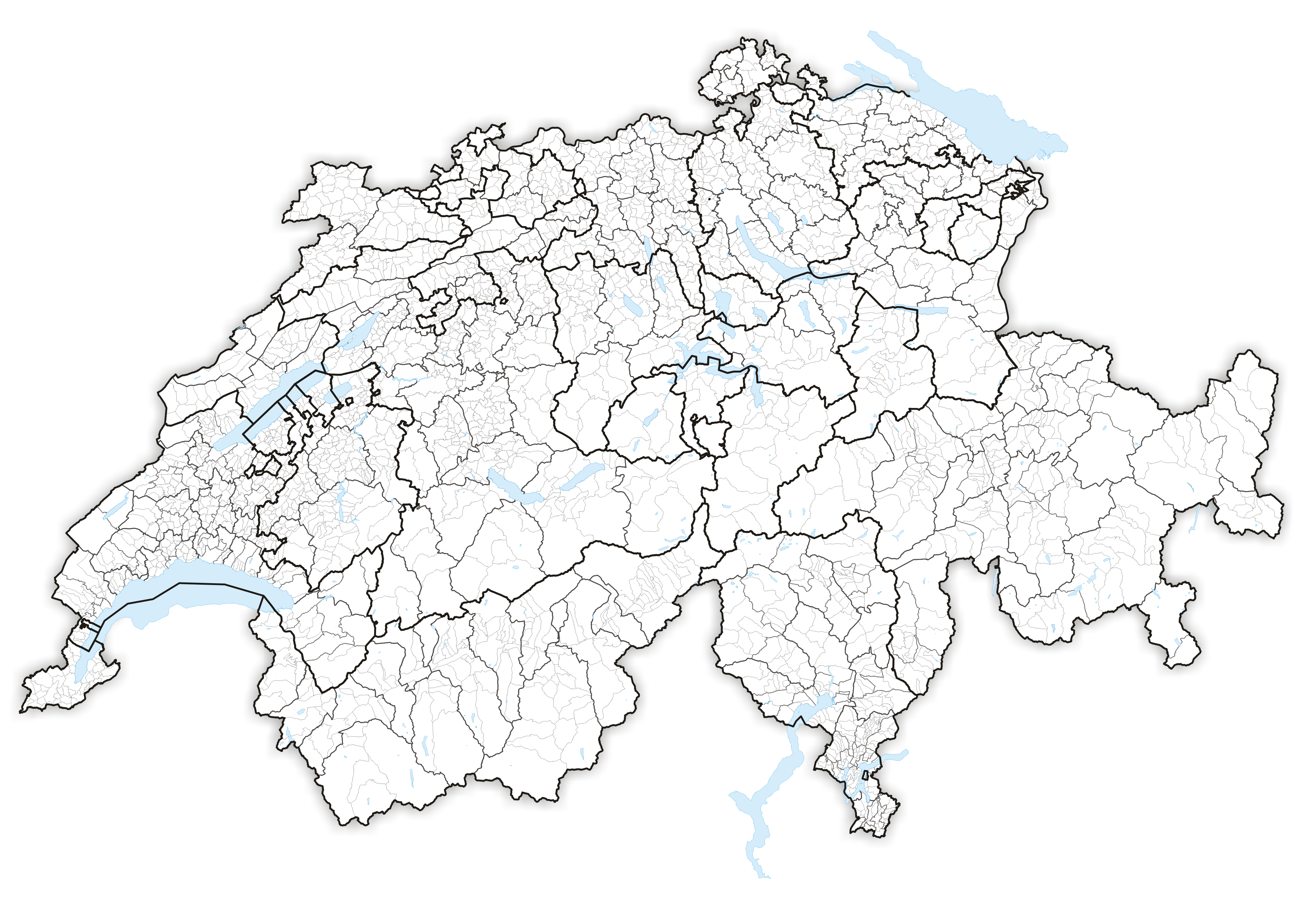
1. Januar 2000 bis 30. September 2000
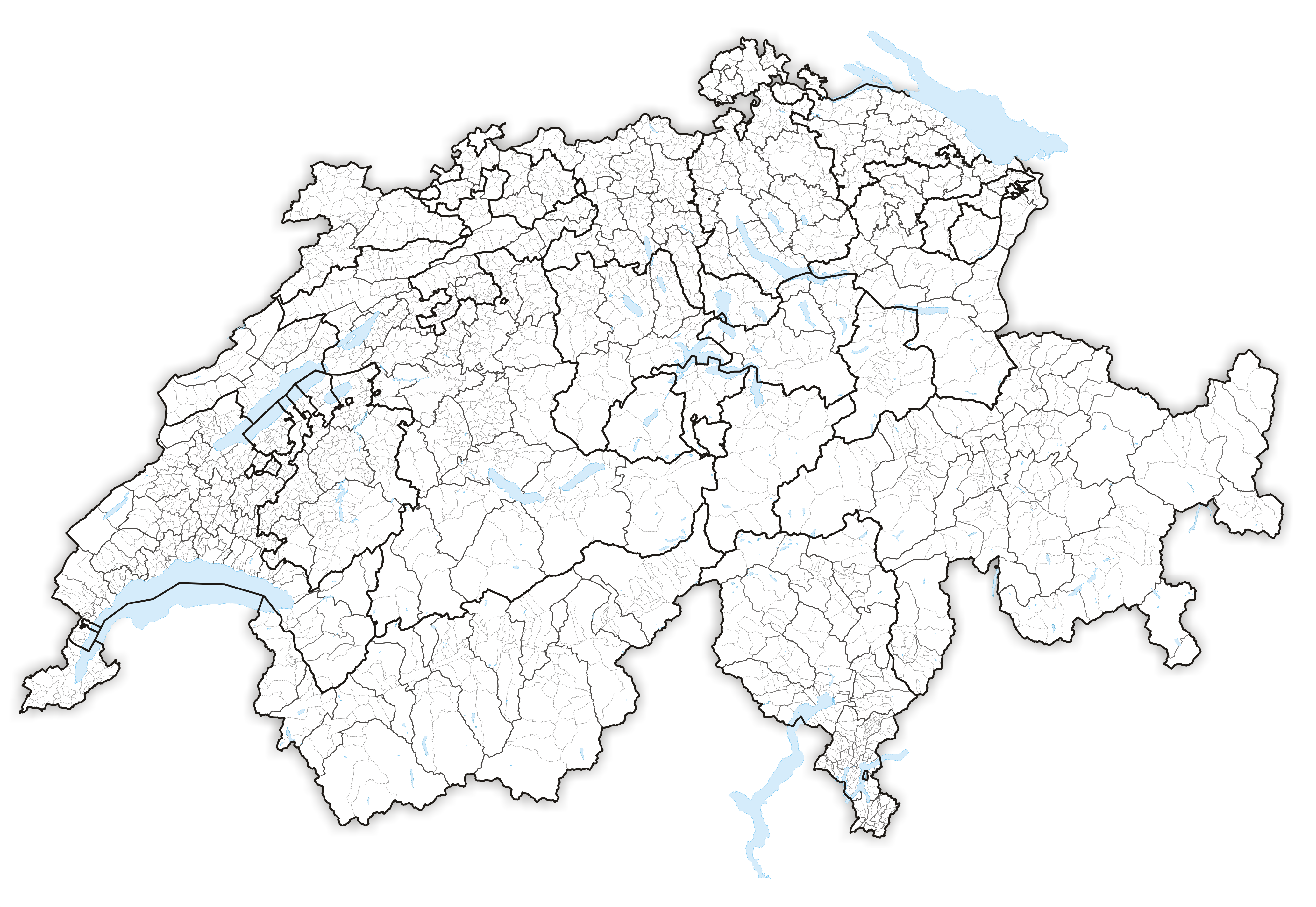
1. Oktober 2000 bis 31. Dezember 2000
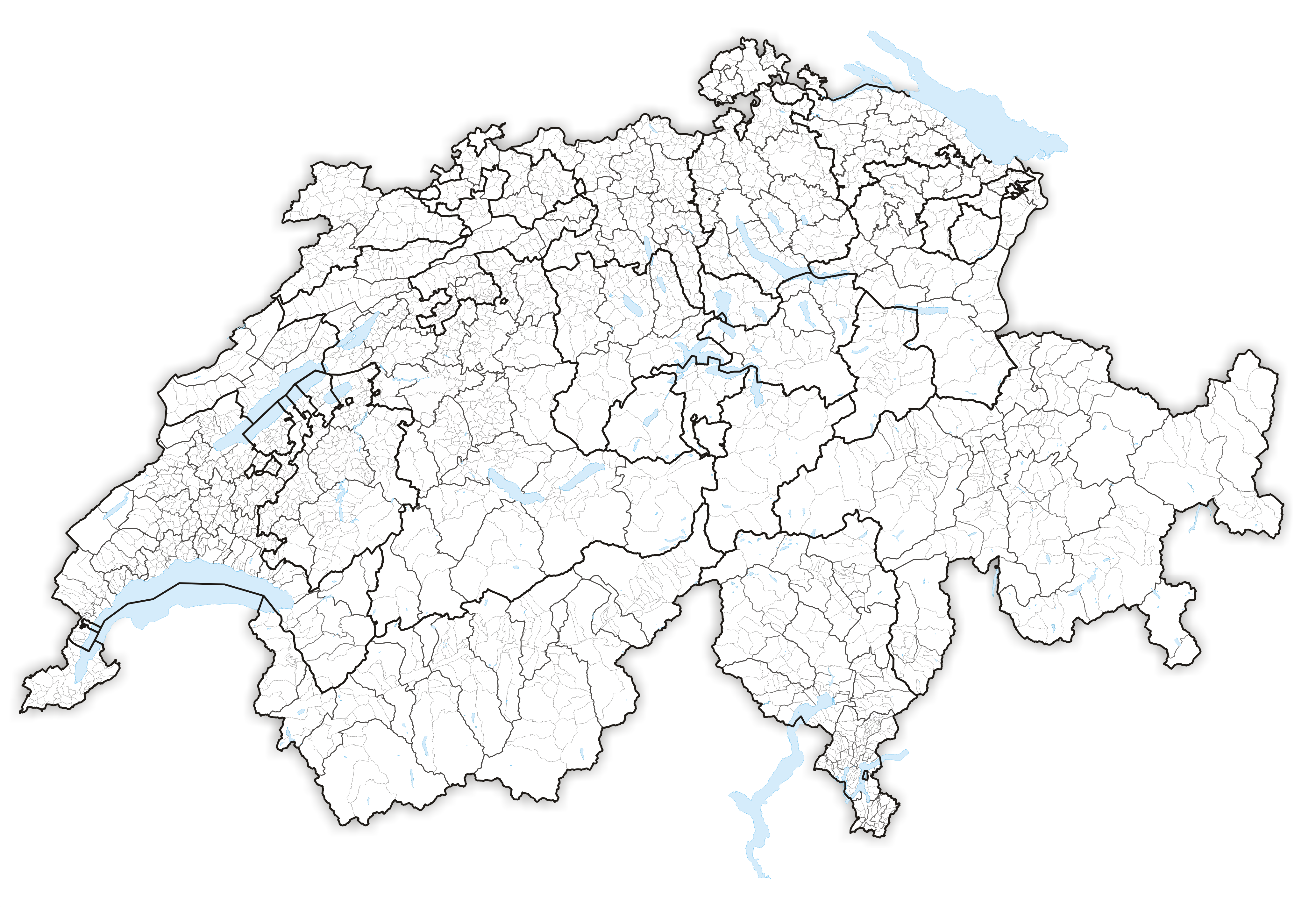
1. Januar 2001 bis 12. April 2001
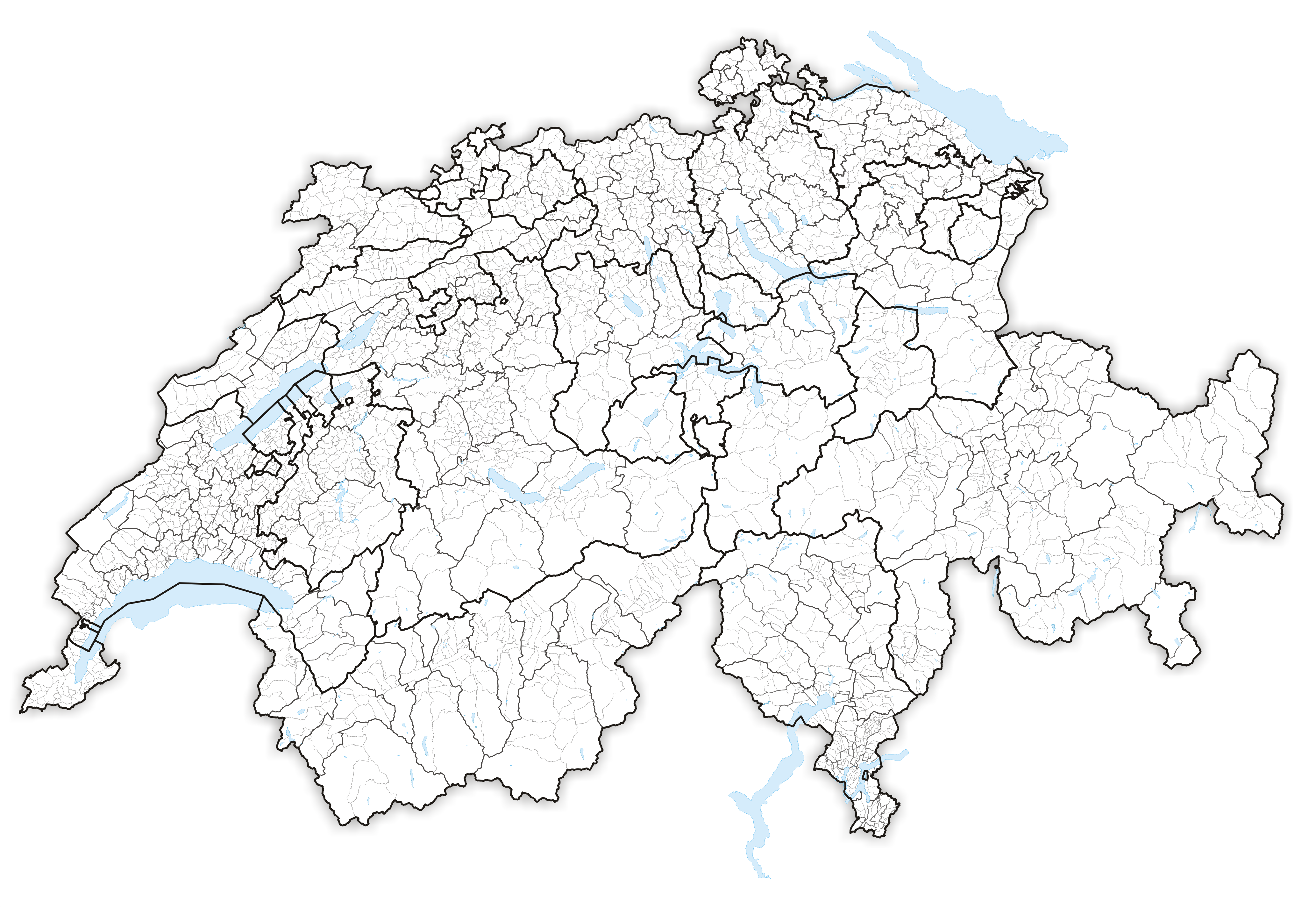
13. April 2001 bis 17. Oktober 2001
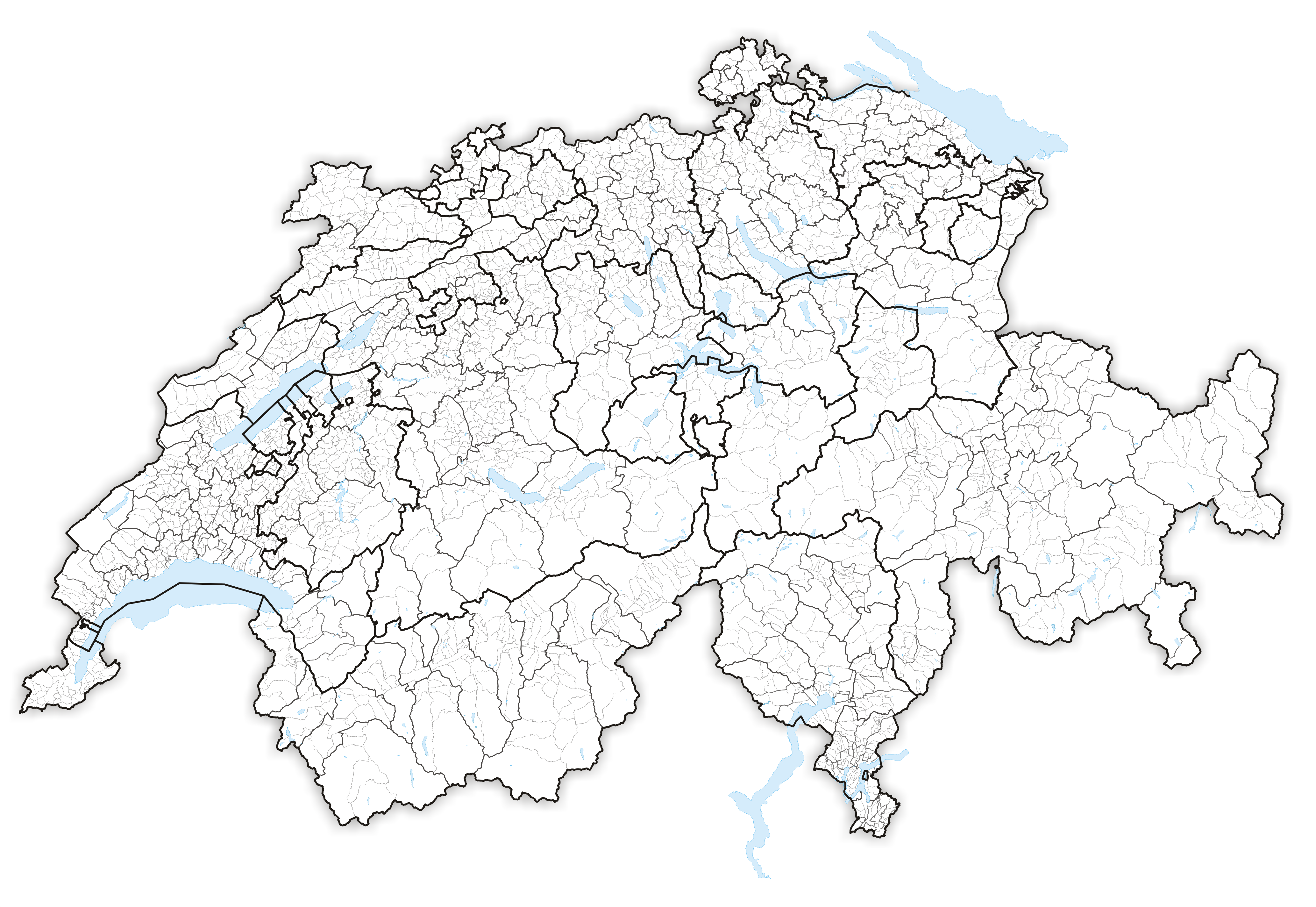
18. Oktober 2001 bis 31. Dezember 2001
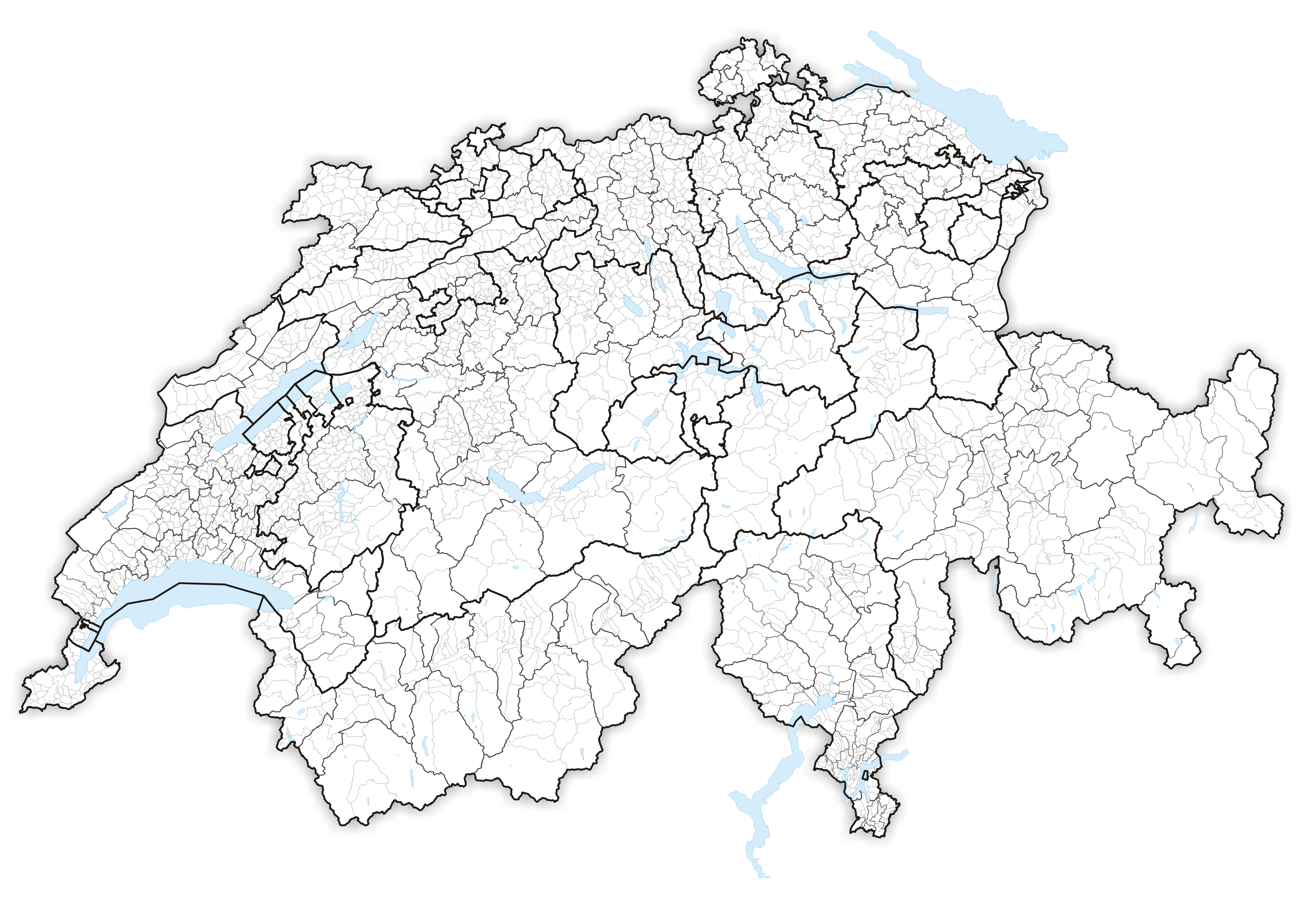
1. Januar 2002 bis 31. Dezember 2002
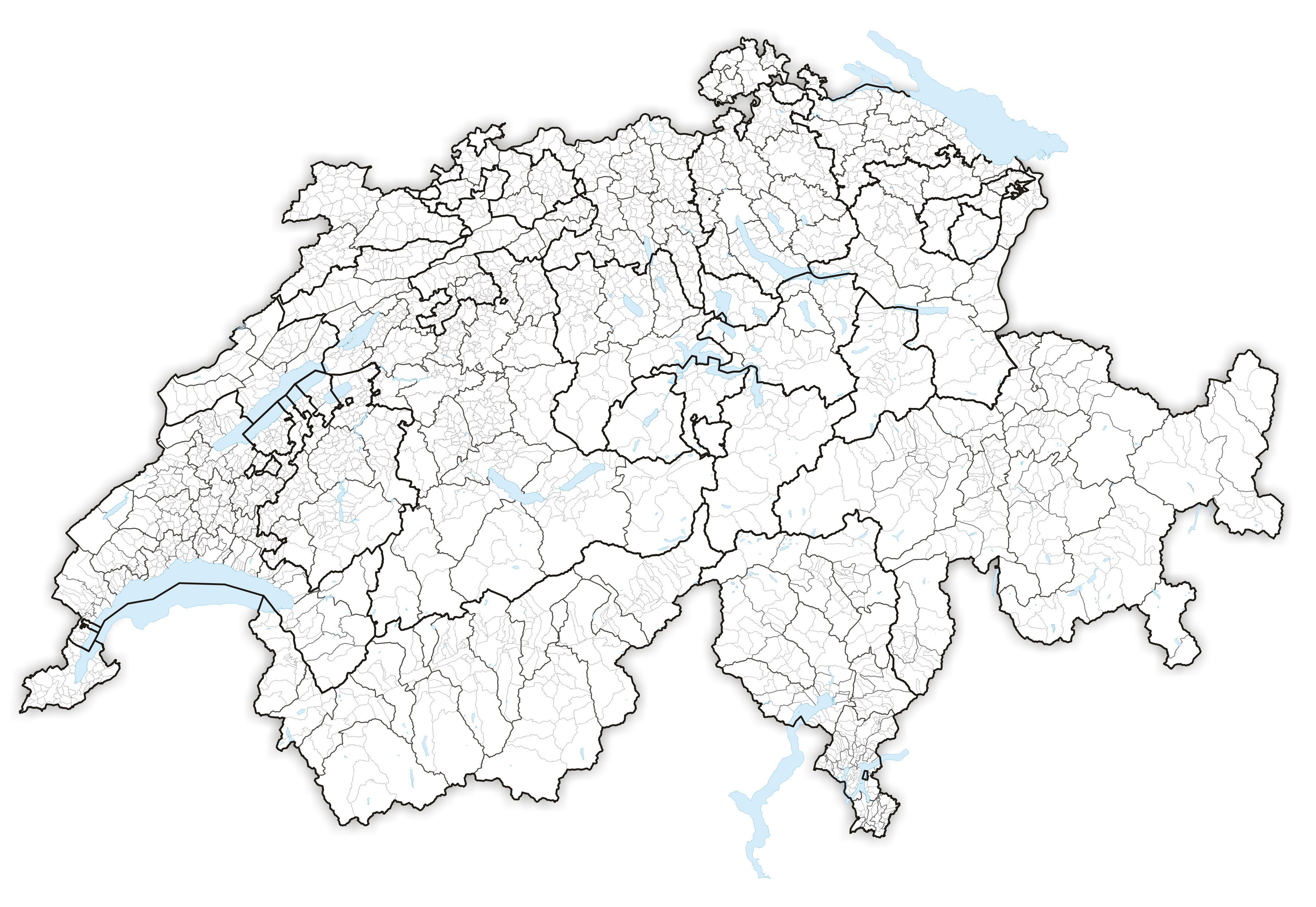
1. Januar 2003 bis 31. Oktober 2003
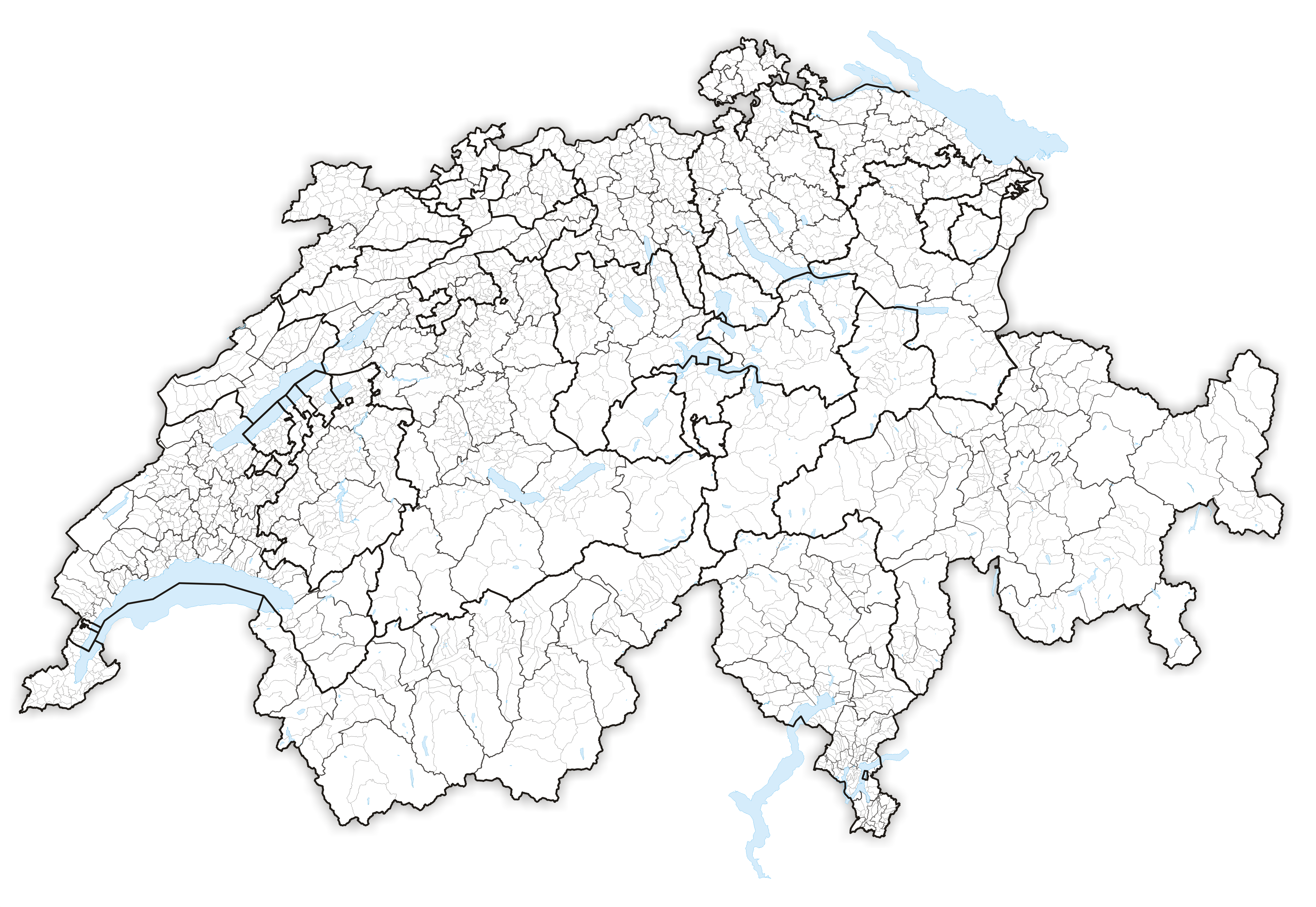
1. November 2003 bis 31. Dezember 2003
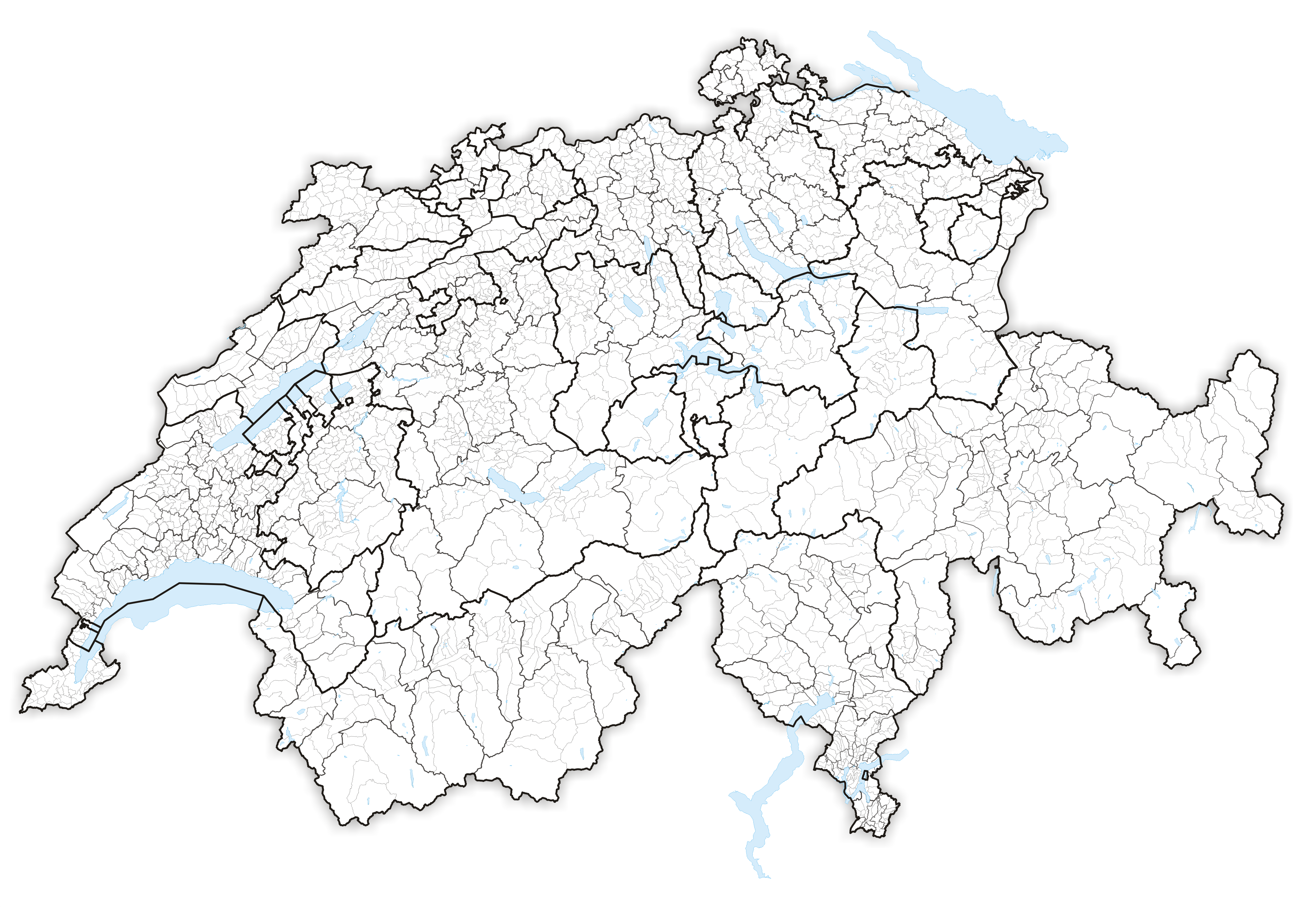
1. Januar 2004 bis 3. April 2004
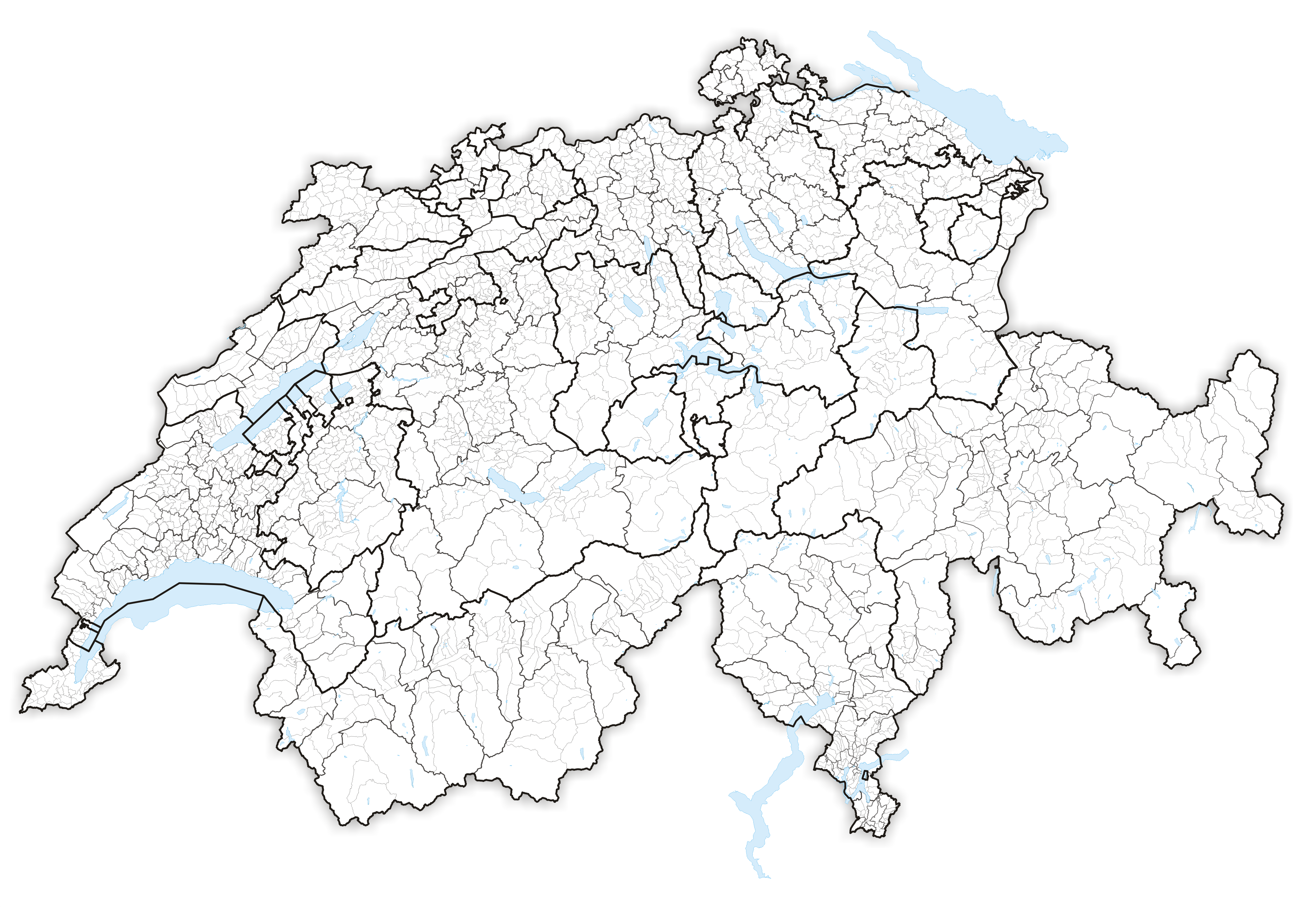
4. April 2004 bis 30. September 2004
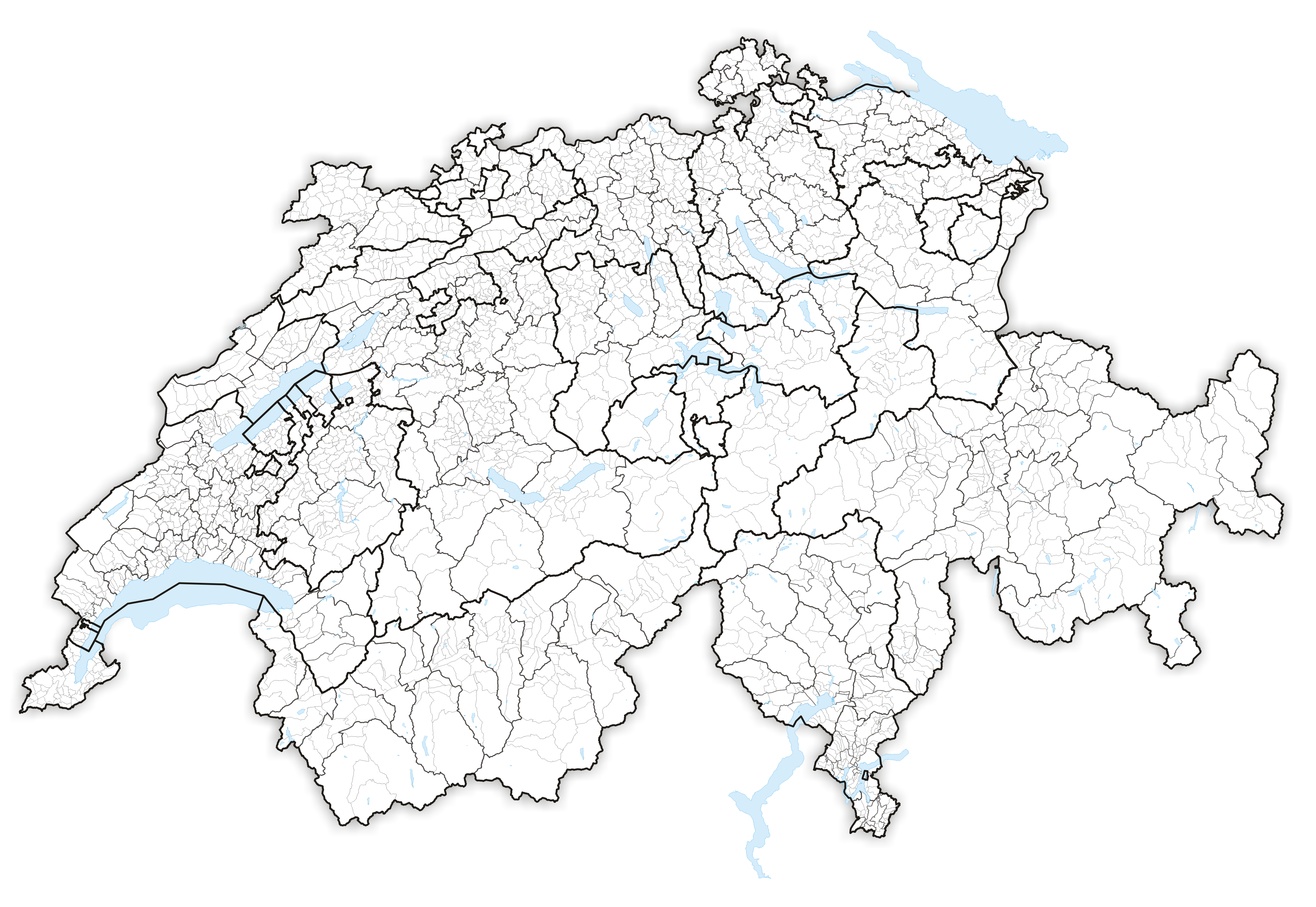
1. Oktober 2004 bis 31. Dezember 2004
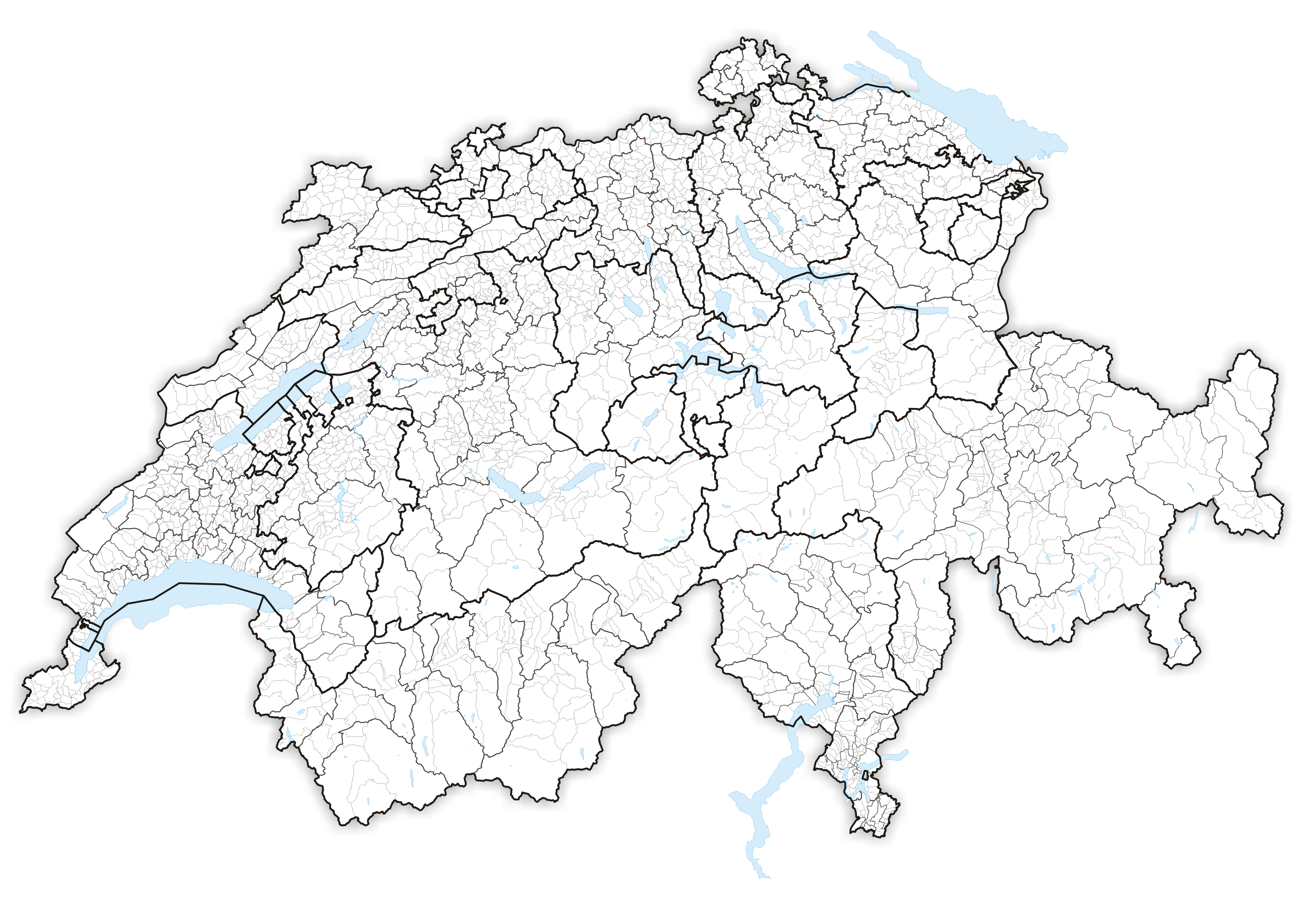
1. Januar 2005 bis 12. März 2005
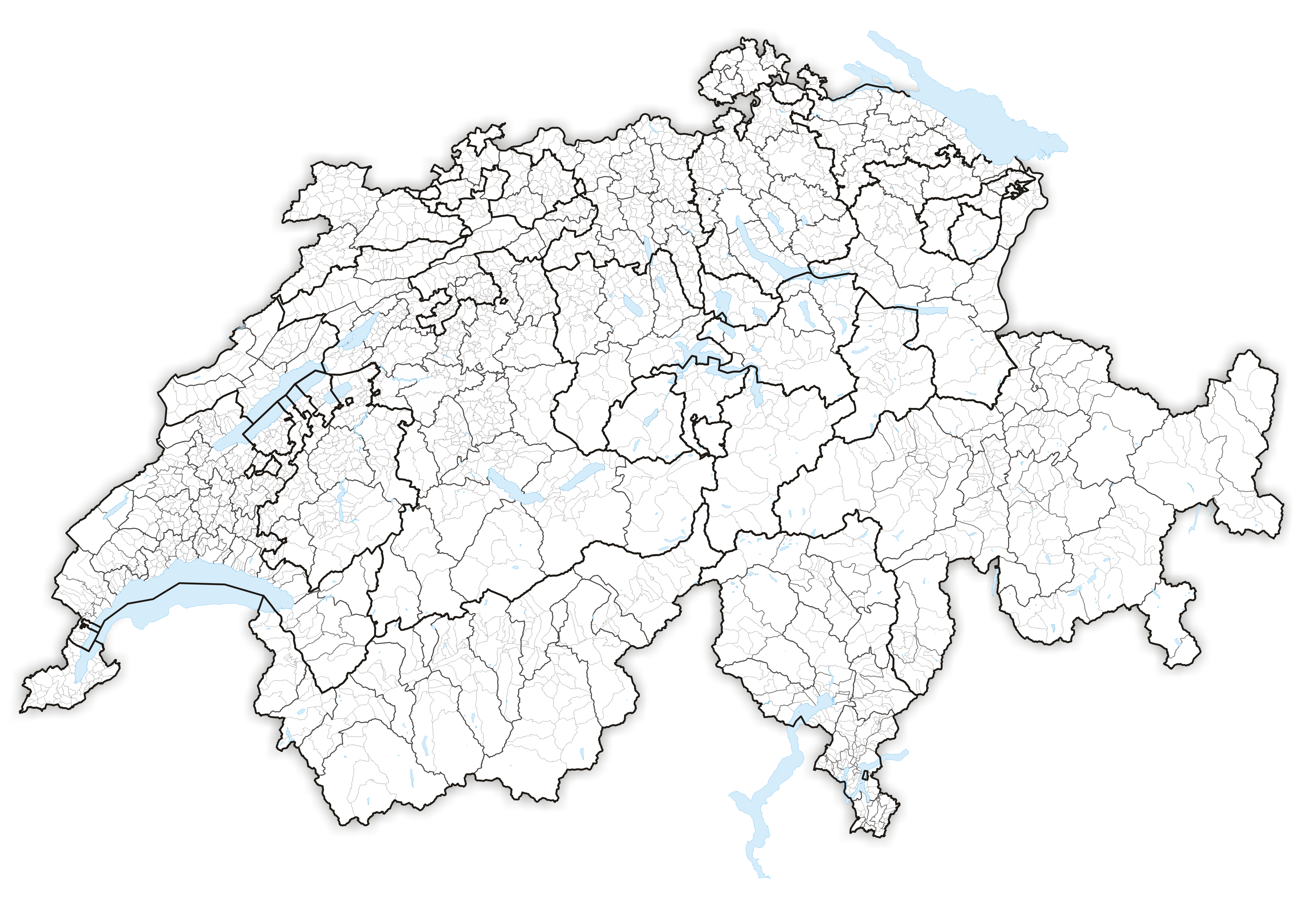
13. März 2005 bis 31. Dezember 2005
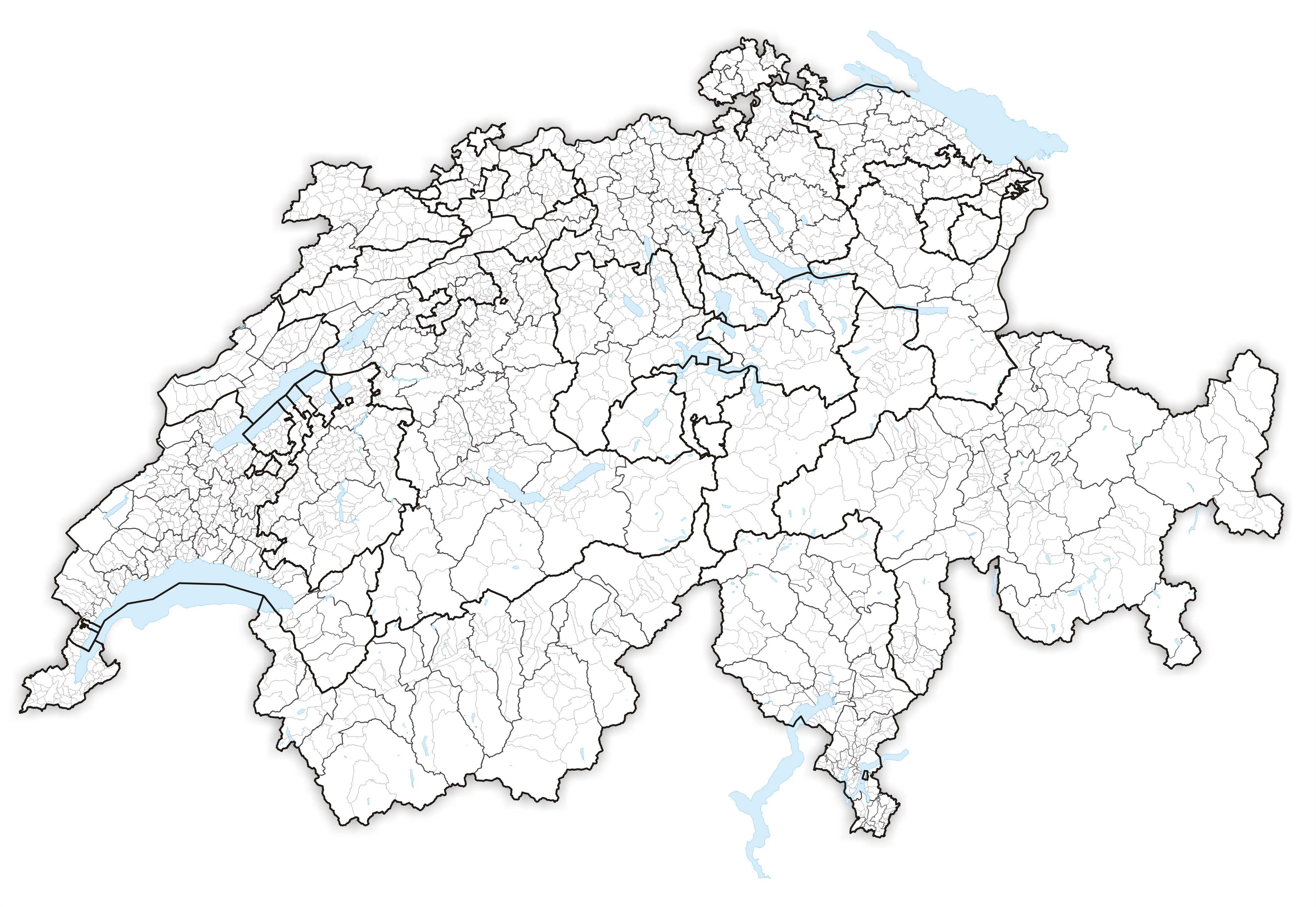
1. Januar 2006 bis 28. Januar 2006
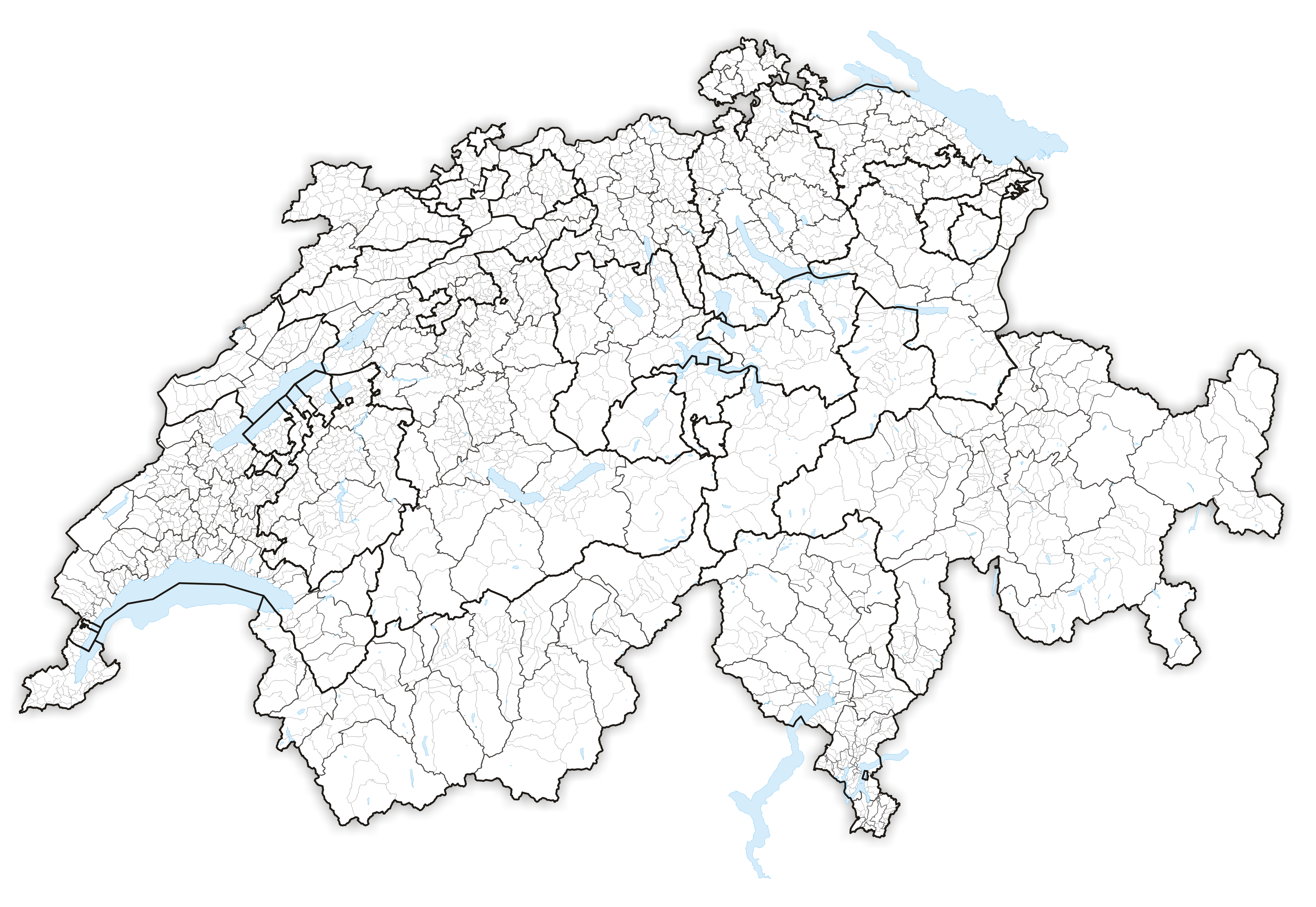
29. Januar 2006 bis 30. Juni 2006
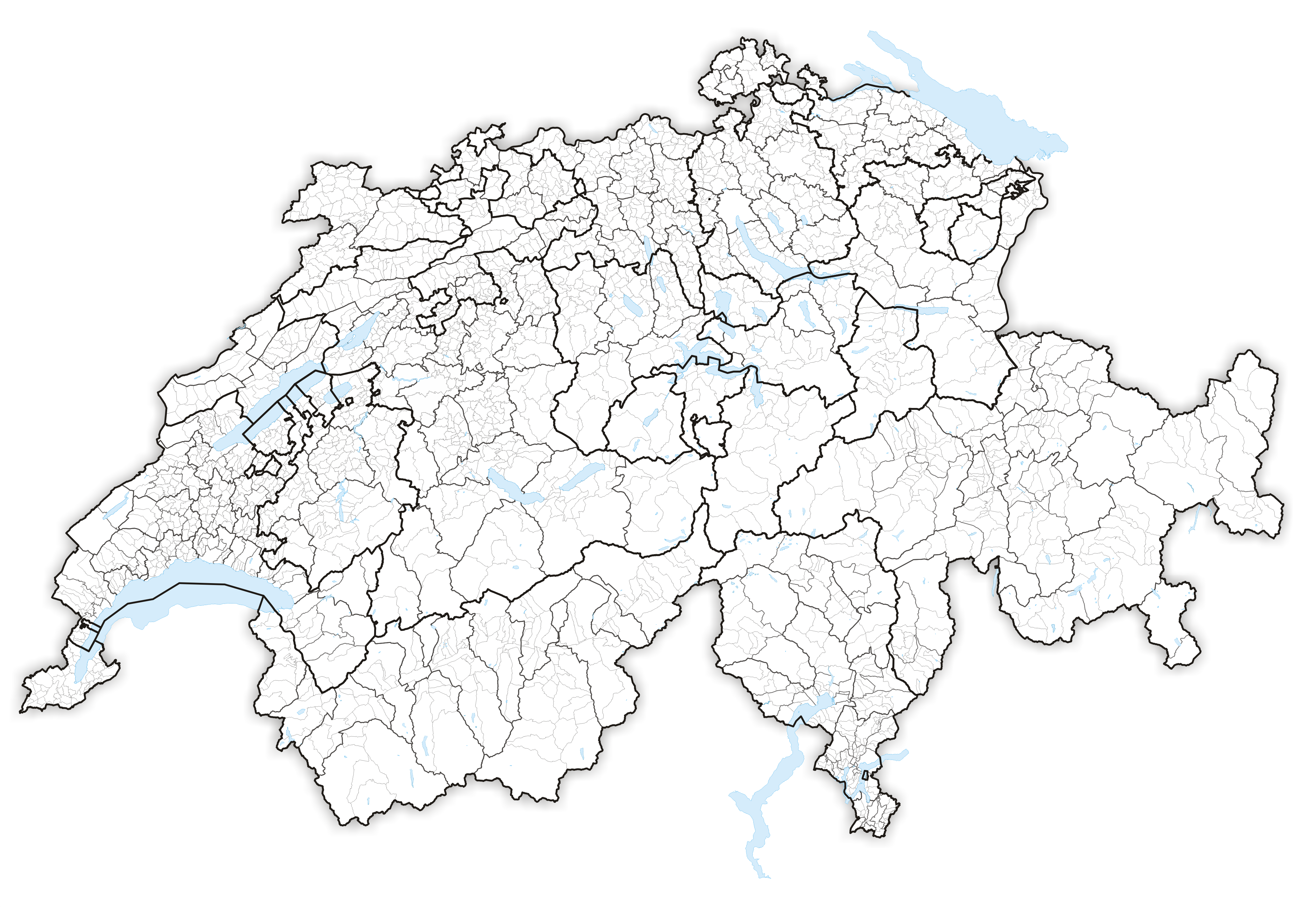
1. Juli 2006 bis 31. August 2006
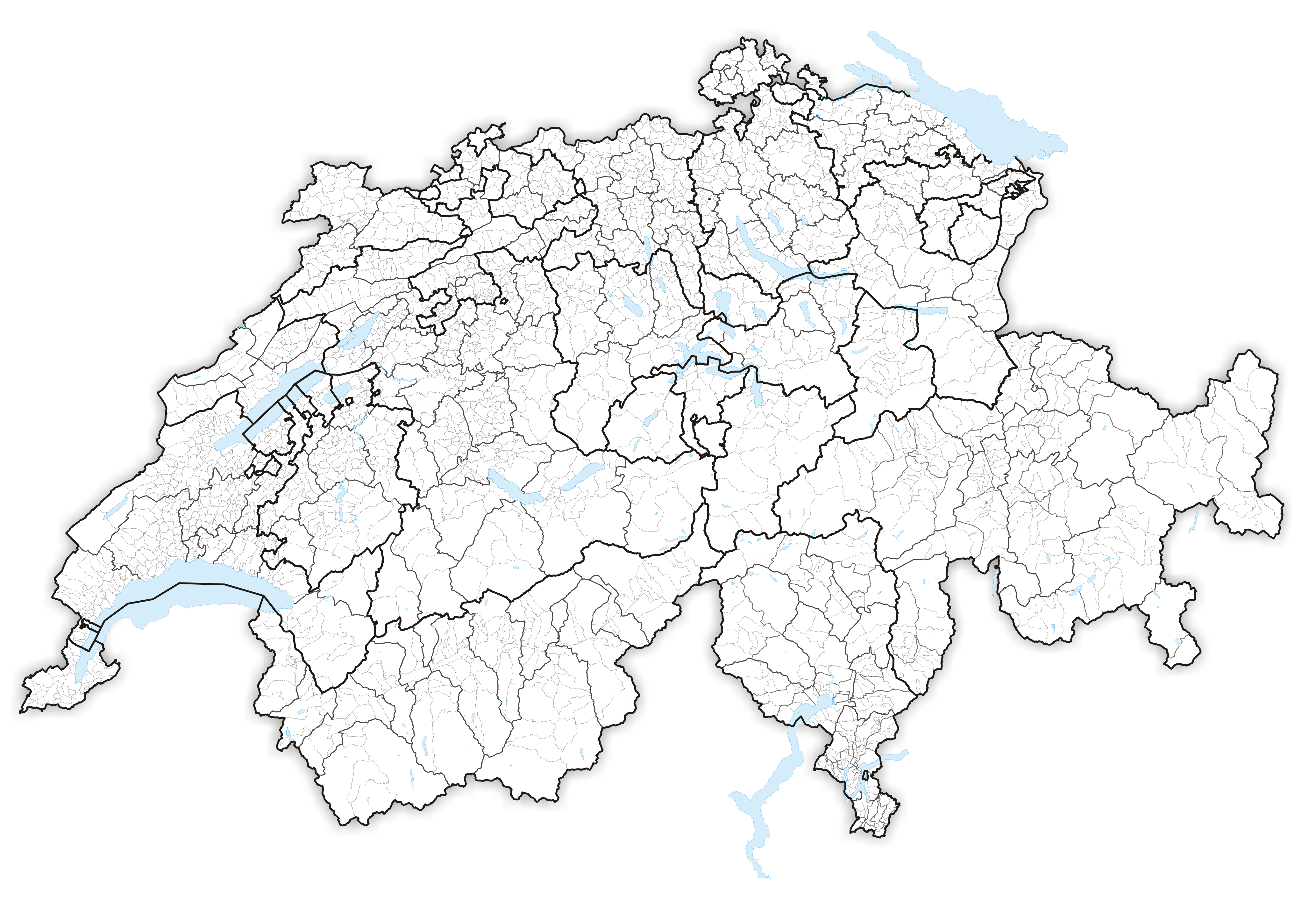
1. September 2006 bis 21. Oktober 2006
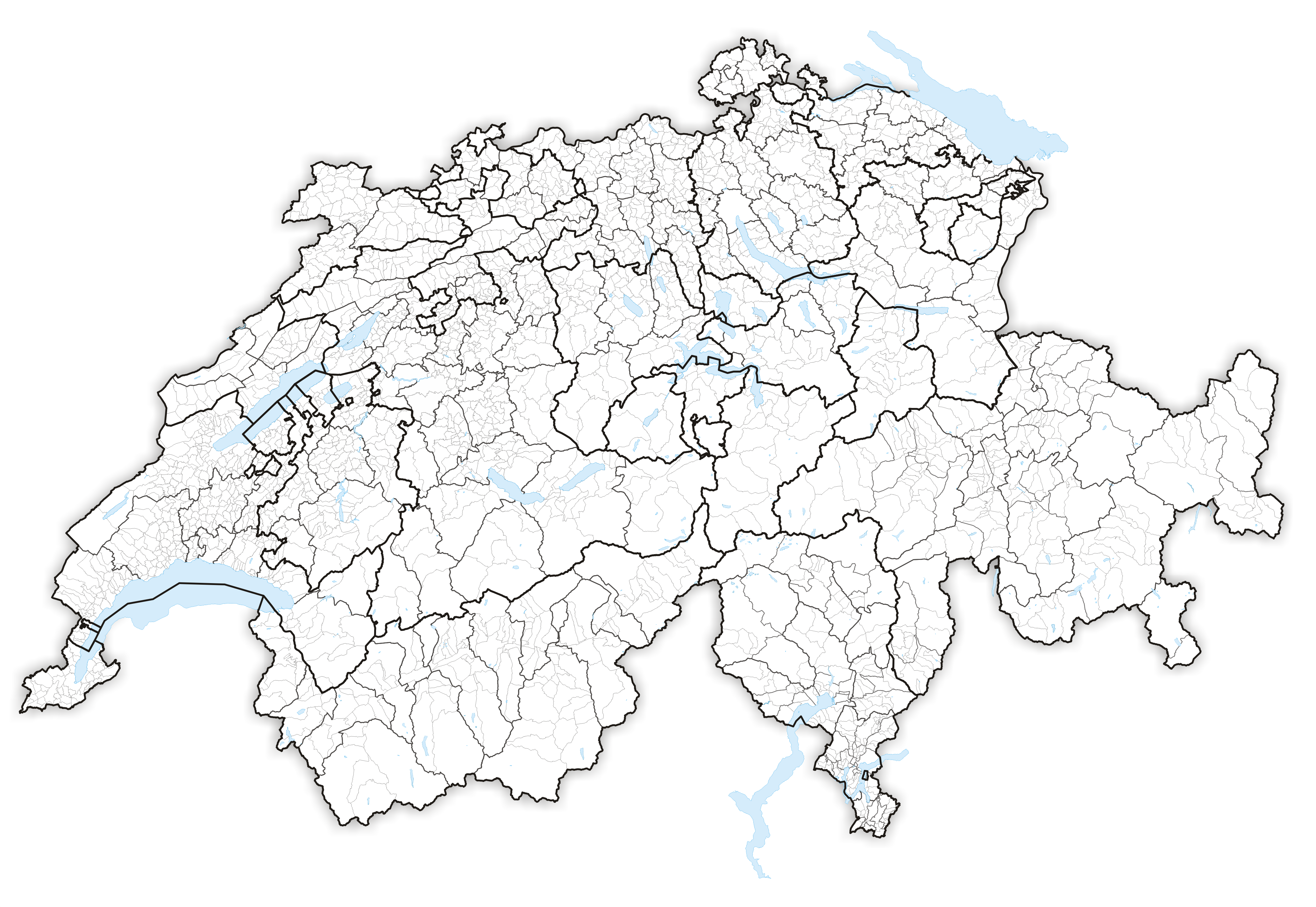
22. Oktober 2006 bis 31. Dezember 2006
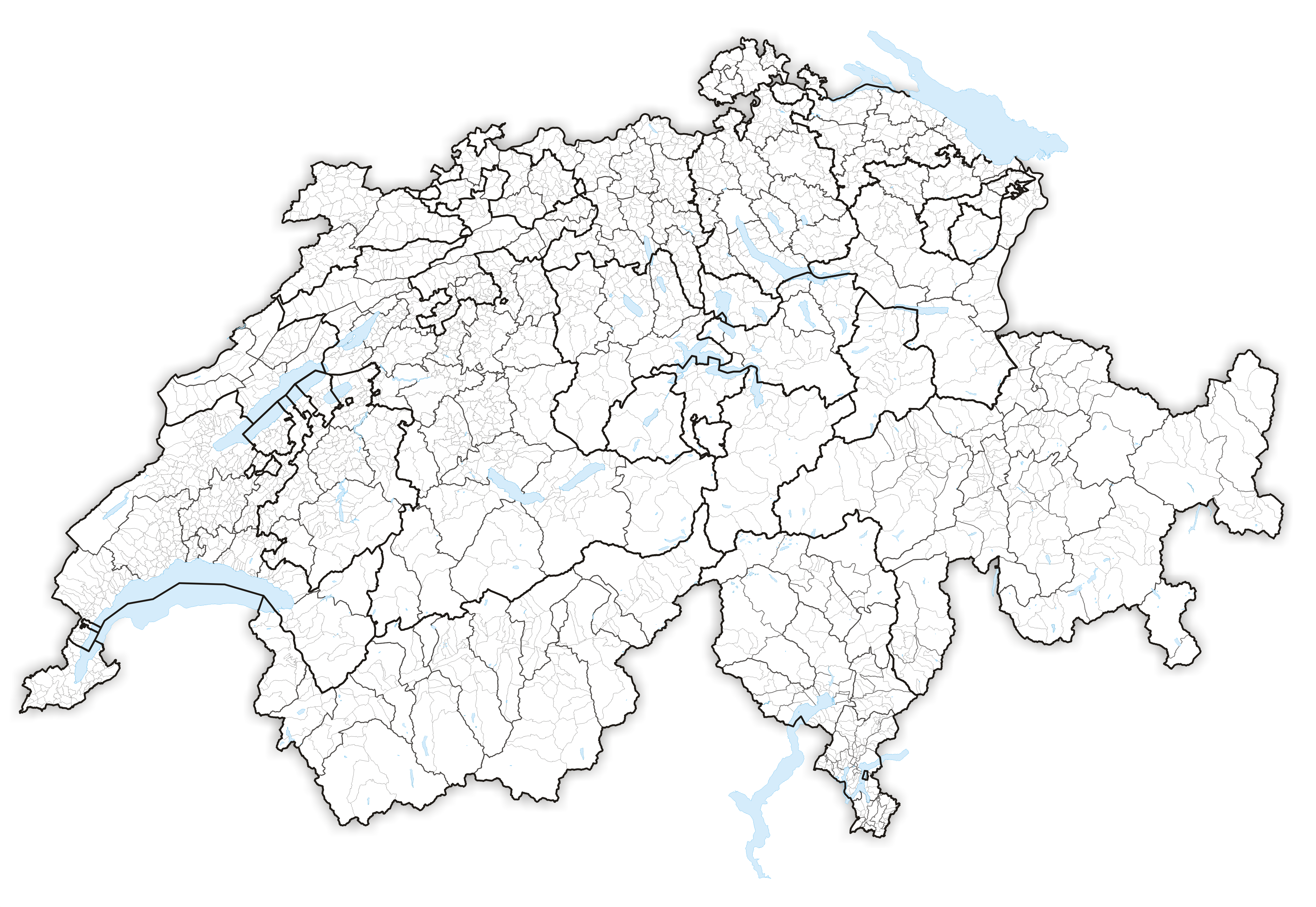
1. Januar 2007 bis 31. Dezember 2007
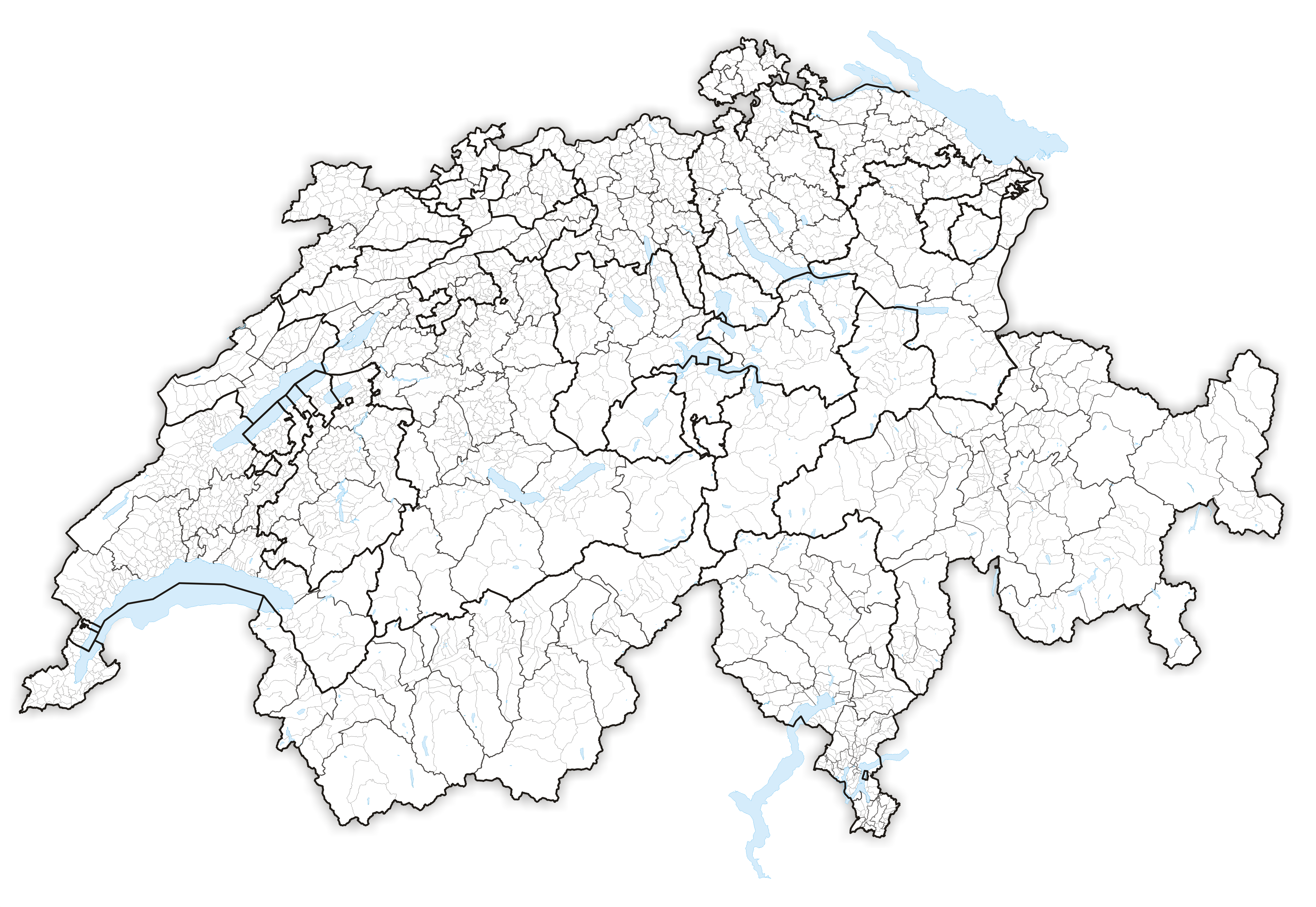
1. Januar 2008 bis 20. April 2008
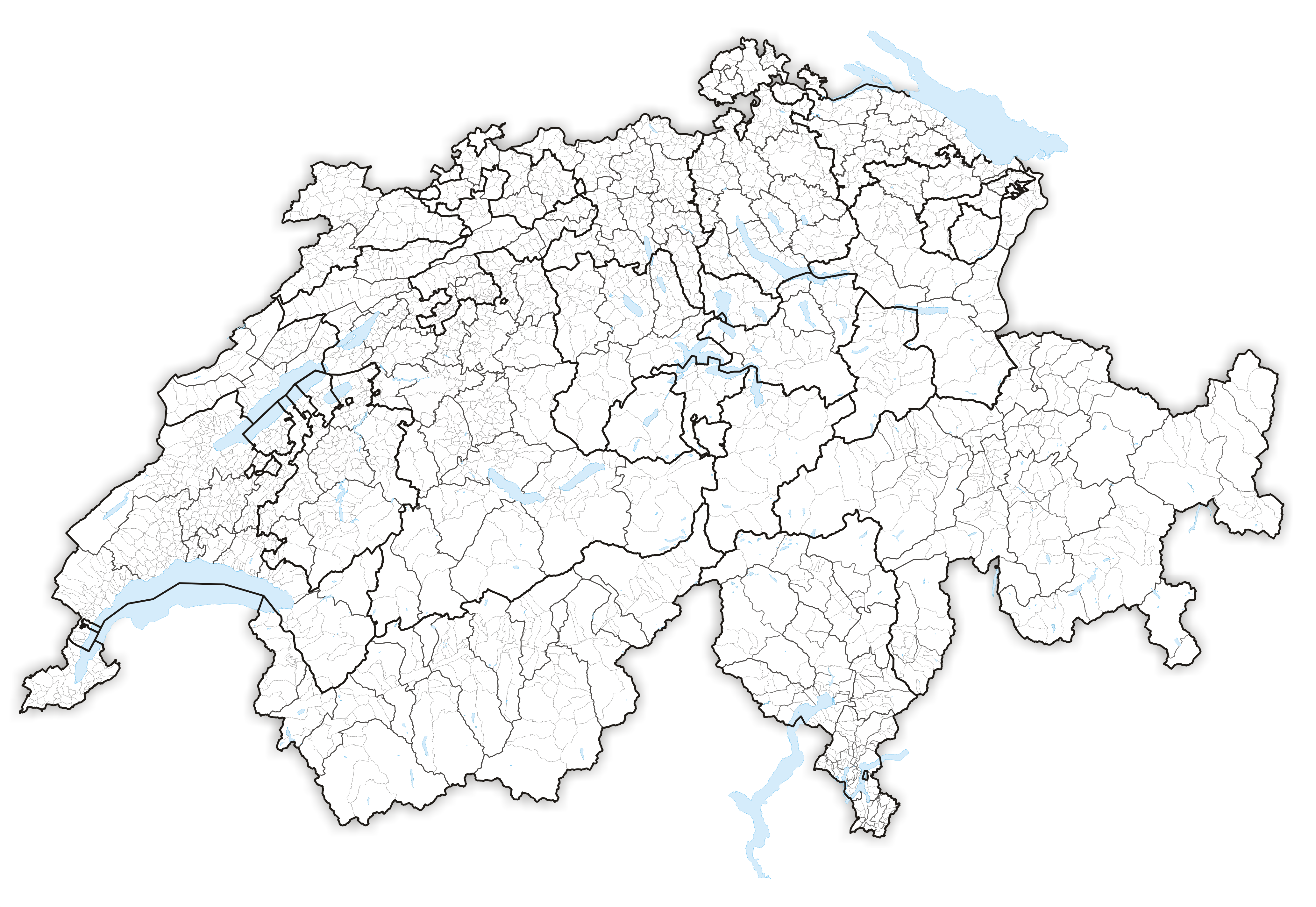
20. April 2008 bis 31. Dezember 2008
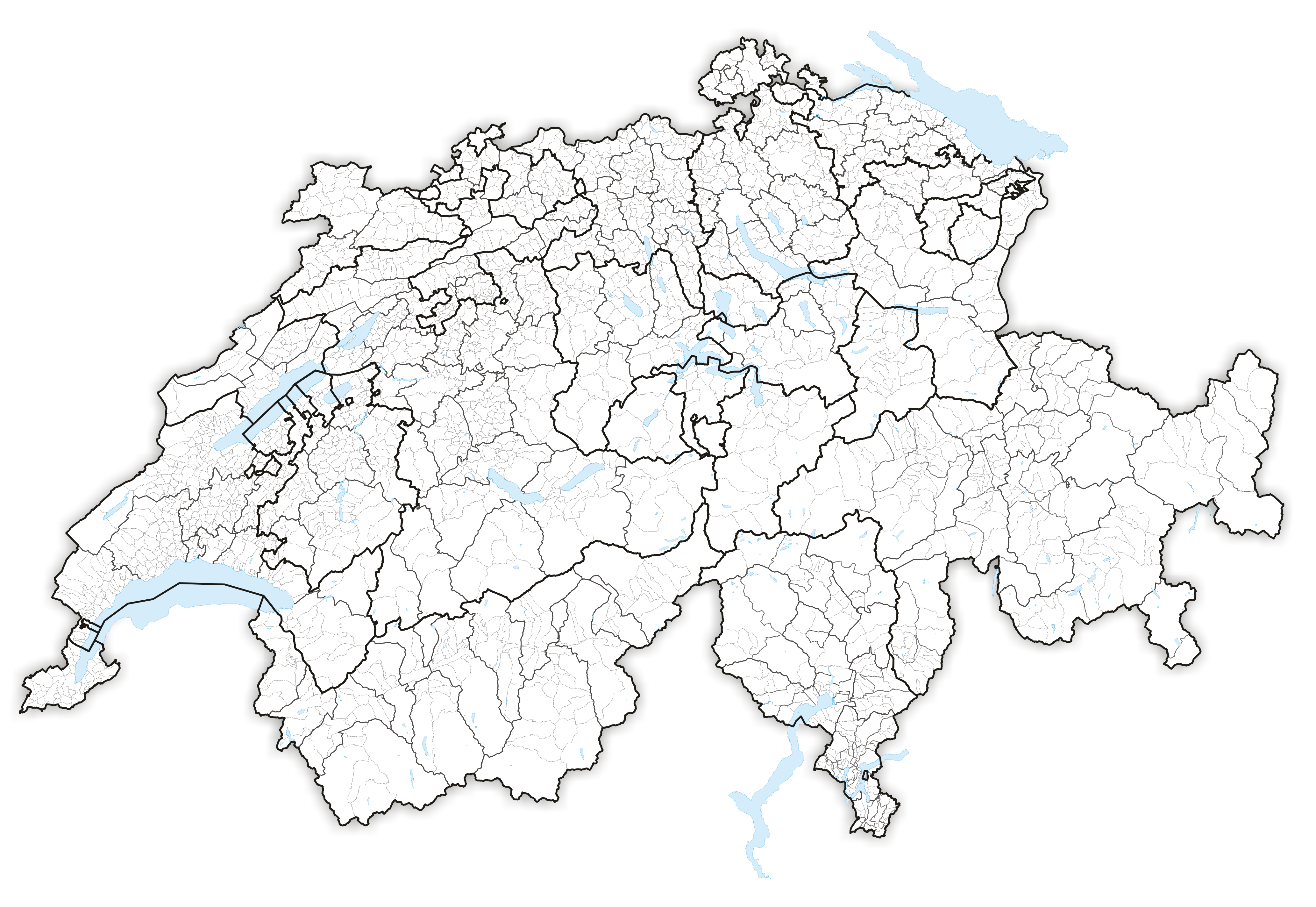
1. Januar 2009 bis 4. April 2009
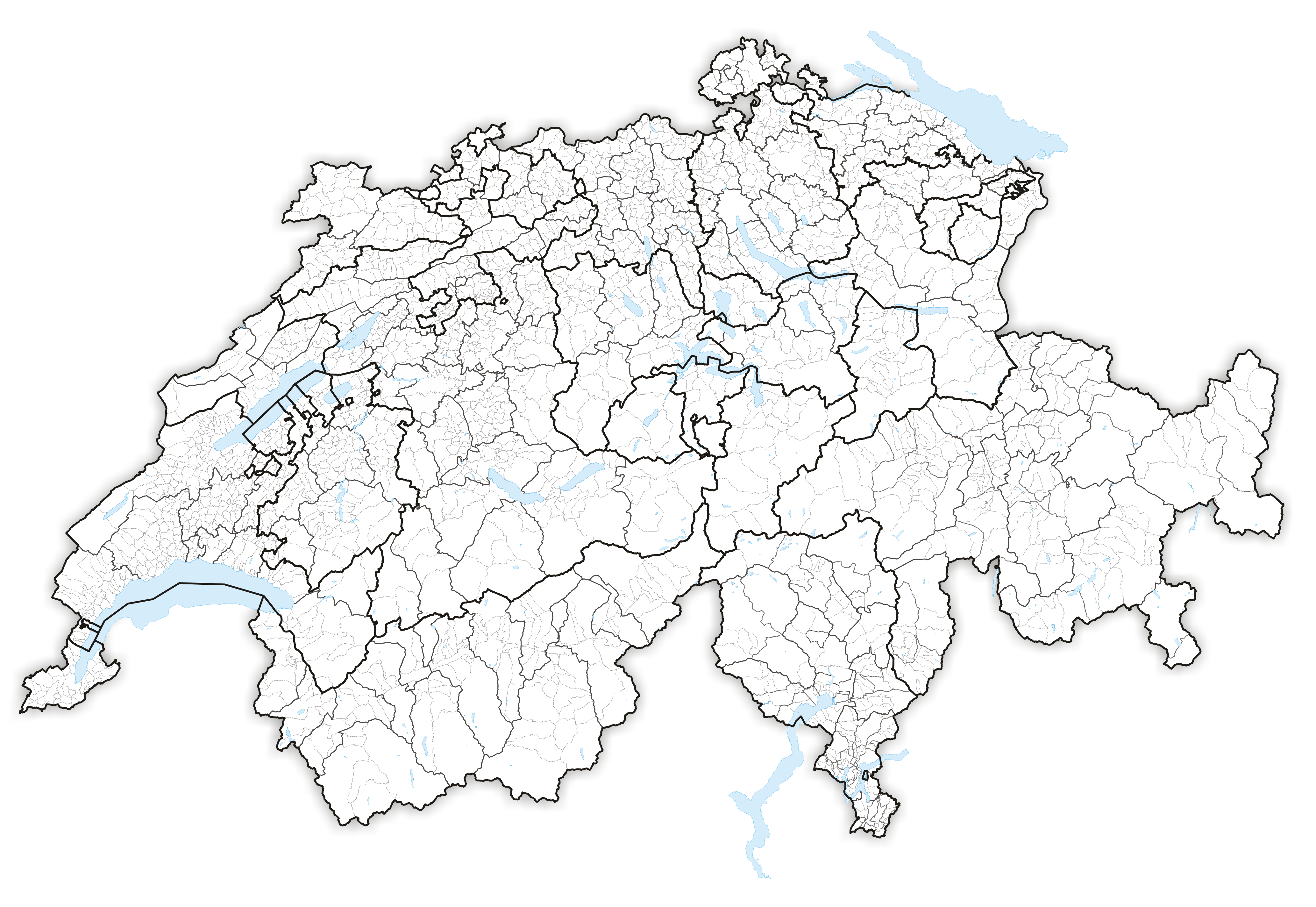
5. April 2009 bis 24. Oktober 2009
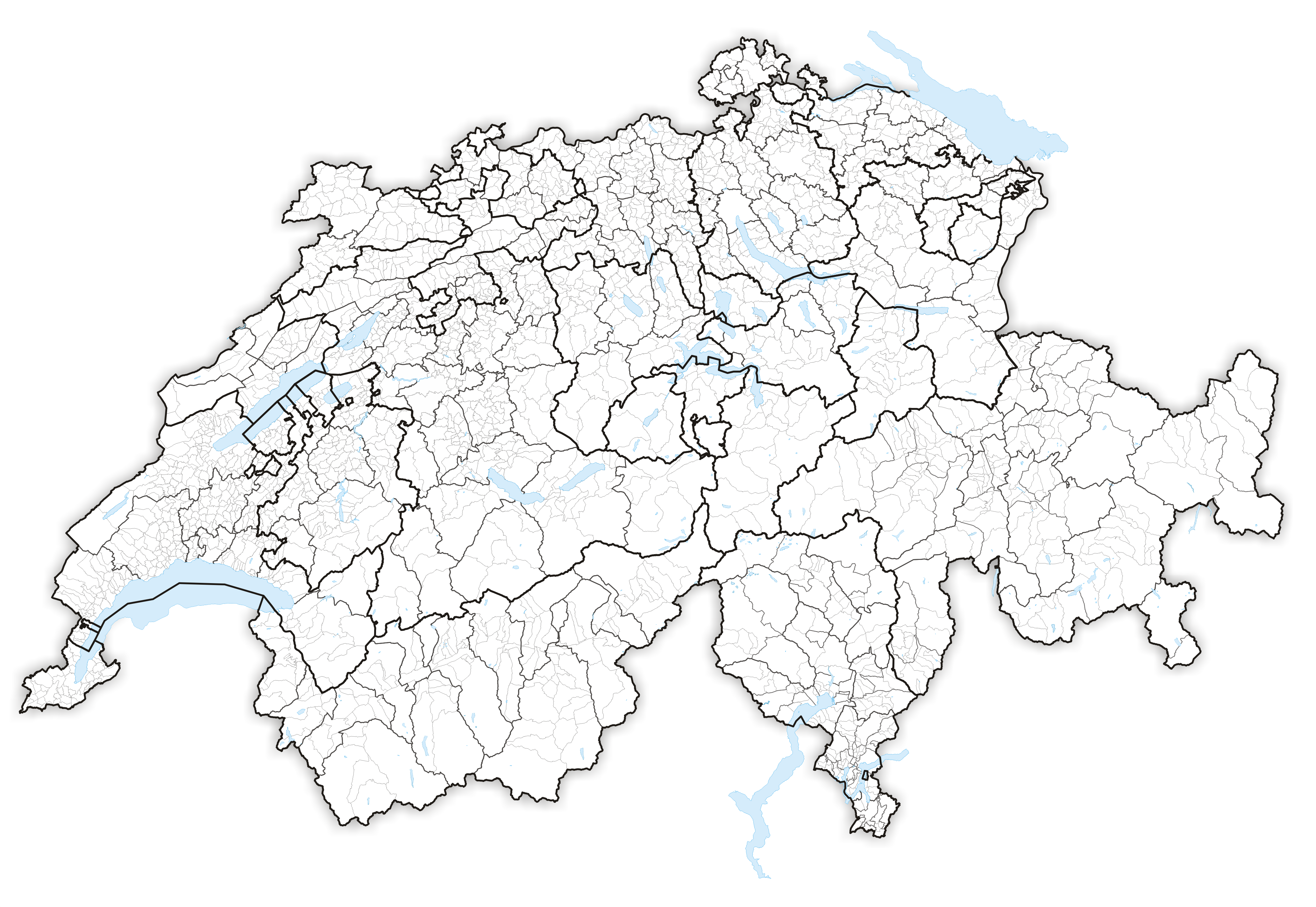
25. Oktober 2009 bis 31. Dezember 2009
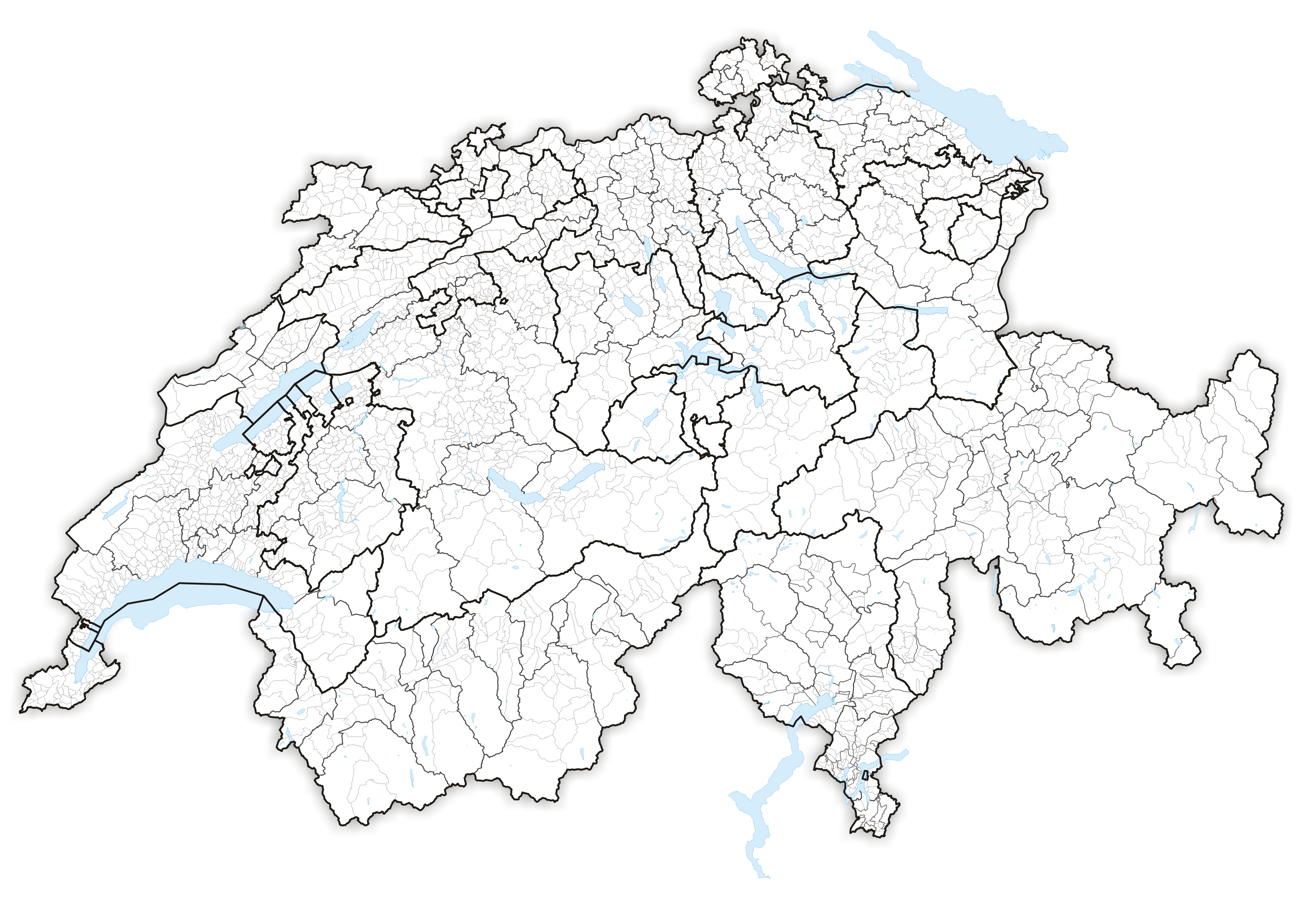
1. Januar 2010 bis 24. April 2010
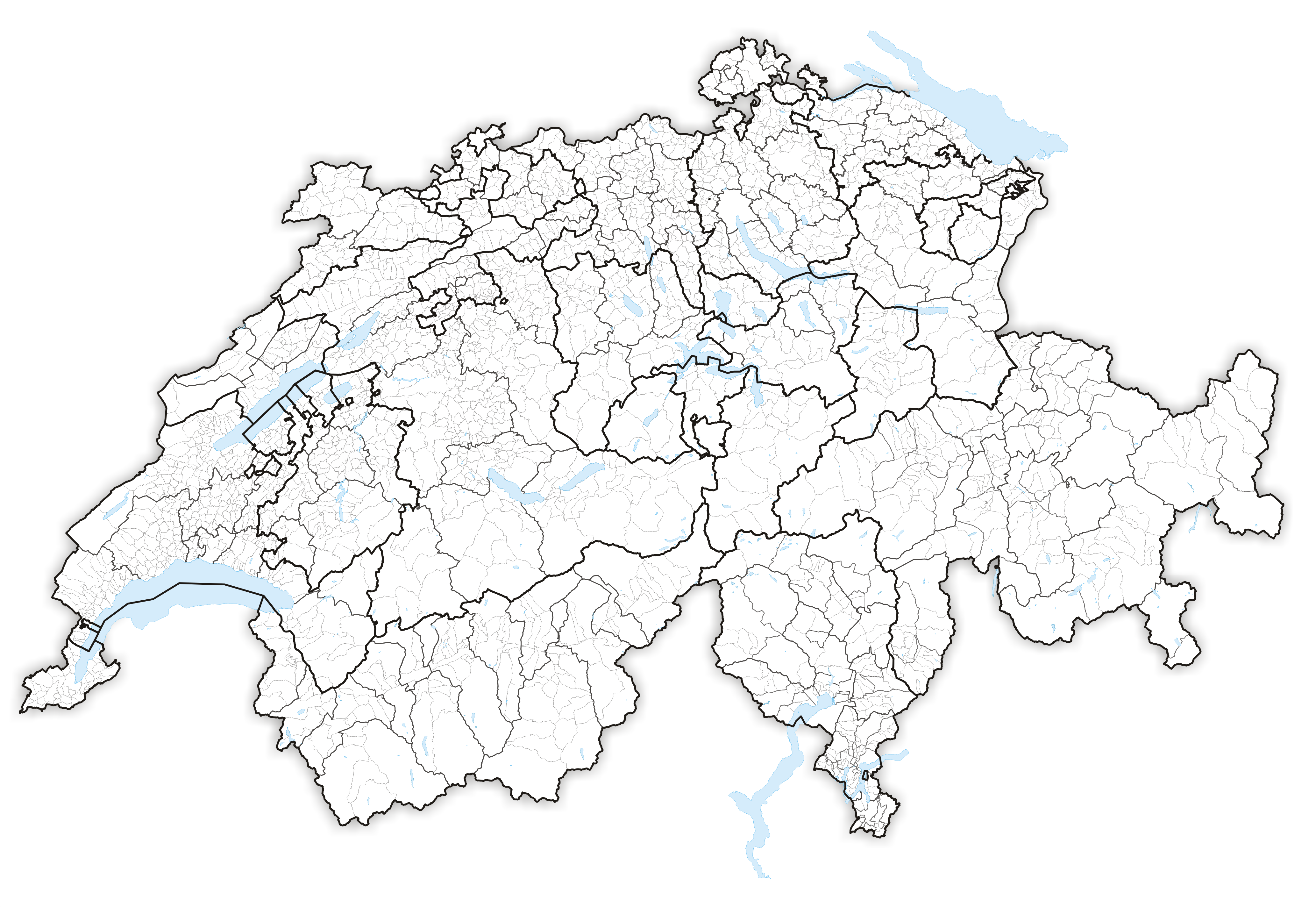
25. April 2010 bis 20. November 2010
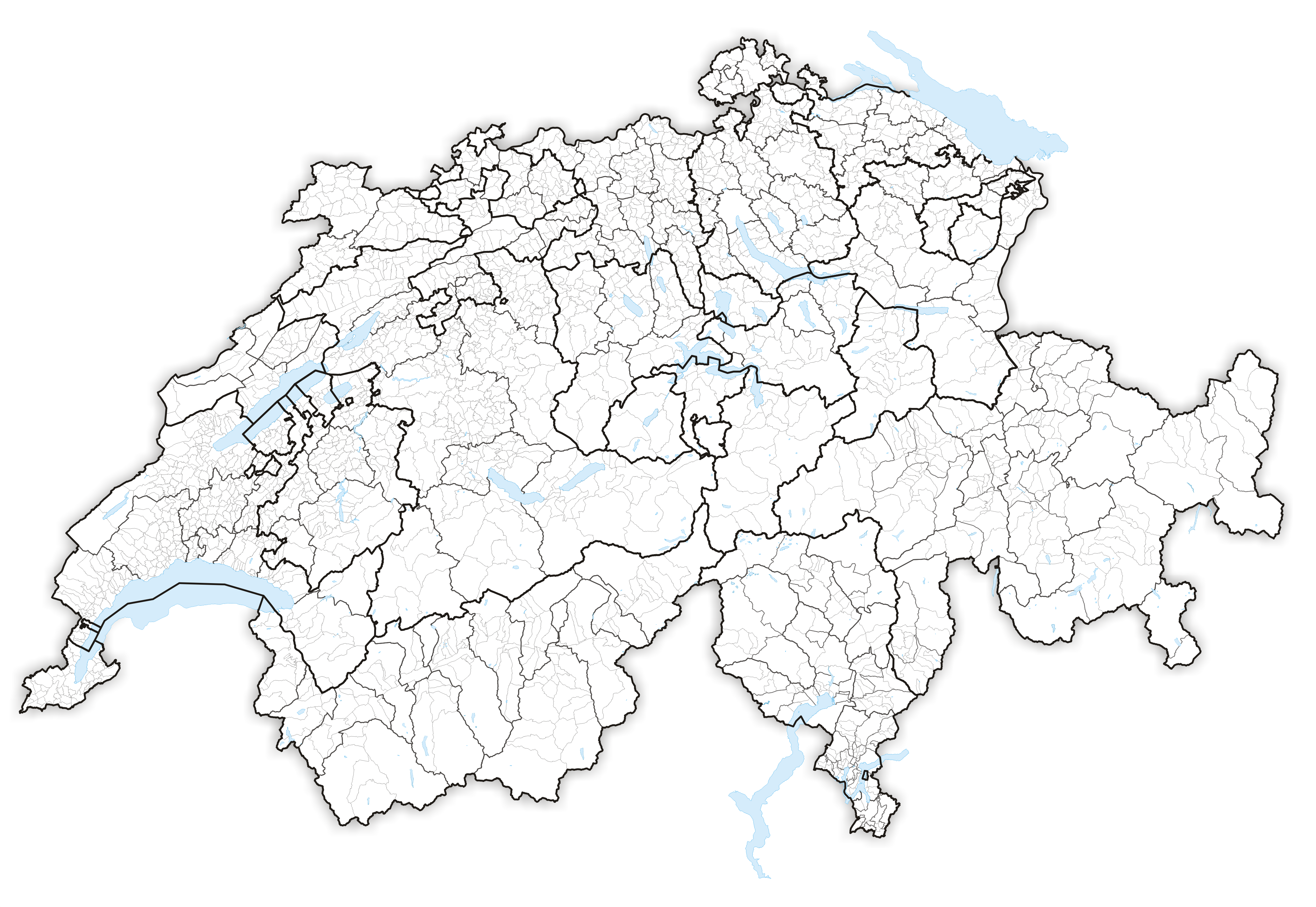
21. November 2010 bis 31. Dezember 2010
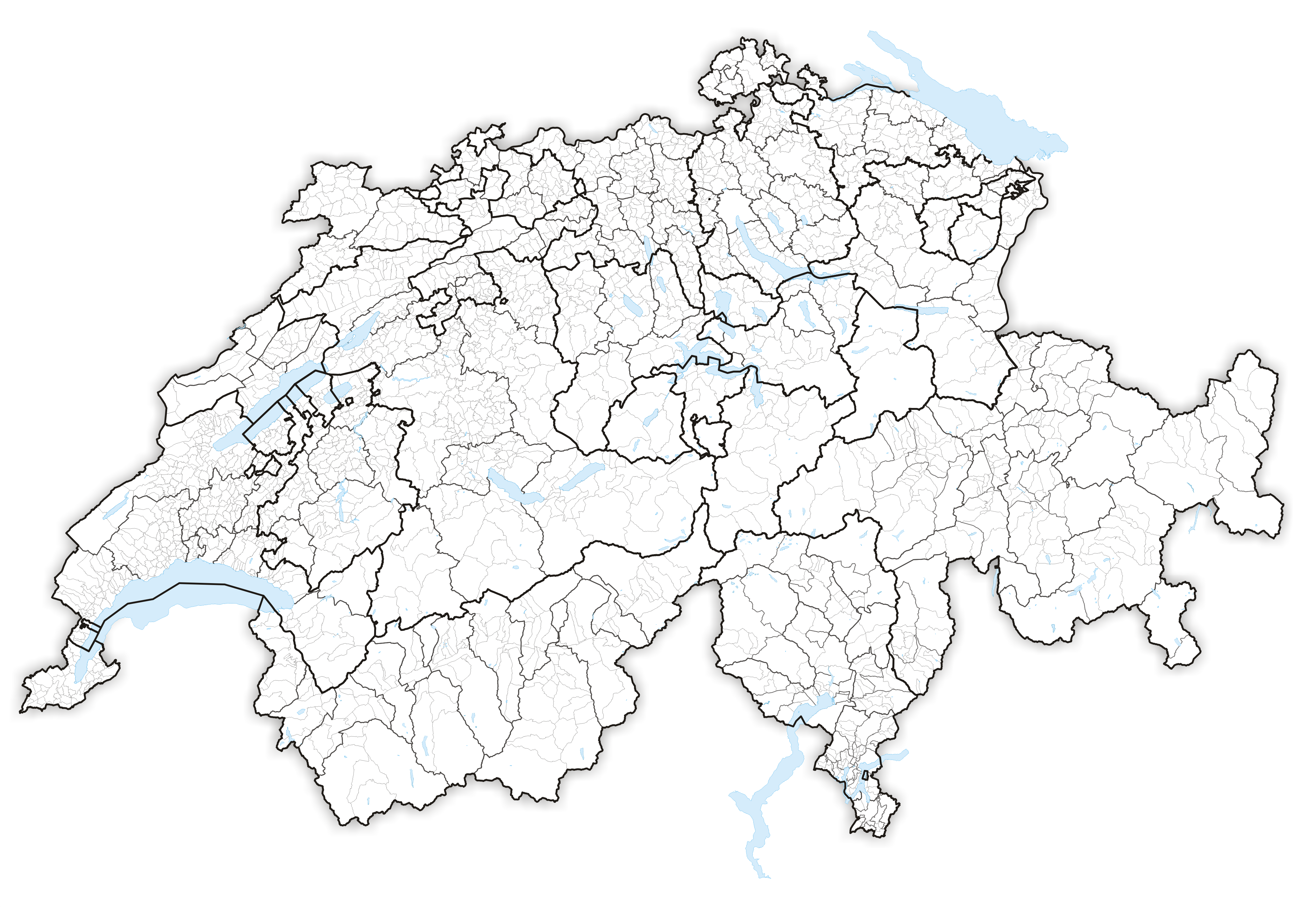
1. Januar 2011 bis 30. Juni 2011
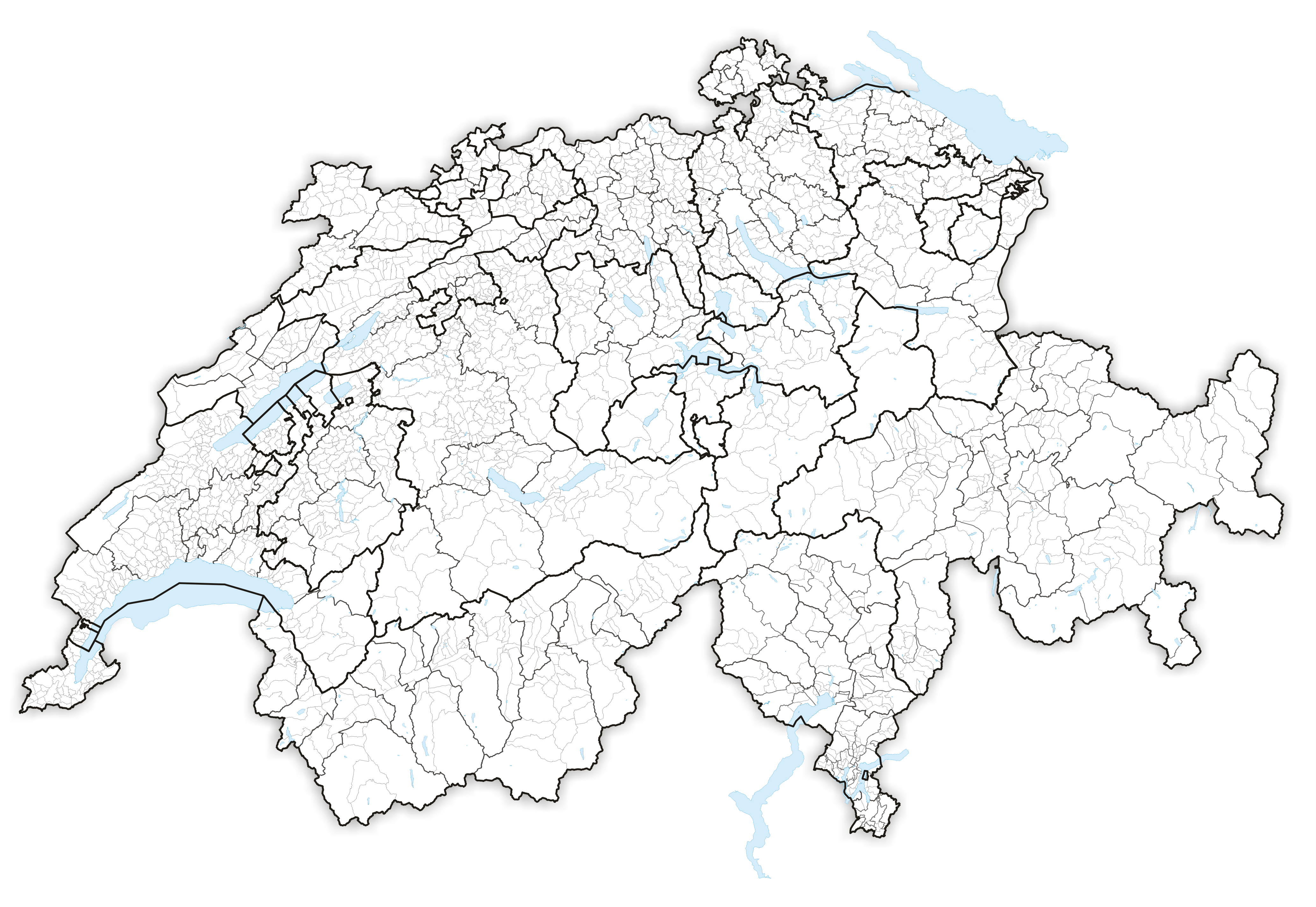
1. Juli 2011 bis 31. Dezember 2011
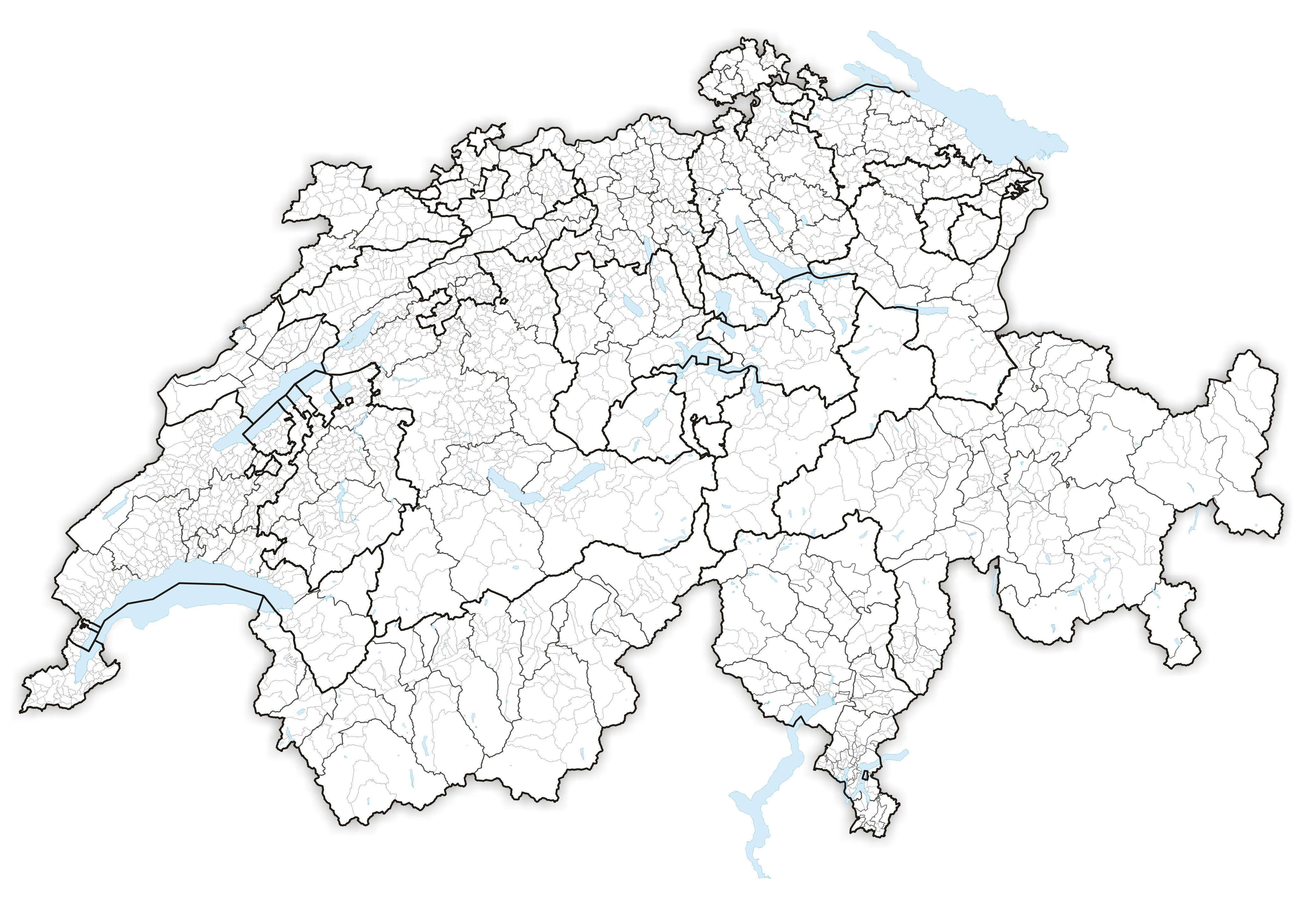
1. Januar 2012 bis 31. März 2012
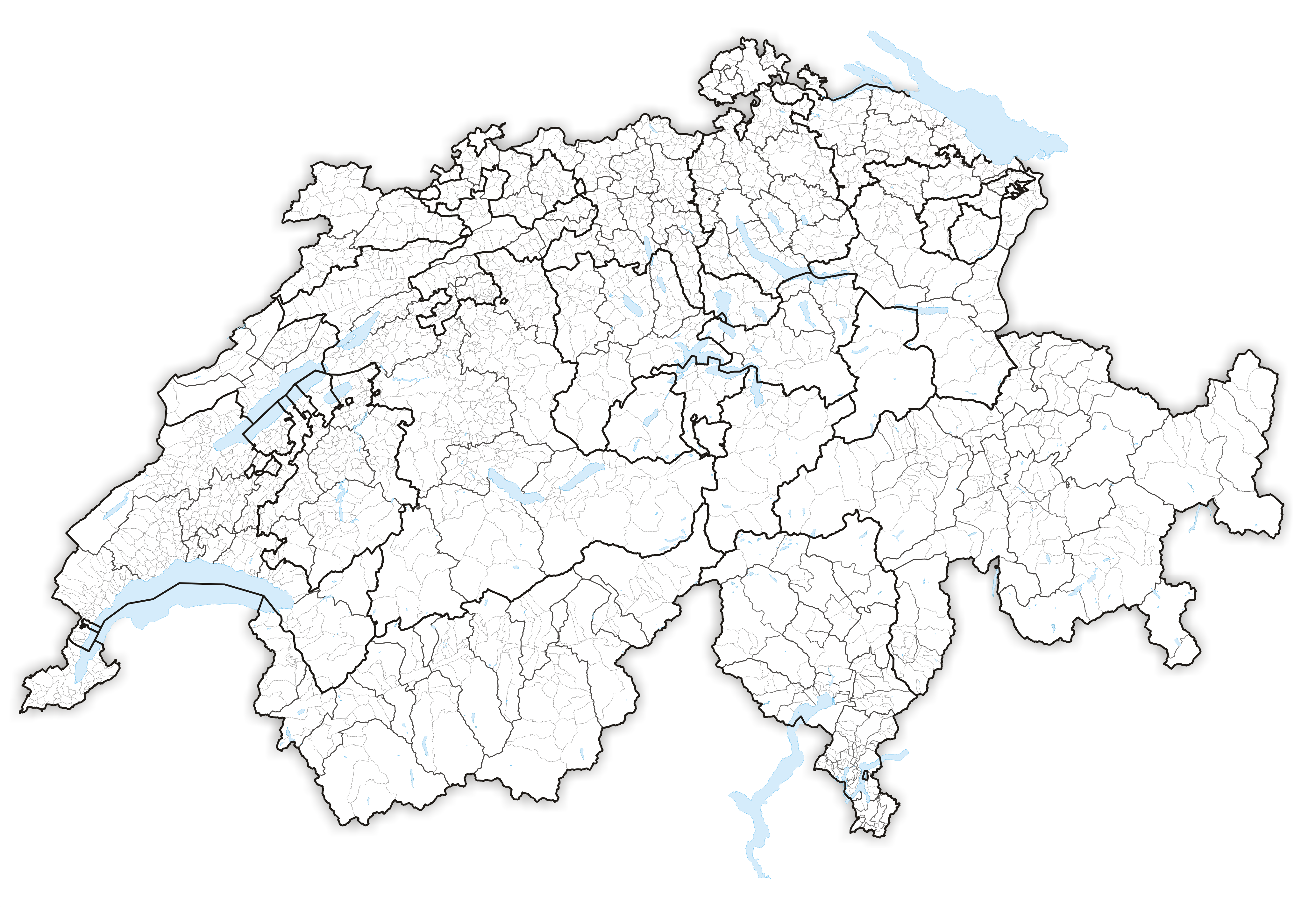
1. April 2012 bis 31. Dezember 2012
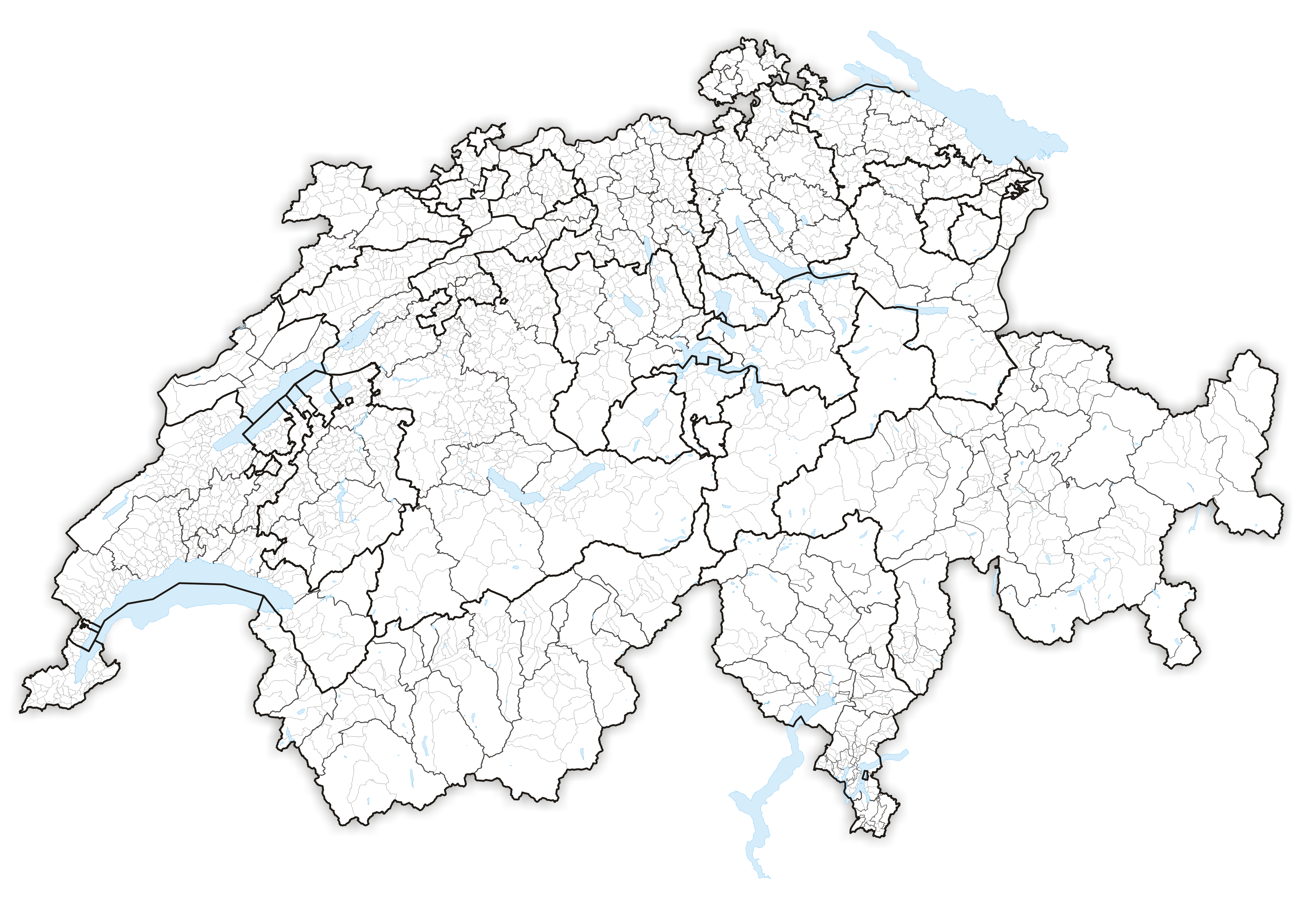
1. Januar 2013 bis 13. April 2013
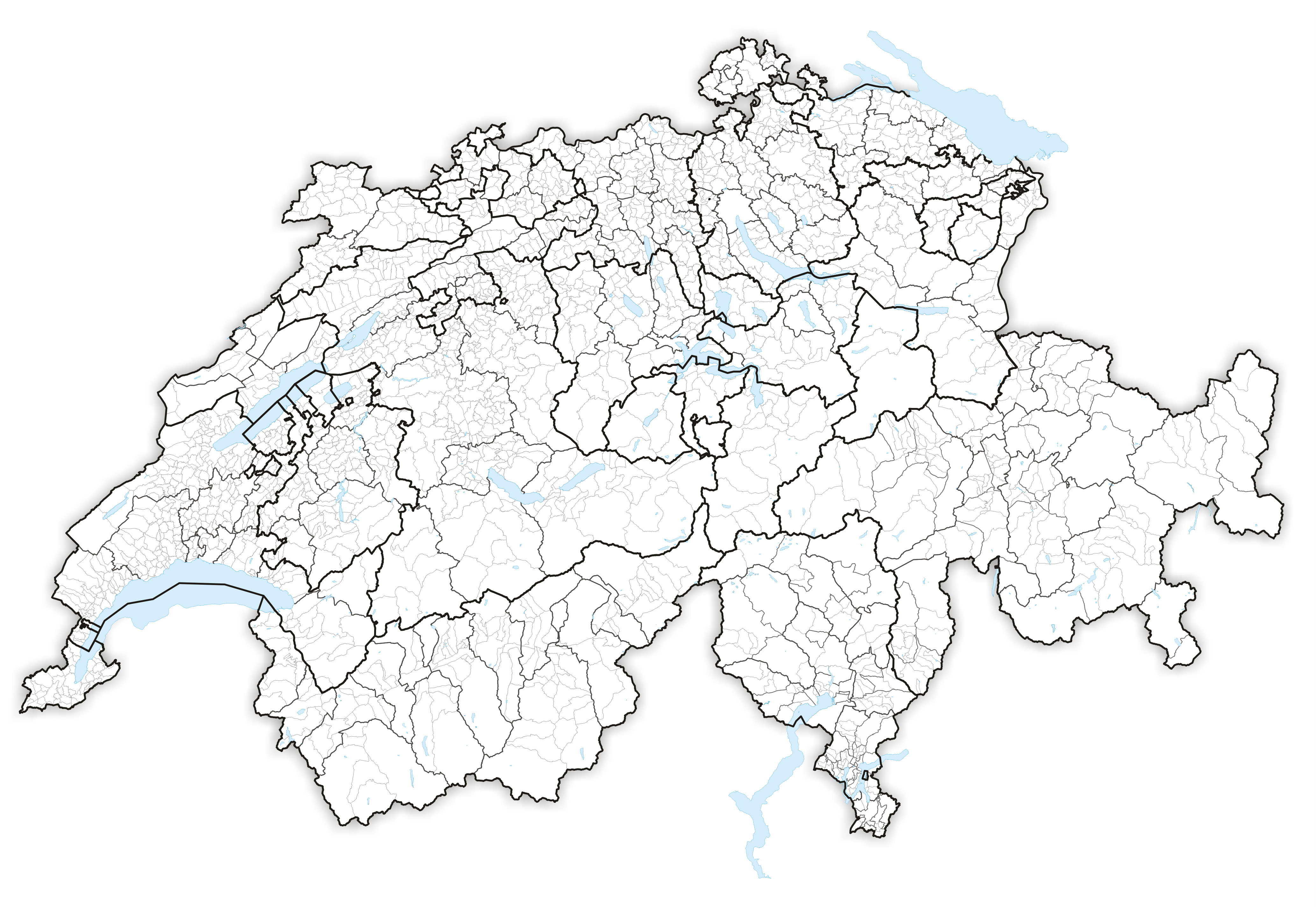
14. April 2013 bis 31. Dezember 2013
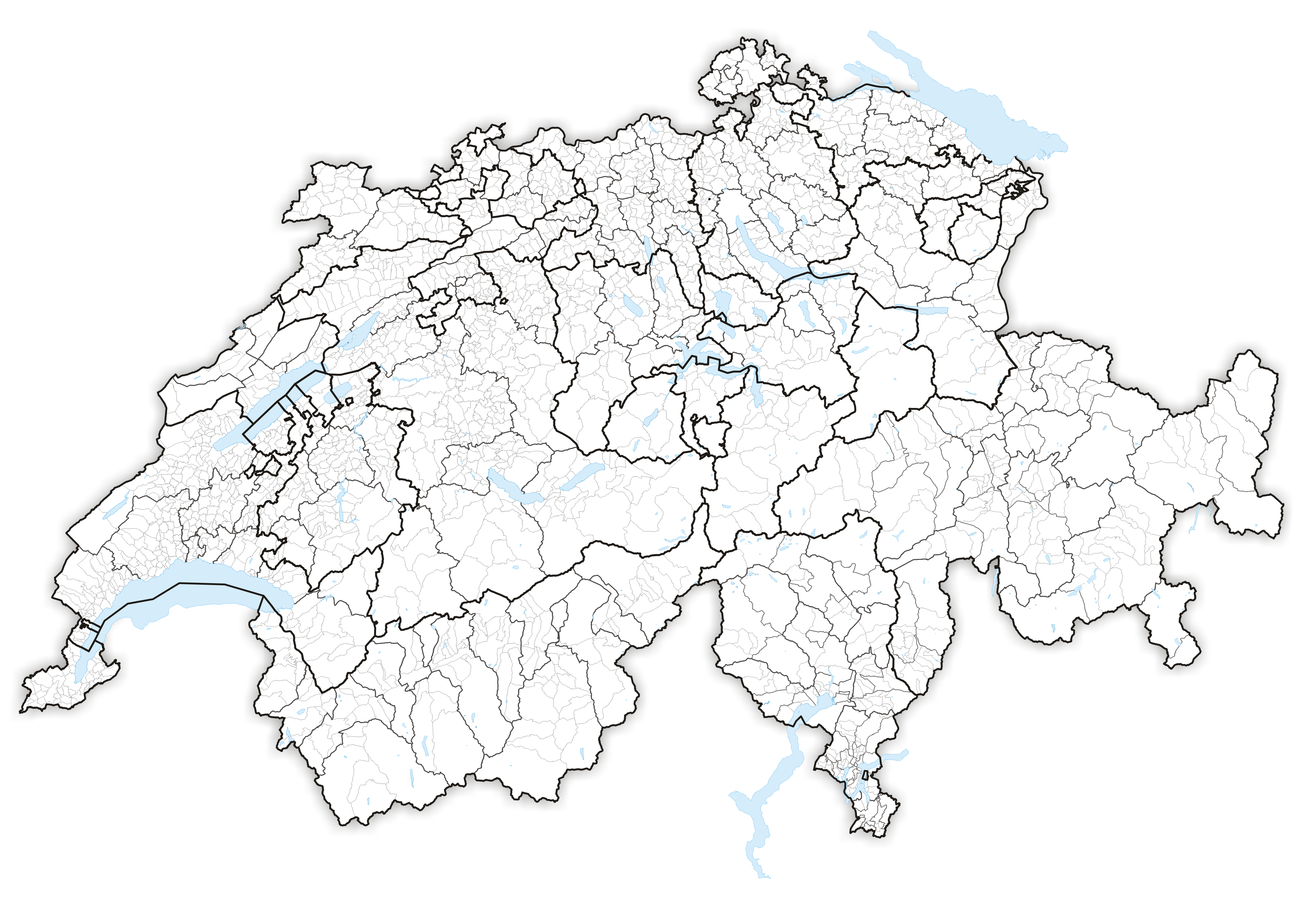
1. Januar 2014 bis 31. Dezember 2014
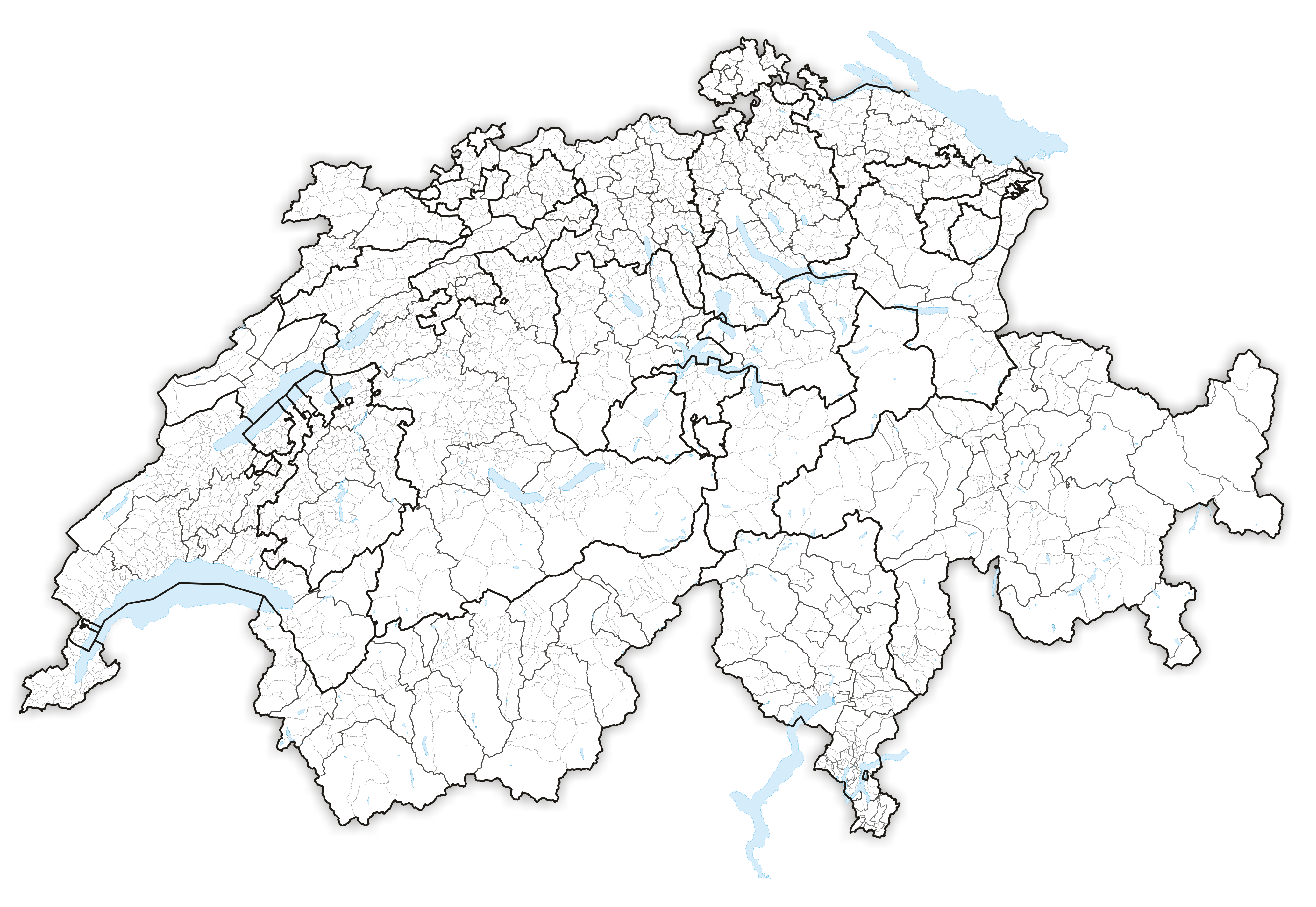
1. Januar 2014 bis 31. Dezember 2015
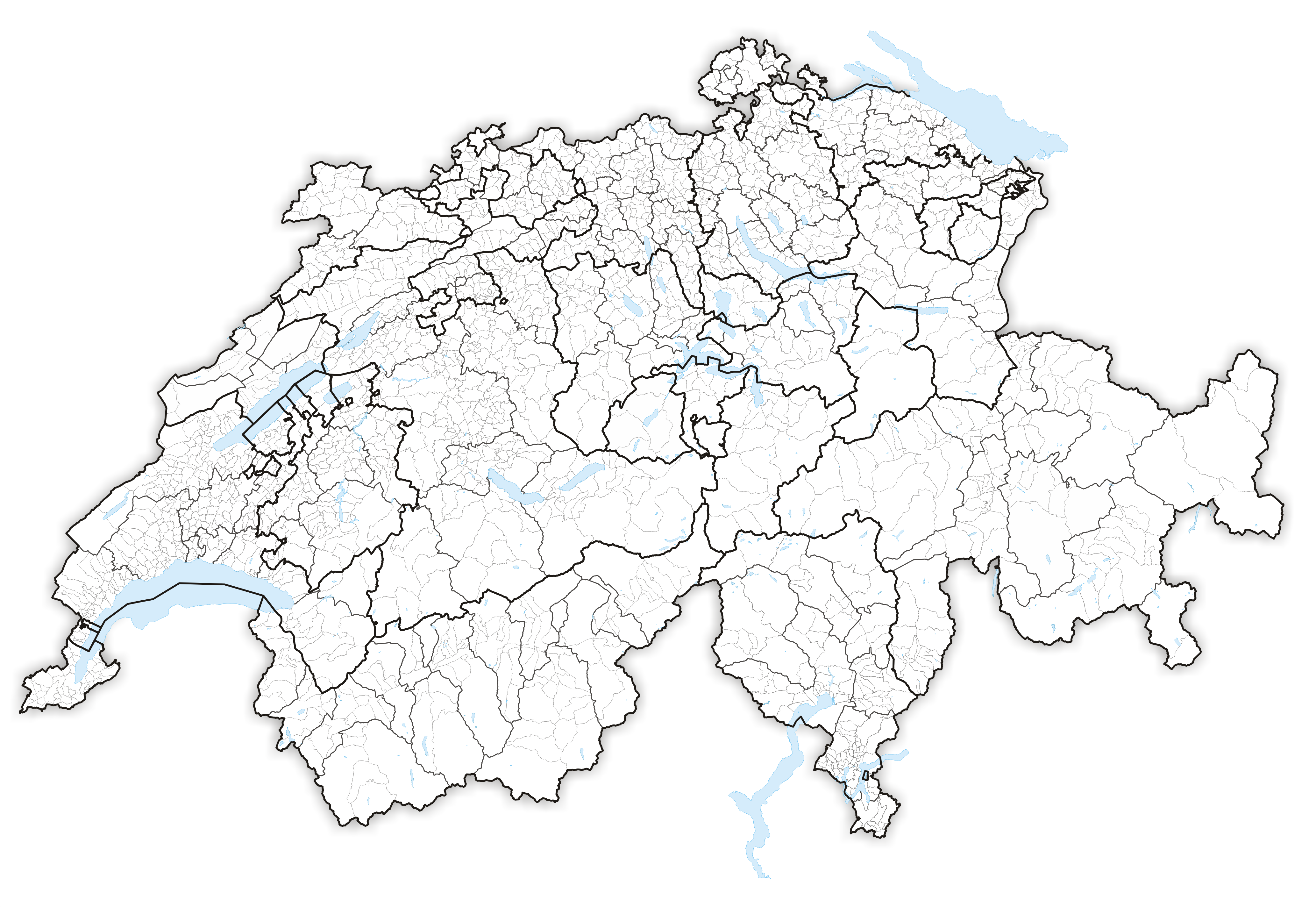
1. Januar 2016 bis 9. April 2016
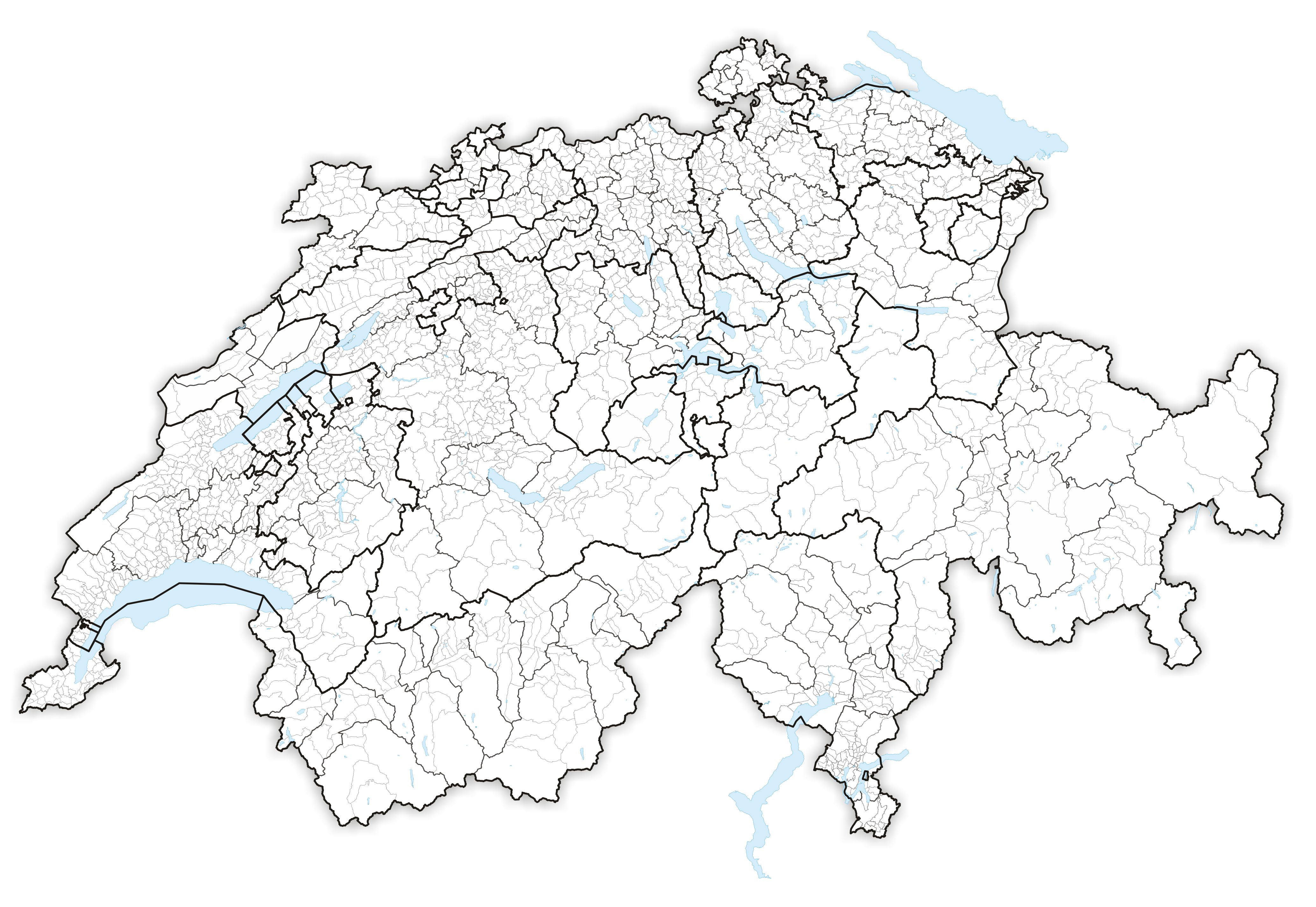
10. April 2016 bis 30. Juni 2016
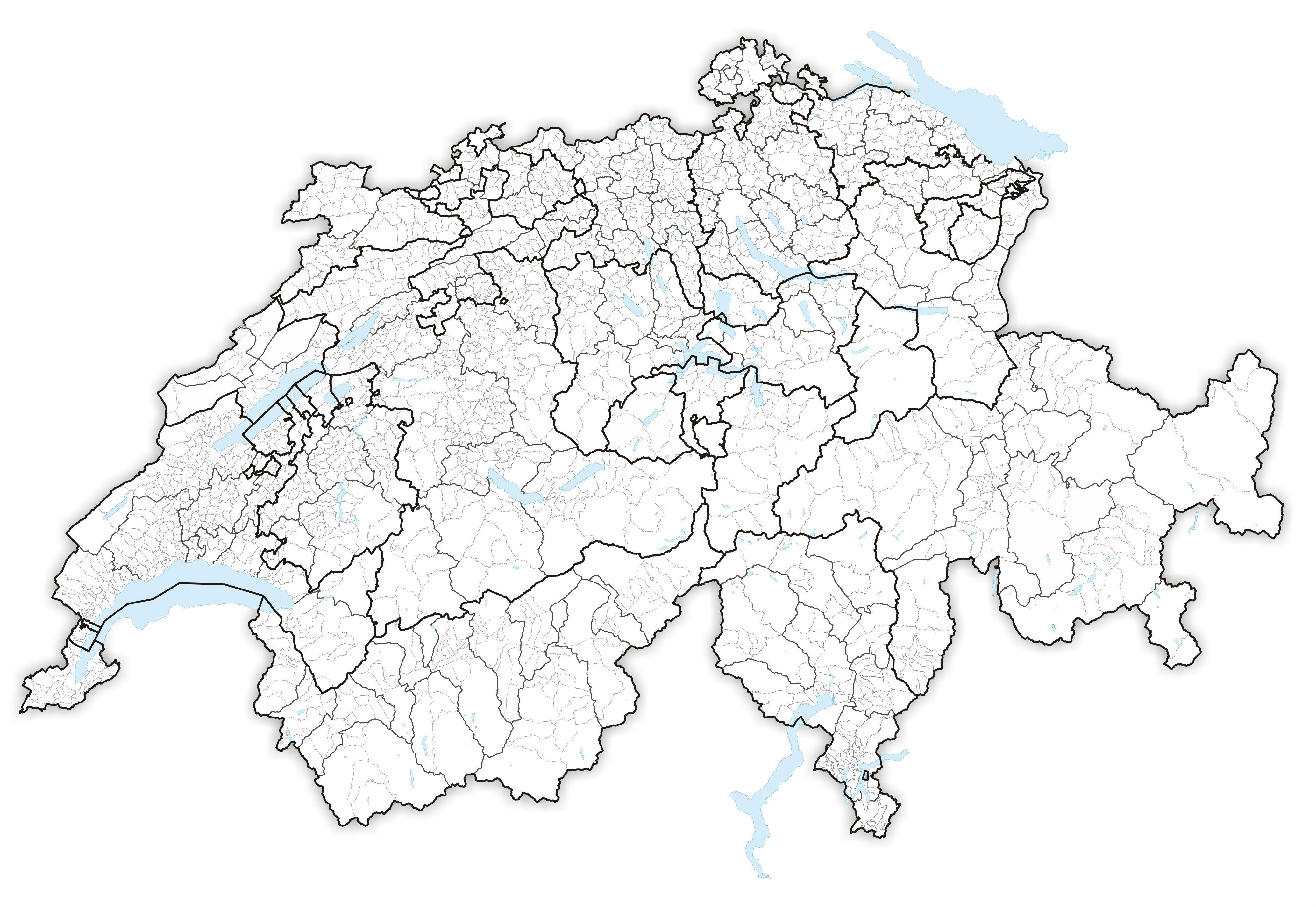
1. Juli 2016 bis 31. Dezember 2016
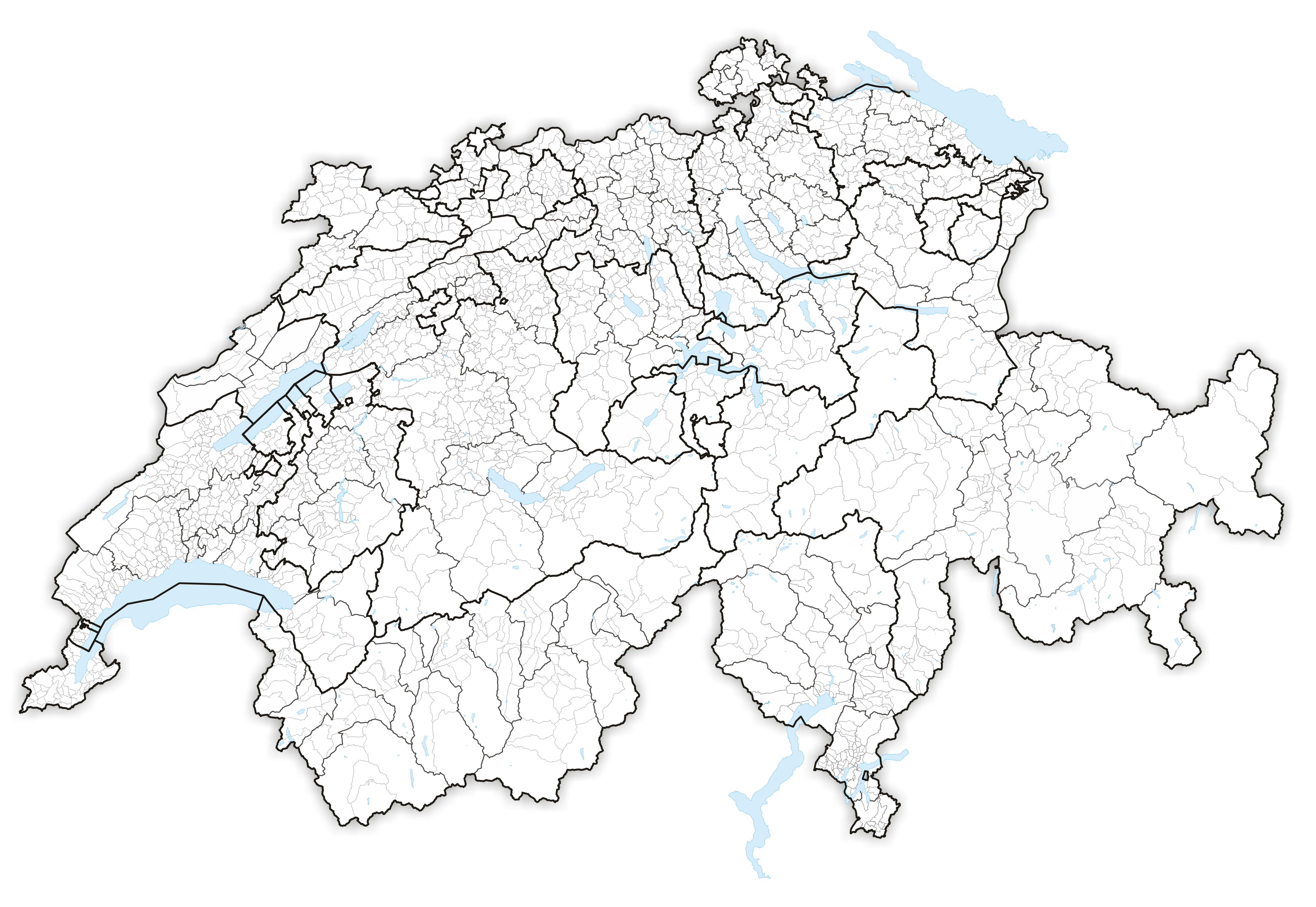
1. Januar 2017 bis 1. April 2017
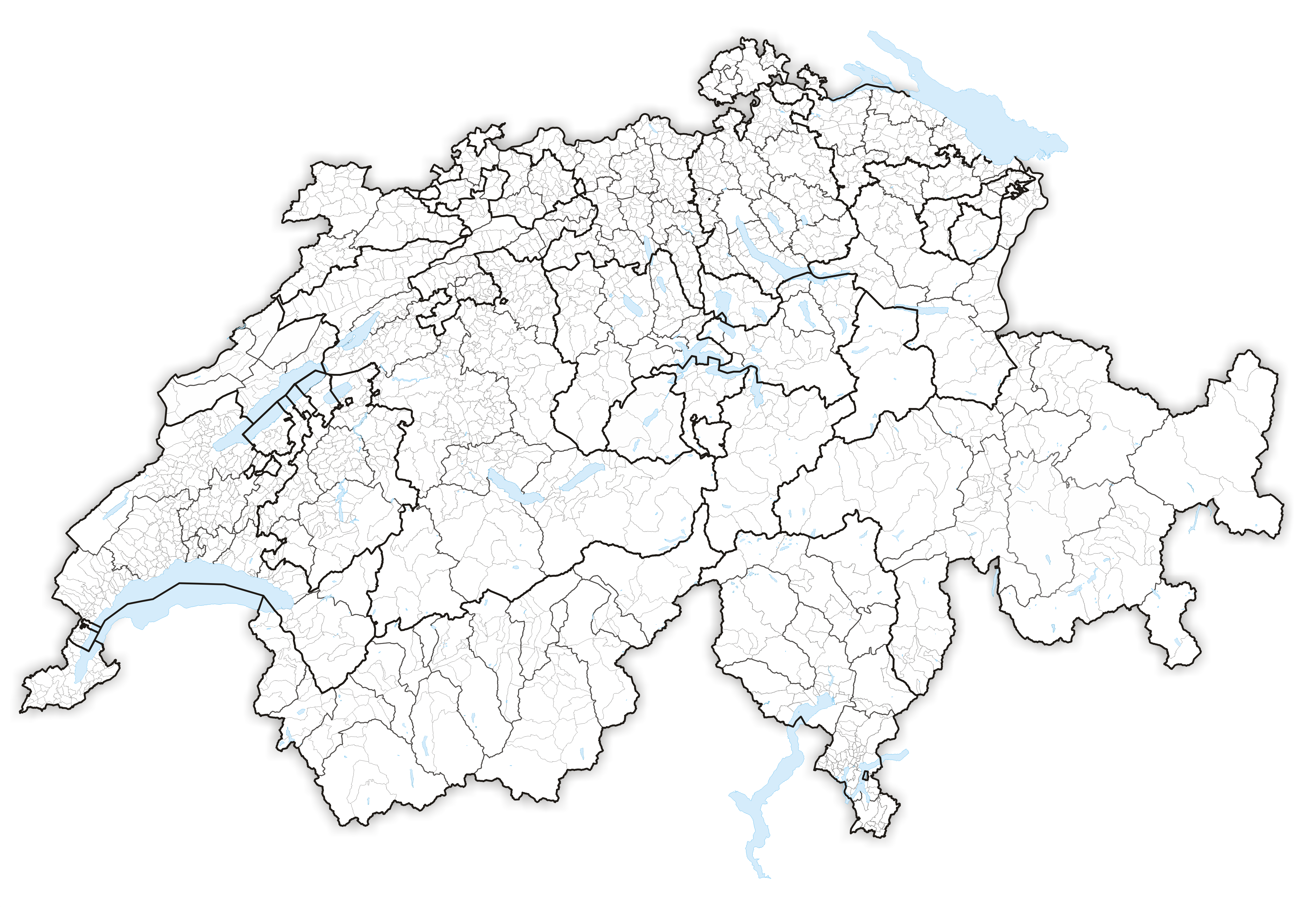
2. April 2017 bis 31. Dezember 2017
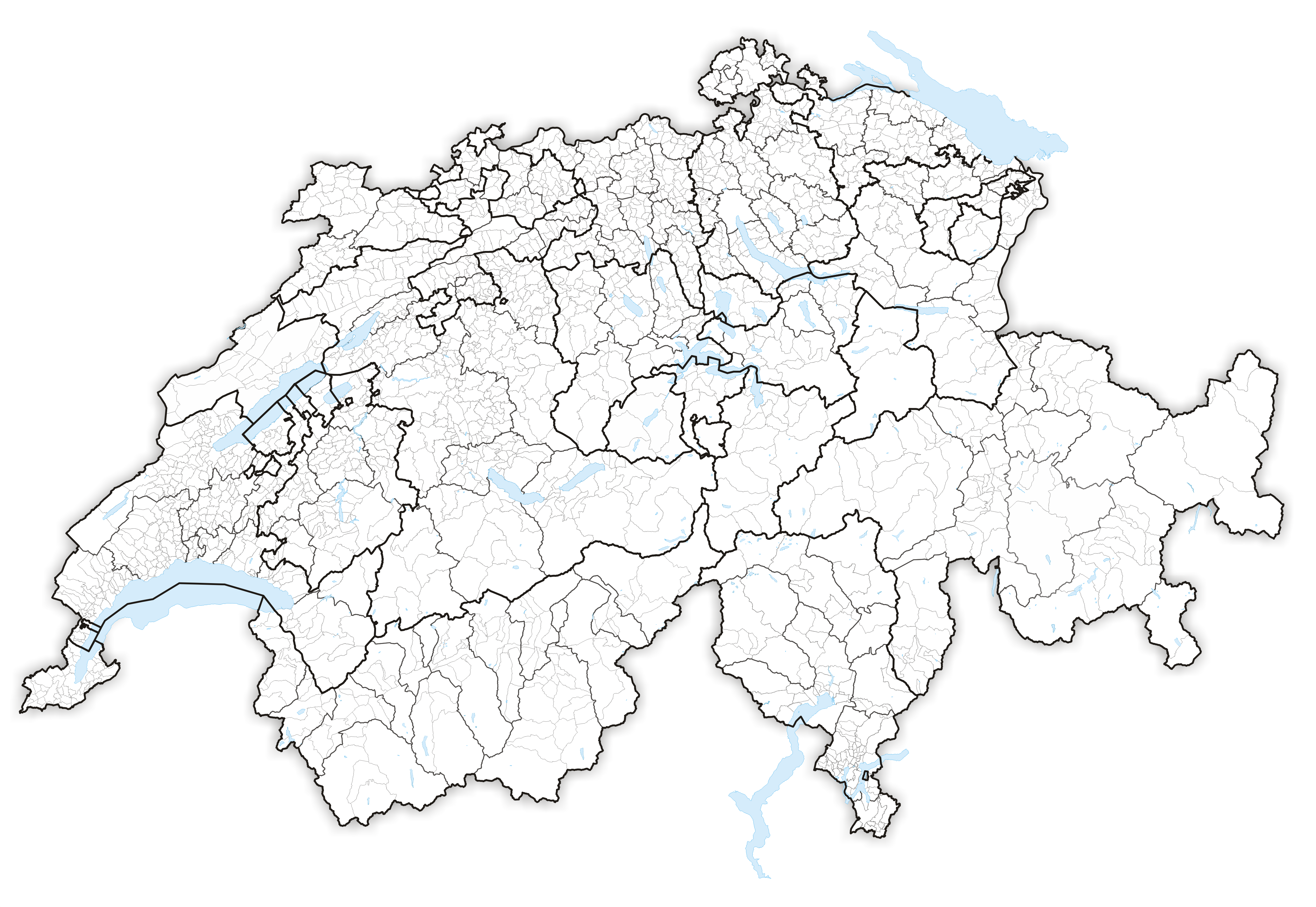
1. Januar 2018 bis 31. Dezember 2018
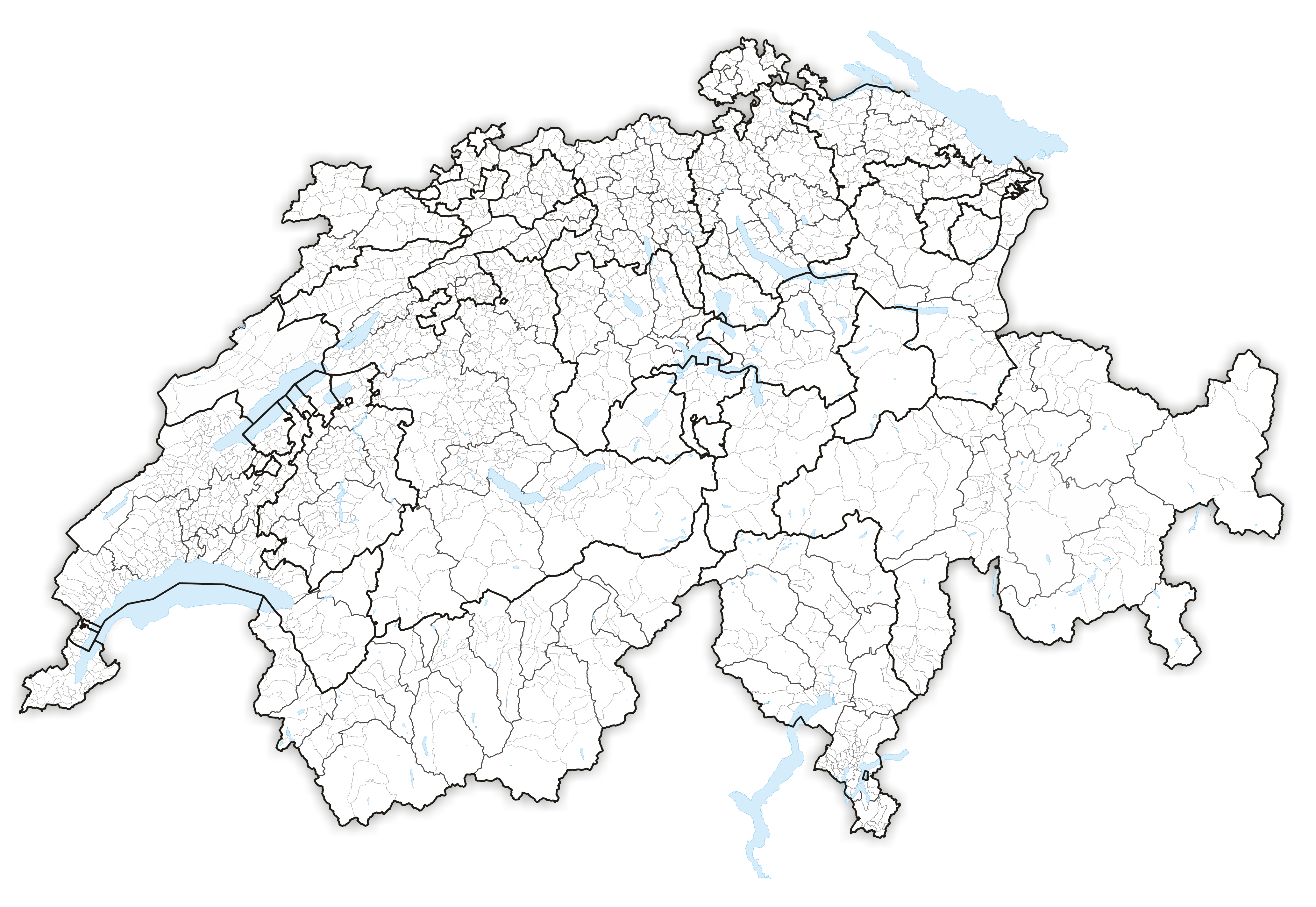
1. Januar 2019 bis 31. Dezember 2019
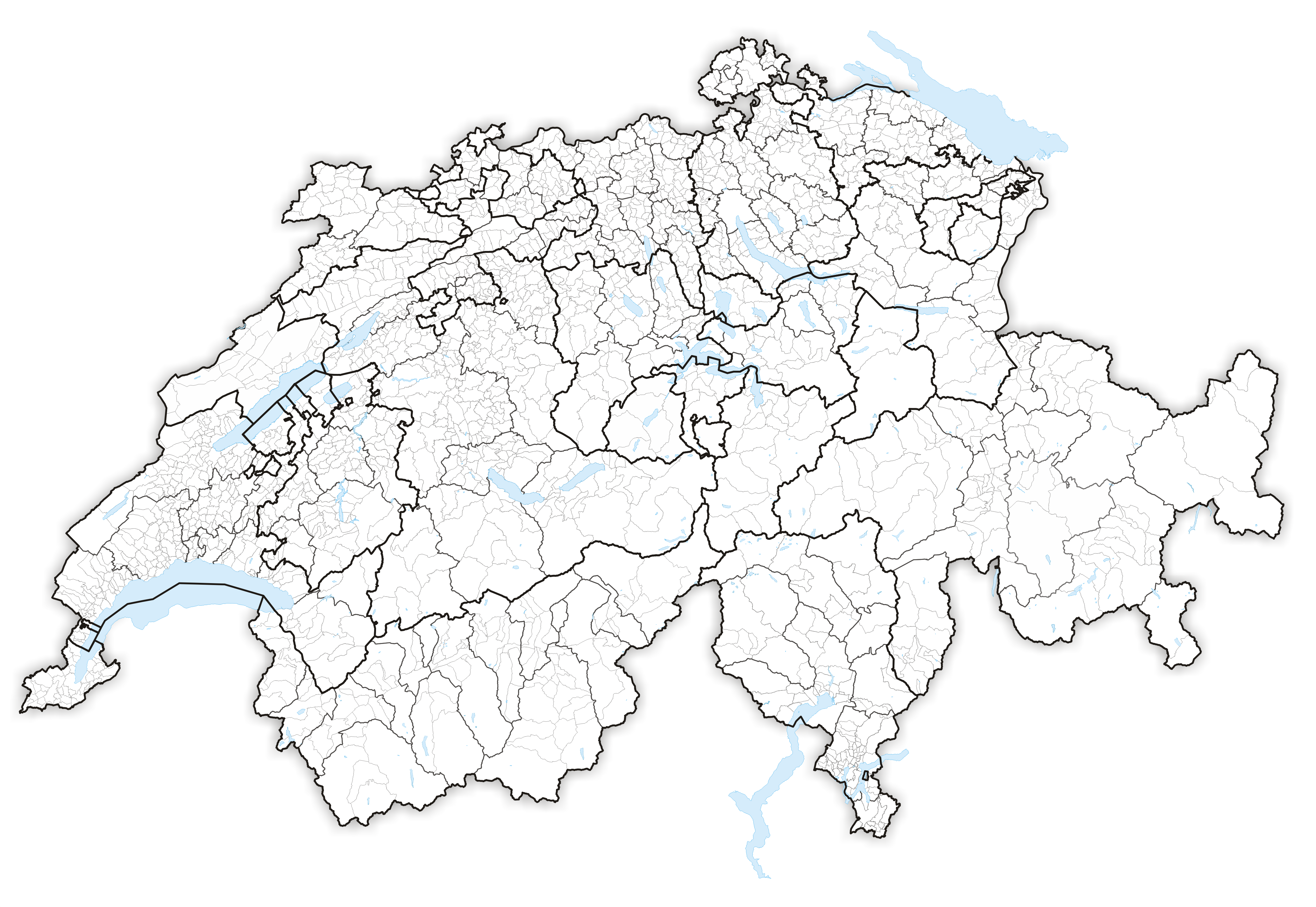
1. Januar 2020 bis 17. Oktober 2020
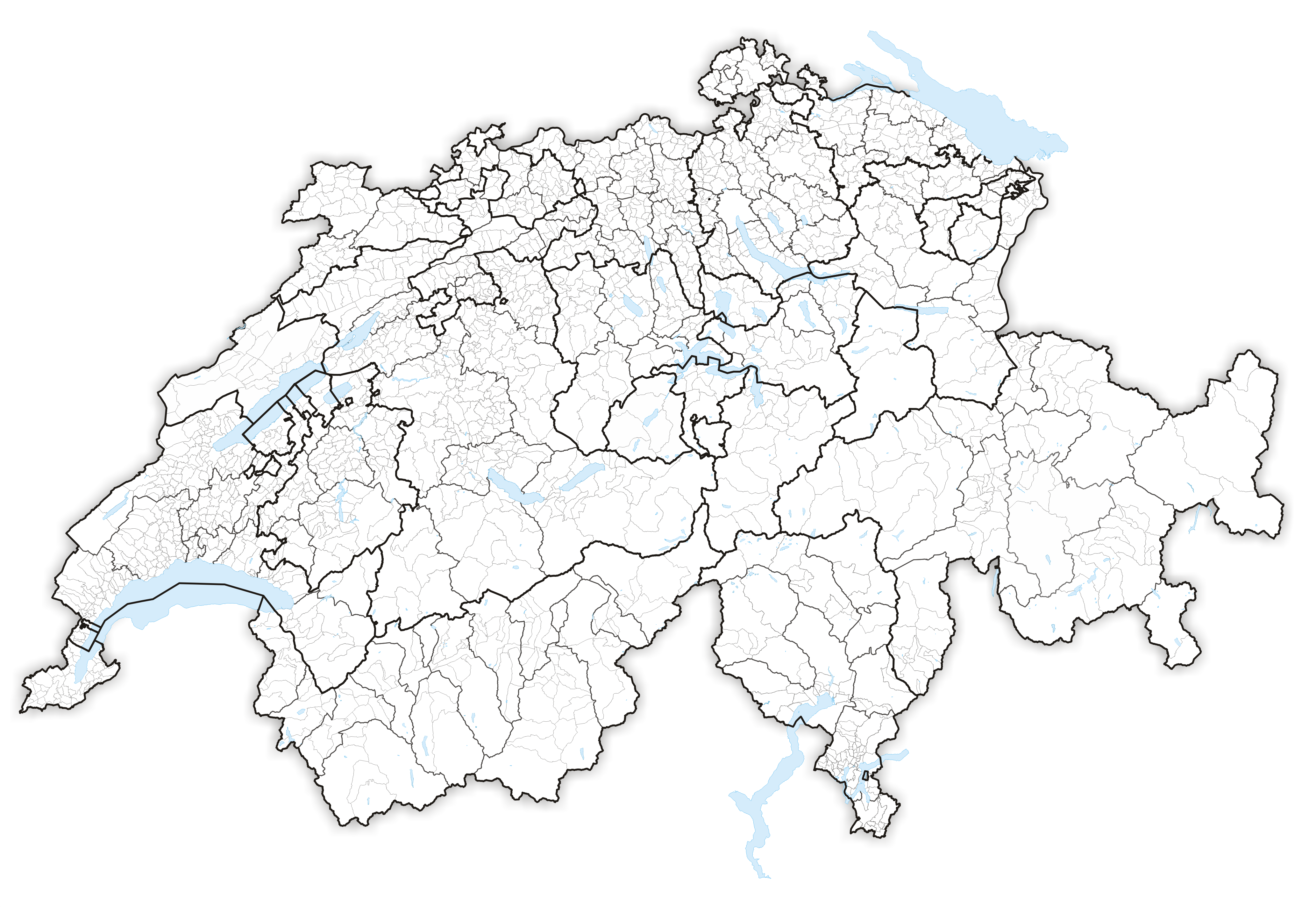
18. Oktober 2020 bis 31. Dezember 2020
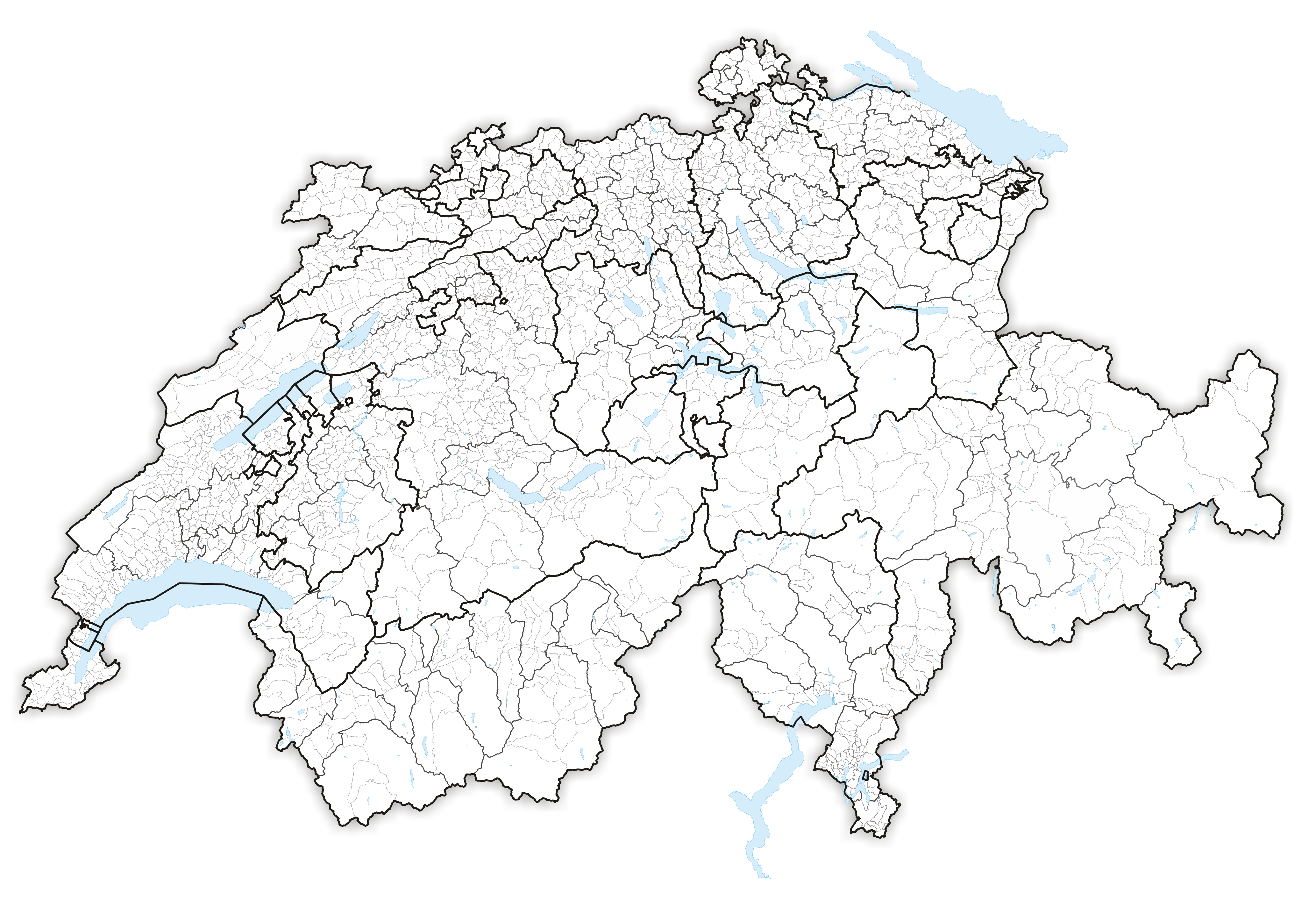
18. Oktober 2020 bis 17. April 2021
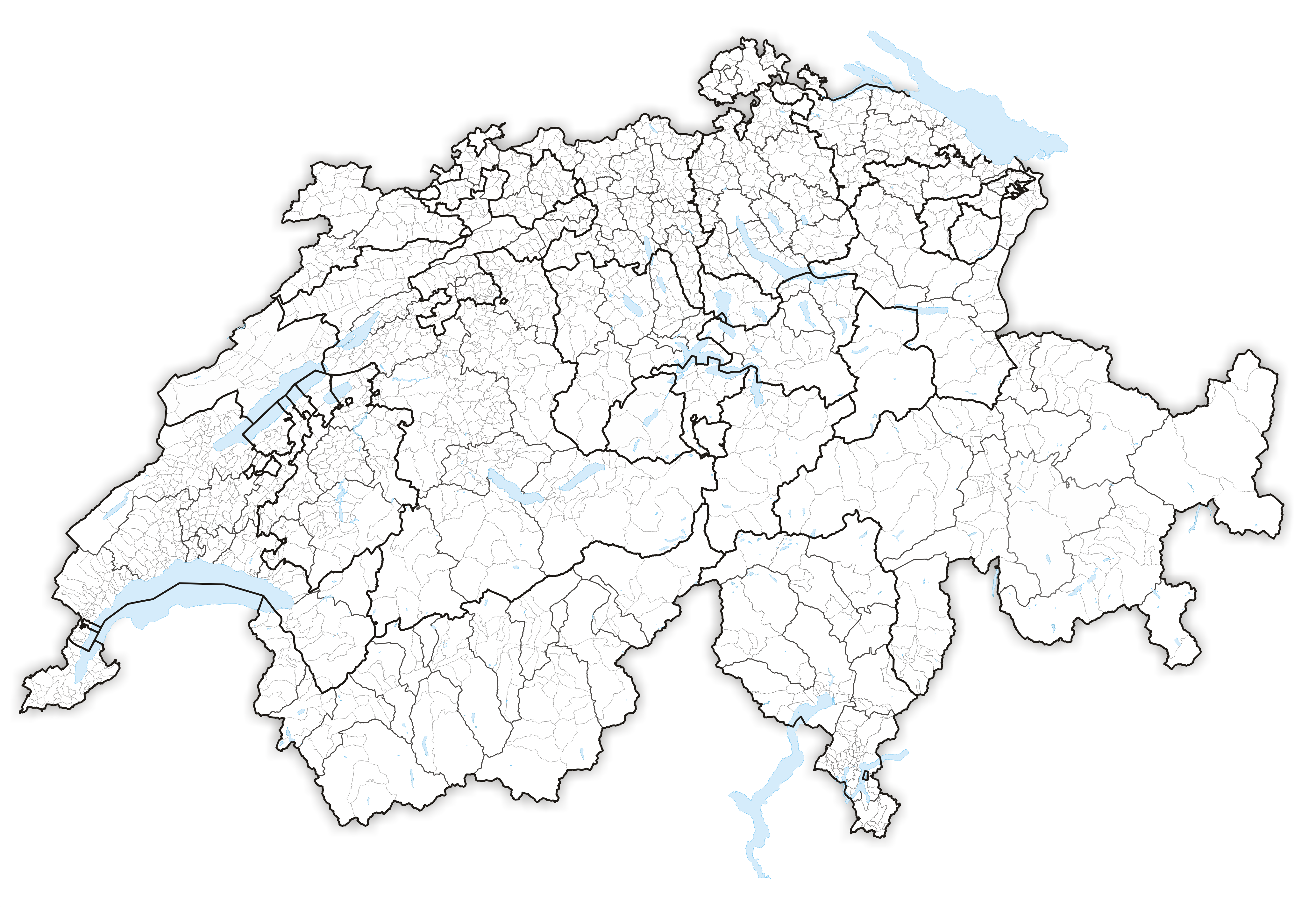
18. April 2021 bis 30. Juni 2021
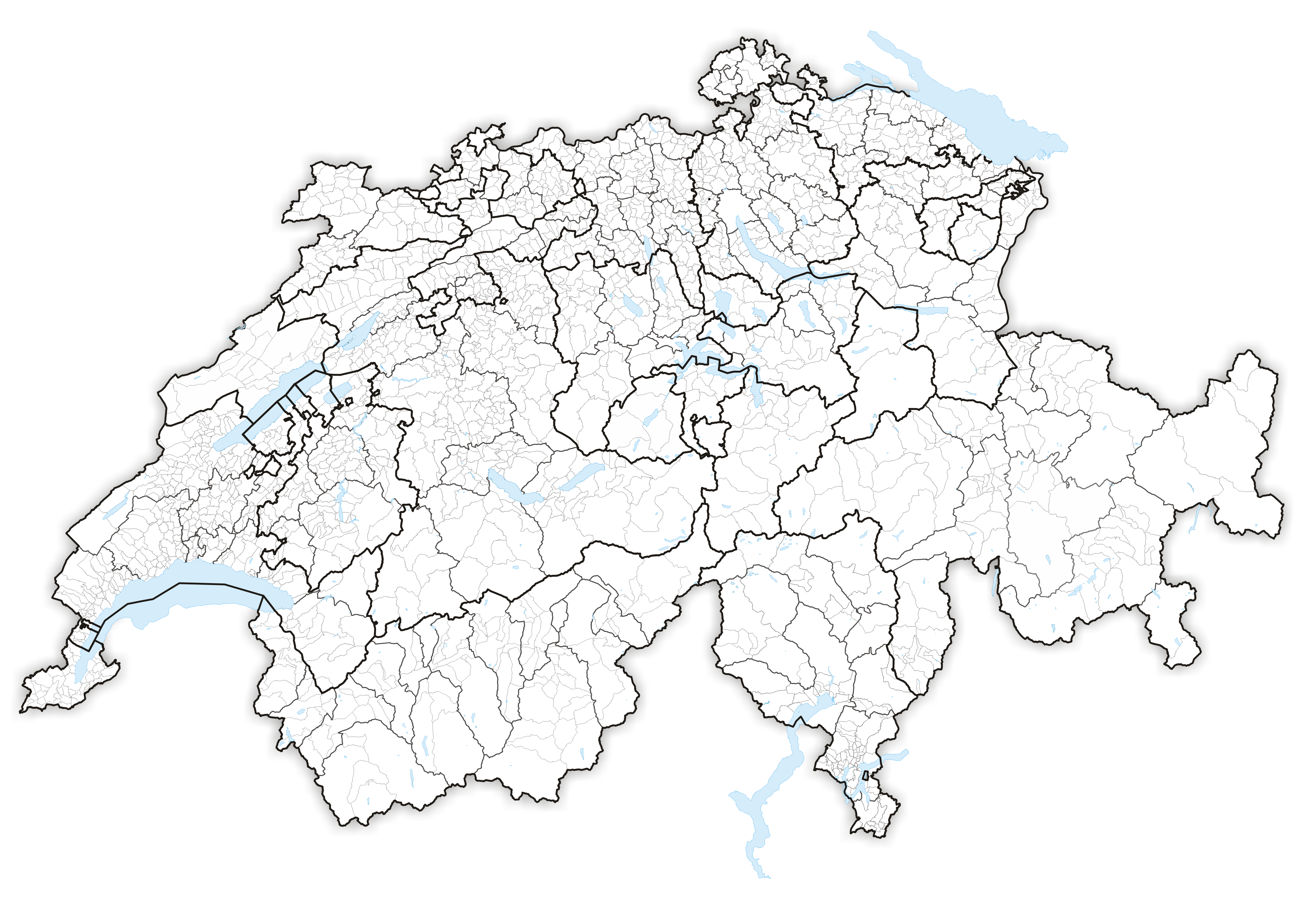
1. Juli 2021 bis 31. Dezember 2021
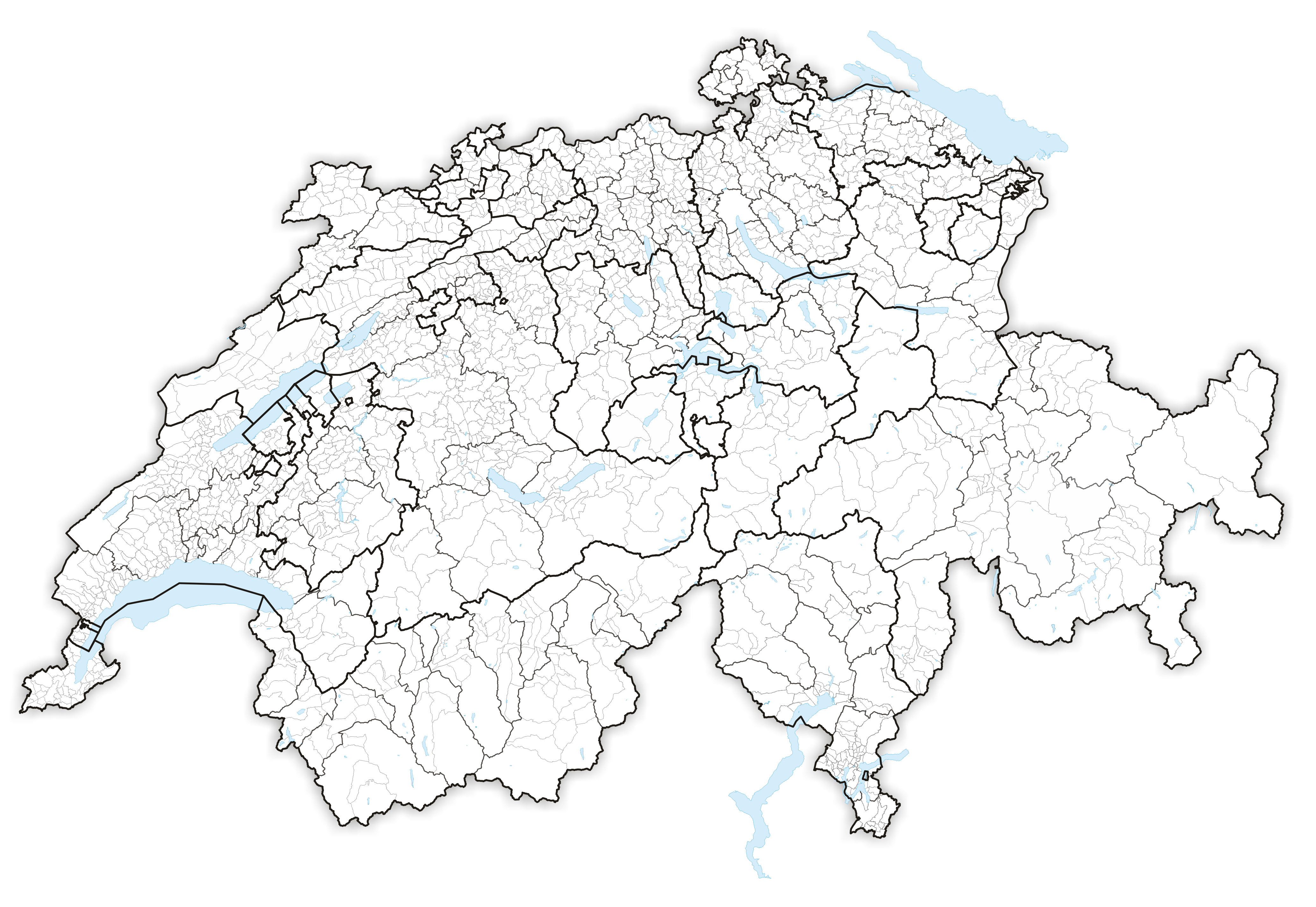
1. Januar 2022 bis 9. April 2022
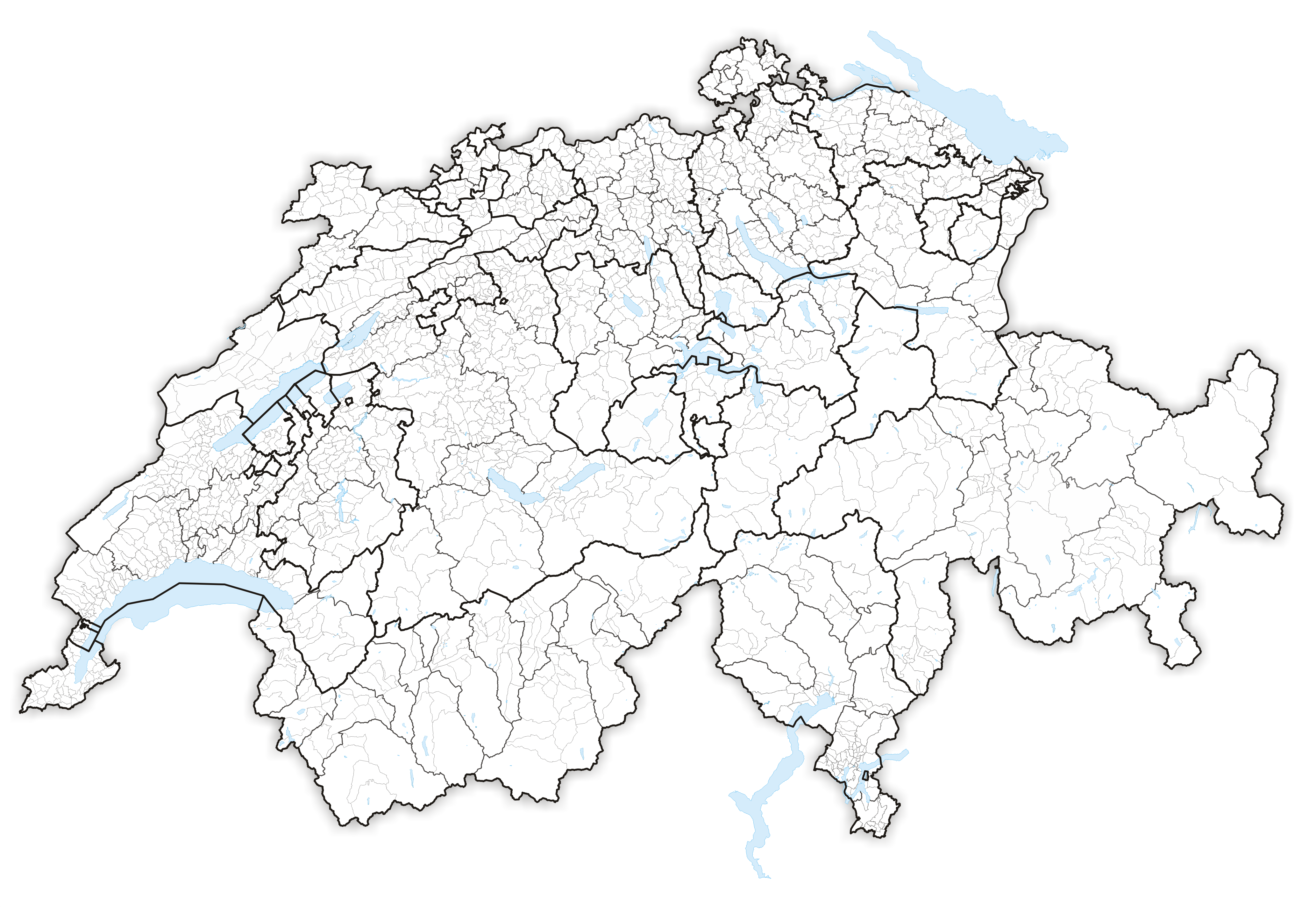
10. April 2022 bis 30. April 2022
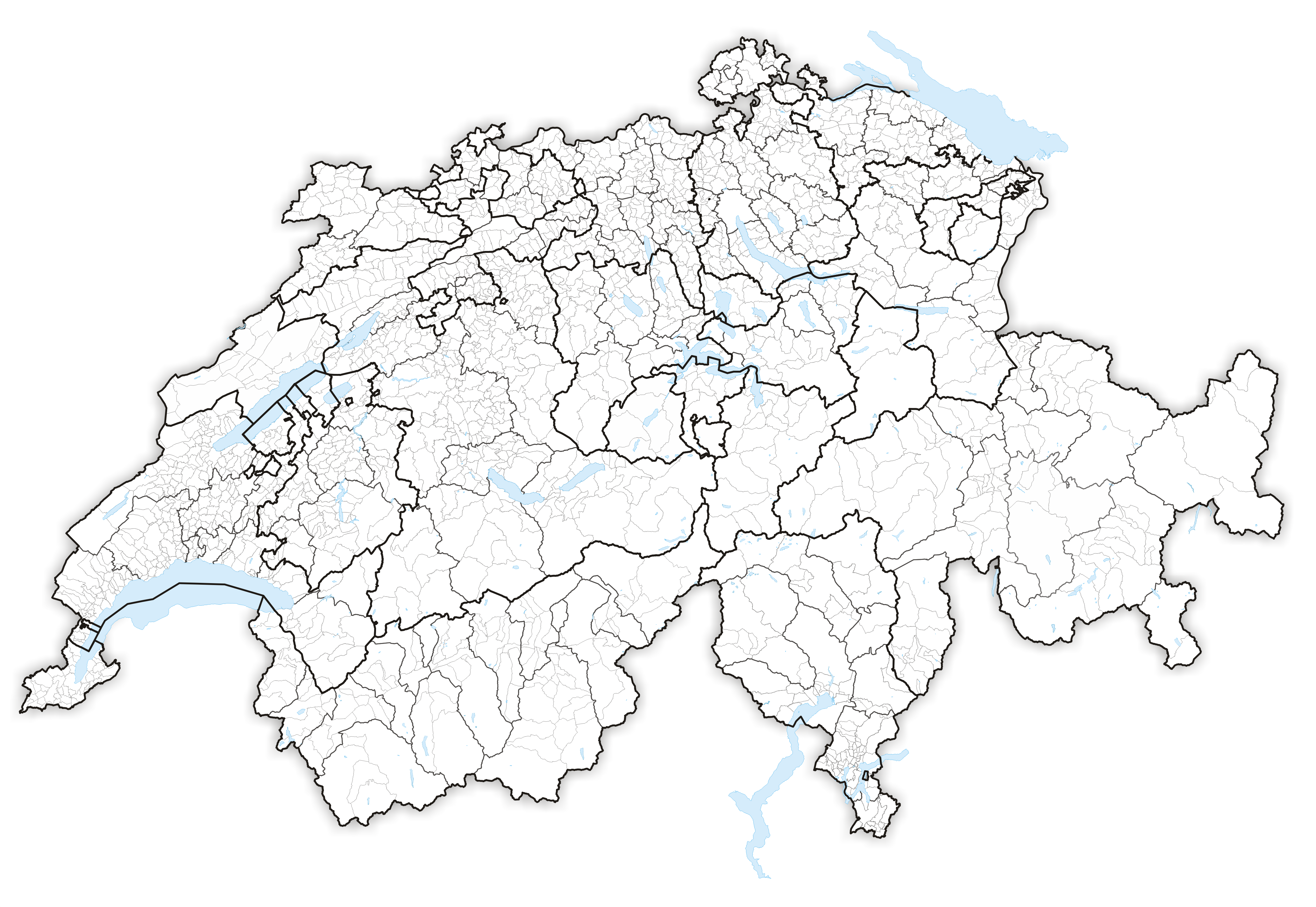
1. Mai 2022 bis 31. Dezember 2022
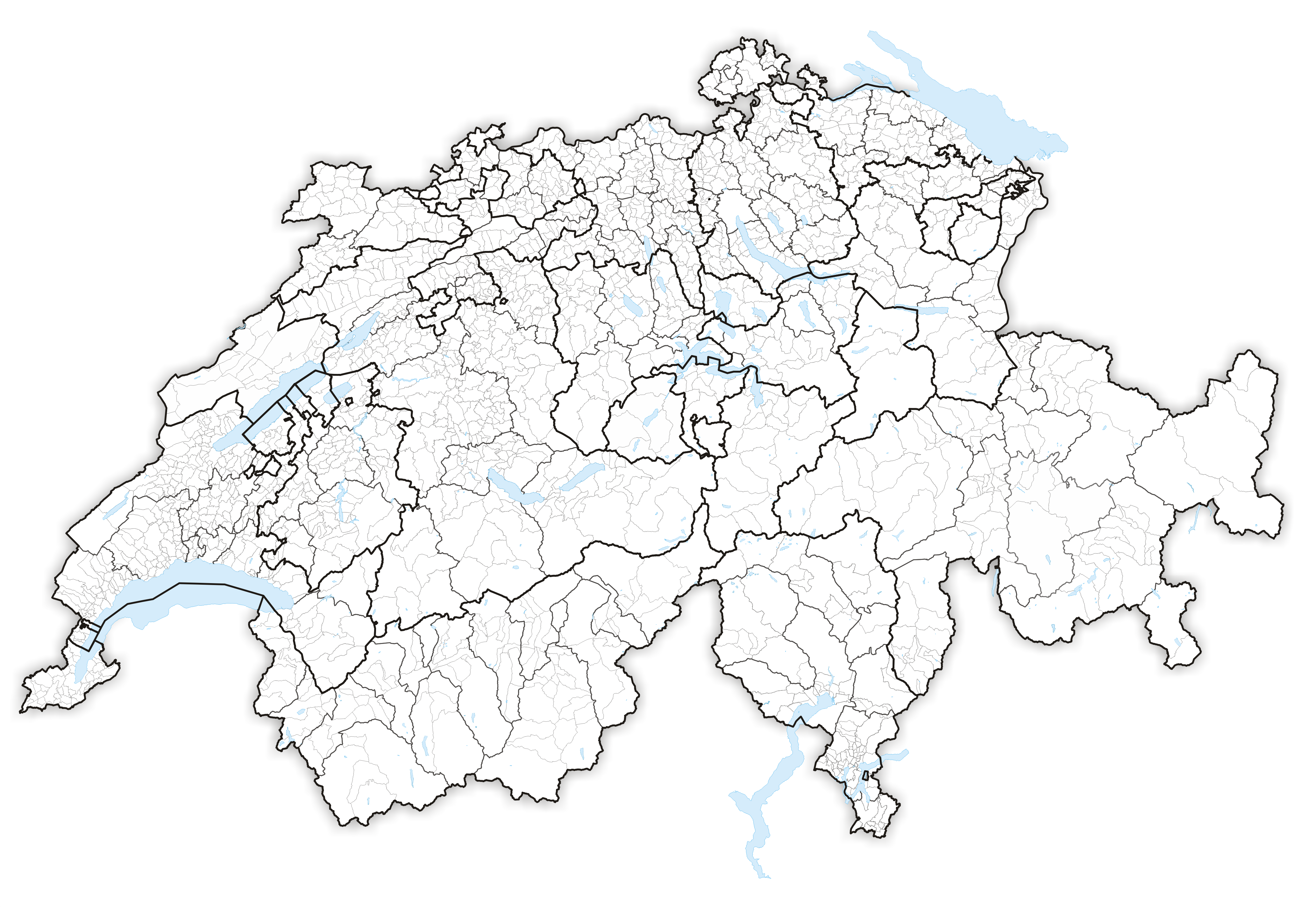
1. Januar 2023 bis 31. Dezember 2023
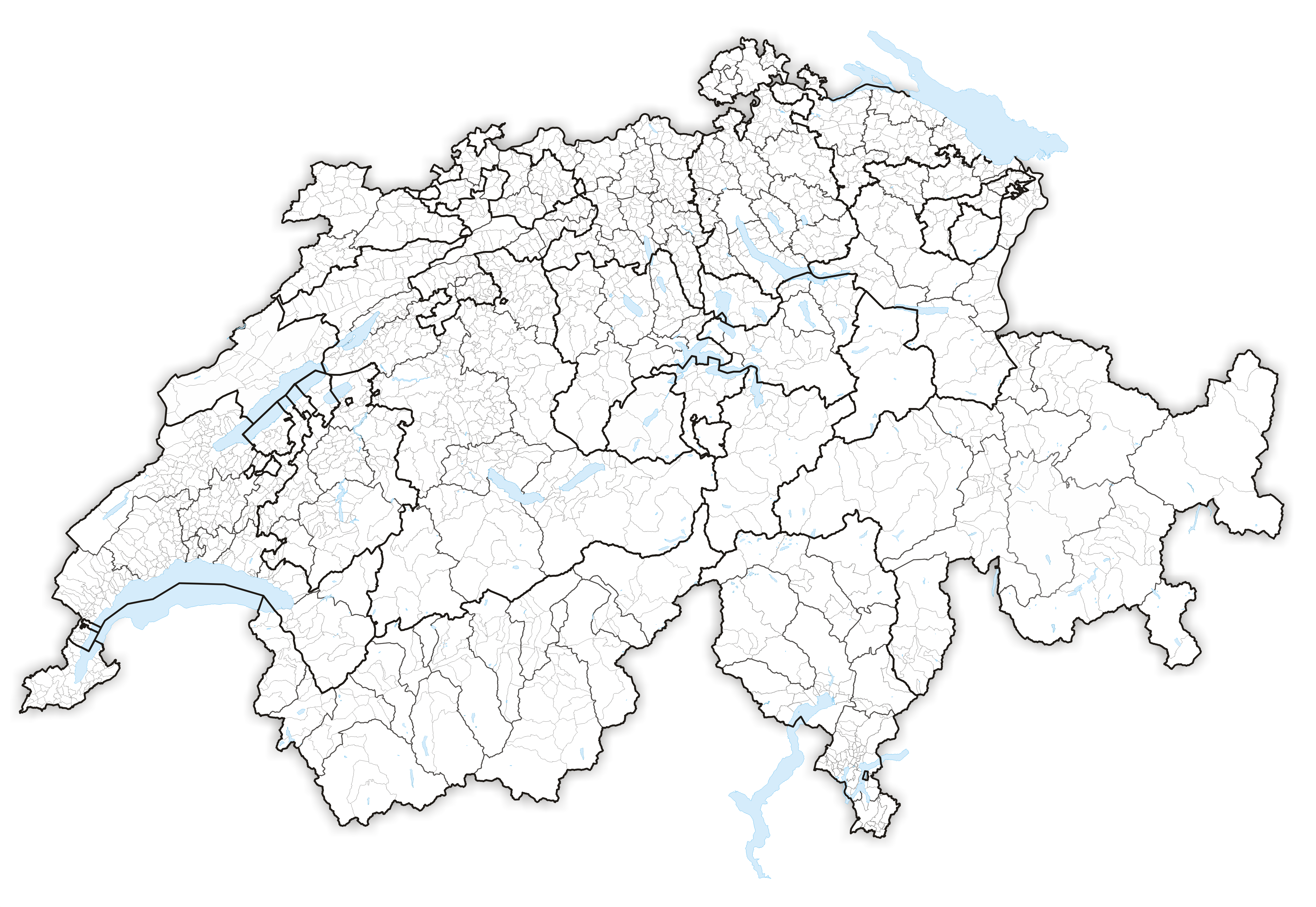
1. Januar 2024 bis 29. Februar 2024
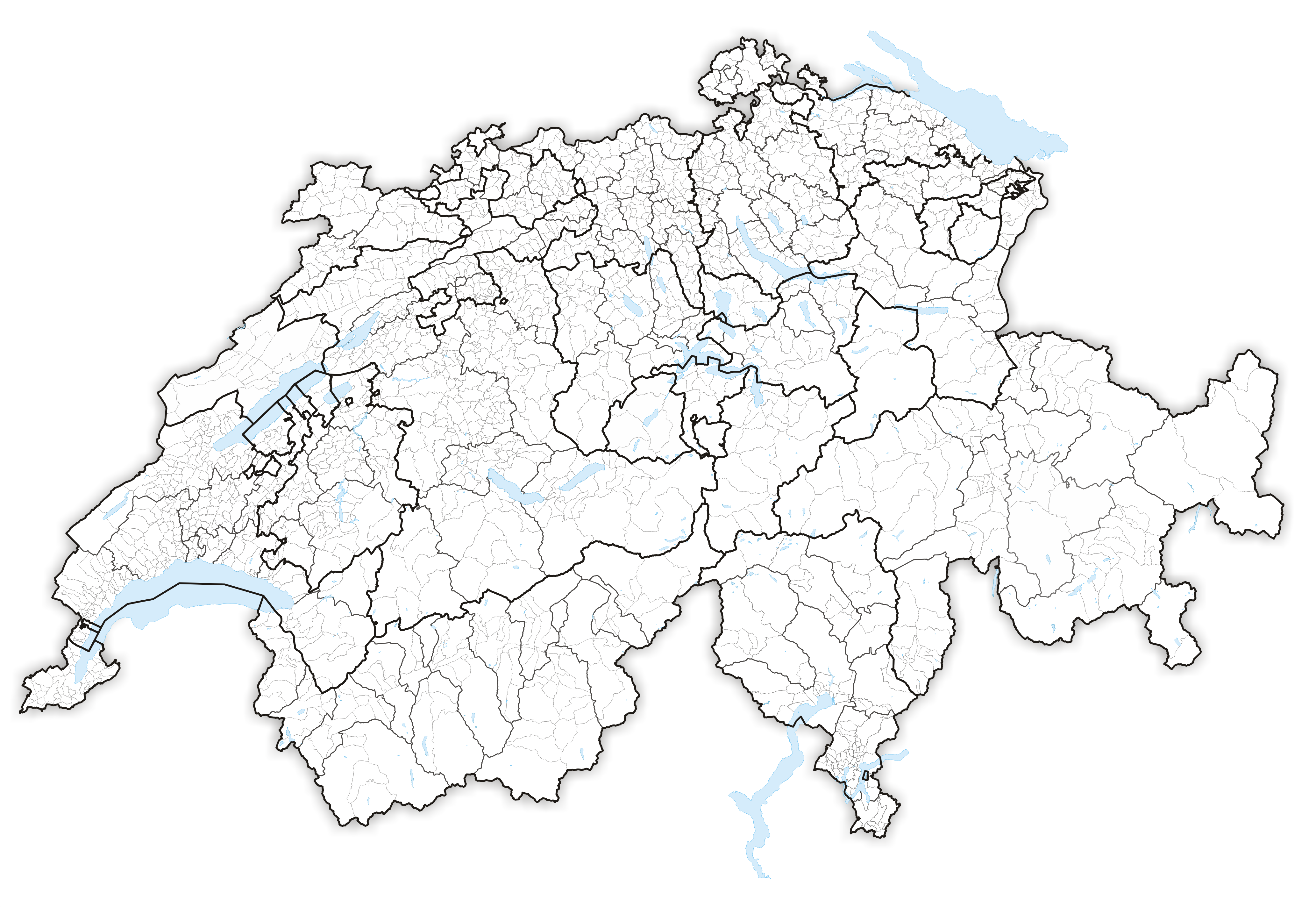
1. März 2024 bis 31. Dezember 2024
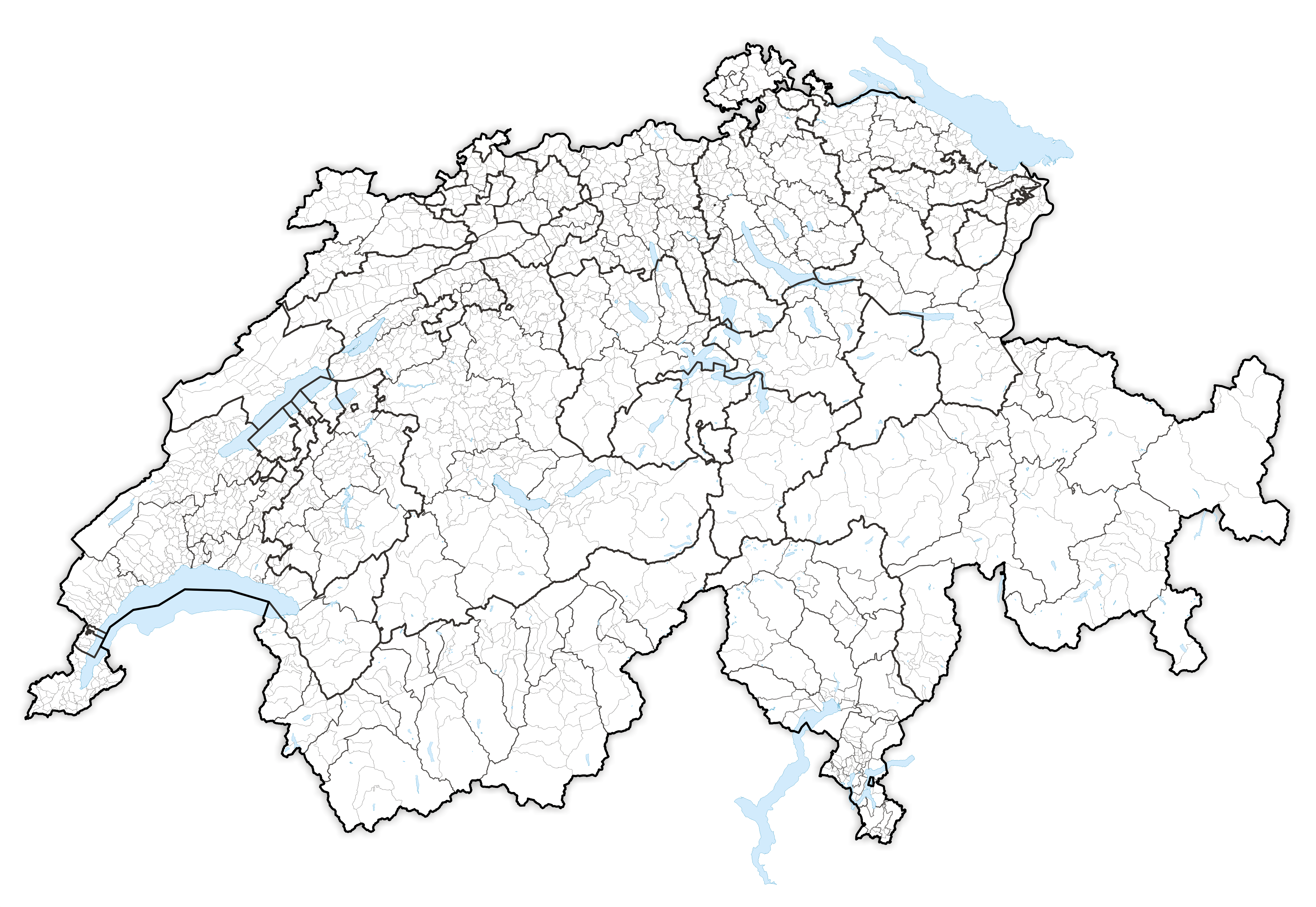
1. Januar 2025 bis 5. April 2025

Mutationen im Bestande der Gemeinden können durch Eingemeindung, Gemeindefusion, Gemeindetrennung, Ausgemeindung, Gebietsabtausch oder Änderung des Gemeindenamens erfolgen. Weitere Veränderungen, die das Gebiet der Gemeinde nur indirekt betreffen, können sich ergeben durch Änderung der Kantons- und/oder Bezirkszugehörigkeit, Änderung des Bezirksnamens oder Neunummerierung (Gemeindenummer).

### Beispiele für Mutationsprozesse auf Stufe Gemeinde
1. Eingemeindung: [A] + [B] = [A+]
Beispiel: Mit Wirkung auf den 1. Januar 1991 wurde die Gemeinde Altavilla FR (BFS-Nr. 2242) in die Gemeinde Murten (BFS-Nr. 2275) eingegliedert.
Der Bestand an Gemeinden im amtlichen Gemeindeverzeichnis wird durch die Eingemeindung reduziert. Die neue Gebietsausdehnung der Gemeinde Murten ergibt sich aus den Summen der Gebiete der bisherigen Einzelgemeinden. (Der übliche Mutationstyp bei städtischen Agglomerationen; siehe unten: #Gemeindefusionen.)
2. Gemeindefusion: [A] + [B] = [A-B] oder [A] + [B] = [C]
Beispiel: Mit Wirkung auf den 1. Januar 1993 haben sich die Gemeinden Lohn SO (2526) und Ammannsegg (2512) zur Gemeinde Lohn-Ammannsegg (2526) vereinigt.
Der Bestand an Gemeinden im amtlichen Gemeindeverzeichnis wird durch die Gemeindefusion reduziert. Die Gebietsausdehnung der Gemeinde Lohn-Ammannsegg ergibt sich aus den Summen der Gebiete der bisherigen Einzelgemeinden.
Bemerkung: Vor dieser Gemeindefusion änderte der Name des Bezirkes, welchem diese Gemeinden zugehören. (Der übliche Mutationstyp bei Zusammenschlüssen gleich starker Partner; siehe unten: #Gemeindefusionen)
3. Gemeindetrennung: [A] = [B] + [C] (+ [D] etc.)
Beispiel: Mit Wirkung ab dem 1. Januar 1983 wurde die Gesamtgemeinde Arni-Islisberg (4061) aufgelöst. Die neu entstandenen Gemeinden sind Arni AG (4061) und Islisberg (4084).
Der Bestand an Gemeinden im amtlichen Gemeindeverzeichnis wird durch die Gemeindetrennung erhöht. Die Gebietsausdehnung der neuen Gemeinden Arni AG und Islisberg musste durch die amtliche Vermessung (swisstopo) neu ermittelt werden.
Dieser Mutationstyp war in der Schweiz des 19. Jahrhunderts häufig, ist in den letzten fünfzig Jahren aber sehr selten vorgekommen.
4. Ausgemeindung: [A] = [A−] + [B] (+ [C] etc.)
Beispiel: Mit Wirkung auf den 1. Januar 1993 wurde die Gesamtgemeinde Rubigen (0623) in die selbständigen Gemeinden Allmendingen (0630), Rubigen (0623) und Trimstein (0631) überführt.
Der Bestand an Gemeinden im amtlichen Gemeindeverzeichnis wird durch die Ausgemeindung erhöht. Die Gebietsausdehnung der bisherigen Gemeinde Rubigen sowie der neuen Gemeinden Allmendingen und Trimstein musste durch die amtliche Vermessung (swisstopo) neu ermittelt werden.
Dieser Mutationstyp ist in den letzten fünfzig Jahren sehr selten vorgekommen.
5. Gebietsabtausch: [A] + [B] = [A+] + [B−]
Beispiel: Mit Wirkung auf den 1. Januar 1995 wurde der Ortsteil Uerenbohl von der Ortsgemeinde Opfershofen (4915) abgetrennt und der Ortsgemeinde Sulgen (4510) zugeordnet.
Der Bestand an Gemeinden im amtlichen Gemeindeverzeichnis bleibt durch den Gebietsabtausch unverändert. Die neue Gebietsausdehnung der Gemeinden Opfershofen und Sulgen musste durch die amtliche Vermessung (swisstopo) neu ermittelt werden.
Bemerkung: Gebietsabtausche sind im historisierten Gemeindeverzeichnis der Schweiz enthalten, soweit diese (dauernd) bewohnte Gebiete betreffen und im Rahmen der Mutationsmeldungen zum amtlichen Gemeindeverzeichnis bekannt gemacht wurden.
Dieser Mutationstyp trat in jüngerer Zeit vor allem im Kanton Thurgau auf.
6. Änderung des Gemeindenamens: [A] = [B]
Beispiel: Mit Wirkung auf den 1. Dezember 2006 hat sich die Gemeinde Zurzach in die Gemeinde Bad Zurzach umbenannt.
Der Bestand an Gemeinden im amtlichen Gemeindeverzeichnis sowie die Gebietsausdehnung der Gemeinde Bad Zurzach bleibt durch die Umbenennung unverändert.
7. Änderung der Kantons-/Bezirkszugehörigkeit
Beispiel: Mit Wirkung auf den 1. Juli 1996 ist die Gemeinde Vellerat vom Kanton Bern zum Kanton Jura übergetreten.
Der Bestand an Gemeinden im amtlichen Gemeindeverzeichnis sowie die Gebietsausdehnung der Gemeinde Vellerat bleibt durch den Kantonswechsel unverändert.
Siehe dazu:
- Amtliches Gemeindeverzeichnis der Schweiz
- Gemeindefusionen in der Schweiz
- Aufgehobene politische Gemeinden der Schweiz
- Liste von Namensänderungen politischer Gemeinden der Schweiz
- Neu entstandene politische Gemeinden der Schweiz

### Gemeindefusionen

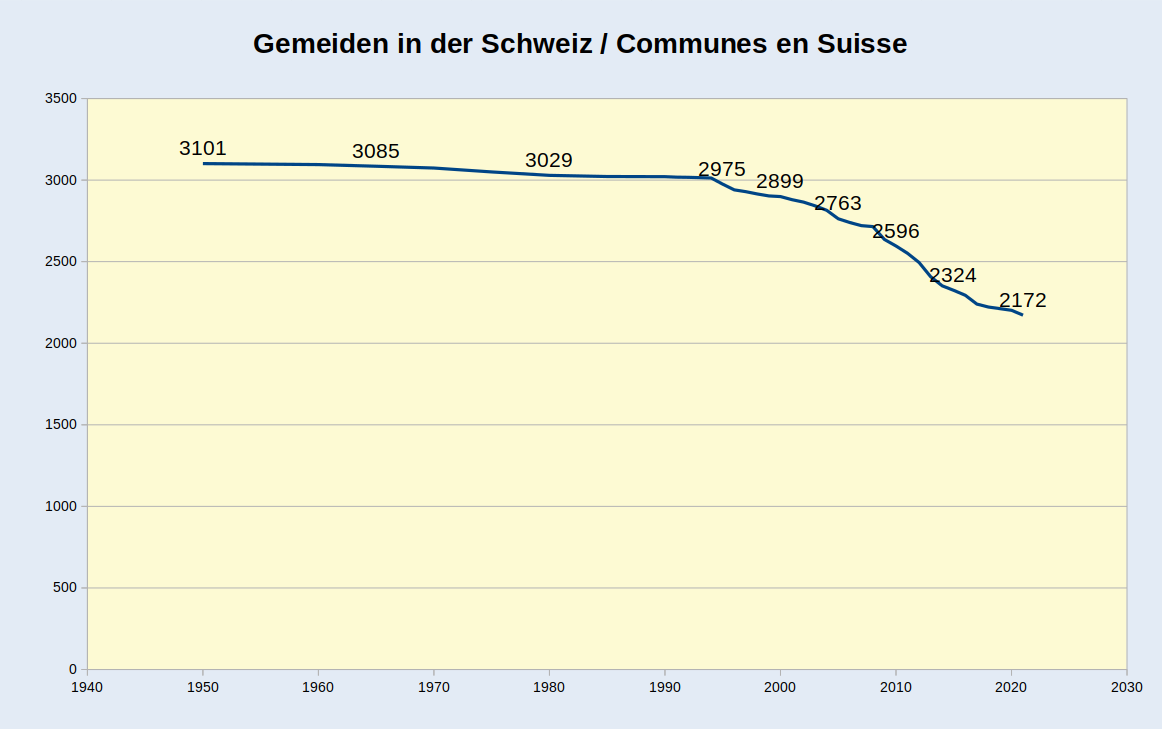
Abnahme der Anzahl Gemeinden: deutlich zu erkennen ist der erhebliche Rückgang ab 1994/95

Viele kleinere Gemeinden sehen sich heute gezwungen, Fusionsprojekte mit ihren Nachbarn ins Auge zu fassen. Gründe dafür sind: funktionelles Zusammenwachsen der Siedlungsgebiete, Komplexität der Aufgaben, Überforderung der Behörden von Kleingemeinden, Nachwuchsmangel für Gemeindebehörden, mangelndes politisches Gewicht im Kanton, aus Sicht einiger Experten auch die suboptimale Grösse (Anzahl Einwohner) per se. Andere Experten und Studien weisen jedoch darauf hin, dass die Grösse allein nicht ausschlaggebend ist. Kleinere Gemeinden haben vielfach eine effiziente, kostengünstige und bürgernahe Verwaltung (Milizsystem) und ihre Finanzen besser im Griff.
Grosszügige Subventionen seitens von Kantonsregierungen, ja eigentliche Fusionsprojekte (wie in Freiburg und im Tessin) sind ein zusätzlicher Anstoss für Gemeindefusionen.
Siehe: Gemeindefusionen in der Schweiz.
Am 7. Mai 2006 beschloss die Glarner Landsgemeinde überraschend eine Reduktion von bisher 27 auf nur mehr 3 Gemeinden auf das Jahr 2011. Der Antrag der Regierung hatte eine Reduktion auf zehn Gemeinden vorgesehen. Dies ist somit die radikalste Gemeindefusion bisher.

### Entwicklung
Seit das Bundesamt für Statistik (BfS) 1960 das Gemeindeverzeichnis führt, ist die Anzahl der Gemeinden in der Schweiz sinkend. Während jedoch in den drei Jahrzehnten von 1960 bis 1990 mit einer Reduktion von 3095 auf 3021 Gemeinden – was einem Rückgang von 2,4 Prozent entspricht –, nur eine leichte Reduktion stattfand, hat sich der Prozess in jüngerer Vergangenheit erheblich beschleunigt. Allein im Jahrzehnt von 1990 bis 2000 sank die Anzahl um weitere 122 Gemeinden, was einem Rückgang von 4 Prozent und somit fast dem Doppelten des Rückgangs der 30 Jahre davor entspricht. Im neuen Jahrtausend ist eine weitere Beschleunigung zu beobachten; im Frühjahr 2010 konnten nur noch 2588 Gemeinden gezählt werden. In diesem Jahrzehnt sank die Anzahl der Gemeinden um 303 respektive 10,5 Prozent. Vom 1. Januar 2000 bis zum 1. Januar 2010 war der Rückgang also grösser als in den 40 Jahren zuvor.
Folgende Tabelle zeigt den genauen Verlauf des Rückganges, wobei jeweils die Zahlen vom 1. Januar des betreffenden Jahres als Grundlage dienen:
| Jahr   | 2025 | 2024 | 2023 | 2022 | 2021 | 2020 | 2019 | 2018 | 2017 | 2016 | 2015 | 2014 | 2013 | 2012 | 2011 | 2010 | 2009 | 2008 | 2007 | 2006 | 2005 |
| ------ | ---- | ---- | ---- | ---- | ---- | ---- | ---- | ---- | ---- | ---- | ---- | ---- | ---- | ---- | ---- | ---- | ---- | ---- | ---- | ---- | ---- |
| Anzahl | 2121 | 2131 | 2136 | 2148 | 2172 | 2202 | 2212 | 2222 | 2255 | 2294 | 2324 | 2352 | 2408 | 2495 | 2551 | 2596 | 2636 | 2715 | 2721 | 2740 | 2763 |

| Jahr   | 2004 | 2003 | 2002 | 2001 | 2000 | 1999 | 1998 | 1997 | 1996 | 1995 | 1994 | 1993 | 1992 | 1991 | 1990 | 1985 | 1980 | 1975 | 1970 | 1965 | 1960 |
| ------ | ---- | ---- | ---- | ---- | ---- | ---- | ---- | ---- | ---- | ---- | ---- | ---- | ---- | ---- | ---- | ---- | ---- | ---- | ---- | ---- | ---- |
| Anzahl | 2815 | 2842 | 2865 | 2880 | 2899 | 2903 | 2915 | 2929 | 2940 | 2975 | 3013 | 3015 | 3017 | 3018 | 3021 | 3022 | 3029 | 3050 | 3074 | 3085 | 3095 |

## Statistisches und Übersichten

### Anzahl der Gemeinden der Kantone
| Kanton                           | Anzahl |
| -------------------------------- | ------ |
| Zürich                           | 160    |
| Bern                             | 335    |
| Luzern                           | 79     |
| Uri                              | 19     |
| Schwyz                           | 30     |
| Obwalden                         | 7      |
| Nidwalden                        | 11     |
| Glarus                           | 3      |
| Zug                              | 11     |
| Freiburg                         | 121    |
| Solothurn                        | 106    |
| Basel-Stadt                      | 3      |
| Basel-Landschaft                 | 86     |
| Schaffhausen                     | 26     |
| Appenzell Ausserrhoden           | 20     |
| Appenzell Innerrhoden            | 5      |
| St. Gallen                       | 75     |
| Graubünden                       | 100    |
| Aargau                           | 197    |
| Thurgau                          | 80     |
| Tessin                           | 100    |
| Waadt                            | 300    |
| Wallis                           | 122    |
| Neuenburg                        | 24     |
| Genf                             | 45     |
| Jura                             | 50     |
| Schweizerische Eidgenossenschaft | 2115   |

### Grössenklassen
Die grössten Gemeinden sind die Städte Zürich, Genf, Basel, Bern, Lausanne und Winterthur. Mit einer Bevölkerung von mehr als 100'000 Personen gelten sie als Grossstädte. St. Gallen, Luzern, Lugano und Biel/Bienne haben mehr als 50'000 Einwohner.
Total 172 Gemeinden weisen mehr als 10'000 Einwohner auf und gelten damit statistisch als Stadt. Manche bezeichnen sich aber weiterhin als «Gemeinde» (Bsp.: Köniz im Kanton Bern mit 37'000 Einwohnern). Hingegen gibt es auch Städtchen mit altem Stadtrecht, aber weit unter 10'000 Einwohnern, die stolz sind, sich «Stadt» nennen zu dürfen; dieser Stadtbegriff ist allerdings rein historischer Art und im modernen Recht ohne Relevanz (Beispiele: Eglisau, Kaiserstuhl, Bischofszell, Murten, Sempach oder Fürstenau). Siehe auch Liste der Städte in der Schweiz.
Dass die Schweiz auch kleinste Gemeinden aufweist, zeigen verschiedene Parameter:
- der Median beträgt 1023 Einwohner (Zahlen Ende 2007 nach BfS ESPOP; das heisst, 50 Prozent aller Gemeinden haben mehr, die andere Hälfte weniger Einwohner als dieser Wert),
- der Durchschnitt hingegen beträgt 2'806 Einwohner (Zahlen Ende 2007 nach BfS ESPOP; die gesamte Einwohnerzahl aller Gemeinden geteilt durch die Anzahl der Gemeinden).

50 % der Gemeinden weisen also eine Bevölkerungszahl unter 1023 Personen auf. 99 Gemeinden (3,7 %) haben sogar 100 Einwohner und darunter (2004). Die kleinste Gemeinde war Ende 2011 Corippo mit 12 Einwohnern.
Grössenklassen können auch nach der Fläche des Territoriums gebildet werden. Die grösste Gemeinde der Schweiz war vom 1. Januar 2011 bis 31. Dezember 2014 Glarus Süd mit 430 km², die im Rahmen der Glarner Gemeindereform aus der Fusion von 13 Gemeinden hervorging. Seit dem 1. Januar 2015 ist Scuol mit 438 km² die flächenmässig grösste Gemeinde der Schweiz. Die kleinsten Gemeinden sind mit 0,32 km² Kaiserstuhl im Kanton Aargau und Rivaz im Kanton Waadt. Zwischen der Meereshöhe und der Fläche gibt es einen klaren Zusammenhang – je höher gelegen, desto grösser werden die Gemeindeflächen. Am meisten kleine Gemeinden gibt es im Südtessin.

### Übersicht der einwohnerstärksten und -schwächsten Gemeinden der Schweiz
Einwohnerzahlen der grössten und kleinsten Gemeinden gemäss Bundesamt für Statistik (Stand: 31. Dezember 2023; Agglomerationszahlen von 2012 gemäss der Definition des Bundesamts für Statistik).
| Rang | Gemeinde          | Kanton       | Einwohner | Agglomeration (2012) |
| ---- | ----------------- | ------------ | --------- | -------------------- |
| 1.   | Zürich            | Zürich       | 433'989   | 1'280'944            |
| 2.   | Genf              | Genf         | 206'635   | 552'305              |
| 3.   | Basel             | Basel-Stadt  | 176'329   | 527'225              |
| 4.   | Lausanne          | Waadt        | 144'160   | 389'614              |
| 5.   | Bern              | Bern         | 136'988   | 398'873              |
| 6.   | Winterthur        | Zürich       | 119'315   | 133'691              |
| 7.   | Luzern            | Luzern       | 85'534    | 220'741              |
| 8.   | St. Gallen        | St. Gallen   | 78'213    | 162'795              |
| 9.   | Lugano            | Tessin       | 63'495    | 145'576              |
| 10.  | Biel/Bienne       | Bern         | 55'932    | 101'271              |
| 11.  | Neuenburg         | Neuenburg    | 44'898    | 87'641               |
| 12.  | Bellinzona        | Tessin       | 44'743    | 53'583               |
| 13.  | Thun              | Bern         | 43'905    | 78'964               |
| 14.  | Köniz             | Bern         | 42'958    | Agglomeration Bern   |
| 15.  | Chur              | Graubünden   | 39'242    | 56'697               |
| 16.  | Schaffhausen      | Schaffhausen | 38'666    | 67'628               |
| 17.  | Freiburg          | Freiburg     | 38'660    | 100'111              |
| 18.  | La Chaux-de-Fonds | Neuenburg    | 37'233    | 52'098               |
| 19.  | Sitten            | Wallis       | 36'624    | 79'746               |
| 20.  | Uster             | Zürich       | 36'352    | Agglomeration Zürich |

| Rang | Gemeinde                    | Kanton     | Einwohner |
| ---- | --------------------------- | ---------- | --------- |
| 1.   | Kammersrohr                 | Solothurn  | 31        |
| 2.   | Rebévelier                  | Bern       | 34        |
| 3.   | Schelten                    | Bern       | 35        |
| 4.   | Cerentino                   | Tessin     | 38        |
| 5.   | Bister                      | Wallis     | 39        |
| 5.   | Linescio                    | Tessin     | 42        |
| 7.   | Berken                      | Bern       | 46        |
| 8.   | Campo (Vallemaggia)         | Tessin     | 49        |
| 9.   | Bosco/Gurin                 | Tessin     | 53        |
| 10.  | Meienried                   | Bern       | 57        |
| 11.  | Rongellen                   | Graubünden | 61        |
| 12.  | Mauraz                      | Waadt      | 64        |
| 13.  | Seehof                      | Bern       | 66        |
| 14.  | Villarsel-sur-Marly         | Freiburg   | 74        |
| 15.  | Zwischbergen                | Wallis     | 81        |
| 16.  | Ferrera                     | Graubünden | 82        |
| 17.  | Rumendingen                 | Bern       | 83        |
| 18.  | Riemenstalden               | Schwyz     | 84        |
| 19.  | Deisswil bei Münchenbuchsee | Bern       | 86        |
| 20.  | Buseno                      | Graubünden | 91        |
| 20.  | Saxeten                     | Bern       | 91        |

### Übersicht der flächenmässig grössten und kleinsten Gemeinden der Schweiz
Flächenangaben der grössten und kleinsten Gemeinden gemäss Bundesamt für Statistik.
| Rang | Gemeinde       | Kanton     | Fläche in km² |
| ---- | -------------- | ---------- | ------------- |
| 1.   | Scuol          | Graubünden | 438,61        |
| 2.   | Glarus Süd     | Glarus     | 430,03        |
| 3.   | Zernez         | Graubünden | 344,04        |
| 4.   | Surses         | Graubünden | 323,77        |
| 5.   | Val de Bagnes  | Wallis     | 301,91        |
| 6.   | Davos          | Graubünden | 284,00        |
| 7.   | Bregaglia      | Graubünden | 251,42        |
| 8.   | Anniviers      | Wallis     | 243,37        |
| 9.   | Zermatt        | Wallis     | 242,85        |
| 10.  | Innertkirchen  | Bern       | 236,59        |
| 11.  | Klosters       | Graubünden | 219,80        |
| 12.  | Verzasca       | Tessin     | 218,48        |
| 13.  | Evolène        | Wallis     | 209,89        |
| 14.  | Blenio         | Tessin     | 202,00        |
| 15.  | Guttannen      | Bern       | 200,85        |
| 16.  | Val Müstair    | Graubünden | 198,65        |
| 17.  | Poschiavo      | Graubünden | 191,01        |
| 18.  | Bergün Filisur | Graubünden | 190,14        |
| 19.  | Lavizzara      | Tessin     | 187,53        |
| 20.  | Vals           | Graubünden | 175,56        |

| Rang | Gemeinde       | Kanton    | Fläche in km² |
| ---- | -------------- | --------- | ------------- |
| 1.   | Gottlieben     | Thurgau   | 0,31          |
| 1.   | Rivaz          | Waadt     | 0,31          |
| 3.   | Meyriez        | Freiburg  | 0,34          |
| 4.   | Paudex         | Waadt     | 0,48          |
| 5.   | Mauraz         | Waadt     | 0,50          |
| 6.   | Muralto        | Tessin    | 0,59          |
| 7.   | Grancia        | Tessin    | 0,61          |
| 8.   | Meienried      | Bern      | 0,65          |
| 9.   | Gravesano      | Tessin    | 0,71          |
| 10.  | Massagno       | Tessin    | 0,74          |
| 11.  | Savosa         | Tessin    | 0,74          |
| 12.  | Cadempino      | Tessin    | 0,76          |
| 13.  | Sorengo        | Tessin    | 0,85          |
| 14.  | Villars-Epeney | Waadt     | 0,86          |
| 15.  | Chigny         | Waadt     | 0,89          |
| 15.  | Neggio         | Tessin    | 0,89          |
| 15.  | Paradiso       | Tessin    | 0,89          |
| 15.  | Saint-Saphorin | Waadt     | 0,88          |
| 19.  | Lavertezzo     | Tessin    | 0,89          |
| 20.  | Kammersrohr    | Solothurn | 0,95          |

### Gemeindelisten
Nach Bundesamt für Statistik gemäss Amtlichem Gemeindeverzeichnis der Schweiz:
Alle Gemeinden der SchweizListe Schweizer Gemeinden
Nach KantonenZürich, Bern, Luzern, Uri, Schwyz, Obwalden, Nidwalden, Glarus, Zug, Freiburg, Solothurn, Basel-Stadt, Basel-Landschaft, Schaffhausen, Appenzell Ausserrhoden, Appenzell Innerrhoden, St. Gallen, Graubünden, Aargau, Thurgau, Tessin, Waadt, Wallis, Neuenburg, Genf, Jura